# アルフォンス・ミュシャ
アルフォンス・ミュシャ（フランス語: Alphonse Mucha、チェコ語: Alfons Mucha、本名：アルフォンス・マリア・ムハ（チェコ語: Alfons Maria Mucha）、1860年7月24日 - 1939年7月14日）は、チェコ出身でフランスなどで活躍したグラフィックデザイナー、イラストレーター、画家。「ミュシャ」という表記はフランス語の発音によるものであり、チェコ語での発音は「 ムハ」である。
アール・ヌーヴォーを代表する画家で、多くのポスター、装飾パネル、カレンダー等を制作した。ミュシャの作品は星、宝石、花（植物）などの様々な概念を女性の姿を用いて表現するスタイルと、華麗な曲線を多用したデザインが特徴である。イラストレーションとデザインの代表作として『ジスモンダ』、『黄道十二宮』、『四芸術』などが、絵画の代表作として20枚から成る連作『スラヴ叙事詩』などが挙げられる。

## プロフィール
オーストリア帝国領モラヴィアのイヴァンチツェに生まれた。ブルノ中学校に入り教会の聖歌隊となった。当時は音楽家を志したが、1875年に声が出なくなり志を諦める。コーラス・グループの仲間のひとりにレオシュ・ヤナーチェクがいた。夏休みに合唱隊の聖歌集の表紙を描くなど絵を得意とした。中学校を中退、地方裁判所で働く。19歳でウィーンに行き舞台装置工房で働きながら夜間のデッサン学校に通う。この頃、ハンス・マカルトの作品に触れ、多大な影響を受けた。2年後失業。1883年、ミクロフでクーエン・ブラシ伯爵に会い、その弟のエゴン伯爵がパトロンとなる。25歳のときエゴン伯爵の援助でミュンヘン美術院に入学、卒業し、28歳のときパリにてアカデミー・ジュリアンに通う。
彼の出世作は1895年、舞台女優サラ・ベルナールの芝居のために作成した『ジスモンダ』のポスターである。これはベルナールが年の瀬に急遽ポスターを発注することにしたが、主だった画家が休暇でパリにおらず、印刷所で働いてたミュシャに飛び込みで依頼したものだった。威厳に満ちた人物と、細部にわたる繊細な装飾からなるこの作品は、当時のパリにおいて大好評を博し、文字通り一夜にして彼のアール・ヌーヴォーの旗手としての地位を不動のものとした。またサラ・ベルナールにとっても、この『ジスモンダ』が、フランス演劇界の女王として君臨するきっかけとなった。その後もミュシャは「椿姫」、「メディア」、「ラ・プリュム」、「トスカ」など、サラ・ベルナールのポスターを制作している。
サラ・ベルナールの他、煙草用巻紙（JOB社）、シャンパン（モエ・エ・シャンドン社）、自転車（ウェイバリー自転車）などの多くのポスターの制作をおこなっている。これらは女性と様式化された装飾の組み合わせが特徴的である。特に1896年に制作されたJOB社のポスターは大変人気があり、コレクター用に小型判が作られている。
ポスターに並び、装飾パネルも数多く手がけている。2点ないし4点のセットの連作が多く、いずれも女性の姿を用いて様々な寓意を表現している。代表的な作品には以下のようなものがある。
- 『四季』 - 「春」、「夏」、「秋」、「冬」；（1896年）
- 『ビザンティン風の頭部』 - 「ブルネット」、「ブロンド」；（1897年）
- 『四芸術』 - 「詩」、「ダンス」、「絵画」、「音楽」；（1898年）
- 『四つの花』 - 「ローズ」(薔薇)、「リリー」(百合)、「カーネーション」、「アイリス」；（1898年）
- 『四つの宝石』 - 「アメジスト」、「エメラルド」、「トパーズ」、「ルビー」；（1900年）
- 『四つの星』 - 「明けの明星」、「北極星」、「宵の明星」、「月」；（1902年）

装飾パネル連作『四季』(1896)
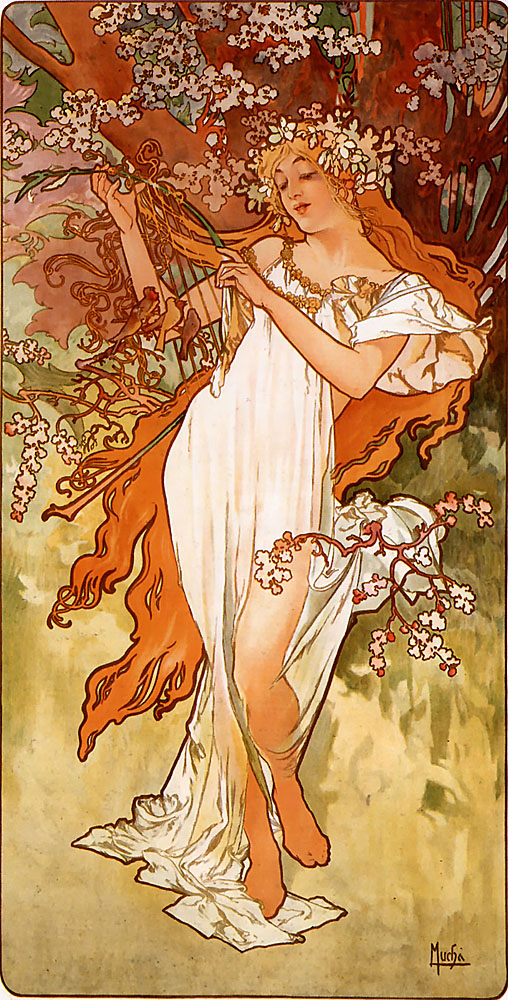
『春』
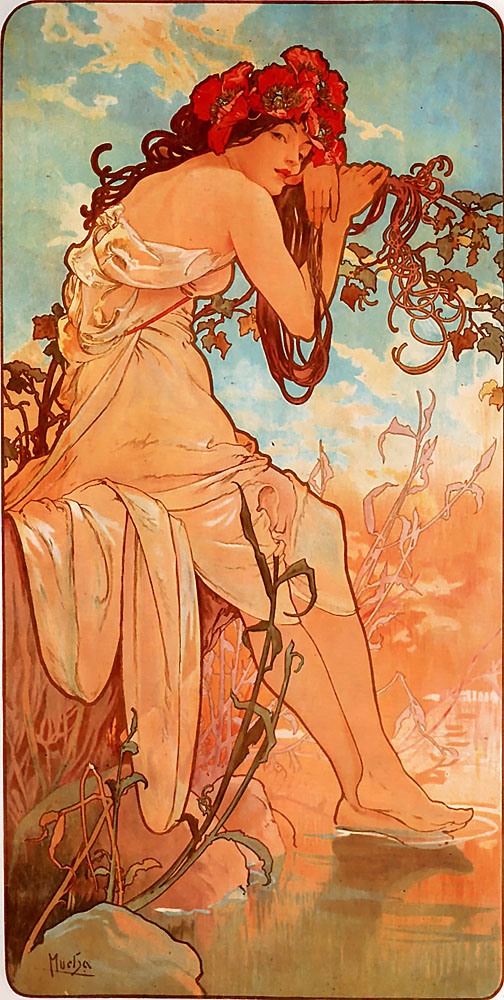
『夏』
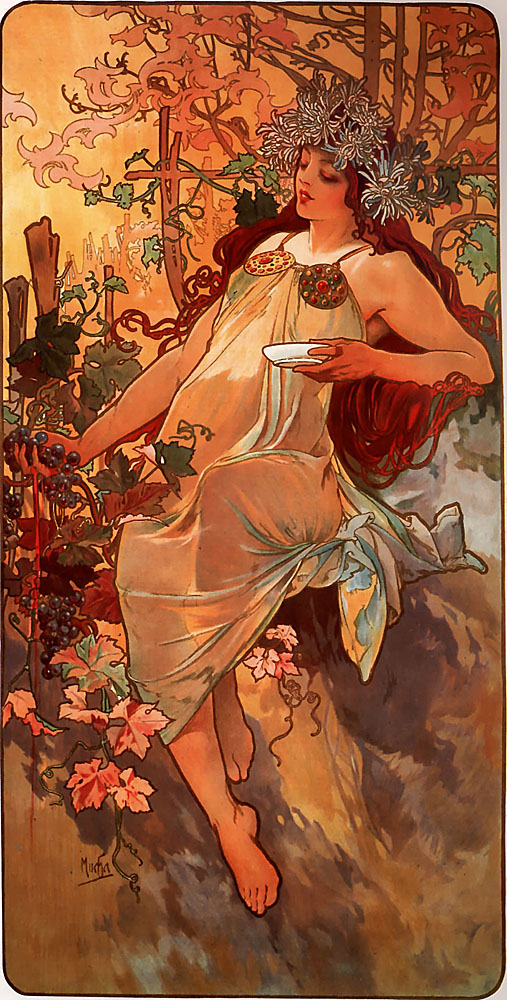
『秋』
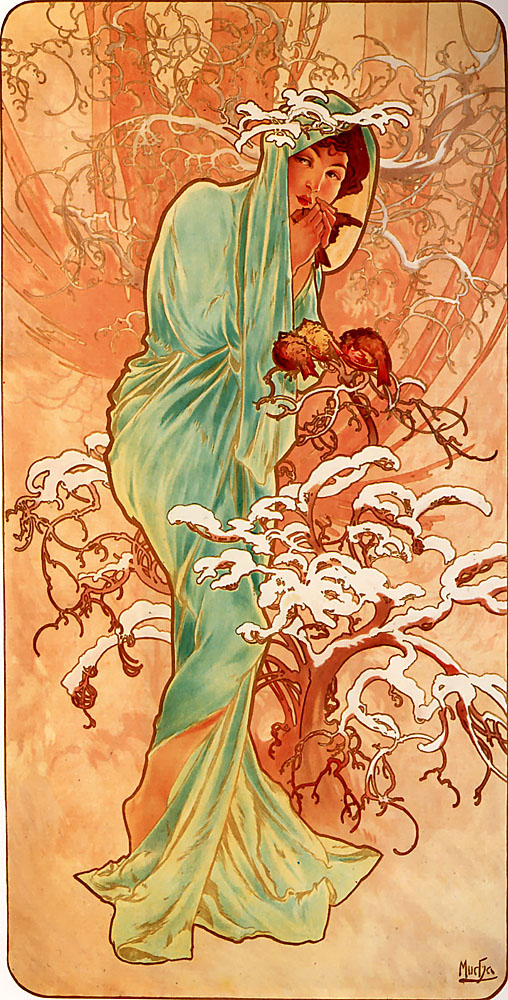
『冬』

また、挿画本分野の作品も手掛けている。
パリでの初期苦闘時代、ミュシャは雑誌の挿絵によって生計を立てていたが、次第に認められ、パリの大出版社、アルマン・コランの挿画家として活躍するようになる。東洋的な情景をドラマチックに描き、高い評価を得た「白い象の伝説」、33点の木版画が挿入され、挿画家としての名声を高めた「ドイツ歴史の諸場面とエピソード」も、同社から出版された作品である。
代表的な作品には、年代順に以下のようなものがある。
- 『白い象の伝説』(1894年） 木版画
- 『ドイツ歴史の諸場面とエピソード』（1896年） 木版画
- 『トリポリの姫君イルゼ』（1897年） リトグラフ
- 『アダミテ』（1897年） 木版画/フォトレリーフプリント
- 『ラマ』（1898年） リトグラフ
- 『主の祈り』（1899年） リトグラフ/版画集
- 『クリオ』（1900年） リトグラフ
- 『UTOK MORE』（1922年） プリント
- 『ANDELICEK Z BAROKU』（1929年） プリント/サイン入200部有

宗教的思想に裏付けられた文学的解釈、それを美へと昇華する芸術力。挿画本分野において、ミュシャは独自の、そして輝かしい業績を残している。

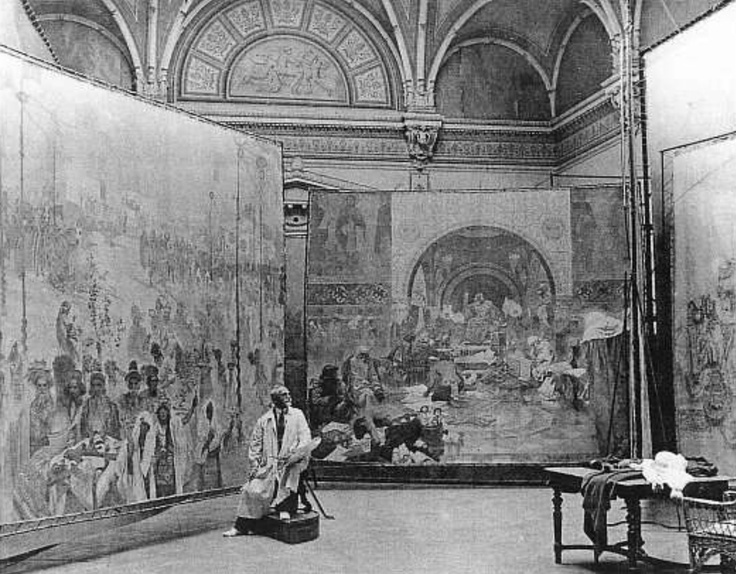
大作『スラヴ叙事詩』を制作するミュシャ(1920)

アメリカの富豪チャールズ・クレーンから金銭的な援助を受けることに成功し、財政的な心配のなくなったミュシャは1910年、故国であるチェコに帰国し、20点の絵画から成る連作『スラヴ叙事詩』を制作する。この一連の作品はスラヴ語派の諸言語を話す人々が古代は統一民族であったという近代の空想「汎スラヴ主義」を基にしたもので、この空想上の民族「スラヴ民族」の想像上の歴史を描いたものである。スメタナの連作交響詩『わが祖国』を聴いたことで、構想を抱いたといわれ、完成までおよそ20年を要している。
また、この時期にはチェコ人の愛国心を喚起する多くの作品群やプラハ市庁舎のホール装飾等を手がけている。1918年にハプスブルク家が支配するオーストリア帝国が崩壊し、チェコスロバキアが成立すると、新国家のために紙幣や切手、国章などのデザインを行った。財政難の新しい国を慮って、デザインは無報酬で請け負ったという。
1939年3月、ナチス・ドイツによってチェコスロヴァキアは解体された。プラハに入城したドイツ軍によりミュシャは「絵画がチェコ国民の愛国心を刺激する」という理由で逮捕された。ナチスはミュシャを厳しく尋問したが、78歳の彼には大きな負担となった。間もなく釈放されたものの、4ヶ月後の7月に体調を崩し死去した。遺体はヴィシェフラド民族墓地に埋葬された（現在はヤンとラファエルのクベリーク親子と同じ墓石に埋葬されている）。
戦後に成立した共産党政権は、ミュシャと愛国心の結びつきを警戒し、彼の存在を黙殺した。しかし、民衆の中でミュシャへの敬愛は生き続け、プラハの春翌年の1969年には、ミュシャの絵画がプリントされた記念切手数種が制作されている。また世界的にも、1960年代以降のアール・ヌーヴォー再評価とともに、改めて高い評価を受け、現在はチェコを代表する国民的画家として認知されている。

### 日本におけるミュシャ
ミュシャの挿絵やイラストが、明治時代の文学雑誌『明星』などにおいて盛んに模倣された。

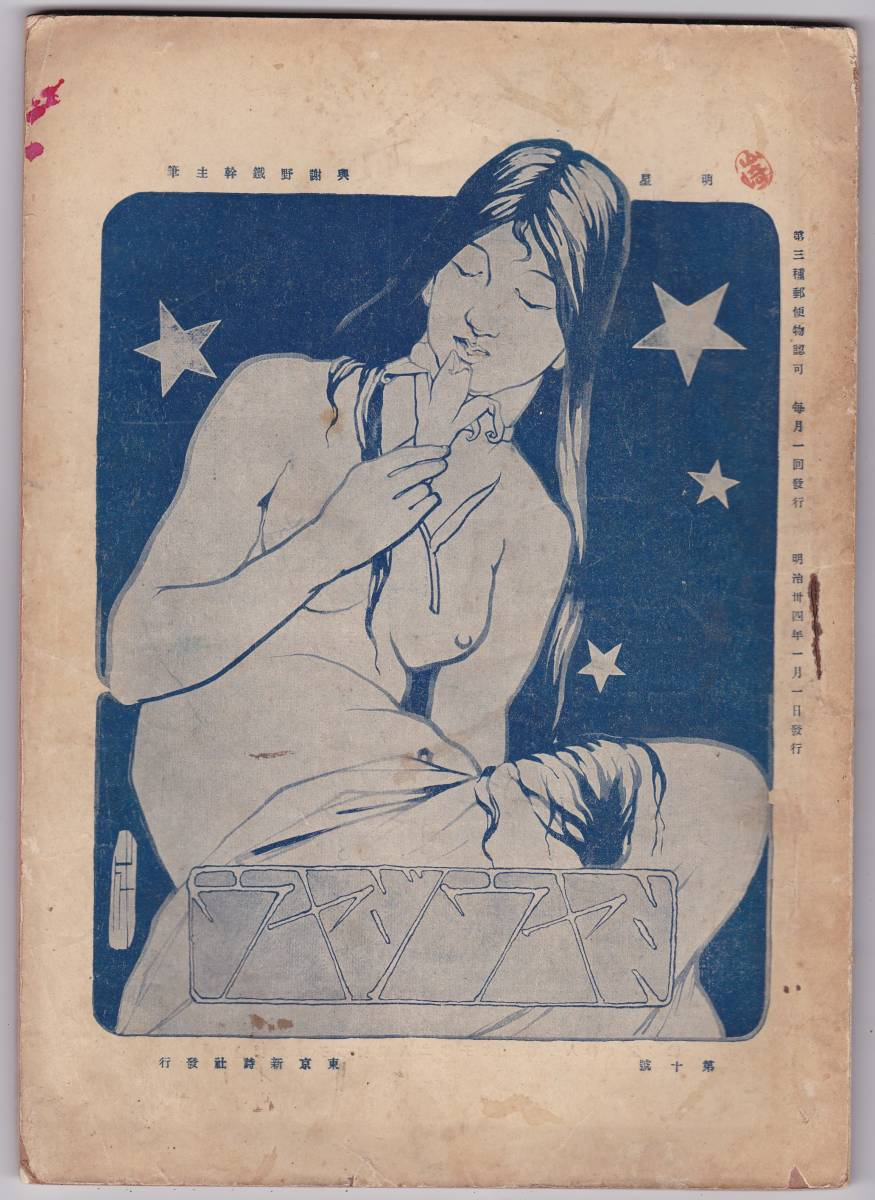
文芸誌『明星』(1901年表紙・一條成美)
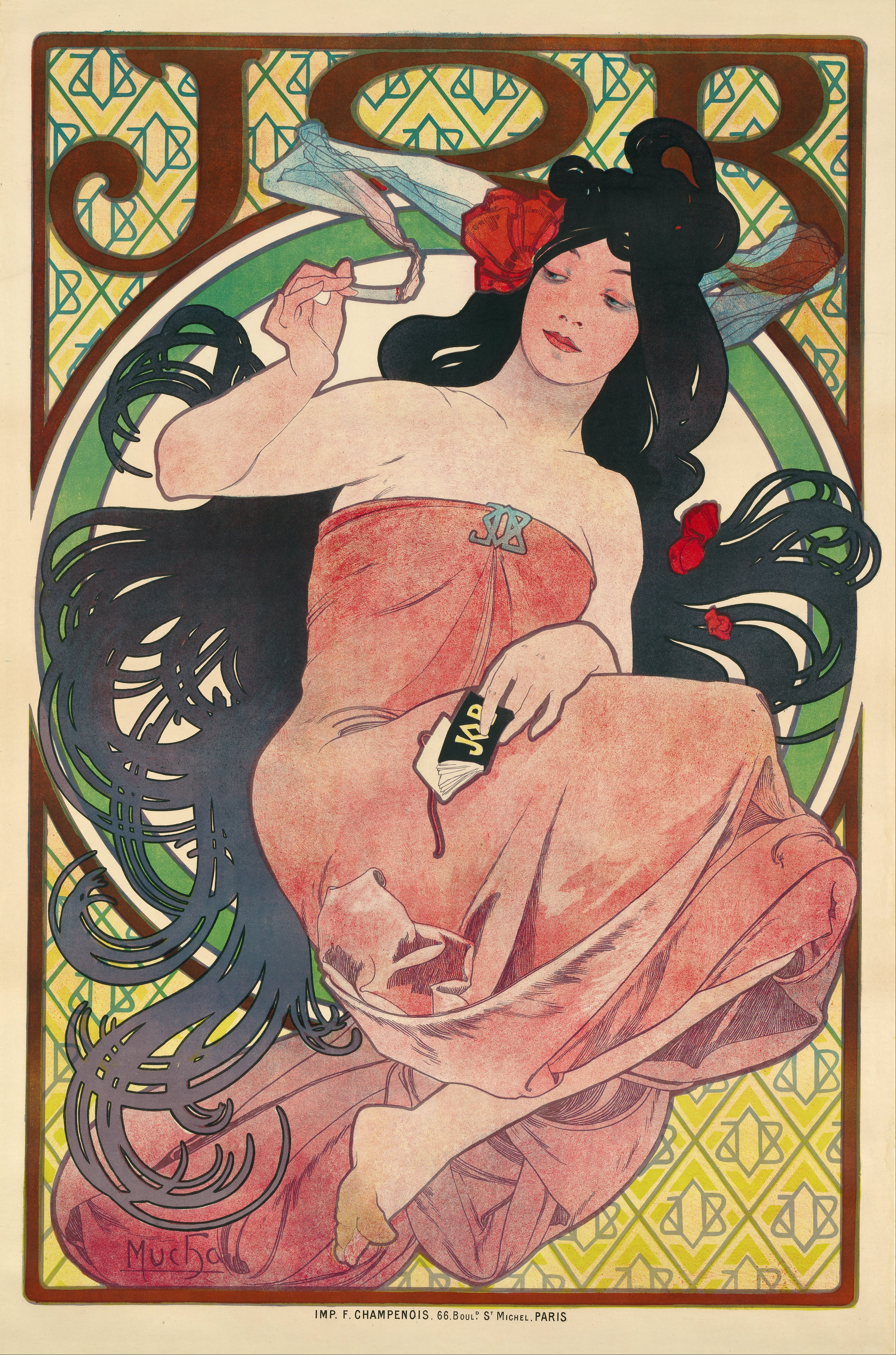
ミュシャの「JOB」(1894年)
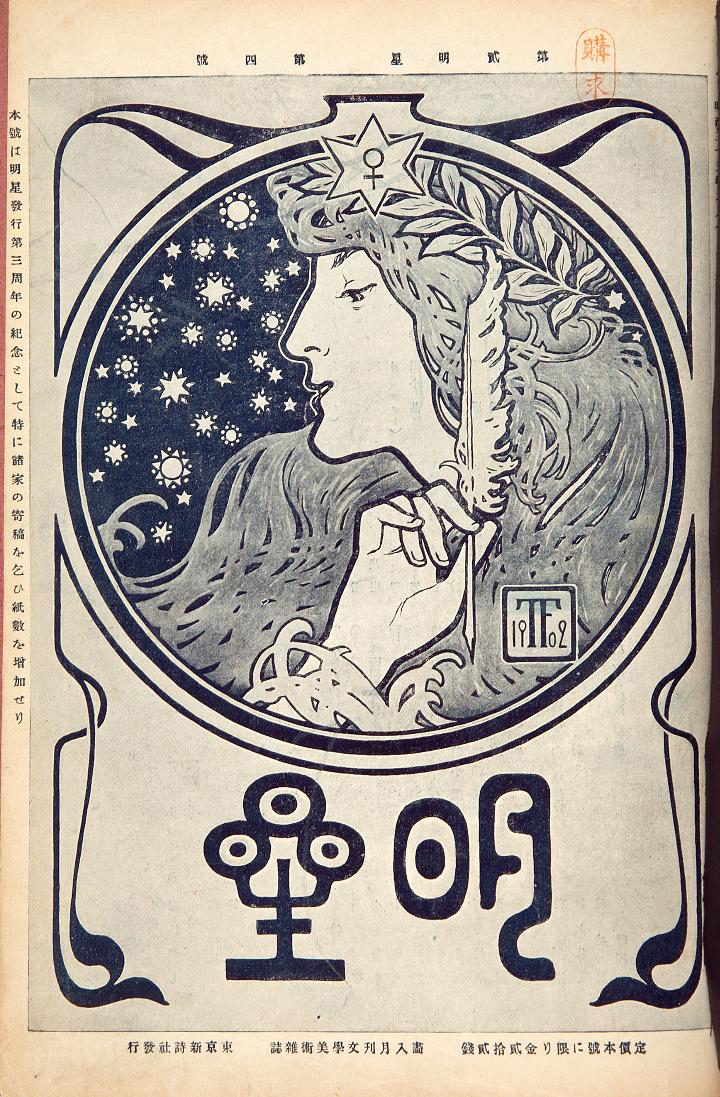
文芸誌『明星』(1902年表紙・藤島武二)
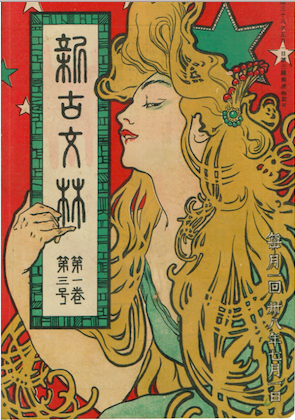
借用した例・文芸誌『新古文林』(1905年表紙・石川寅治)
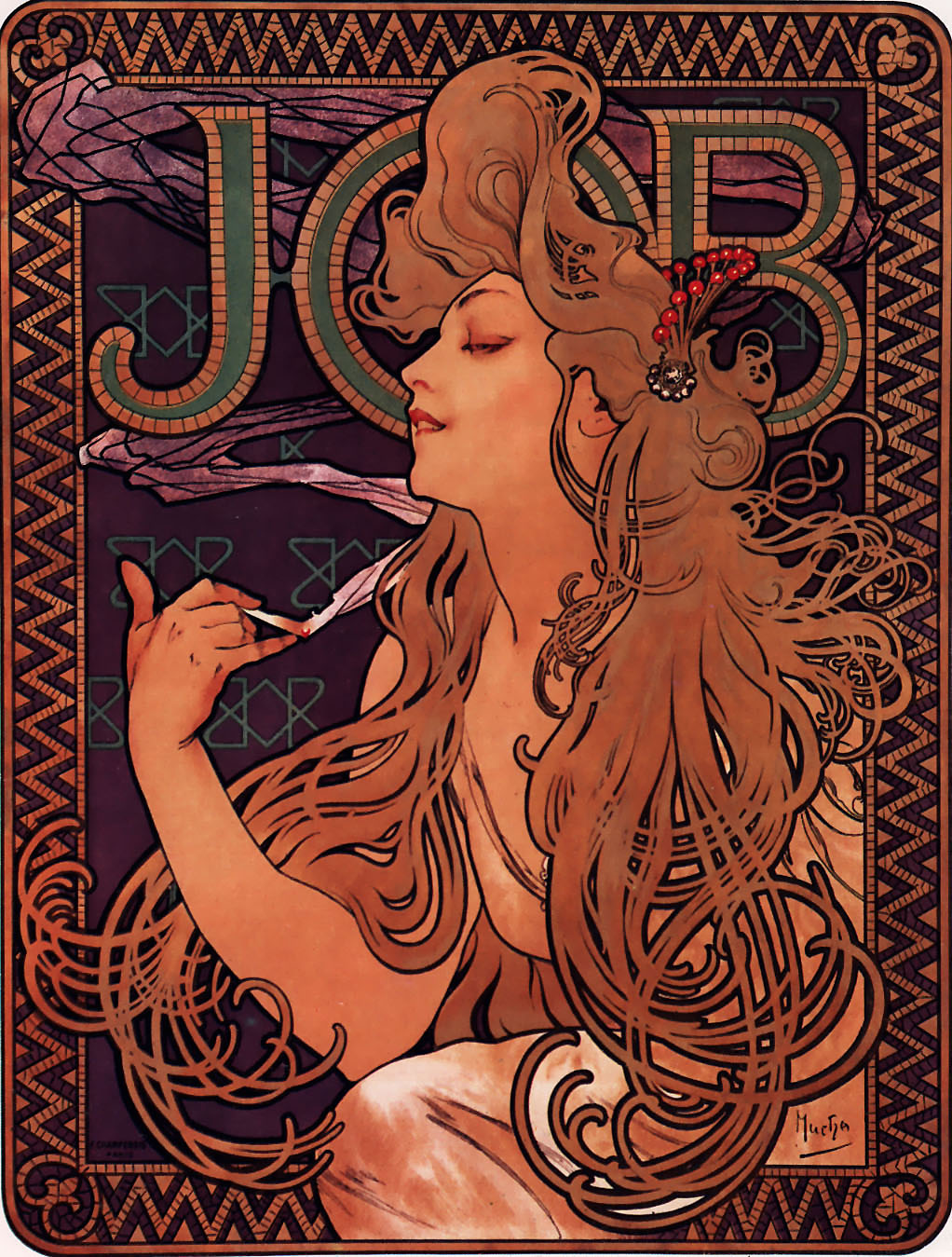
ミュシャの「JOB」(1896年)

ミュシャの有力コレクションの一つは日本にある。堺市が所有し、堺市立文化館アルフォンス・ミュシャ館で一部が展示されている「ドイ・コレクション」である。カメラ店の創業者である土居君雄が、本業の買い付けや商談の為に渡欧する度に買い集めた。また、ミュシャ子息のジリ・ミュシャとも親交を結び、彼の仲介によってコレクションの中核が築かれた。1989年には、土居にチェコ文化交流最高勲章が授与されている。土居が1990年に他界すると遺族は相続放棄し、1993年、土居夫妻が新婚時代に居住したことのある堺市に寄贈された。

### 作曲家フェルステルとのコラボレーション
- プラハのミュシャ博物館で上映されているミュシャ紹介ビデオの伴奏には、チェコの作曲家であるヨゼフ・ボフスラフ・フェルステルの作品『シェイクスピア組曲』が使われている。
- フェルステルの交響曲全集（MDGレーベル）のCD3枚には、いずれもミュシャの絵が使われている。

## ギャラリー

### 演劇ポスター

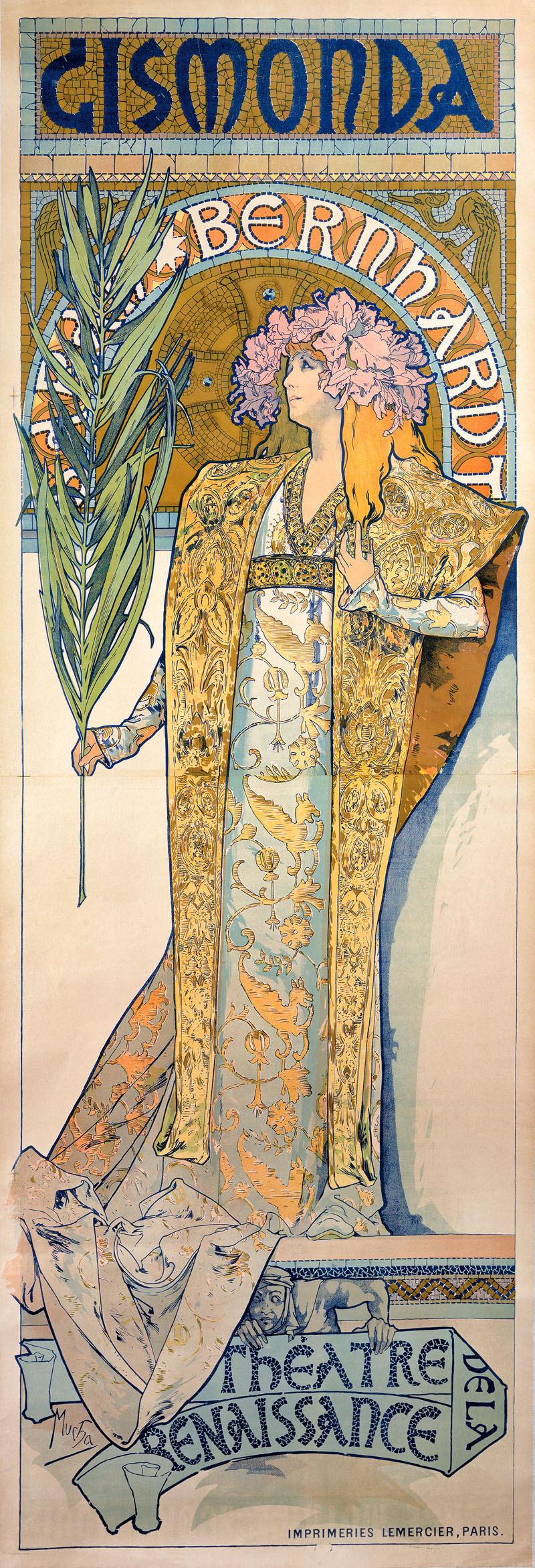
出世作、『ジスモンダ』(1894)
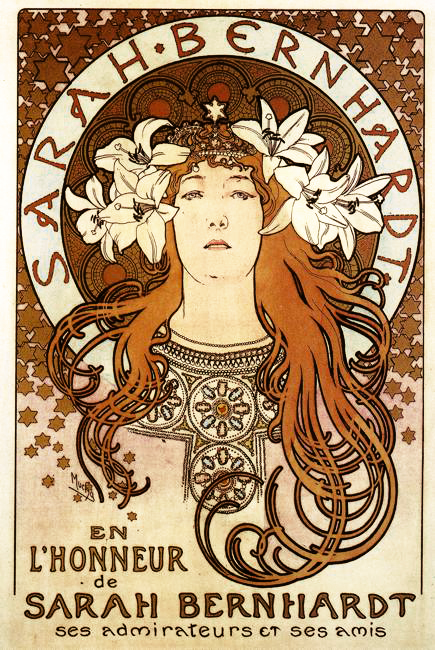
『サラ・ベルナール』(1896)
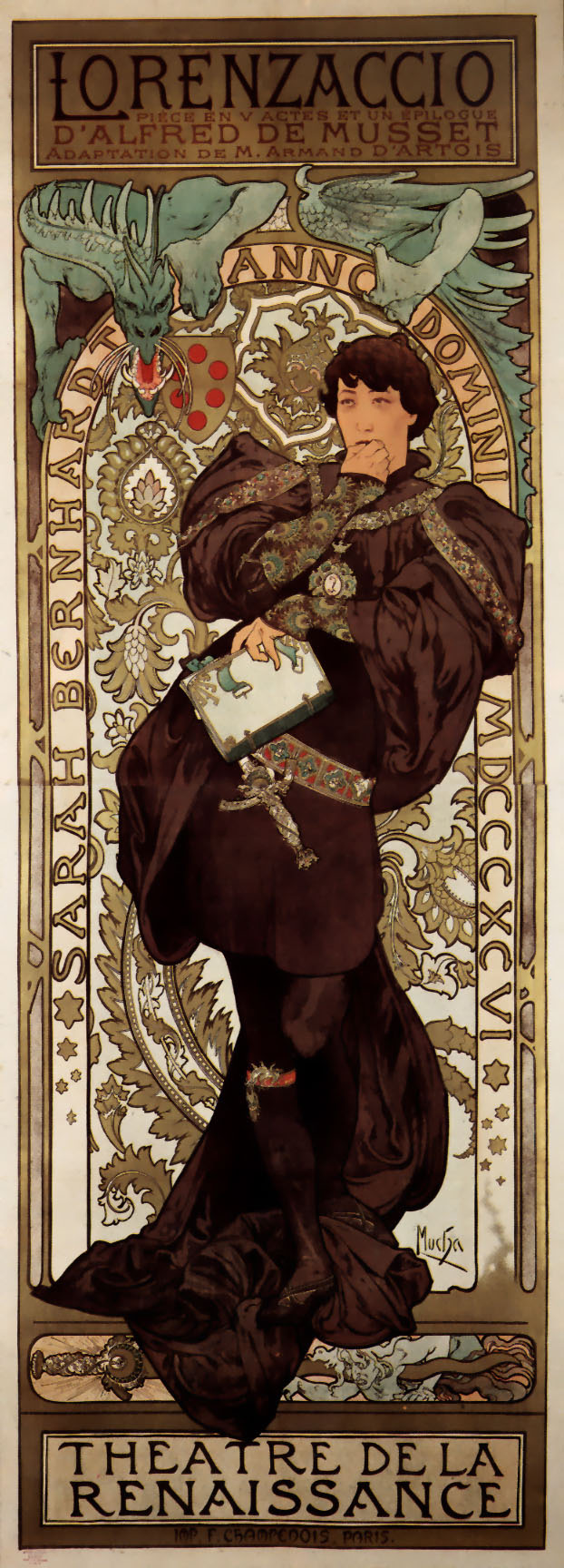
『ロザレッチオ』(1896)
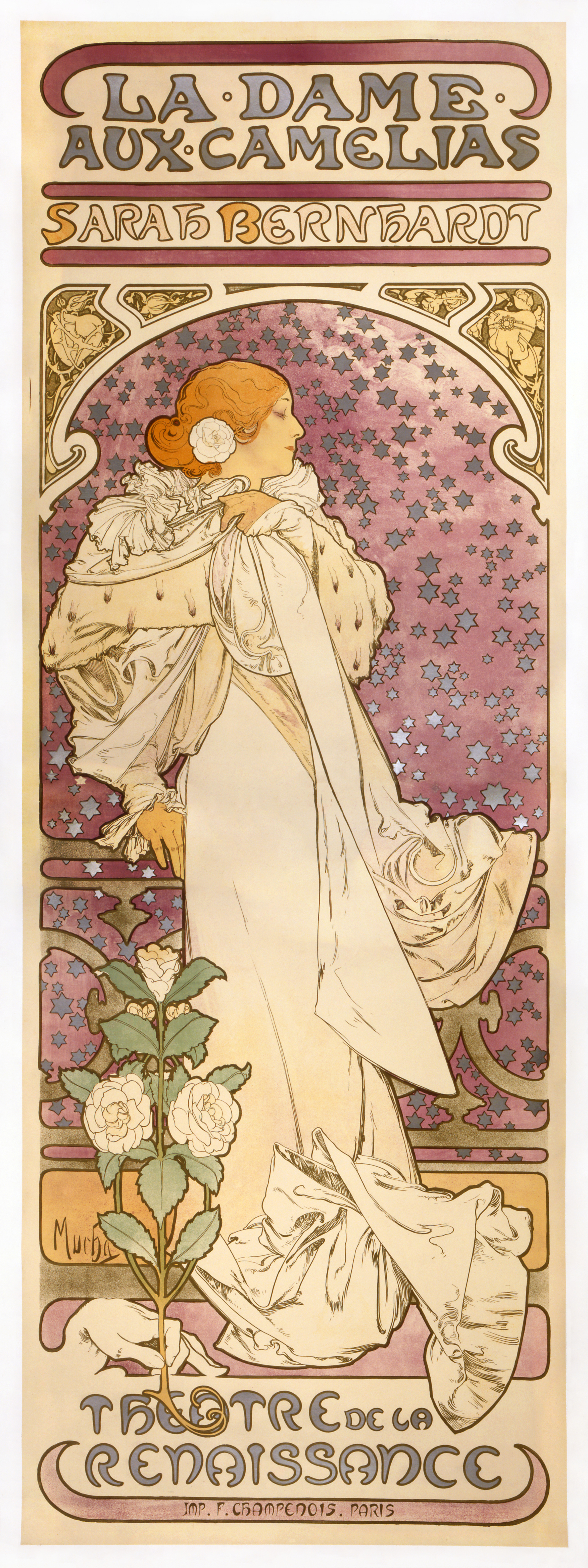
『椿姫』(1896)
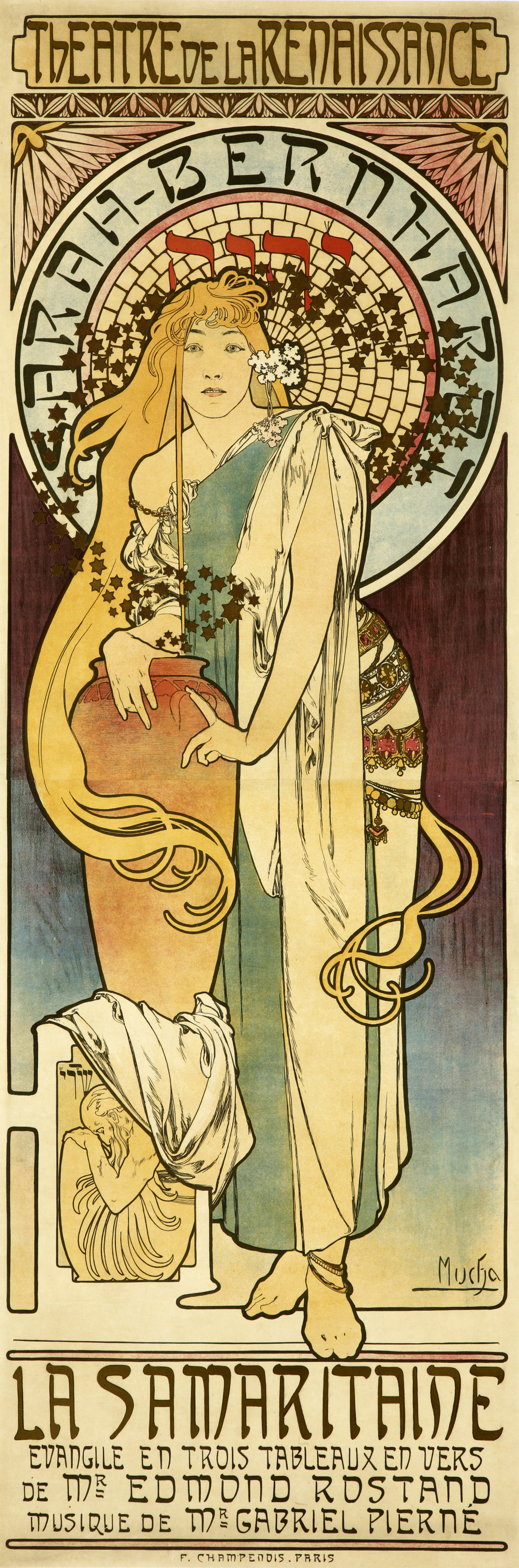
『サマリアの女』(1897)
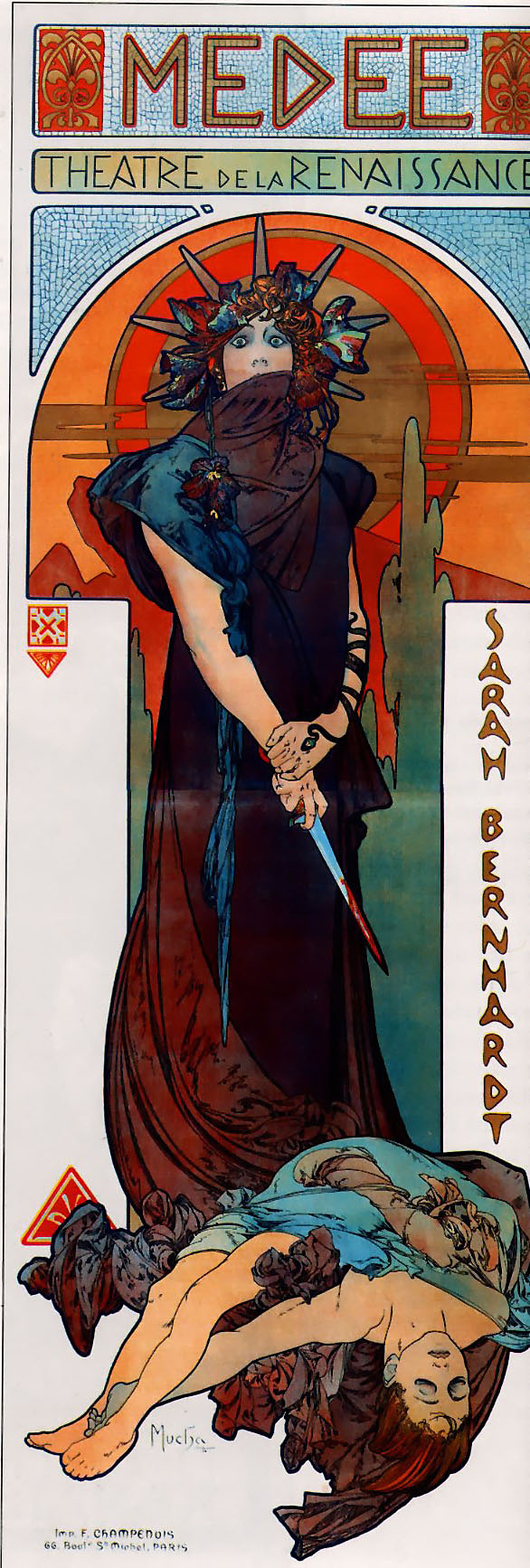
『メディア』(1898)
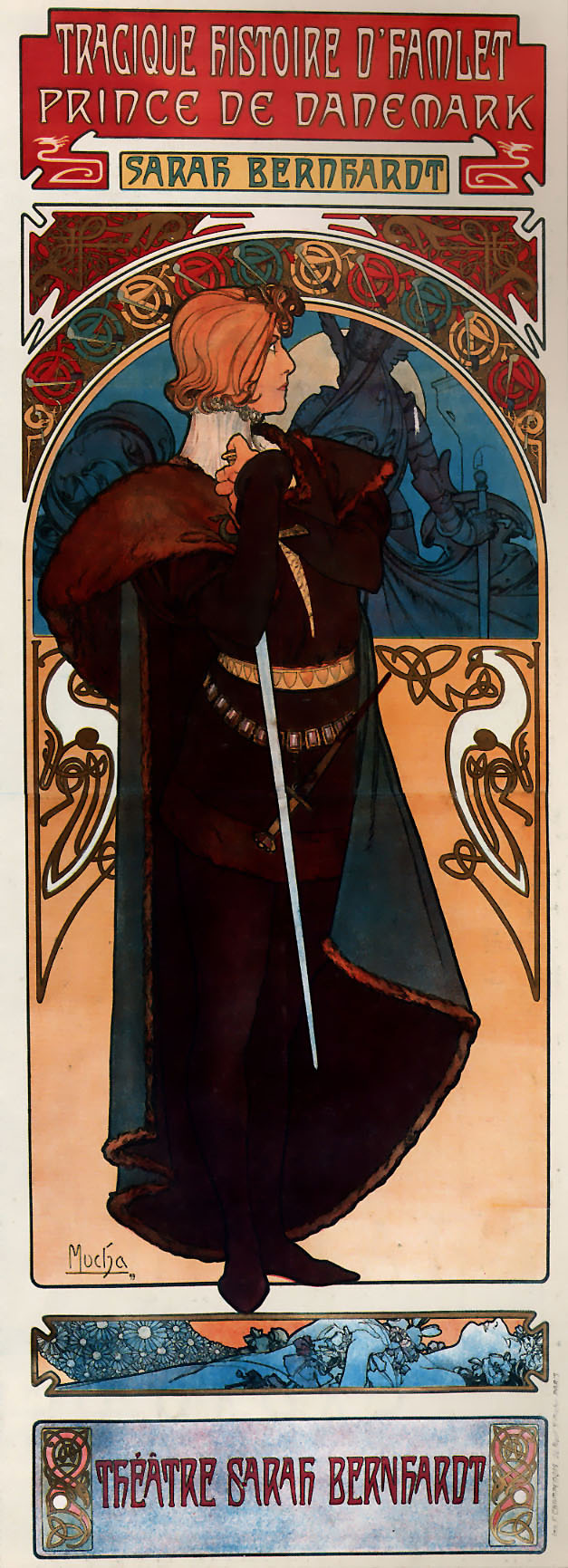
『ハムレット』(1899)
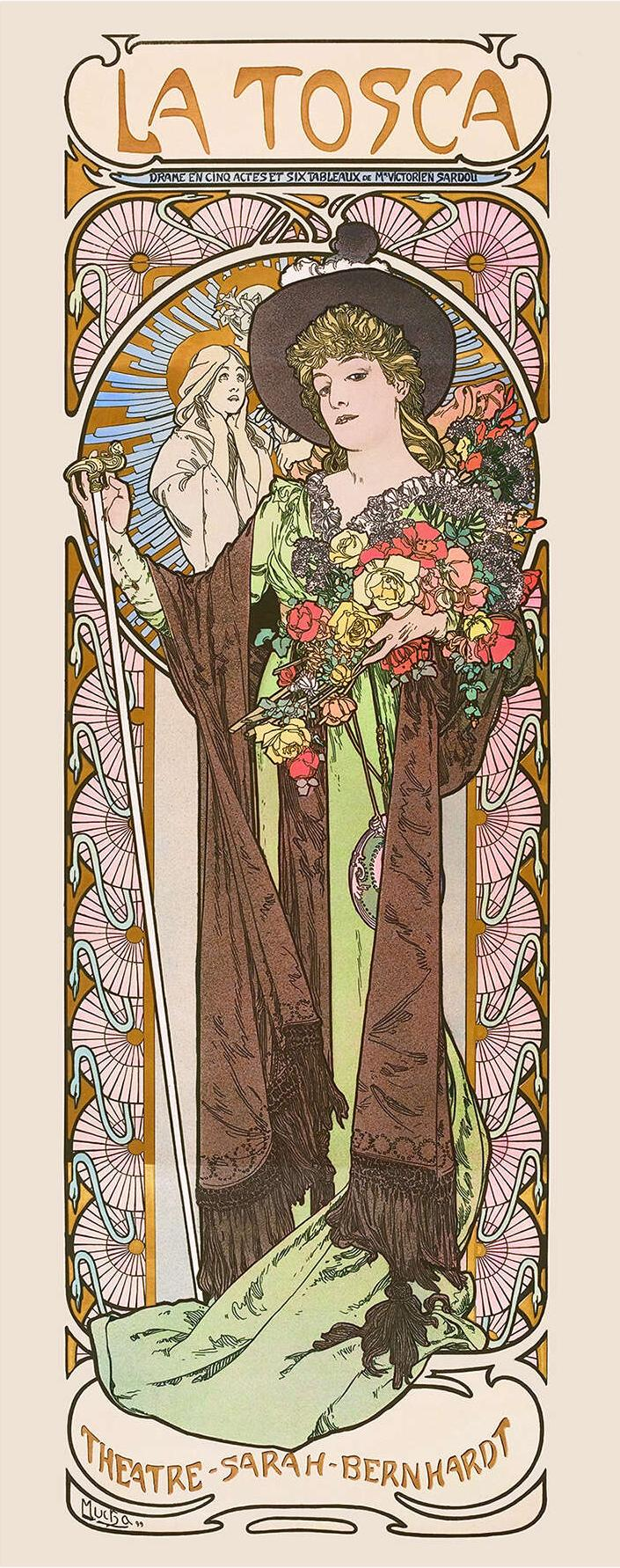
『トスカ』(1899)
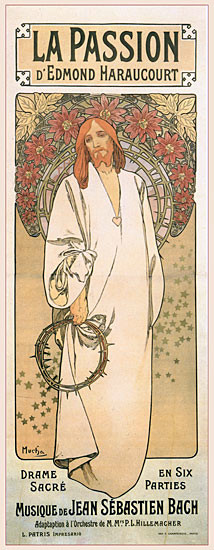
『受難』(1904)
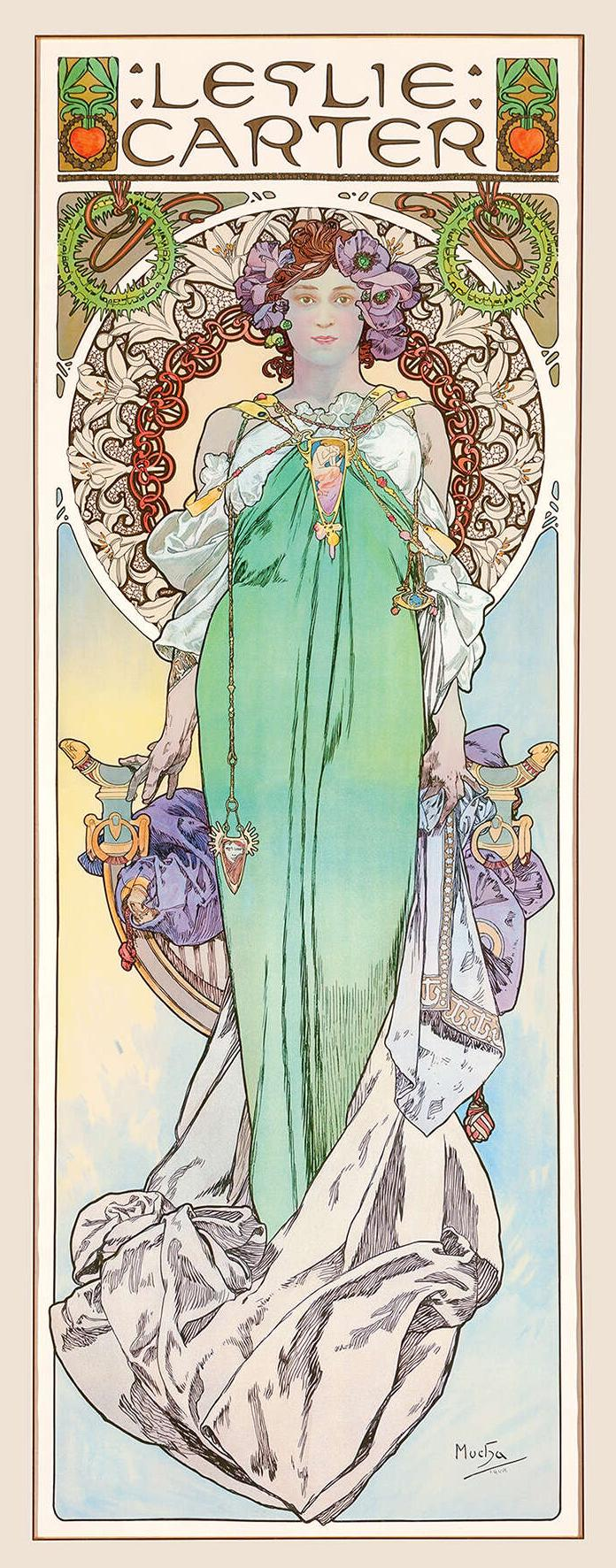
『レスリー・カーター』(1908)
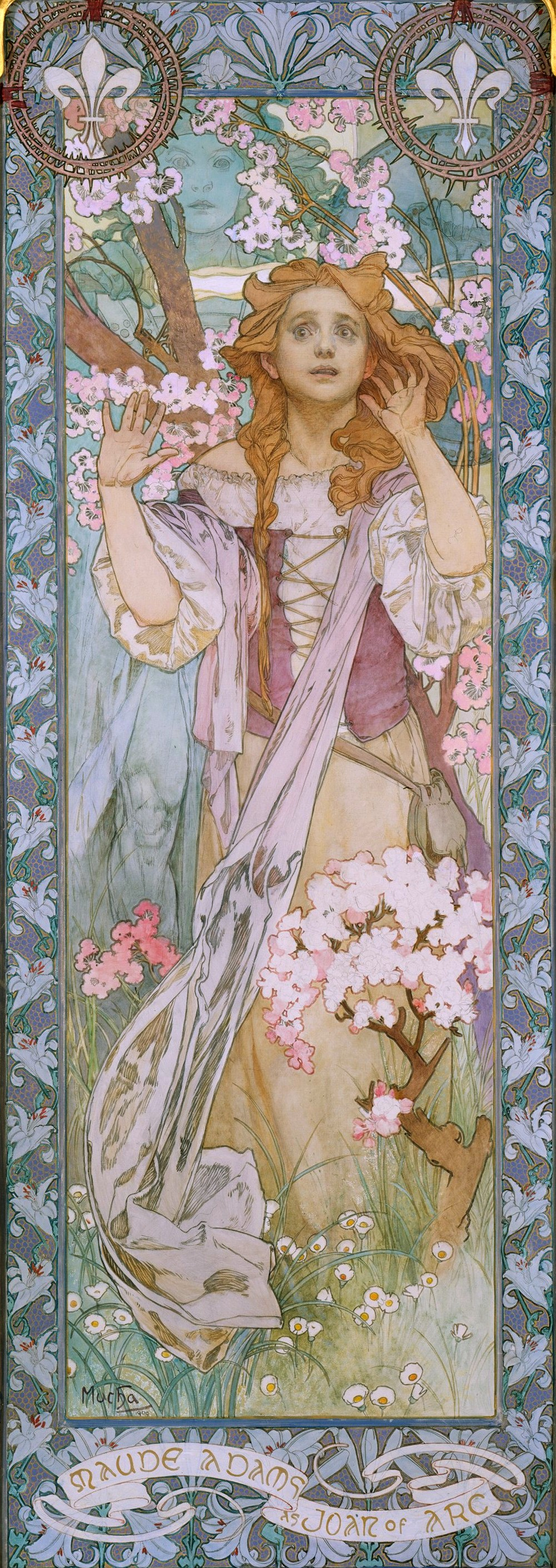
『モード・アダムス演じるジャンヌ・ダルク』(1909)

### 広告ポスター

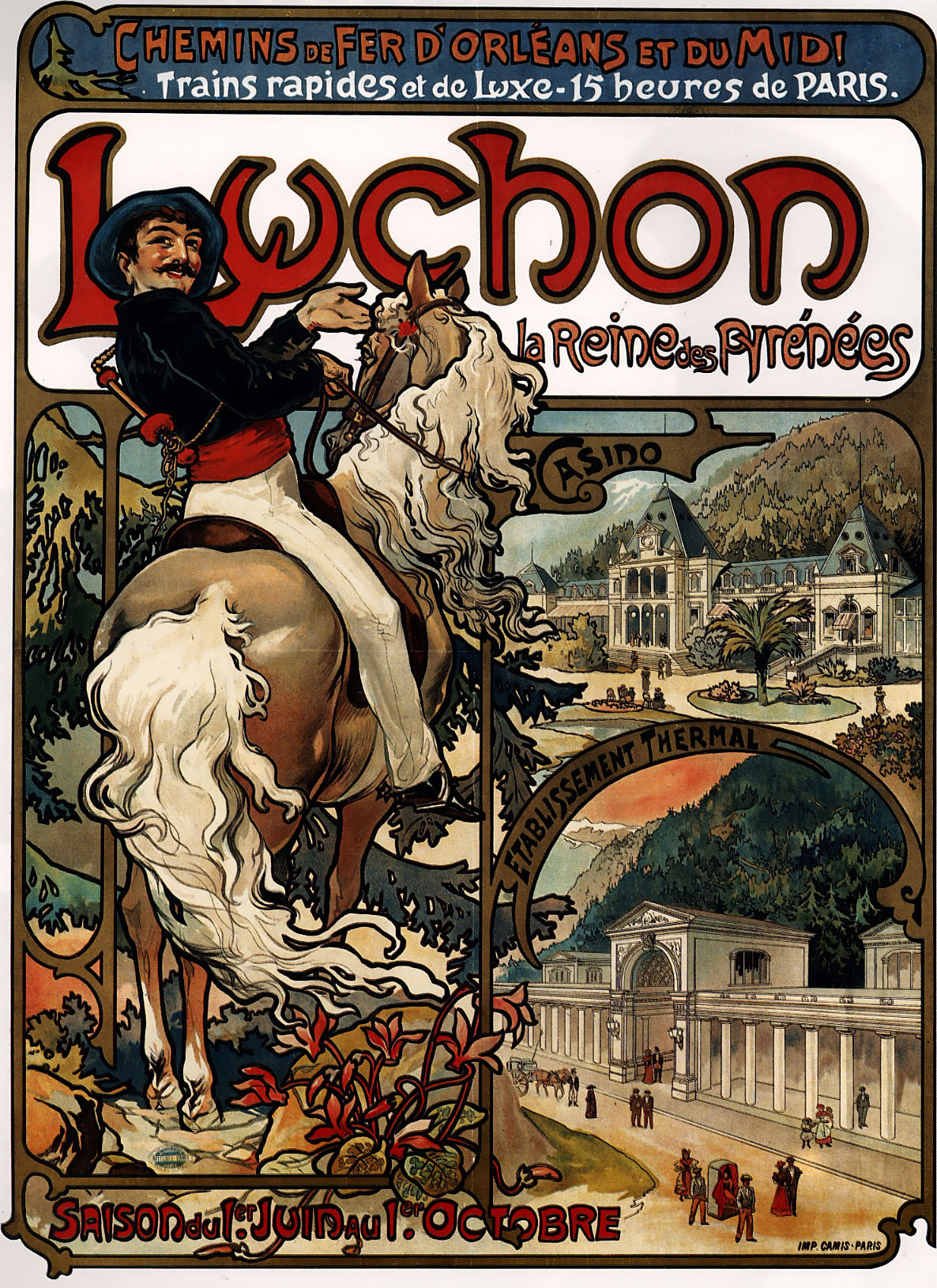
『リュション』(1895)
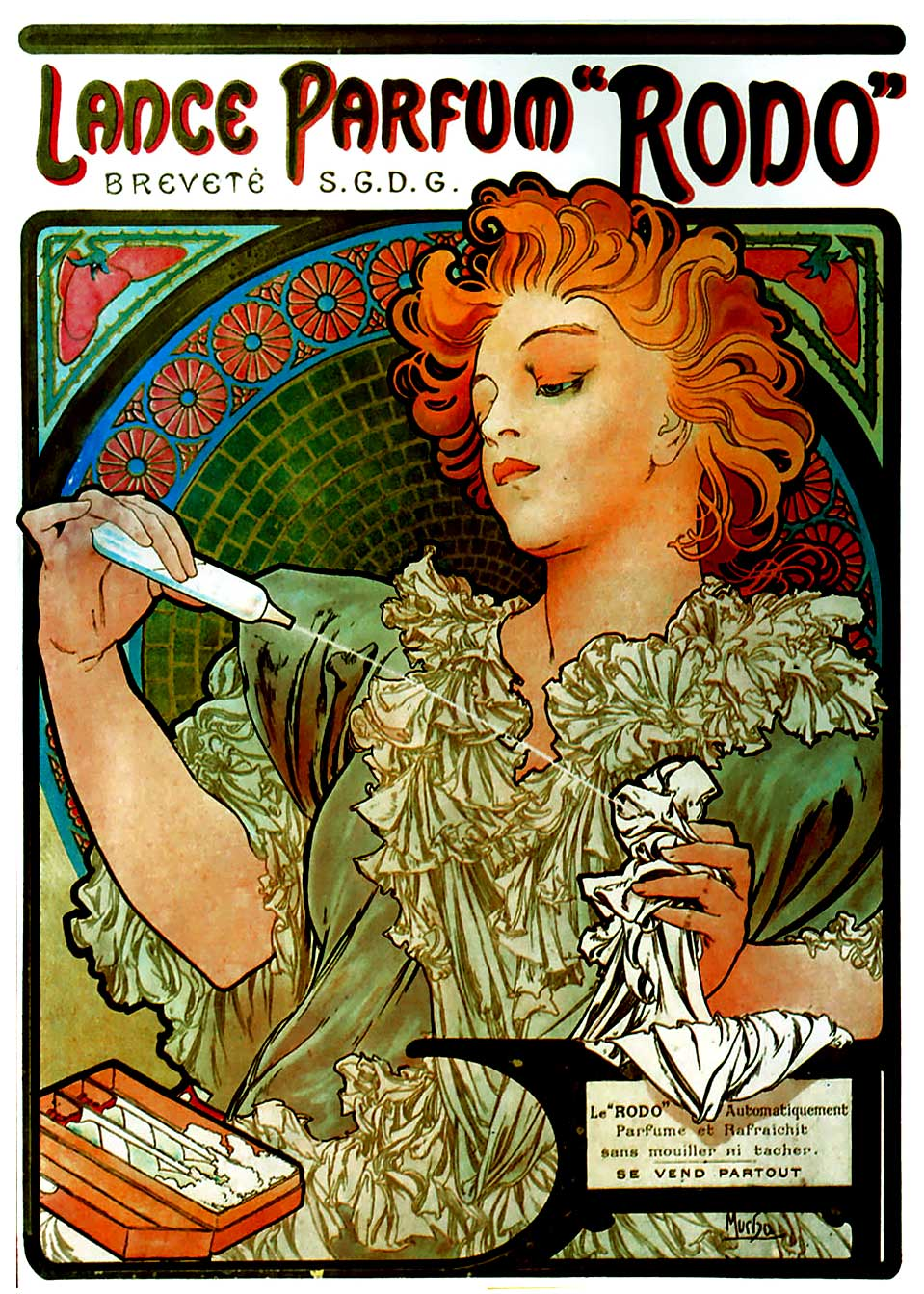
『ランスの香水：ロド』(1896)
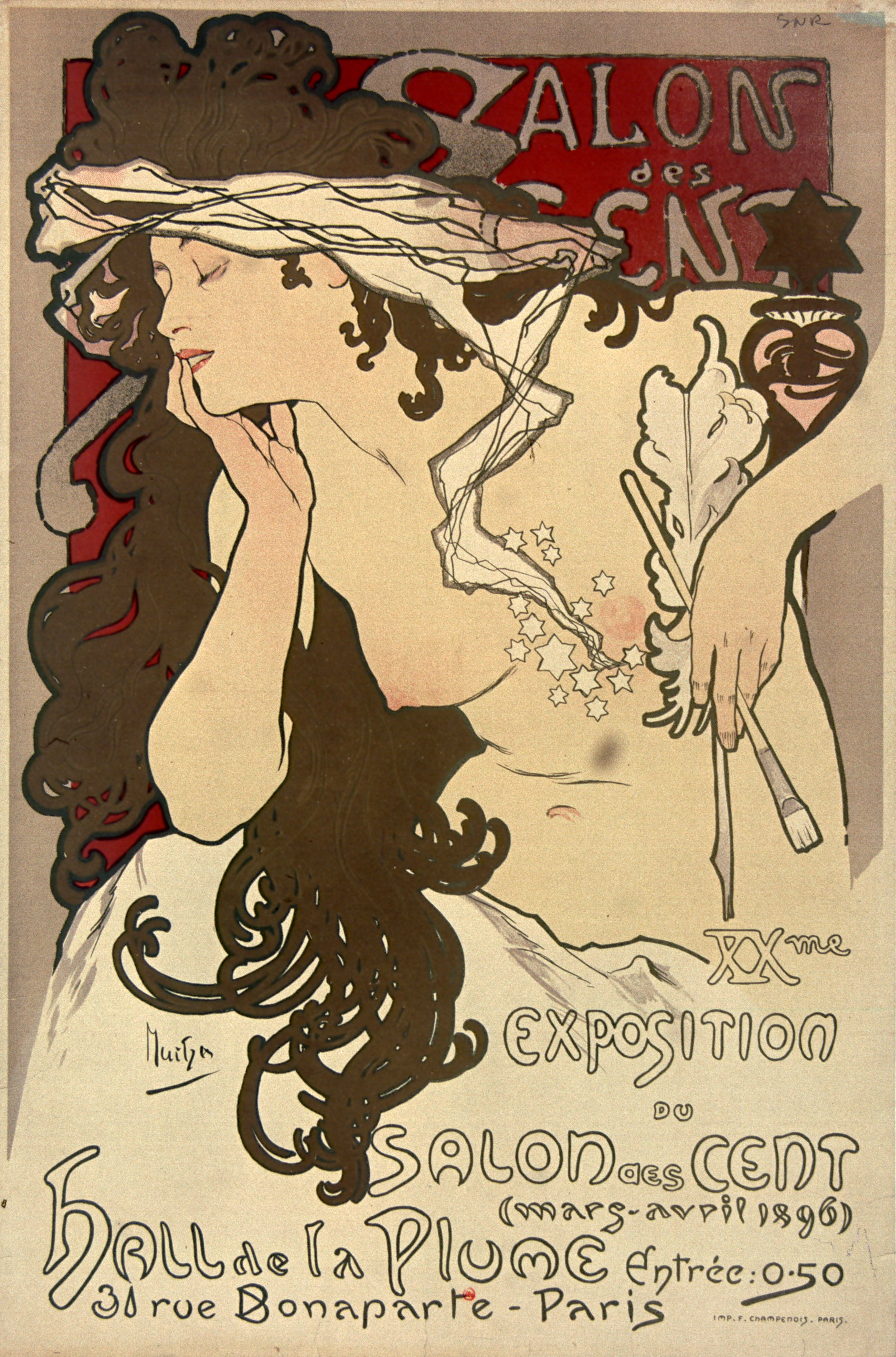
『サロン・デ・サン第20回展』(1896)
『リュイナール・シャンパン』(1896)
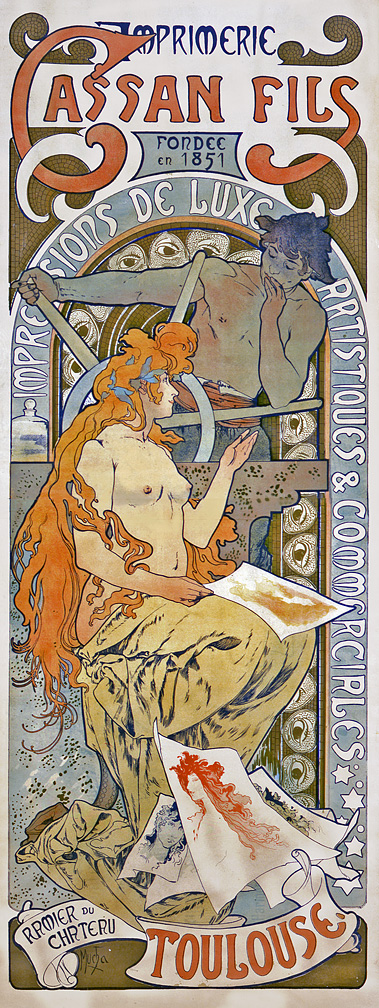
『カサンフィス印刷所』(1896)
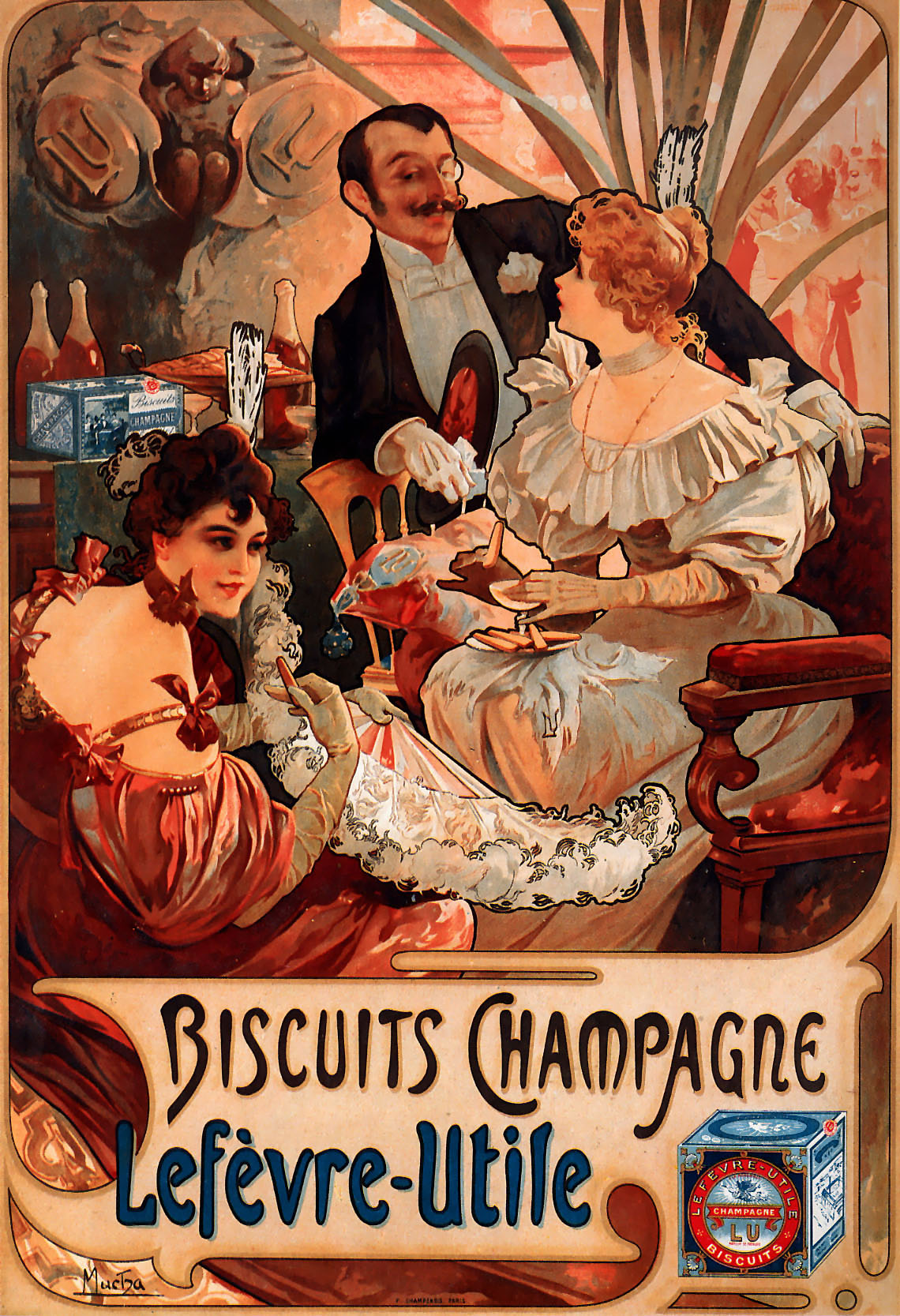
LUシャンパーニュの広告ポスター『ビスケット・シャンパン ルフェーブル＝ユティール』(1896)
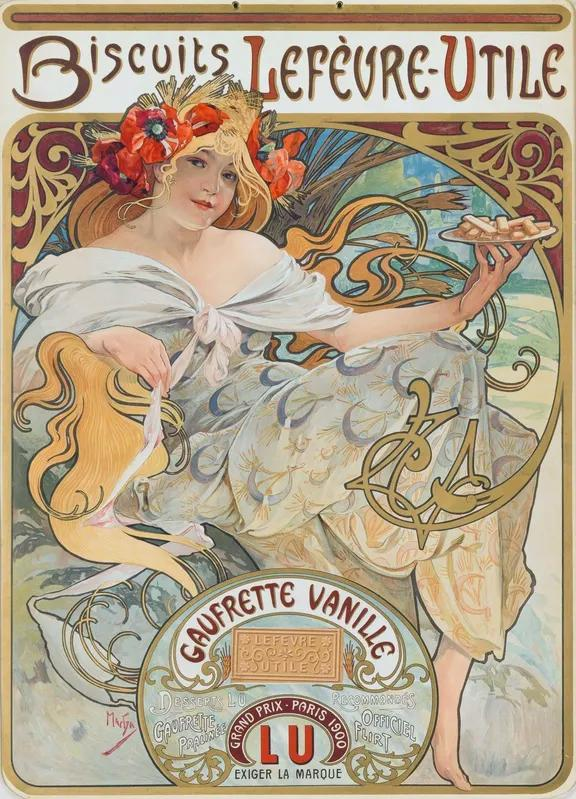
『ルフェーブル＝ユティール ゴーフレット・ヴァニーユ』(1896)
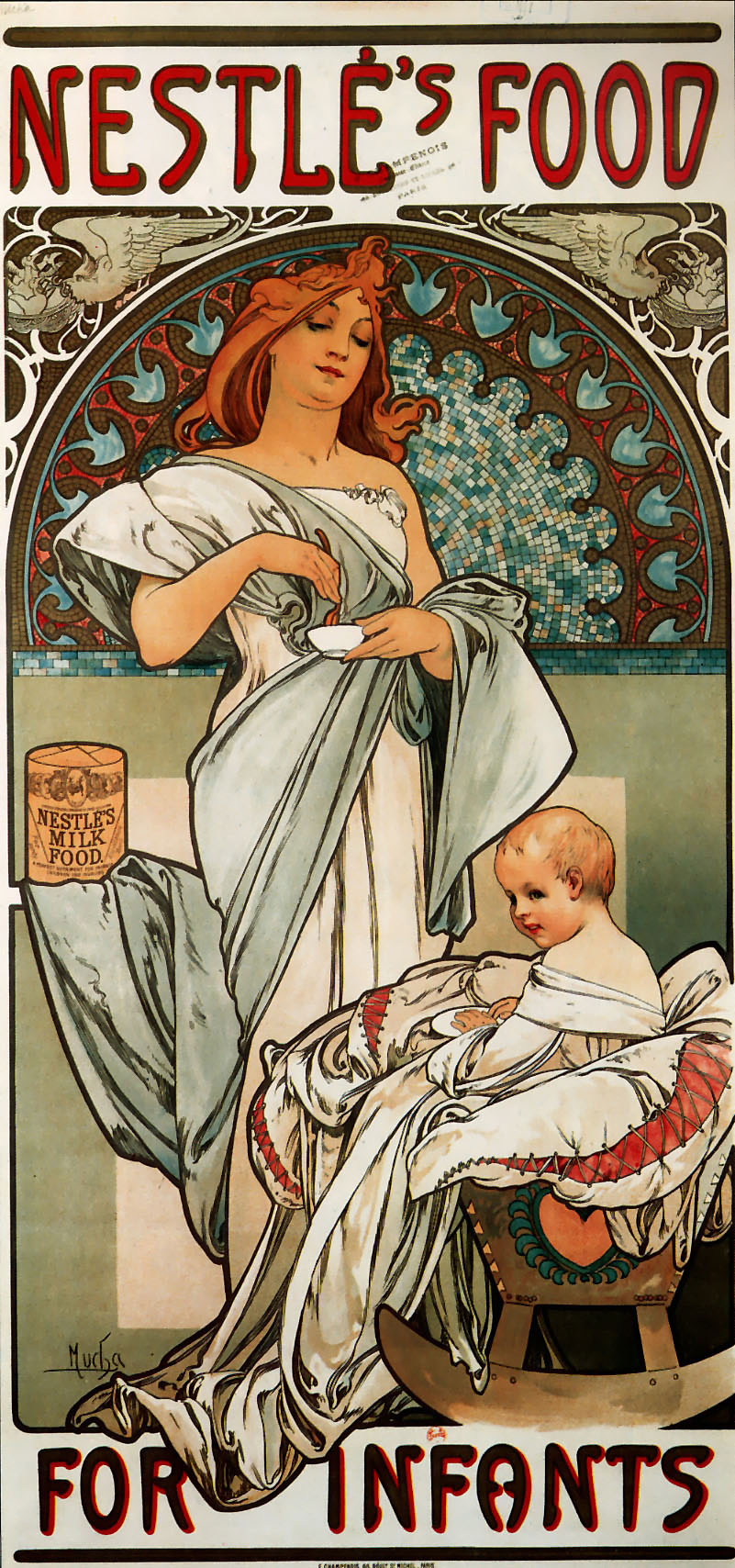
『ネスレ離乳食』(1897)
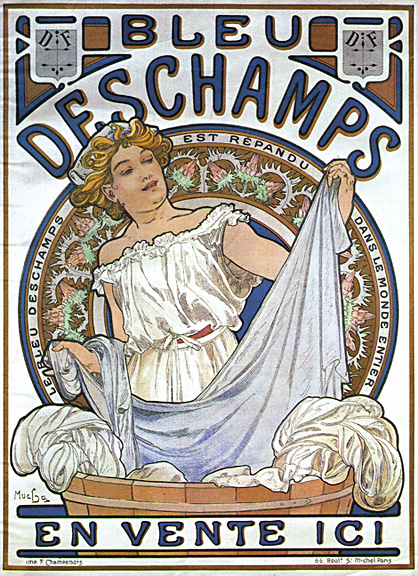
『ブルーデシャン』(1897)
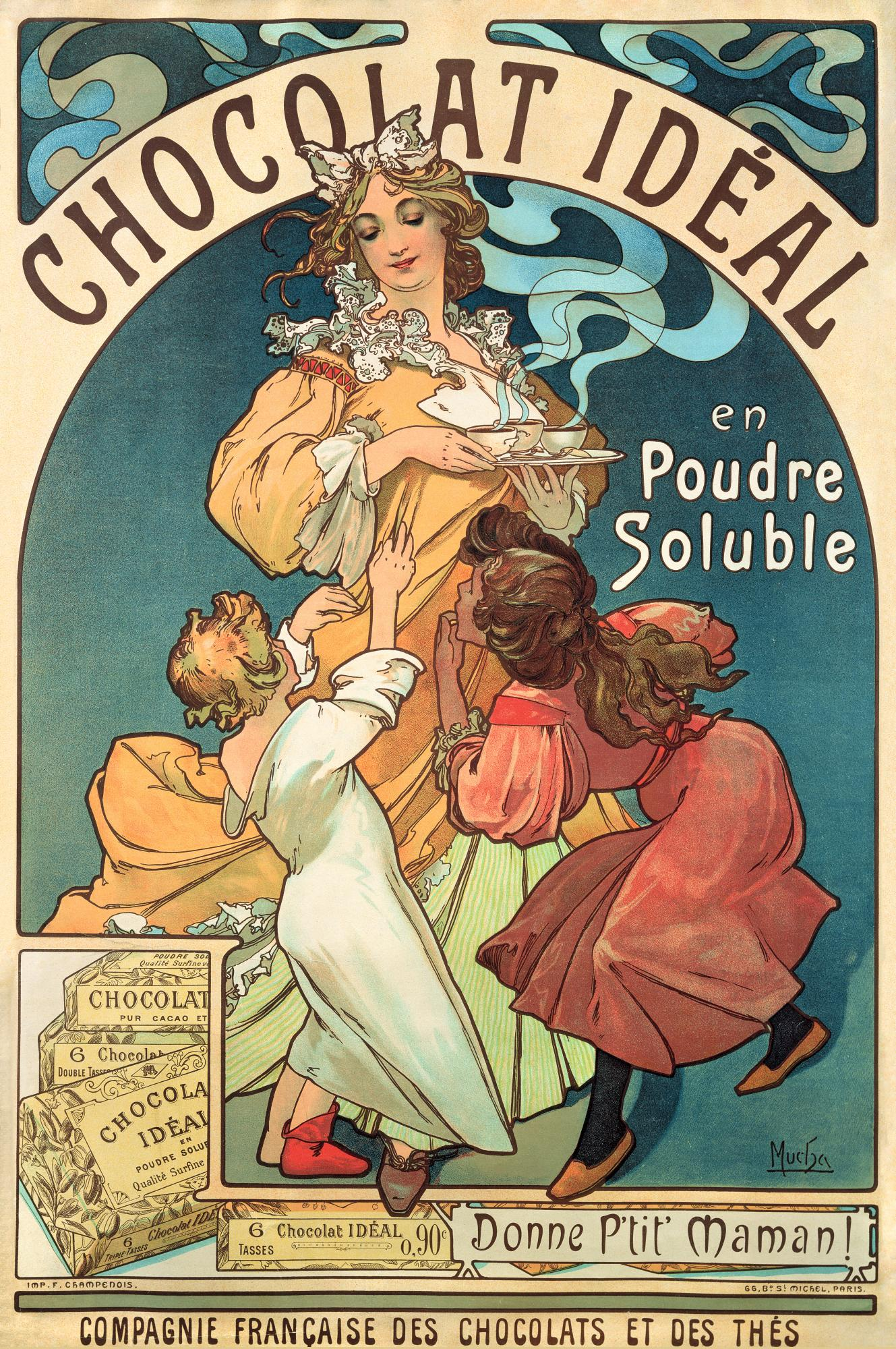
『ショコラ・イデアル』(1897)
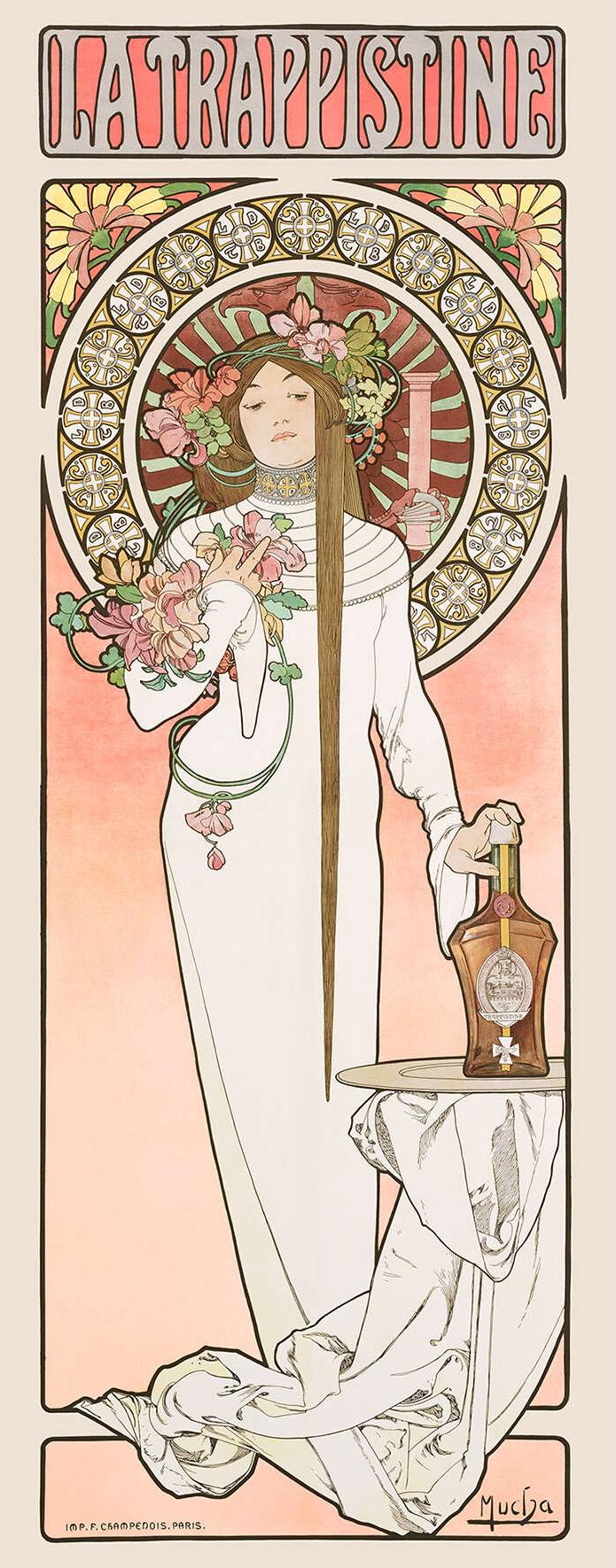
『トラピスティーヌ酒』(1897)
『モナコ・モンテカルロ』(1897)
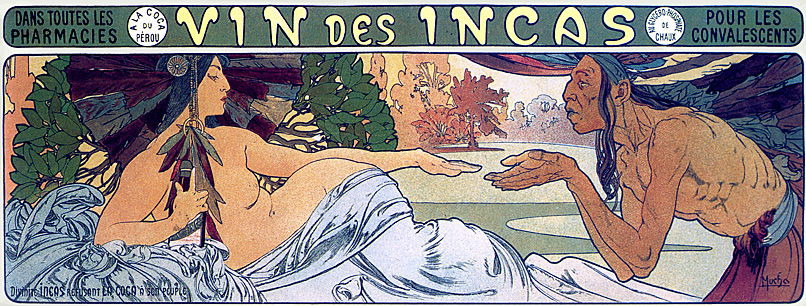
『インカのワイン』(1897)
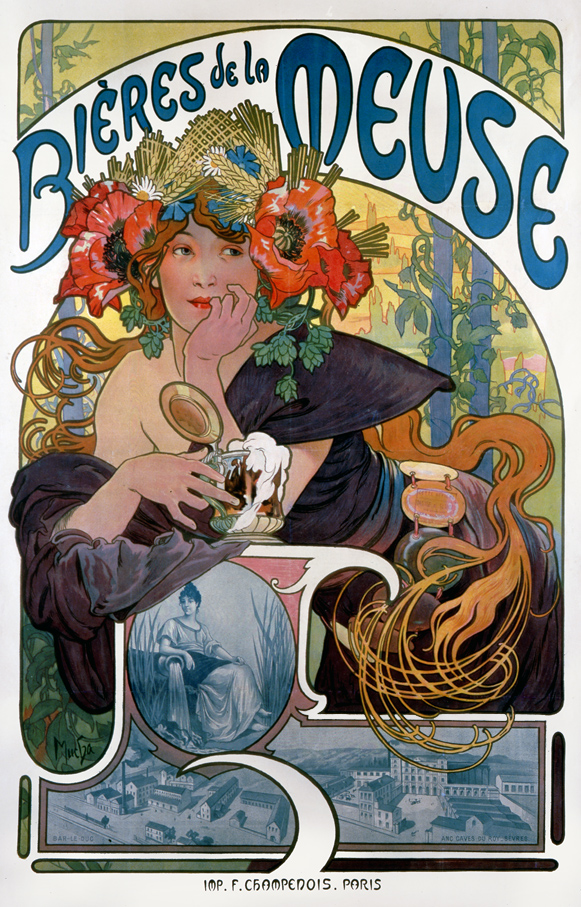
『ムーズ川のビール』(1897)
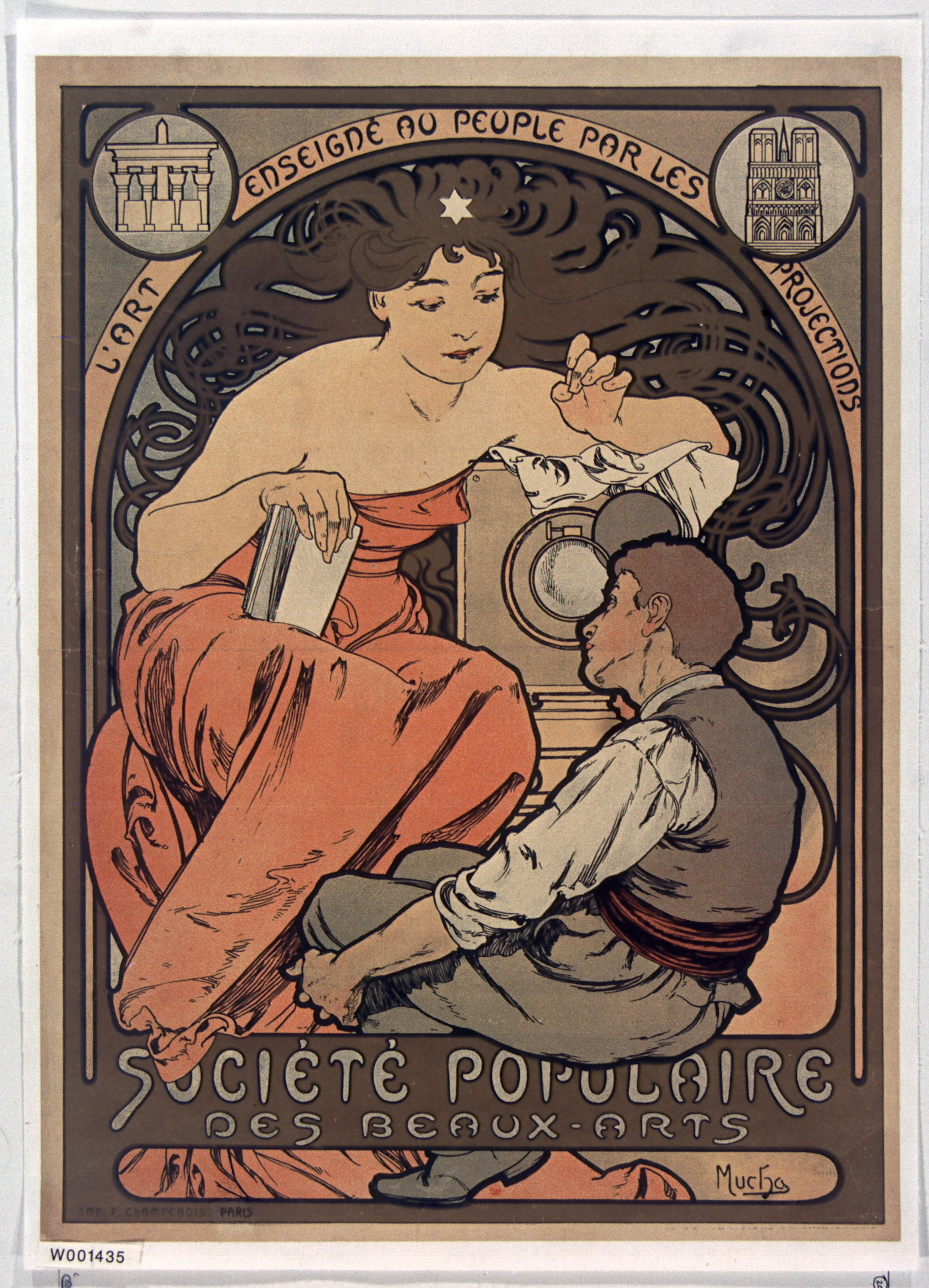
『ソシエテ・ポピュレール・デ・ボザール』(1897)
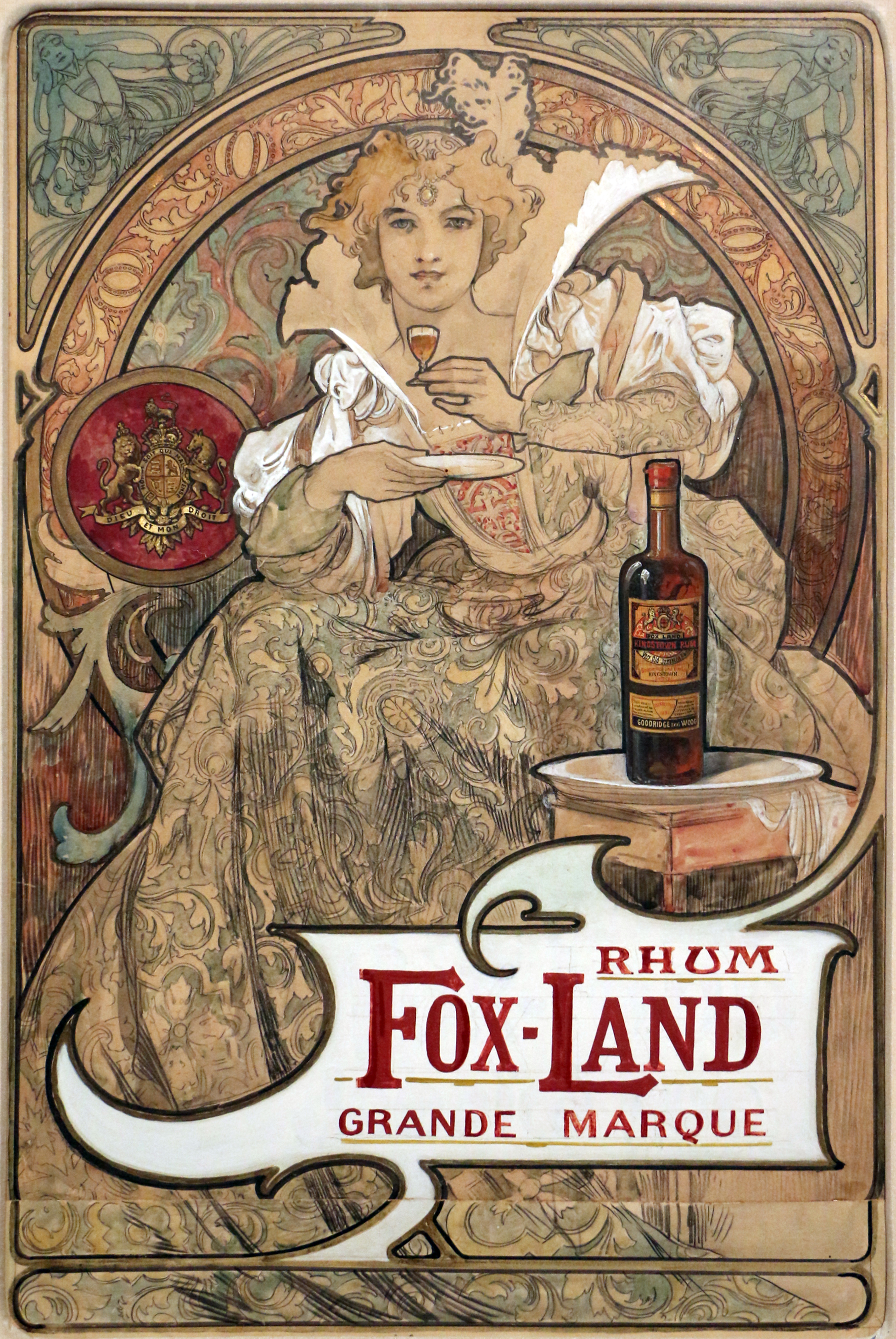
『フォックスランド・ジャマイカ・ラム』(1897)
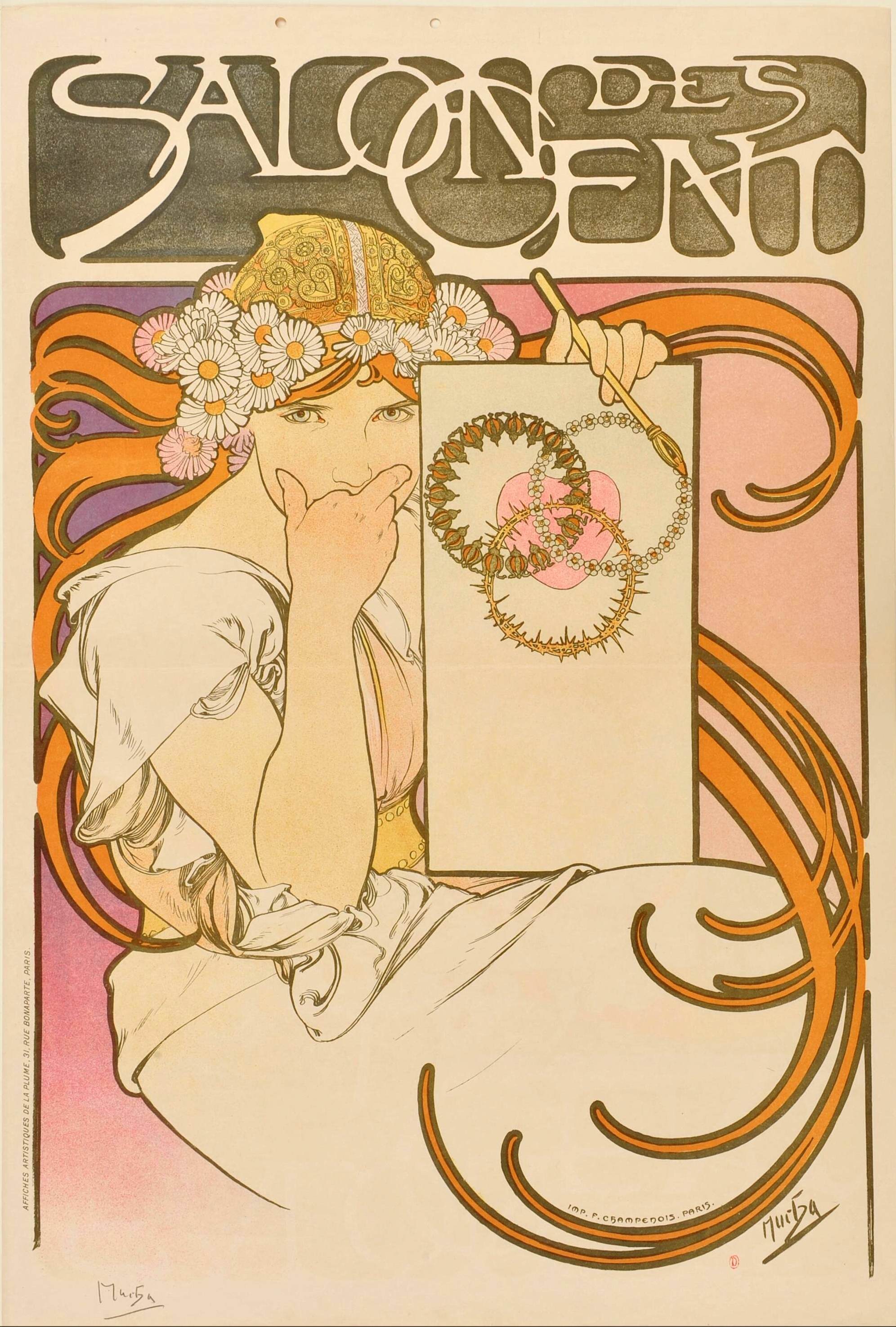
『サロン・デ・サンのミュシャ展』のポスター(1897)
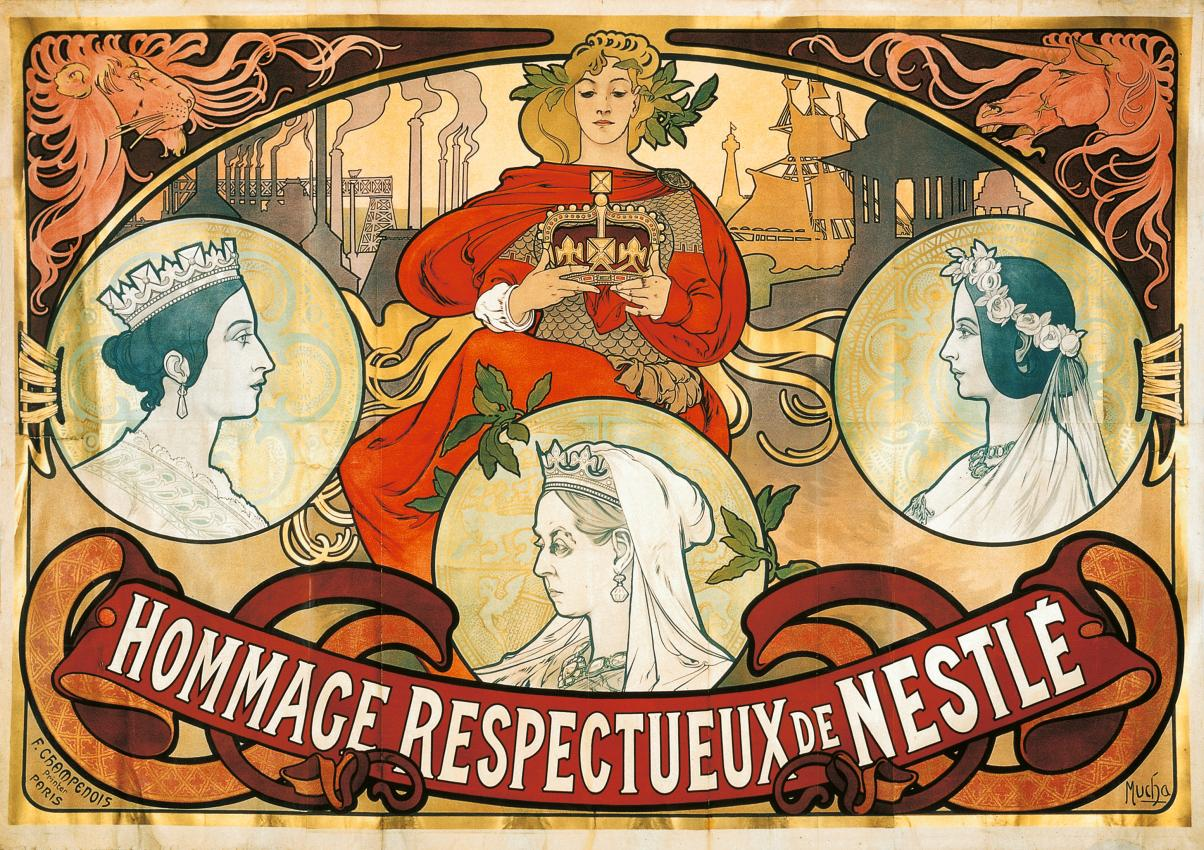
『ネスレ社の表慶』あるいは『ネスレ社の奉祝ポスター』(1897)
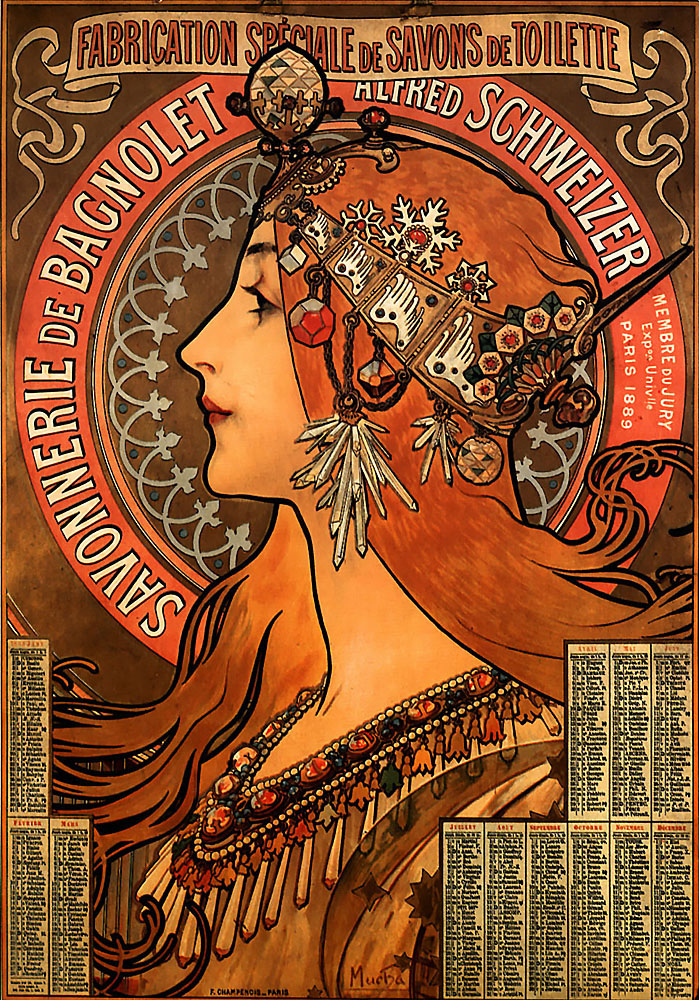
『バニョレの石鹸工場』(1897)
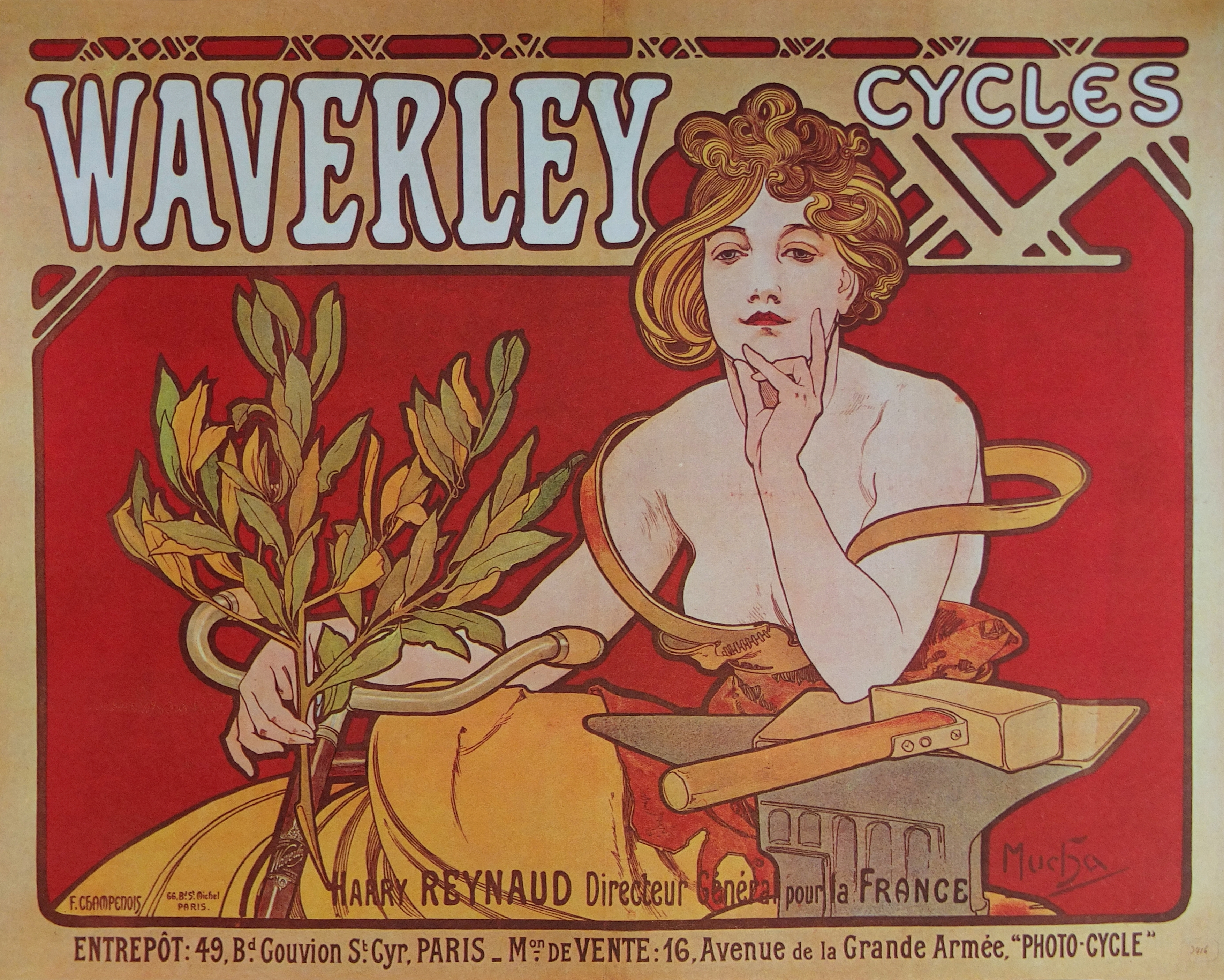
『ウェイヴァリー自転車』(1898)
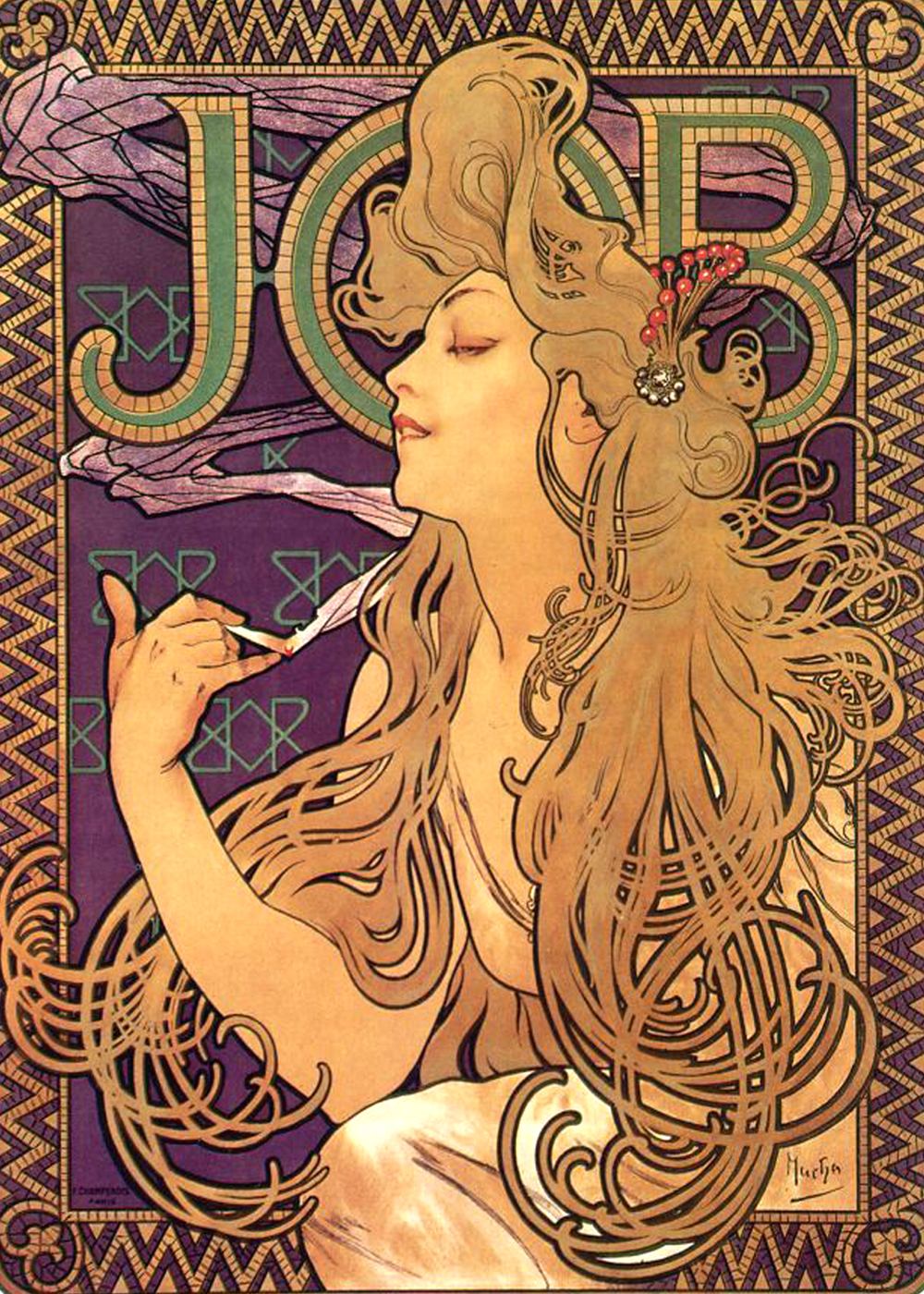
『ジョブ』(1898)
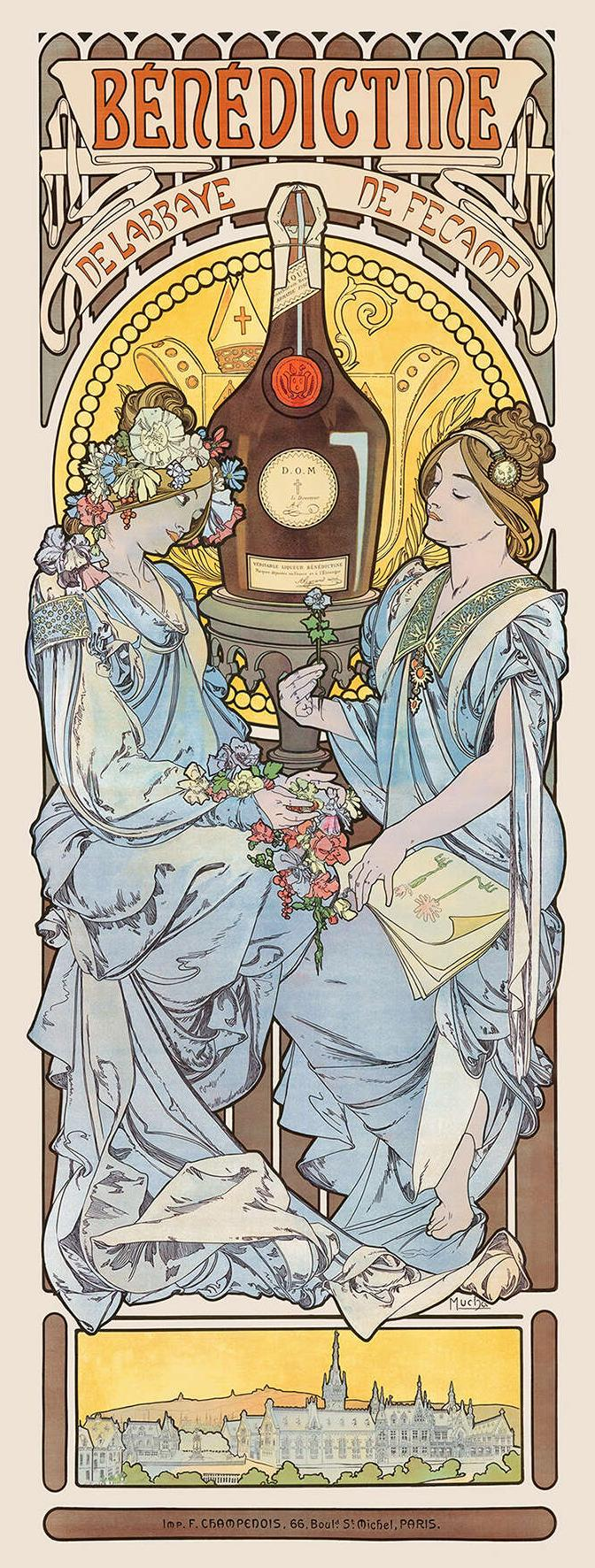
『ベネディクティン』(1898)
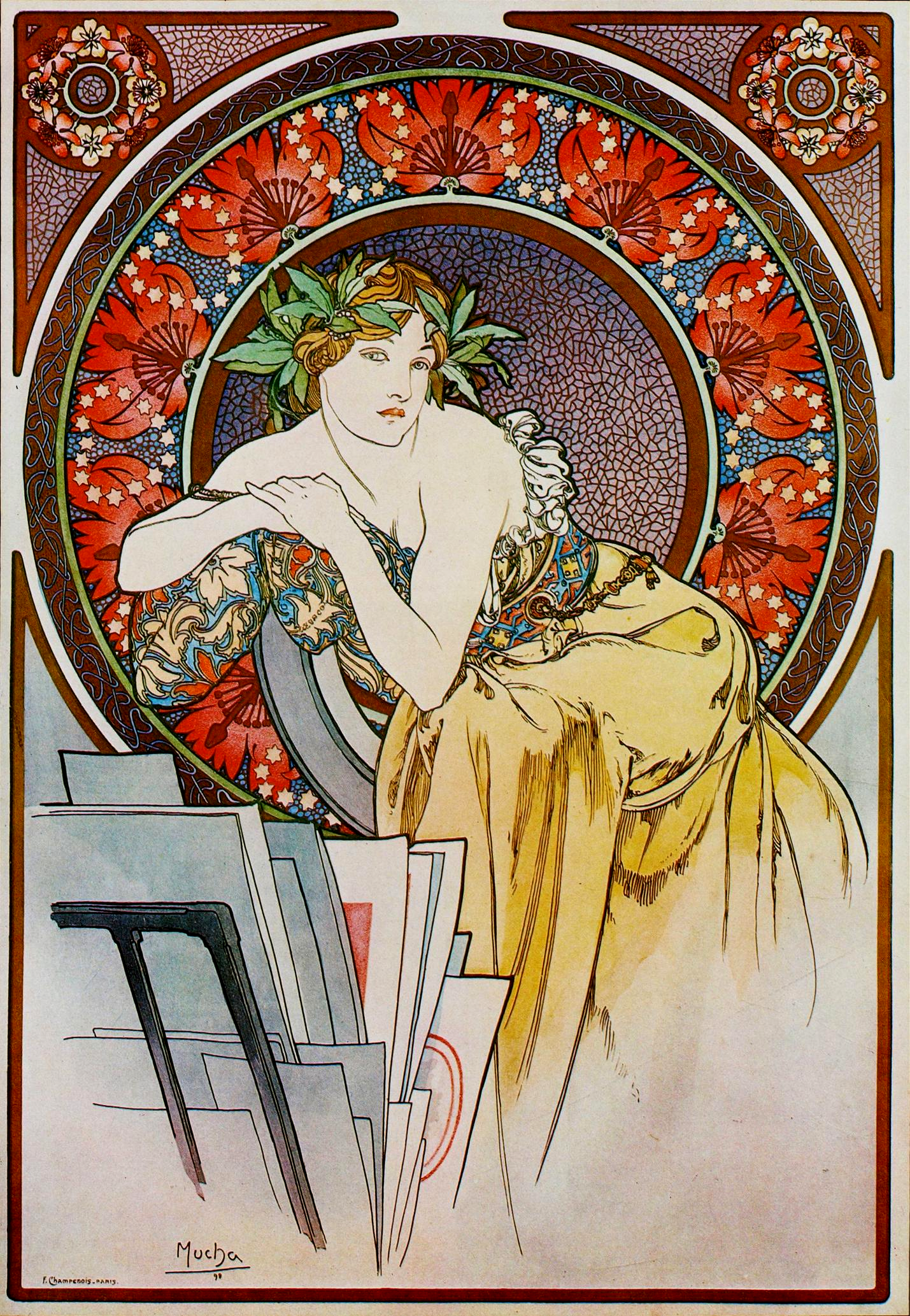
『ひなげしの女』(1898)
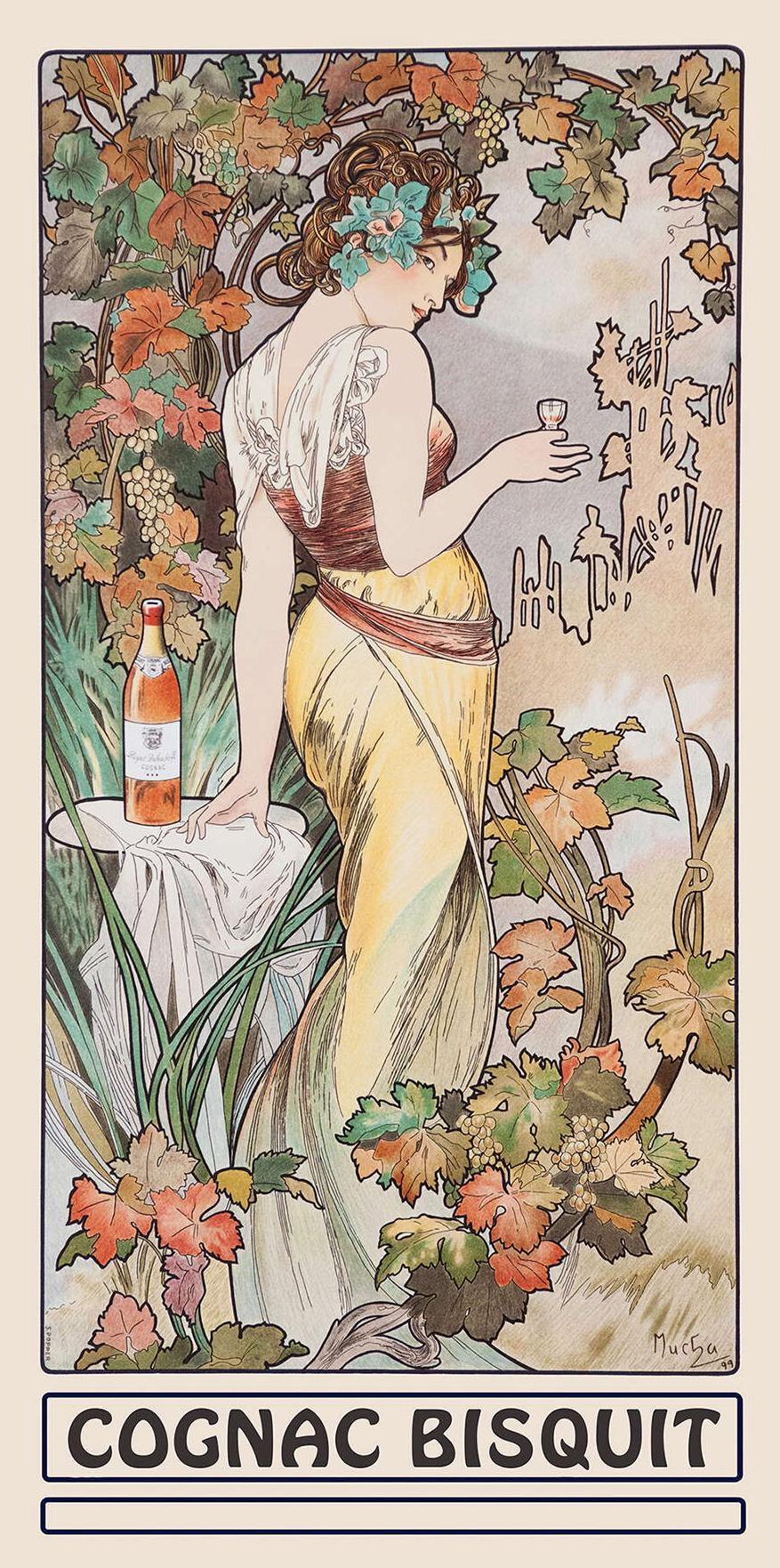
『ビスキー・コニャック』(1899)
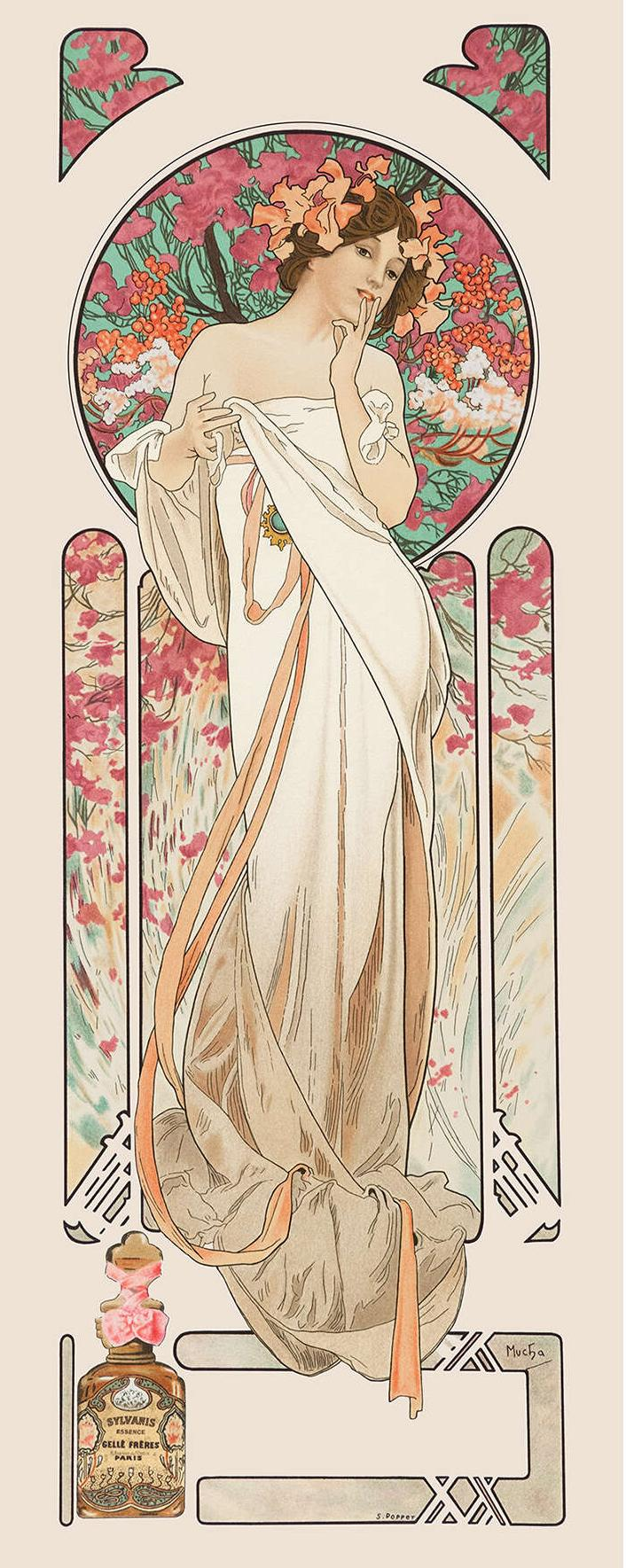
『ジュレ・フレールの香水 シルヴァニアエッセンス』(1899)
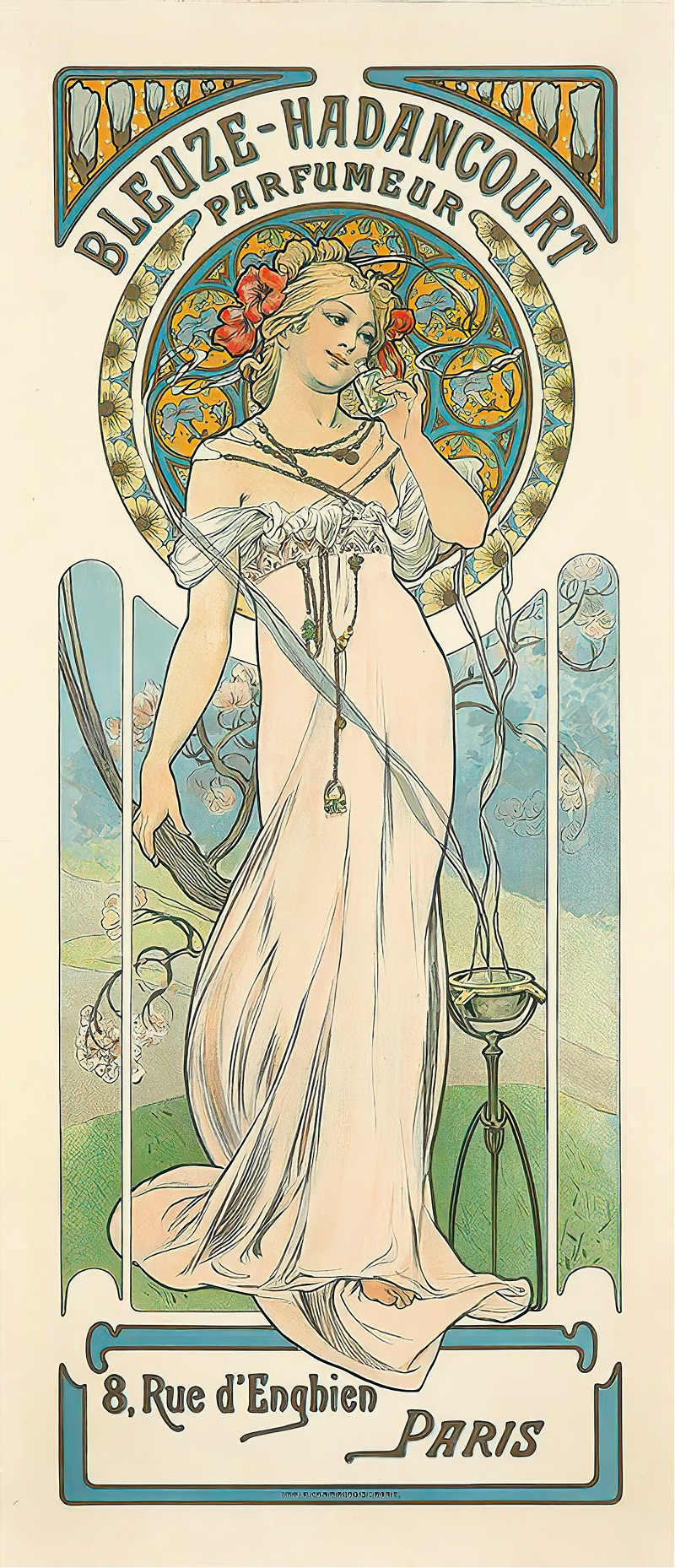
『ブルーズ・アダンクール香水商会』(1899)
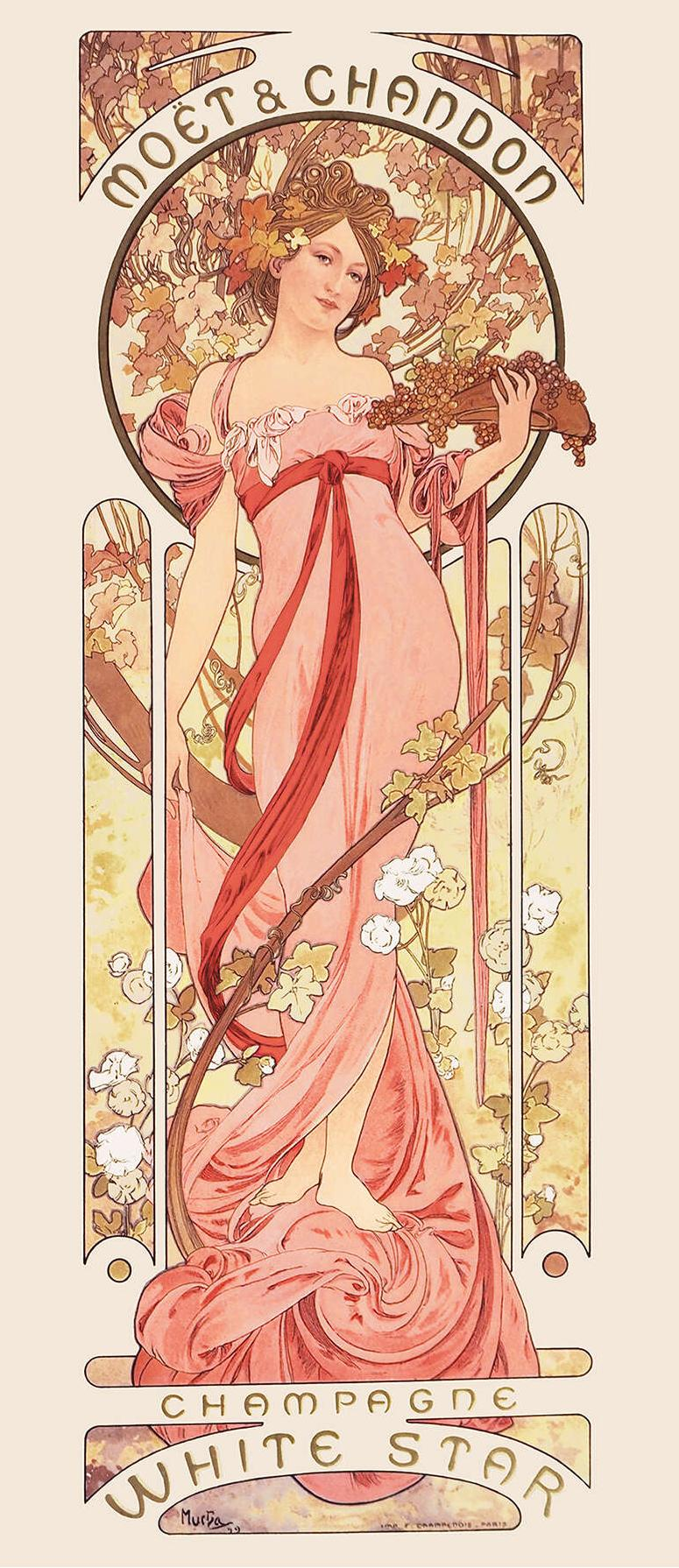
『モエ・エ・シャンドン シャンパン・ホワイトスター』(1899)
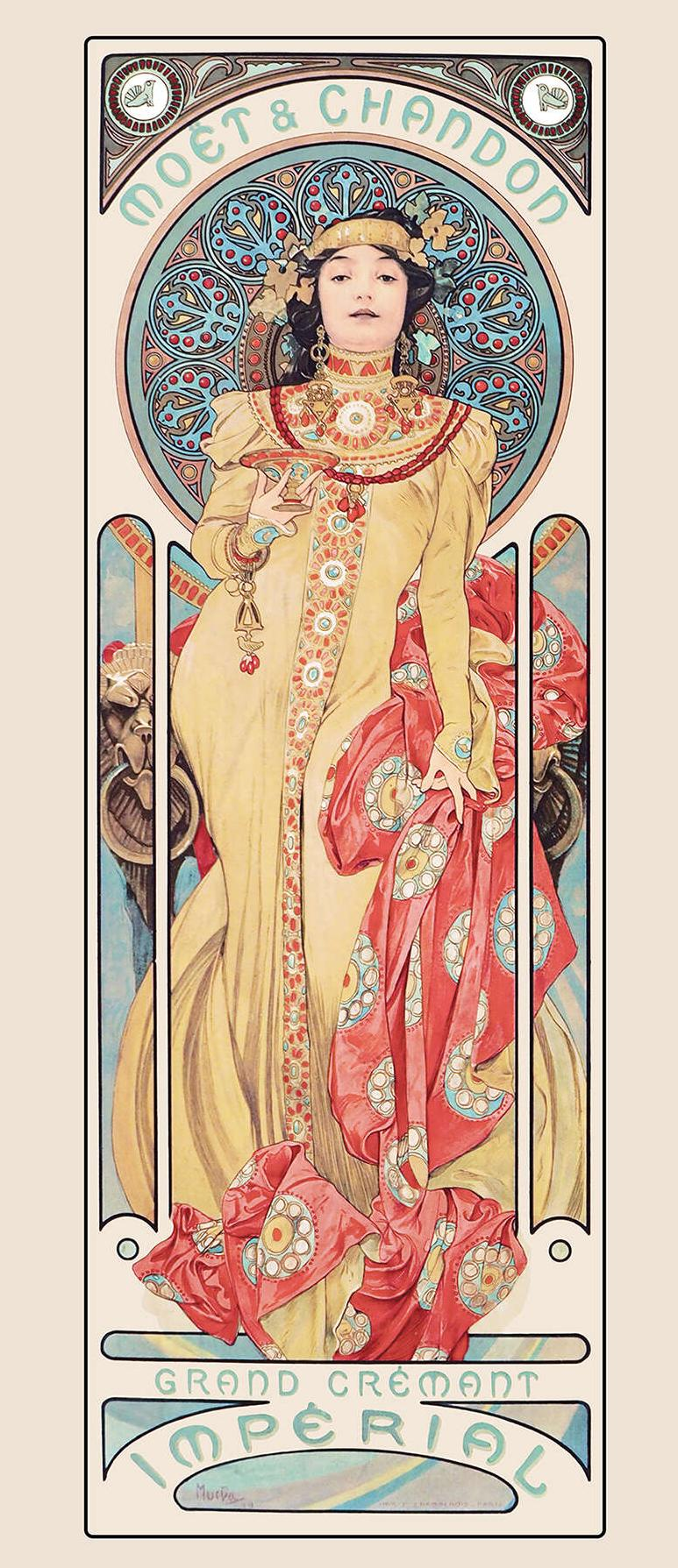
『モエ・エ・シャンドン ドライ・インペリアル』(1899)
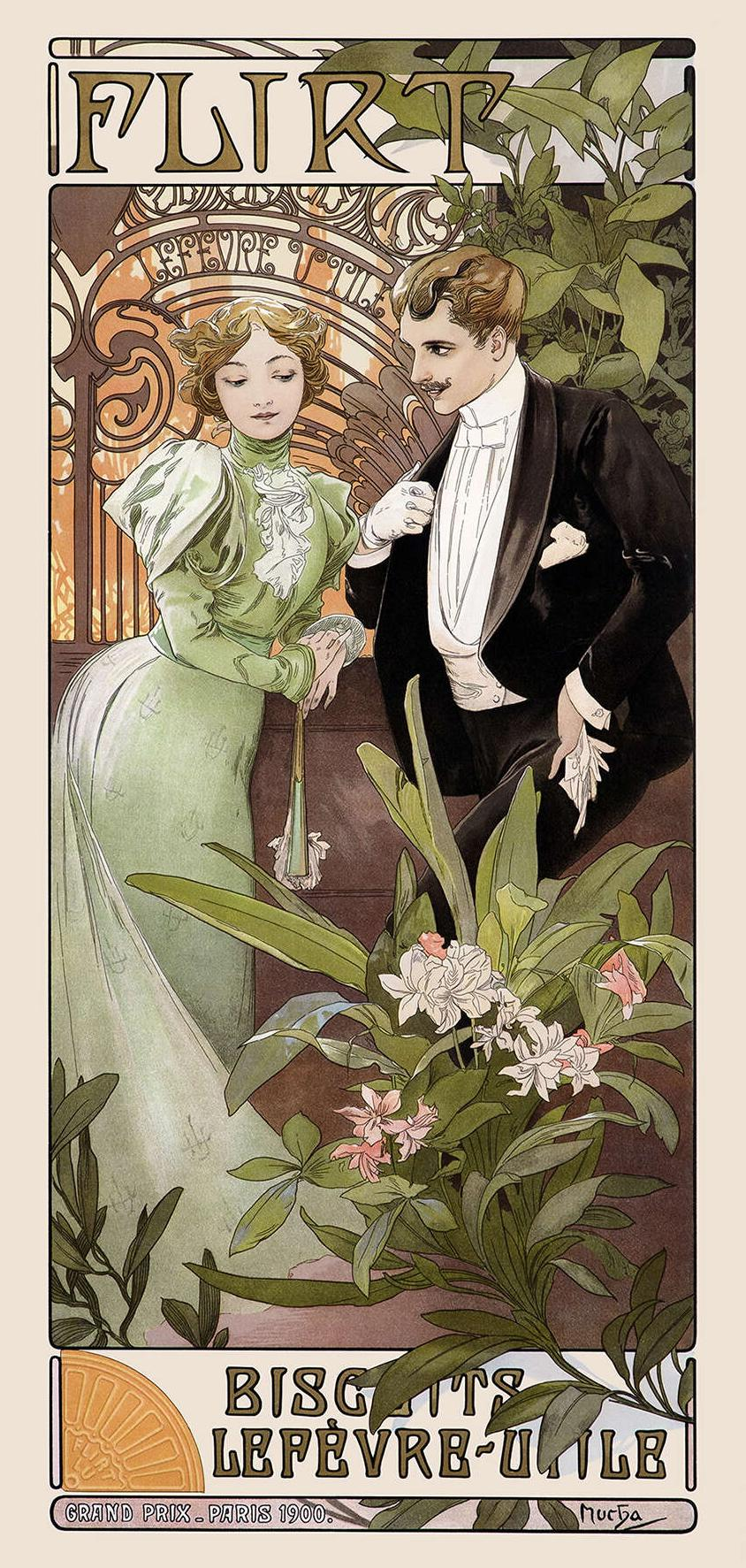
『フラート・ビスケット』(1899)
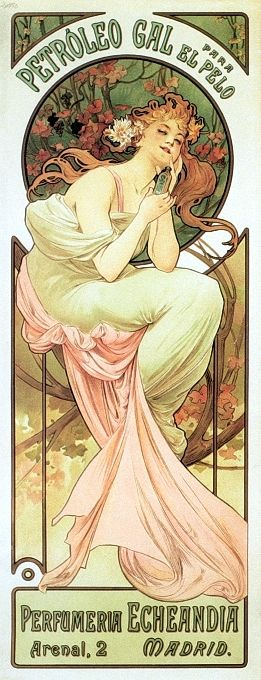
「香水店のための広告」スペイン版(1900)
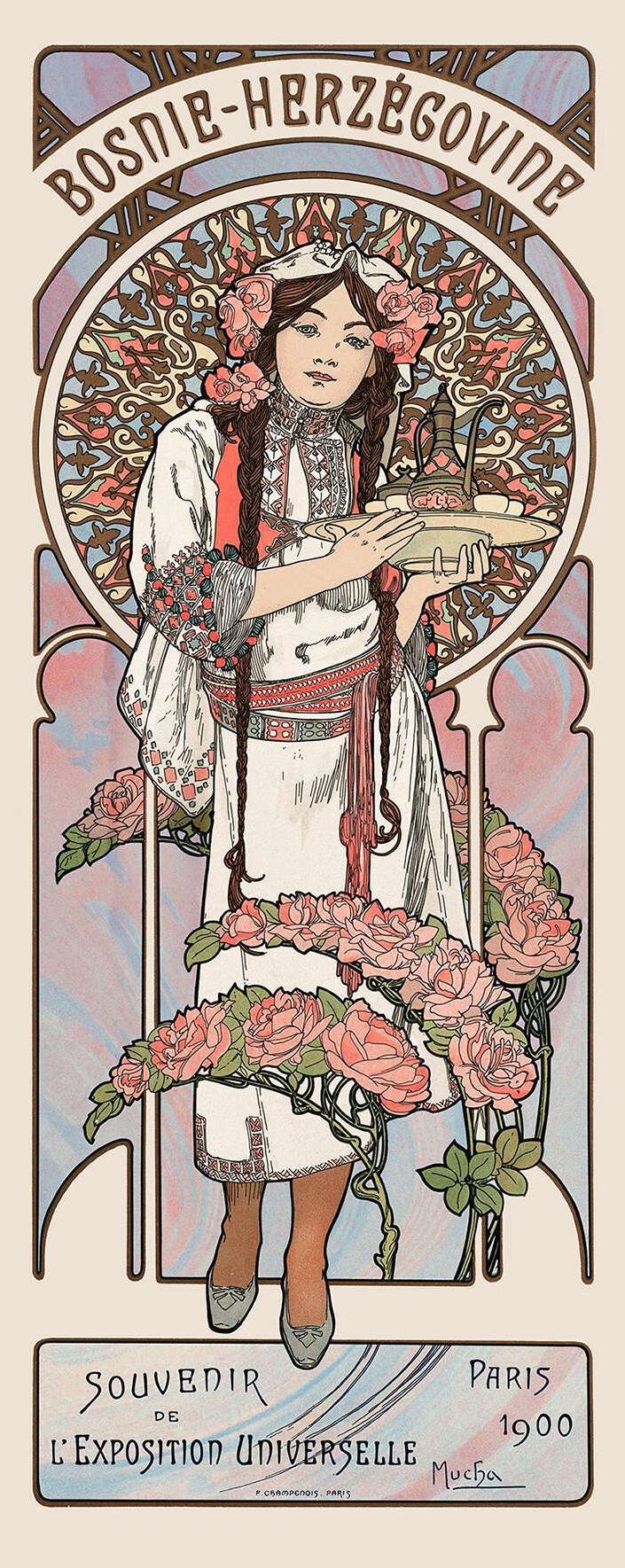
『1900年のパリ万博でのボスニア・ヘルツェゴビナ館ポスター』(1900)
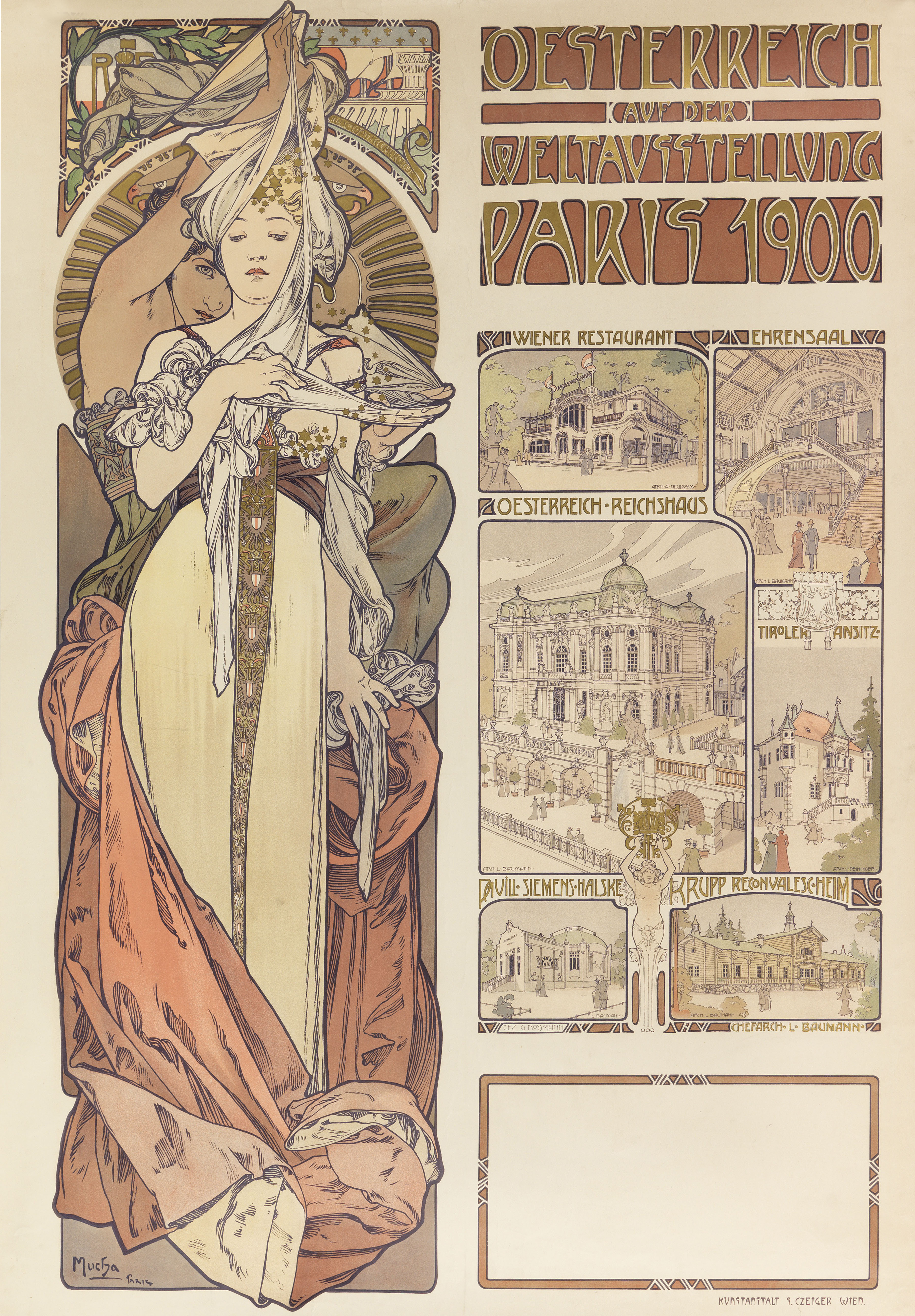
『万国博覧会オーストリア館ポスター』(1900)
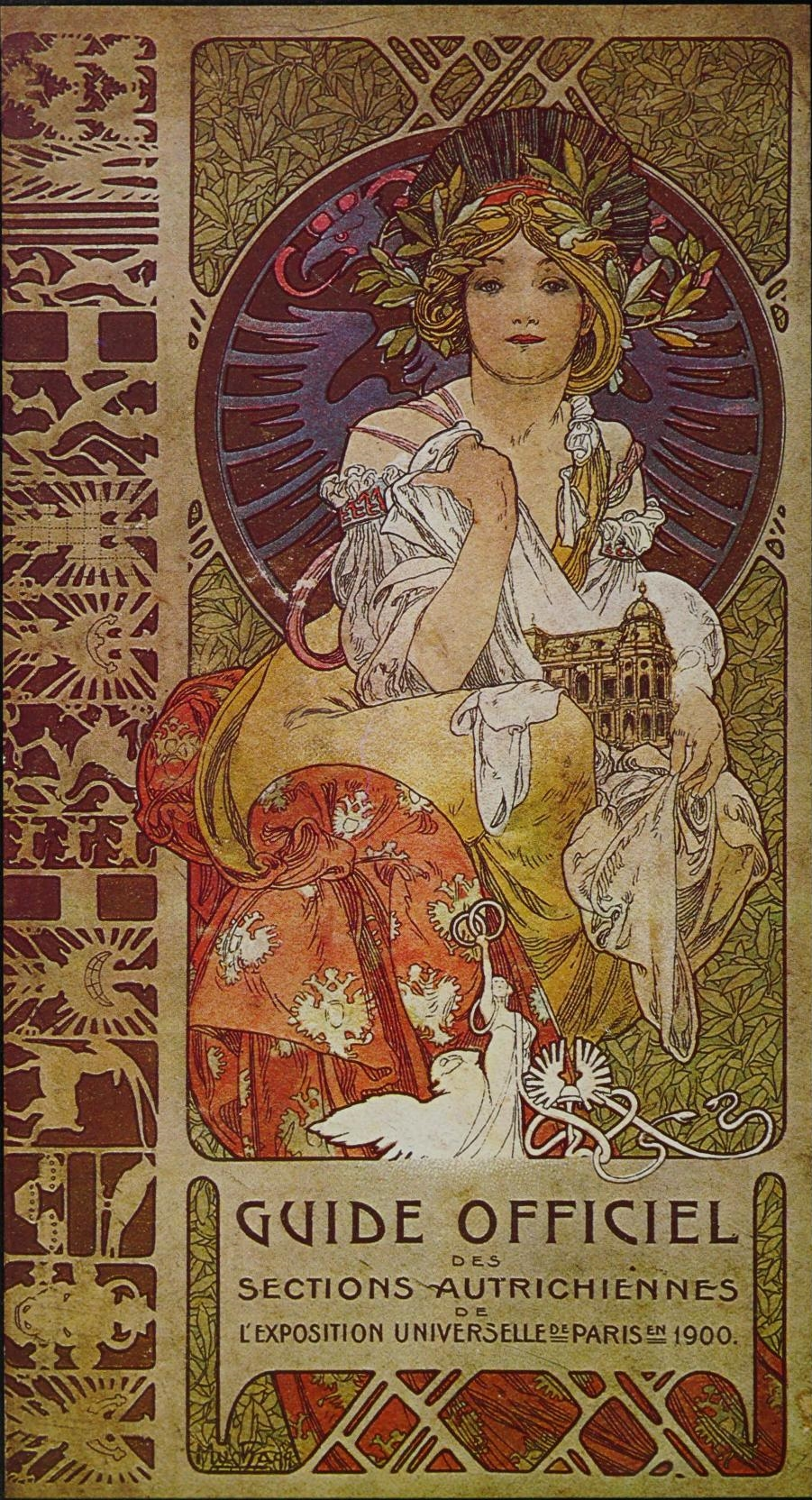
パリ万国博覧会のオーストリア公式ガイド(1900)
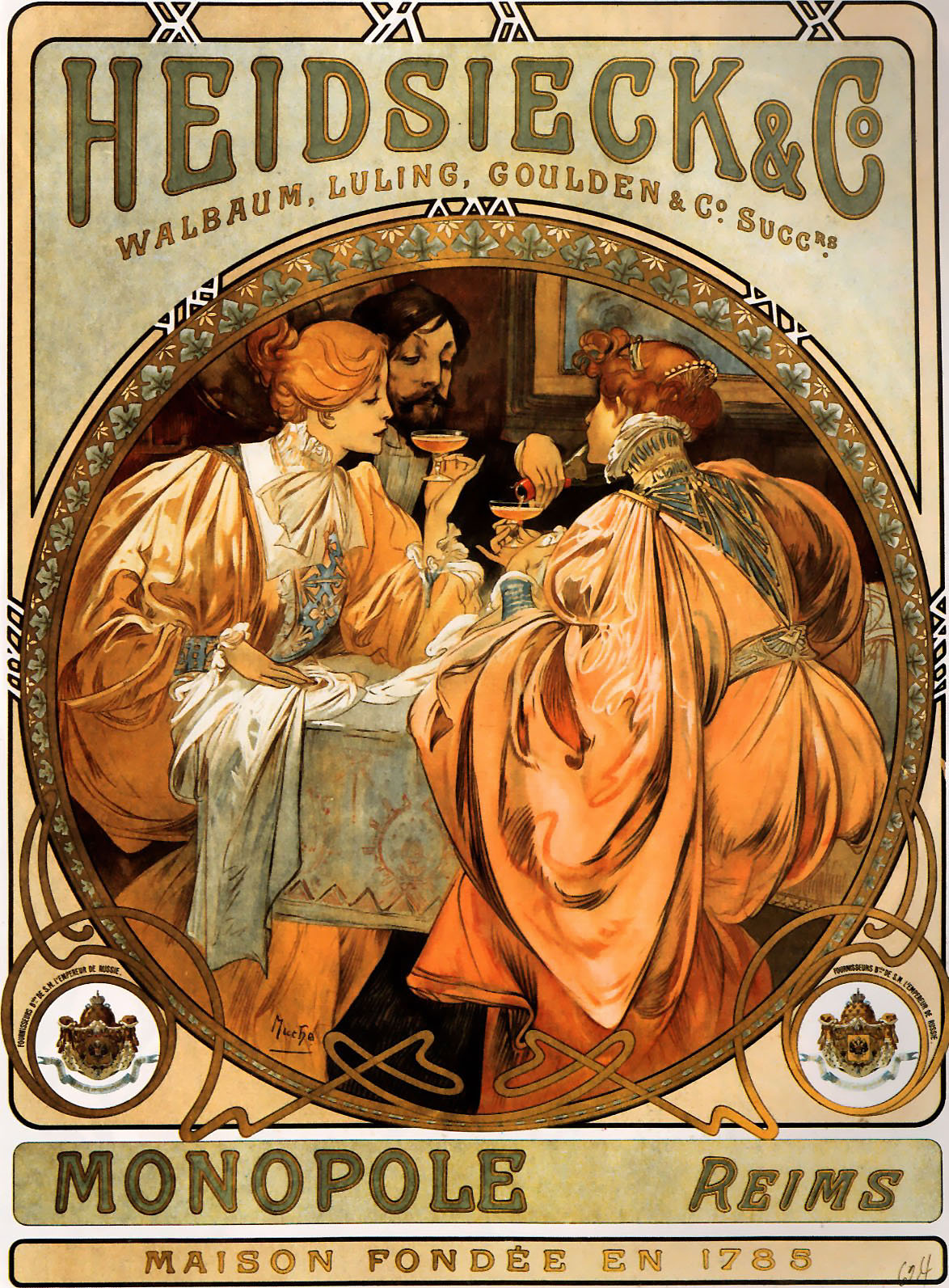
『「エドシック・モノポール」の広告ポスター』(1901)
ダンスグループLygieの広告ポスター『Lygie』(1901)
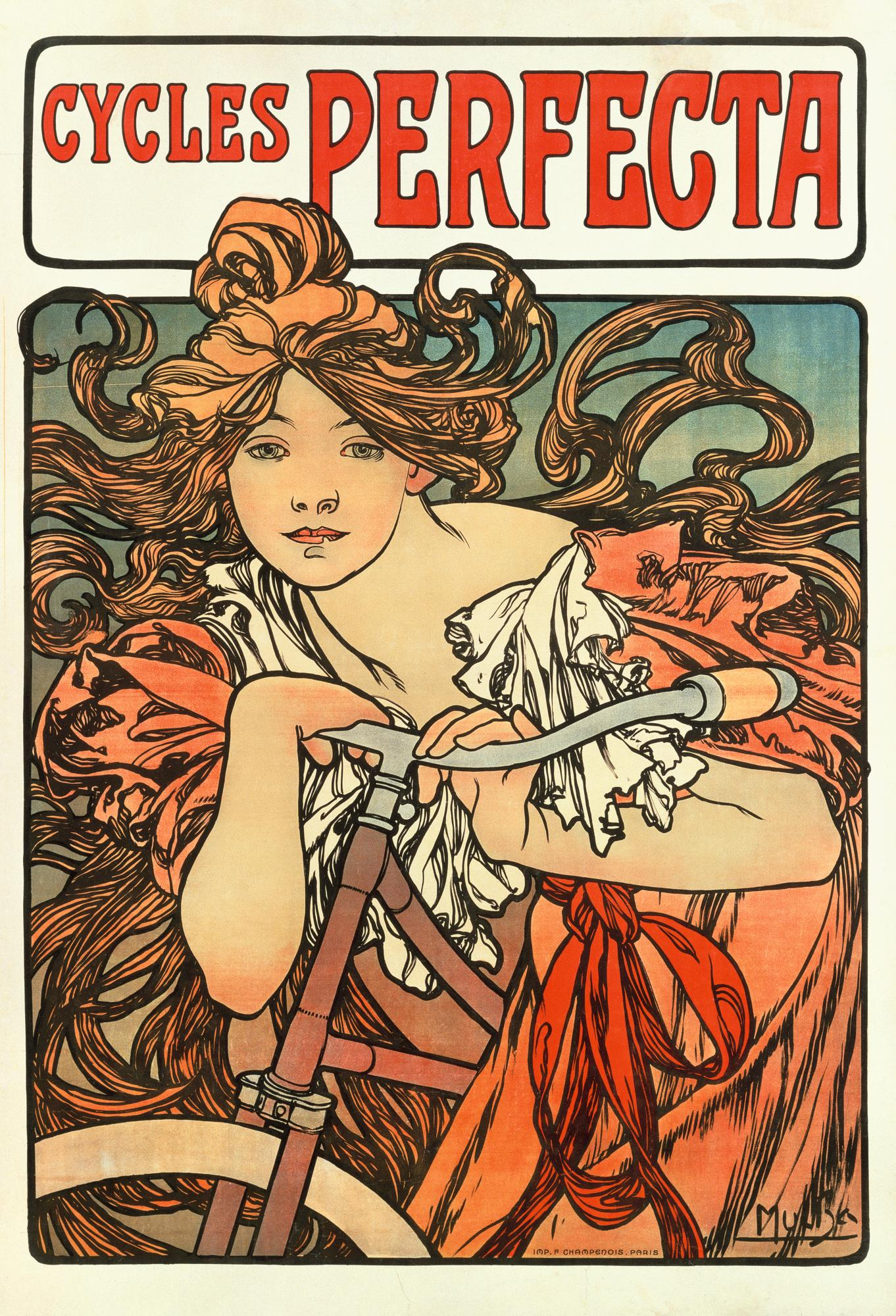
『ペルフェクタ自転車』(1902)
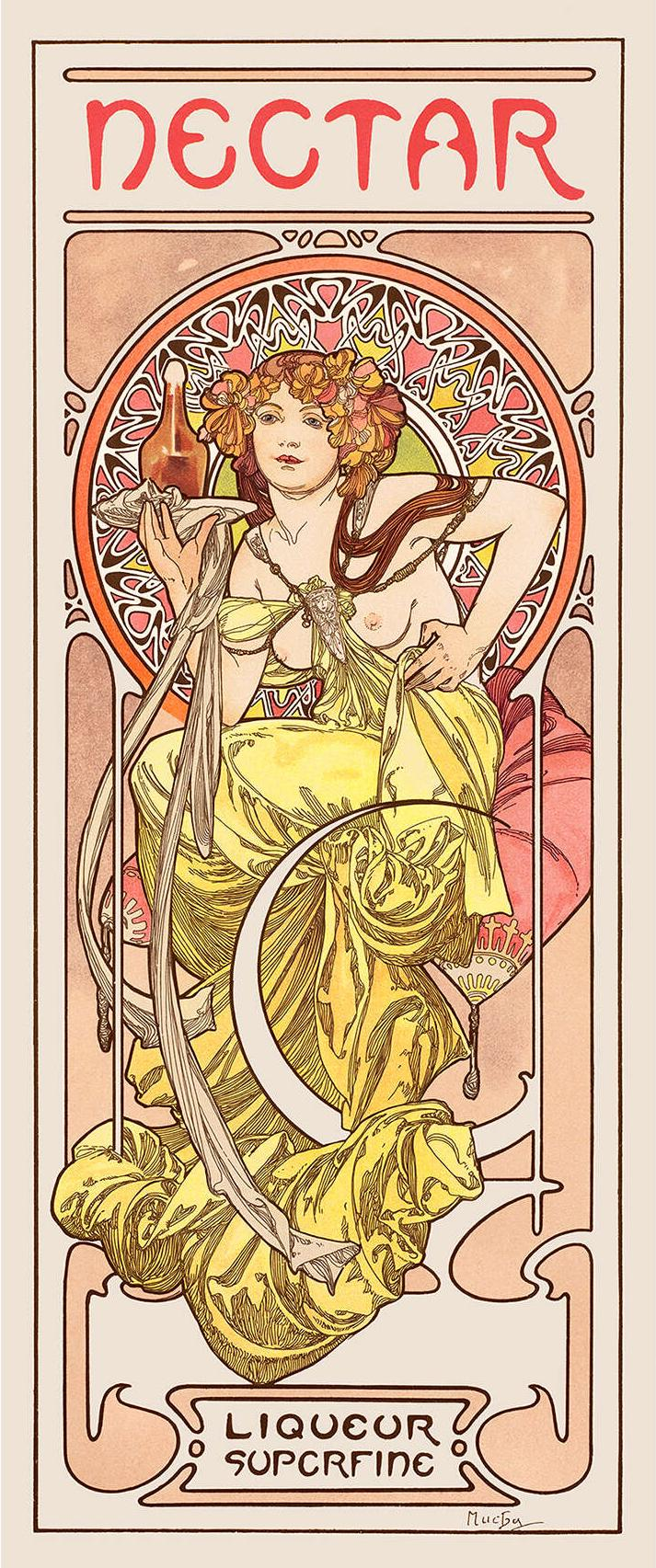
『ネクター』(1902)
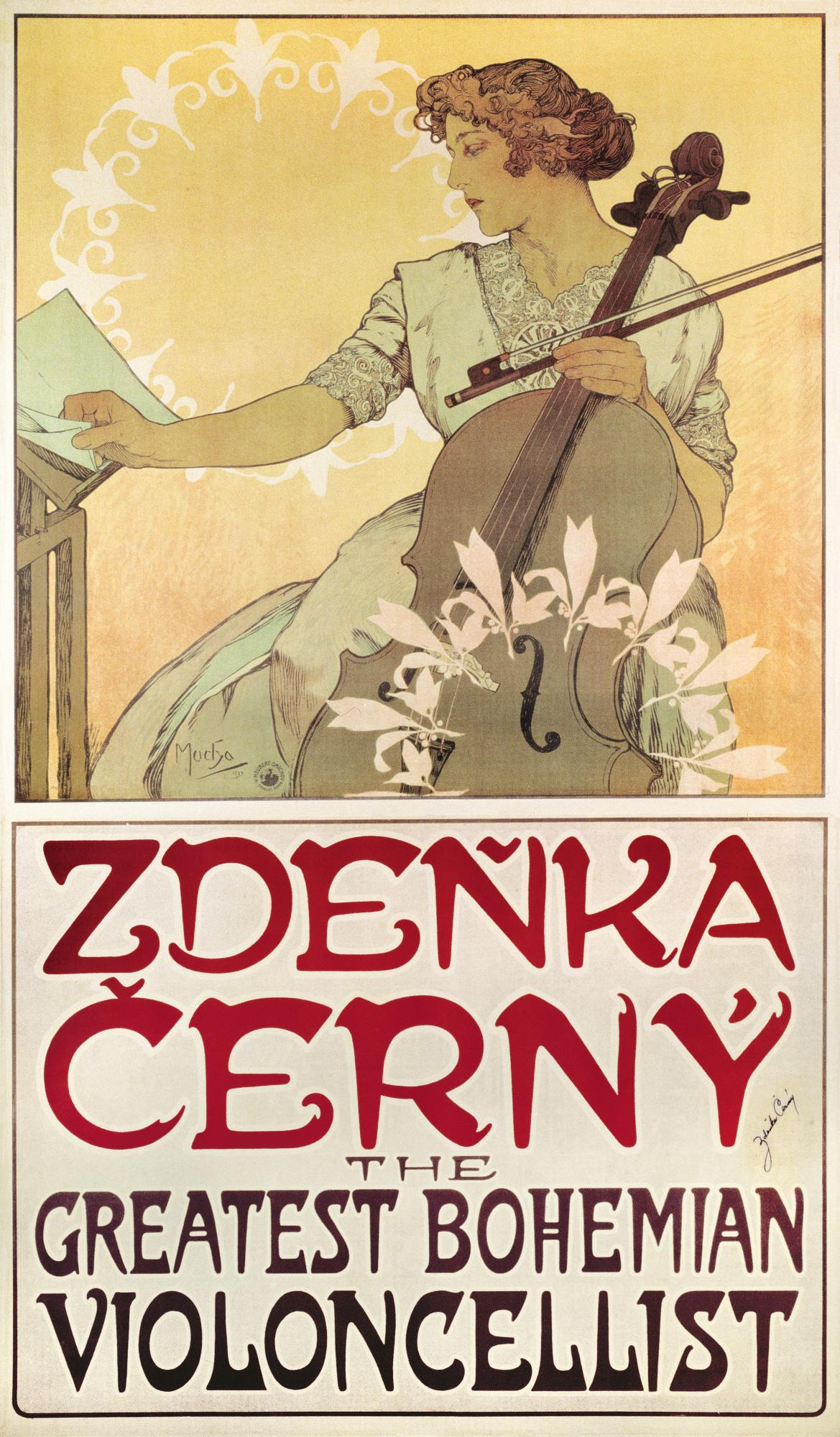
『ズデンカ・チェルニー』(1903)
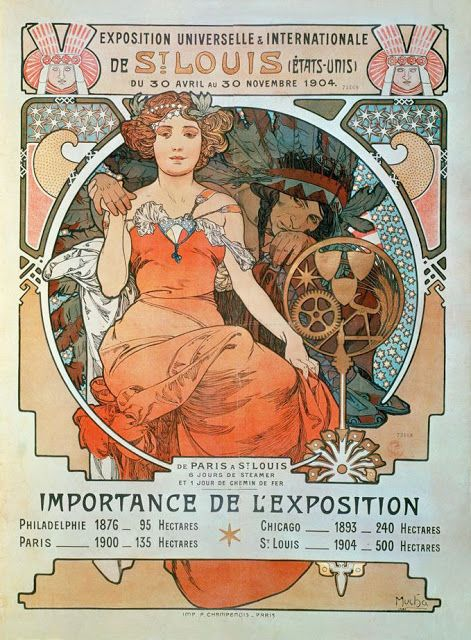
『セントルイス万国博覧会ポスター』(1904)
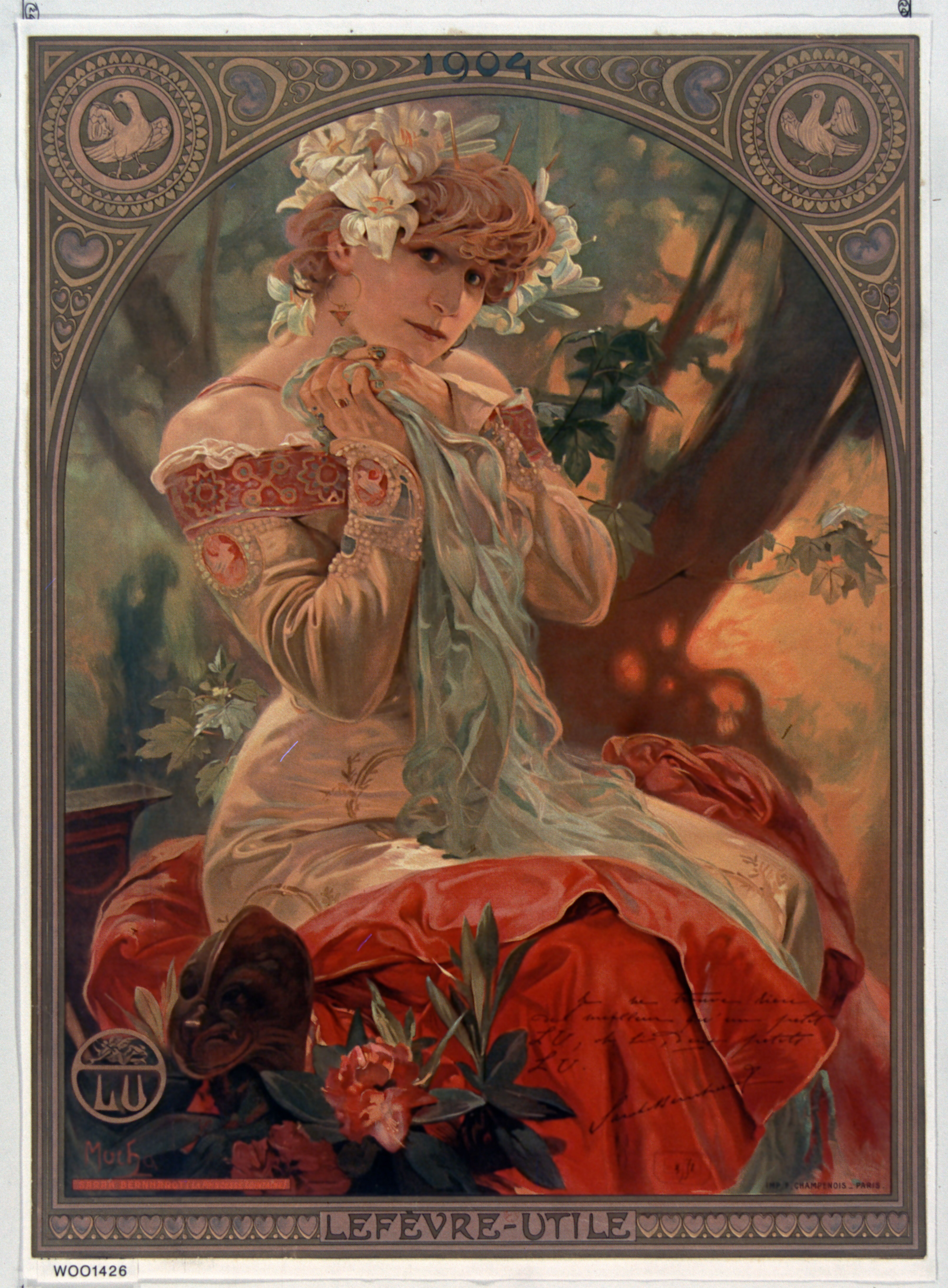
『「遠国の姫君」メリザンドのサラ・ベルナール（ルフェーヴル・ユティル・ビスケットのポスター）』(1904)
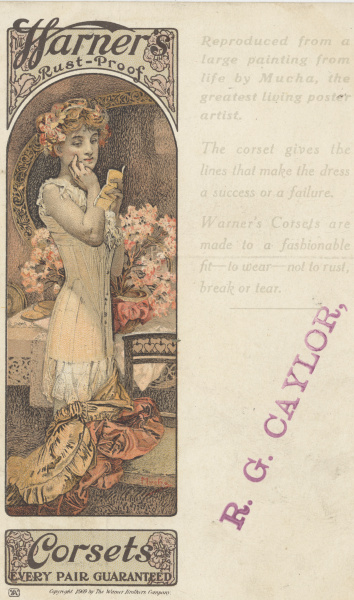
『ワーナーズ 錆びない コルセット』(1909)
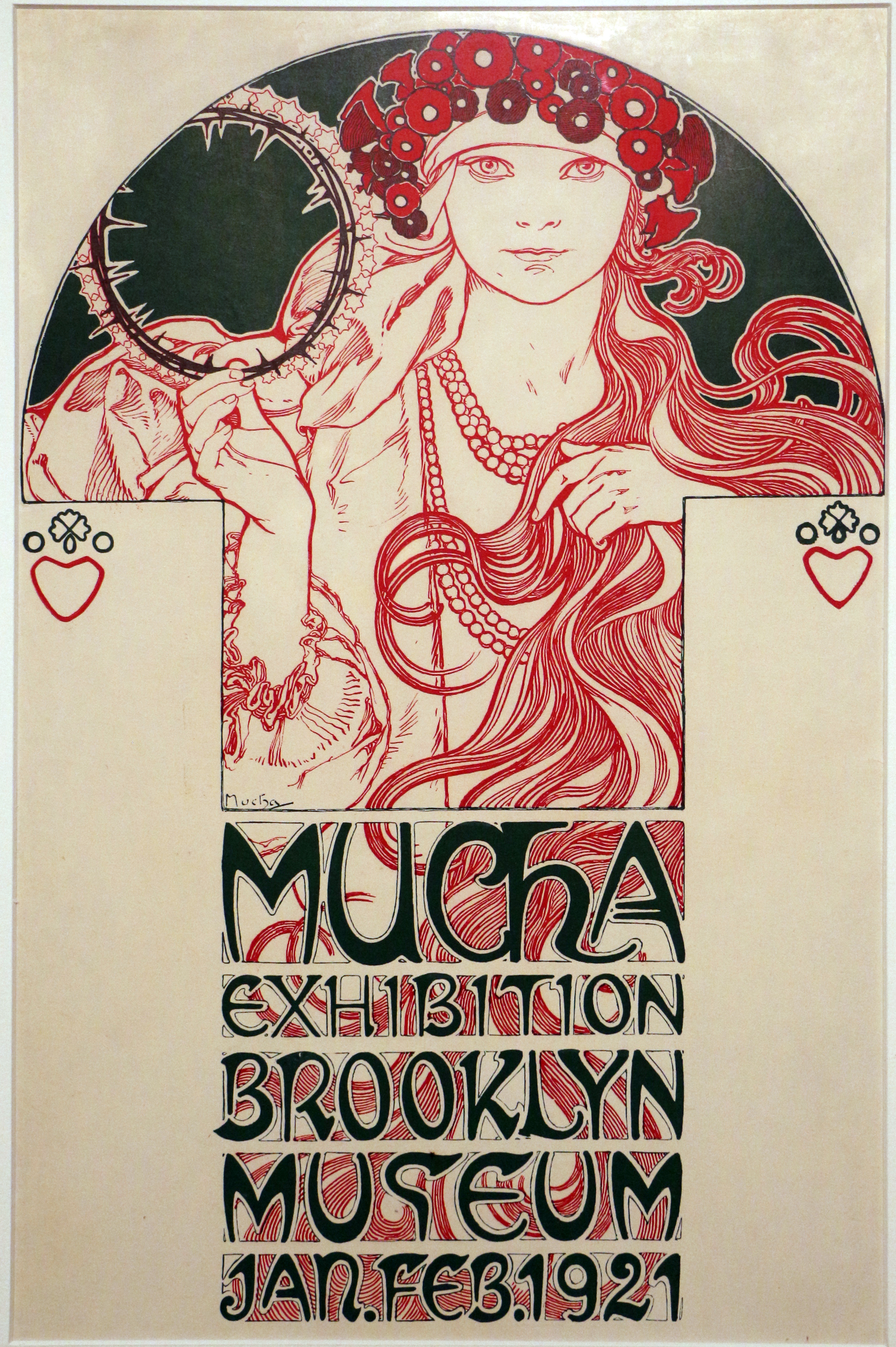
1921年、ニューヨークのブルックリン美術館でのミュシャ展の広告ポスター(1920)

### 装飾パネル

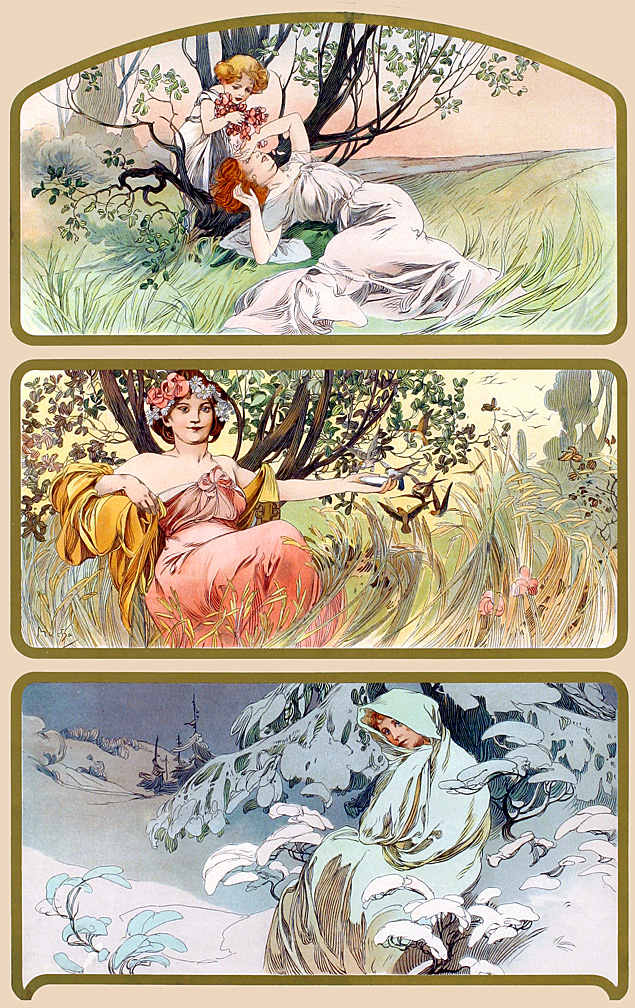
『三季節』(1896)
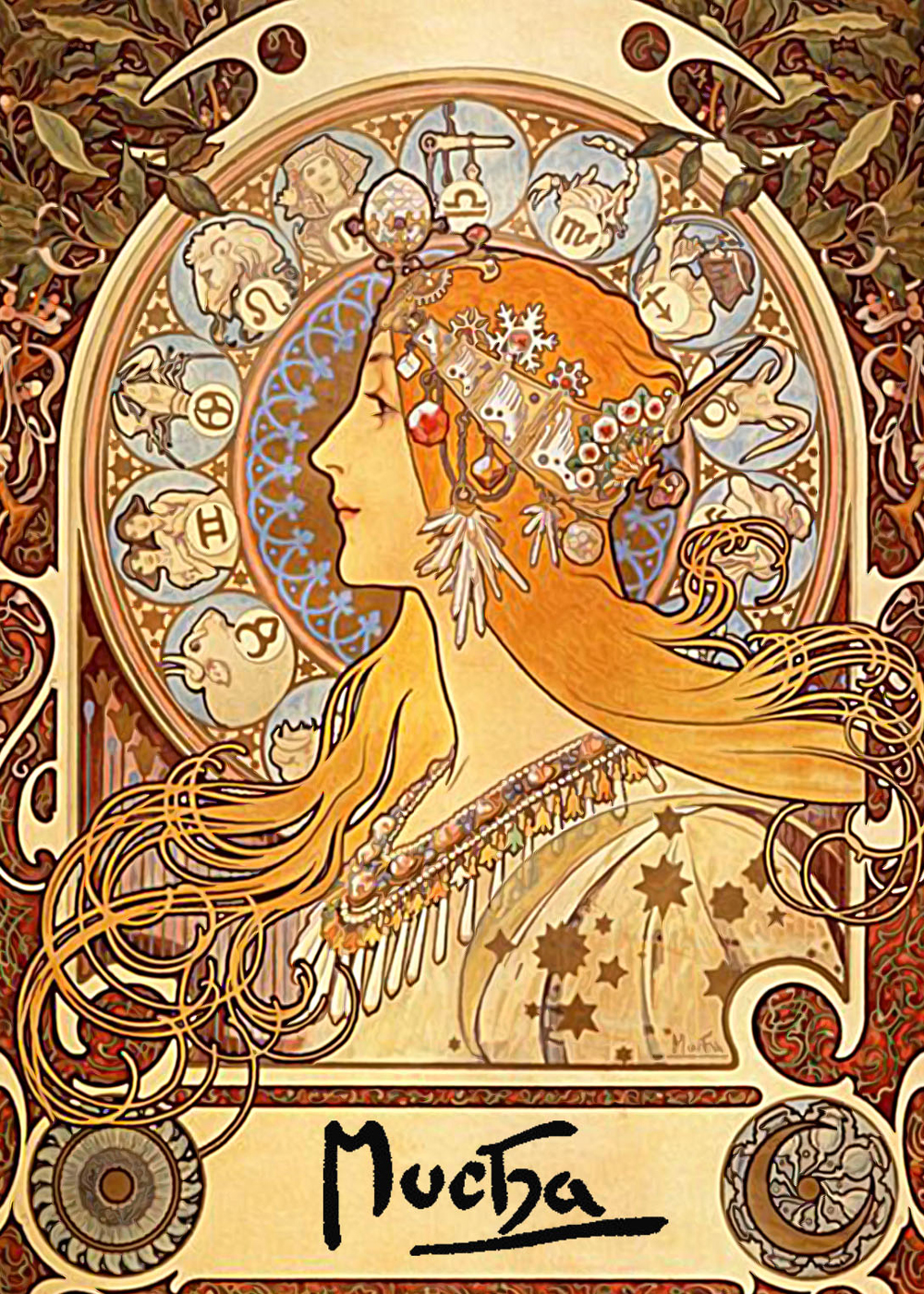
代表作のひとつ『黄道十二宮』(1896-97)
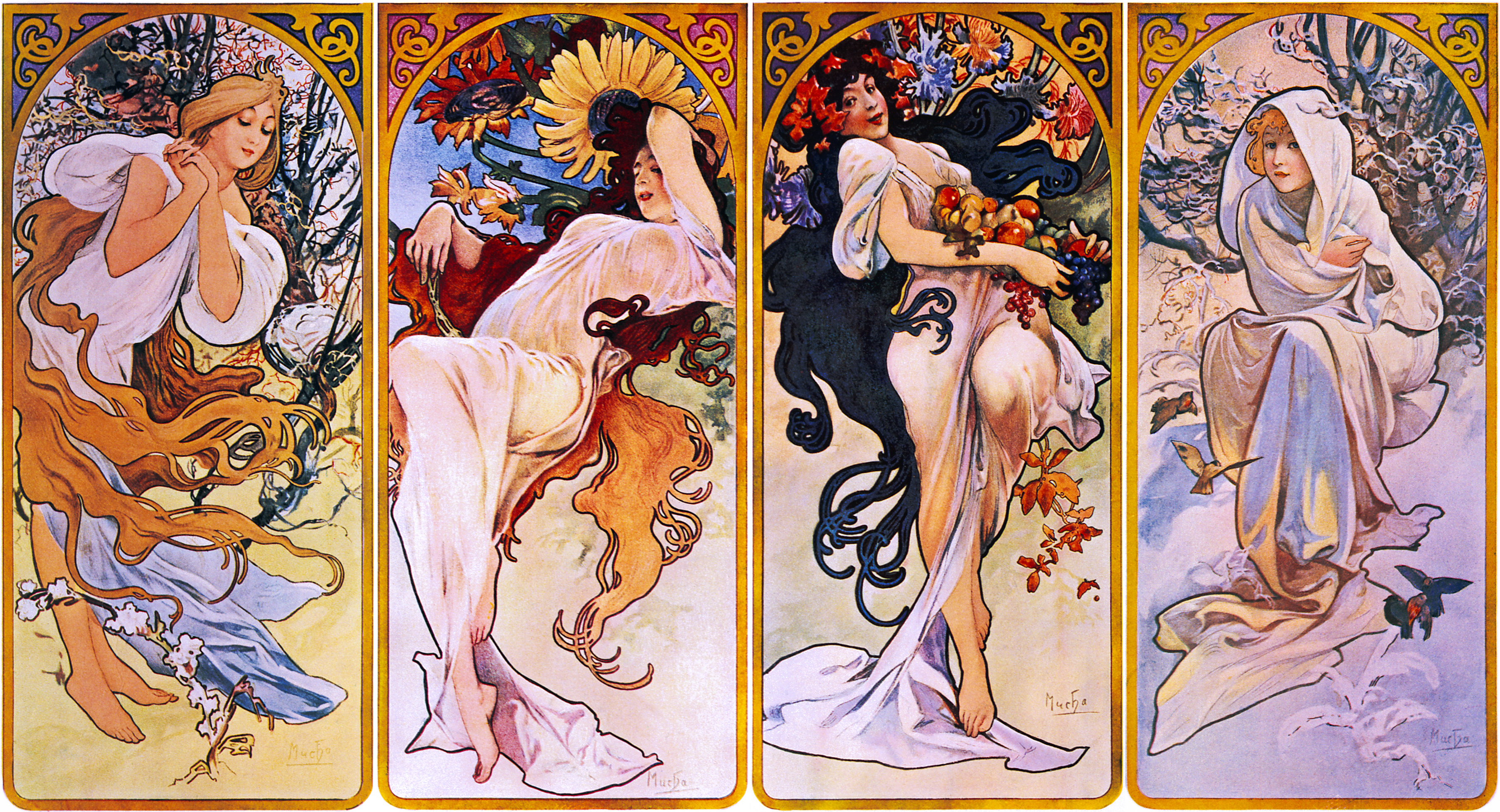
『四季：春、夏、秋、冬』(1897)
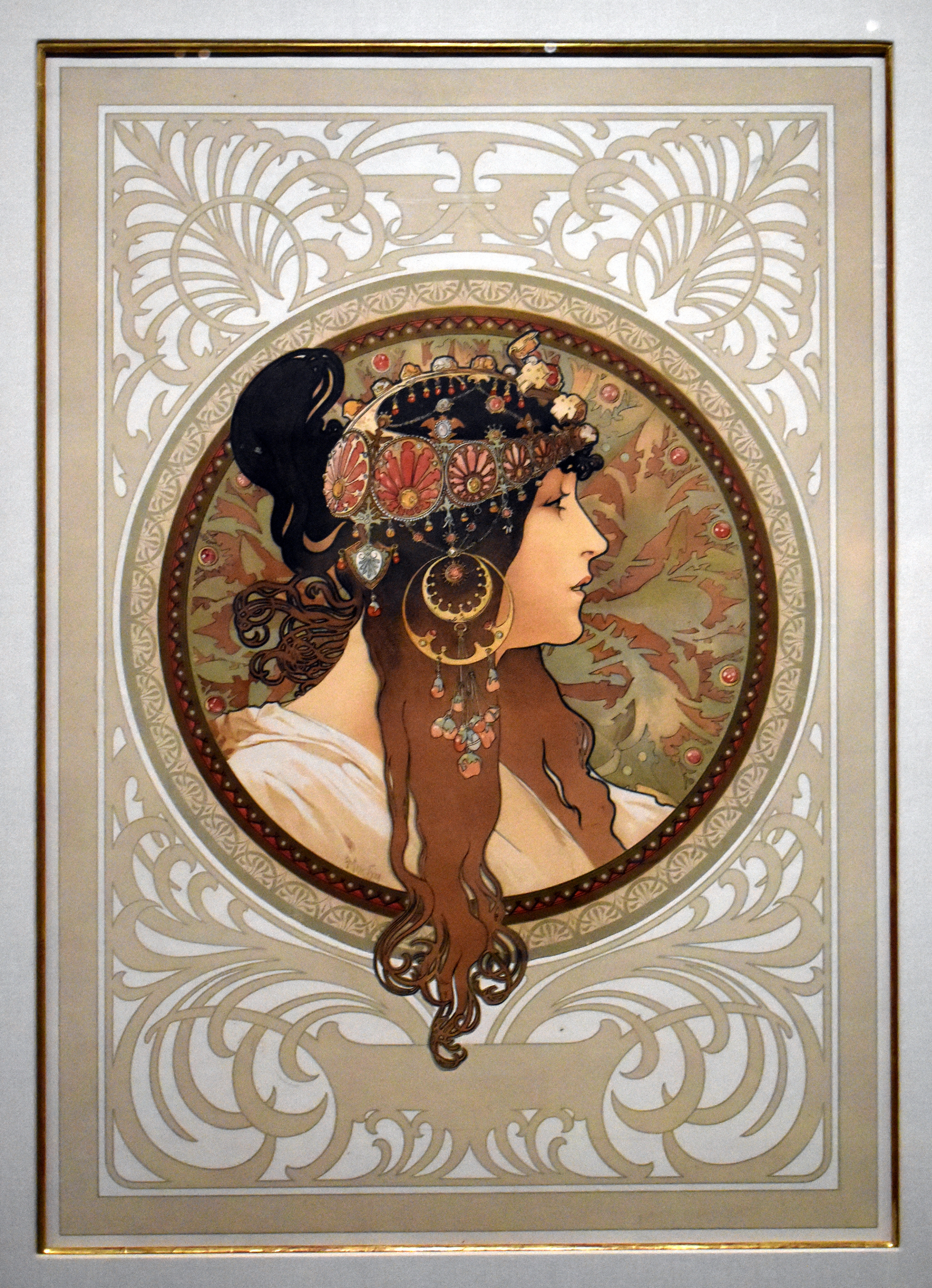
『ビザンティン風の頭部：ブルネット』(1897)
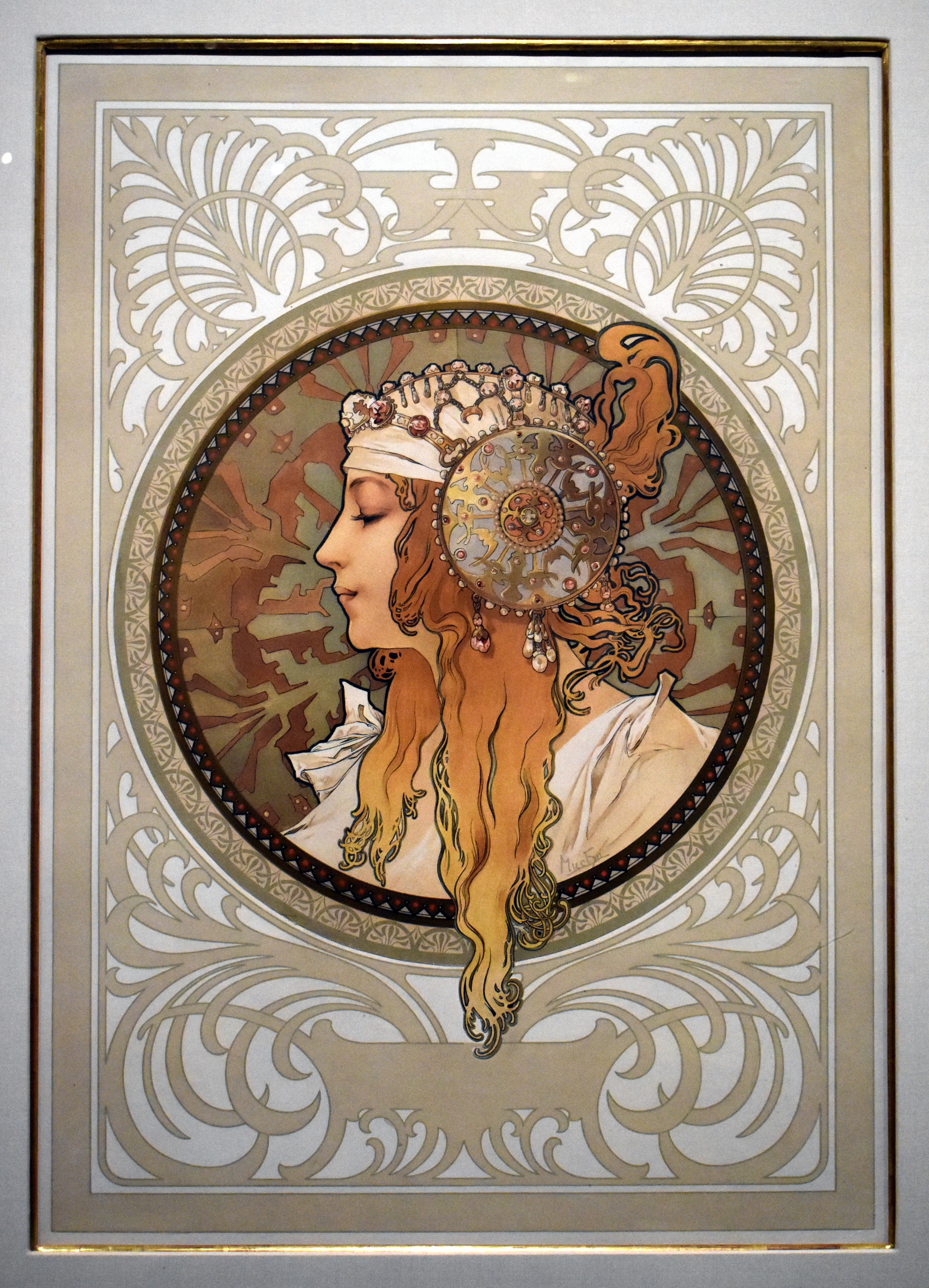
『ビザンティン風の頭部：ブロンド』(1897)
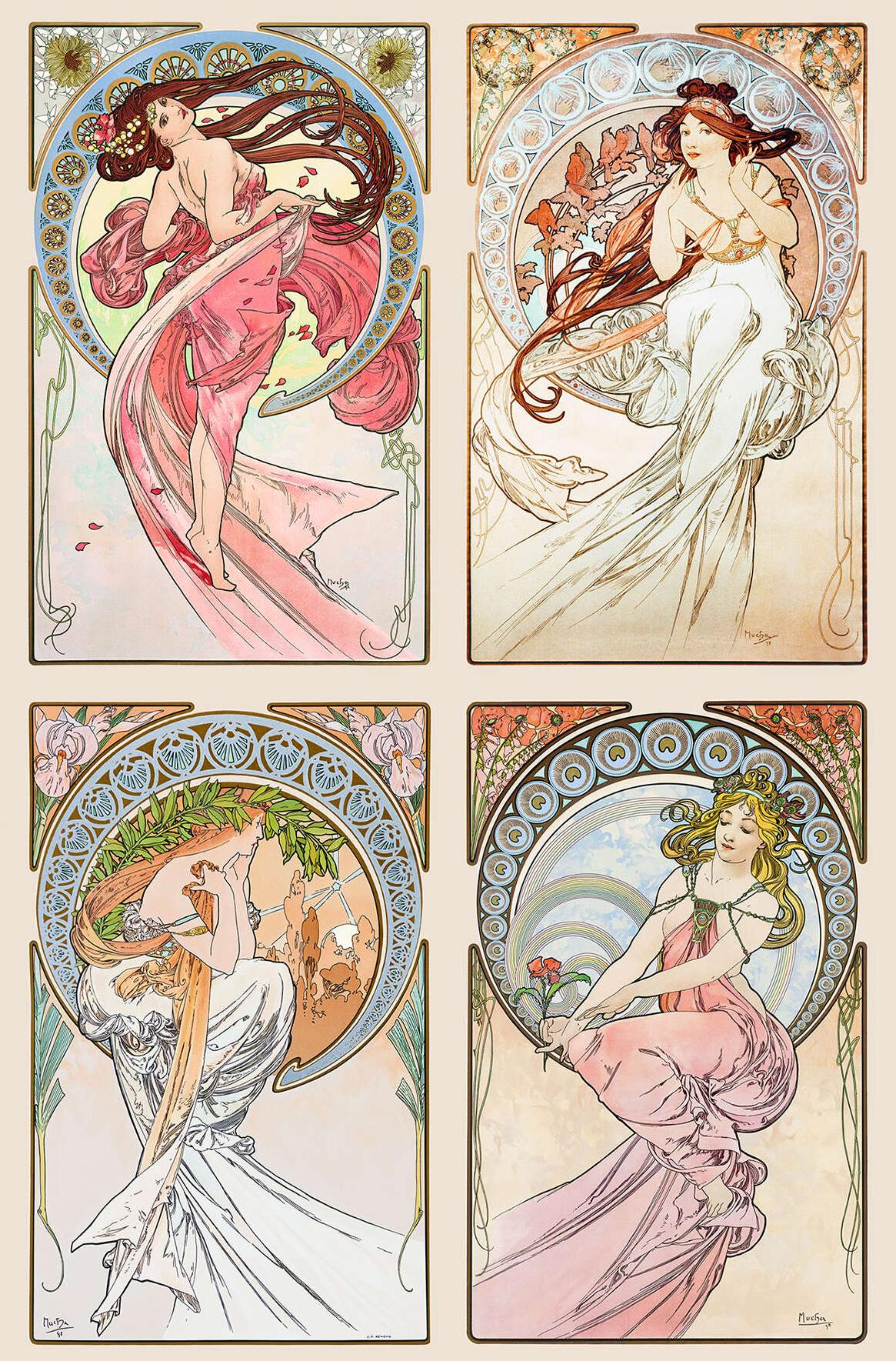
『四芸術』(1898)
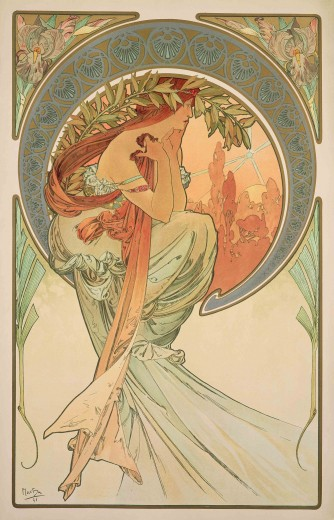
『四芸術：詩』(1898)
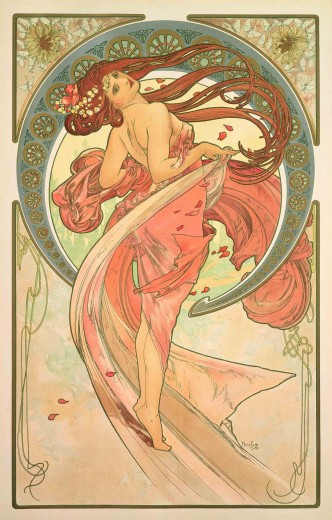
『四芸術：ダンス』(1898)
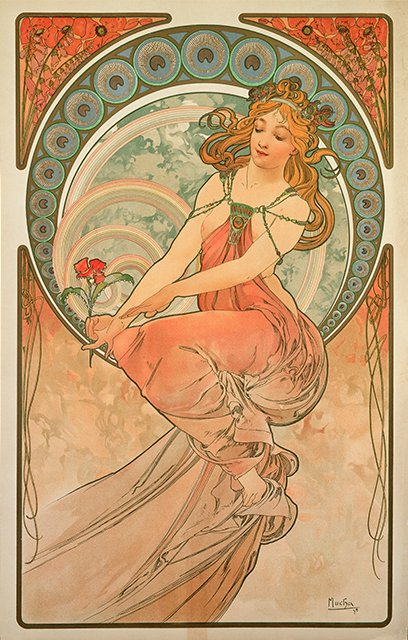
『四芸術：絵画』(1898)
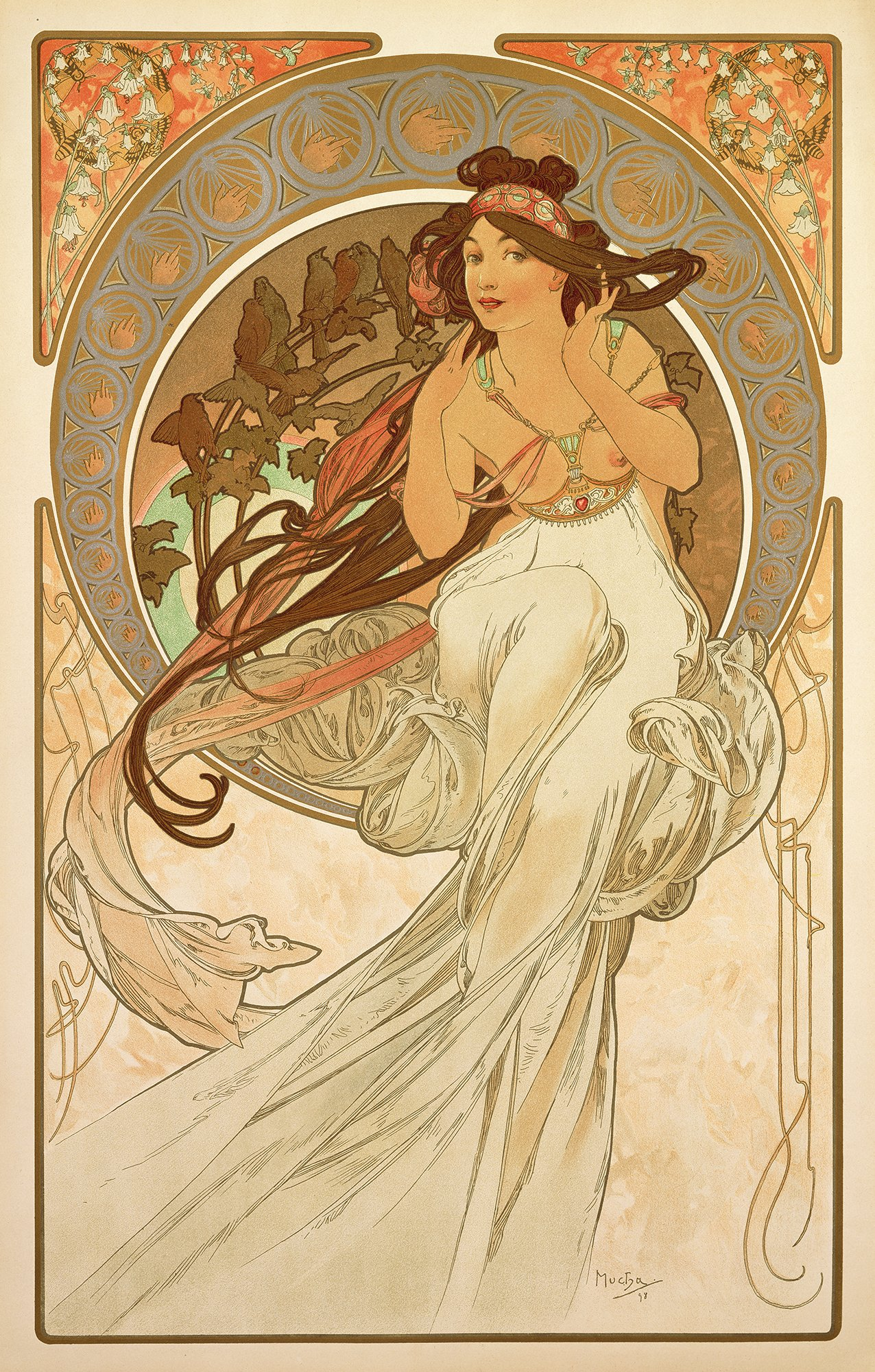
『四芸術：音楽』(1898)
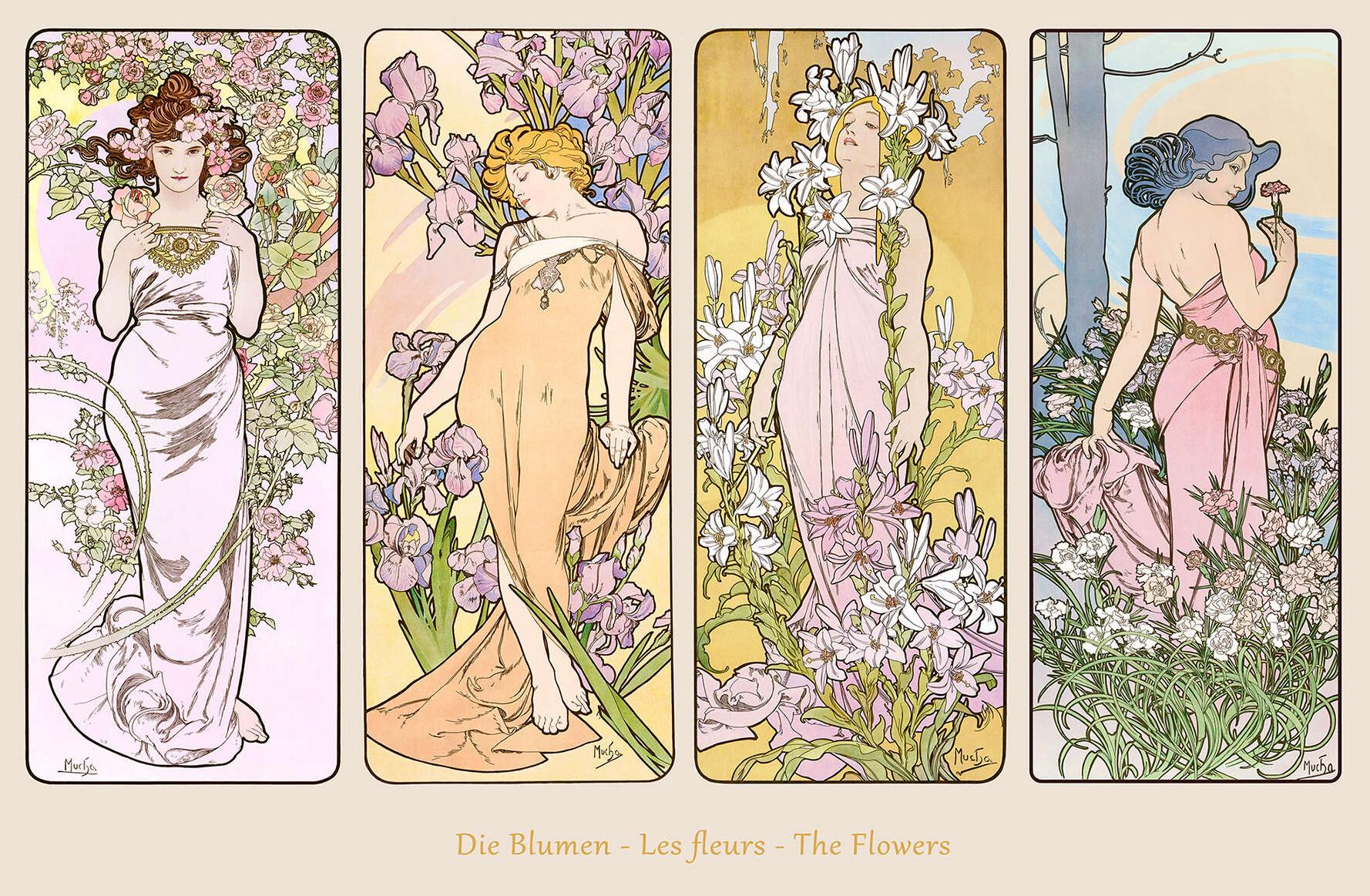
『四つの花』(1898)
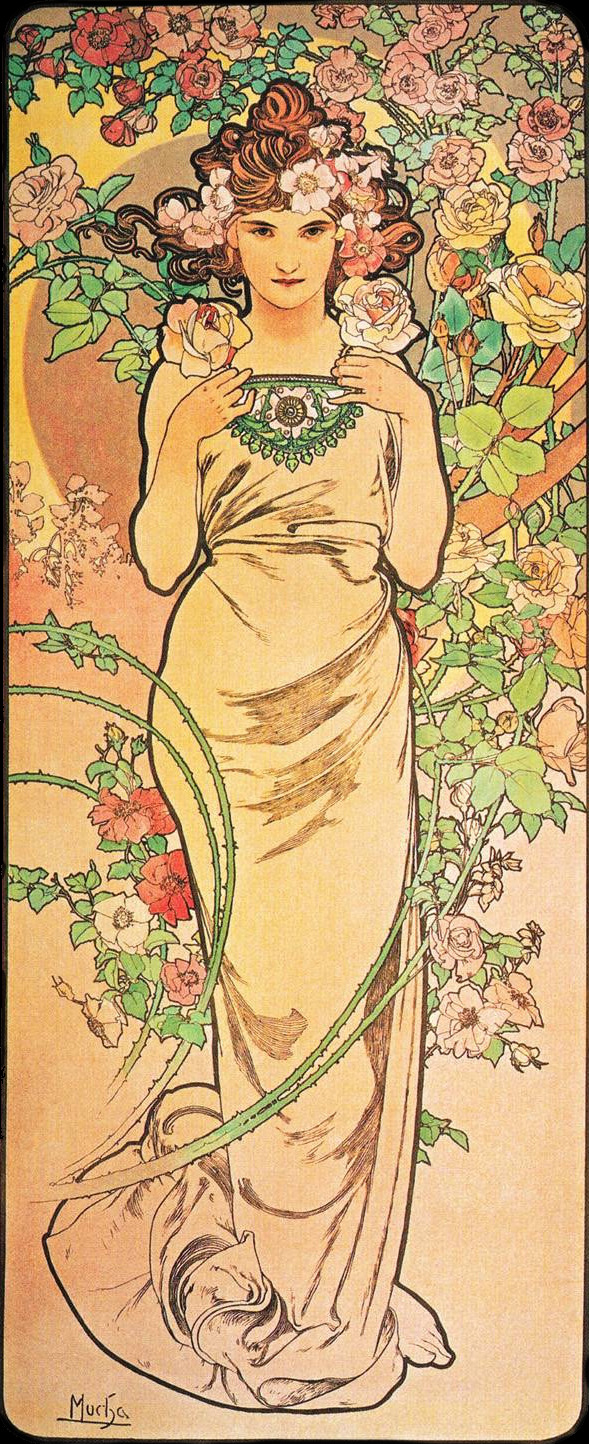
『四つの花：ローズ(薔薇)』(1898)
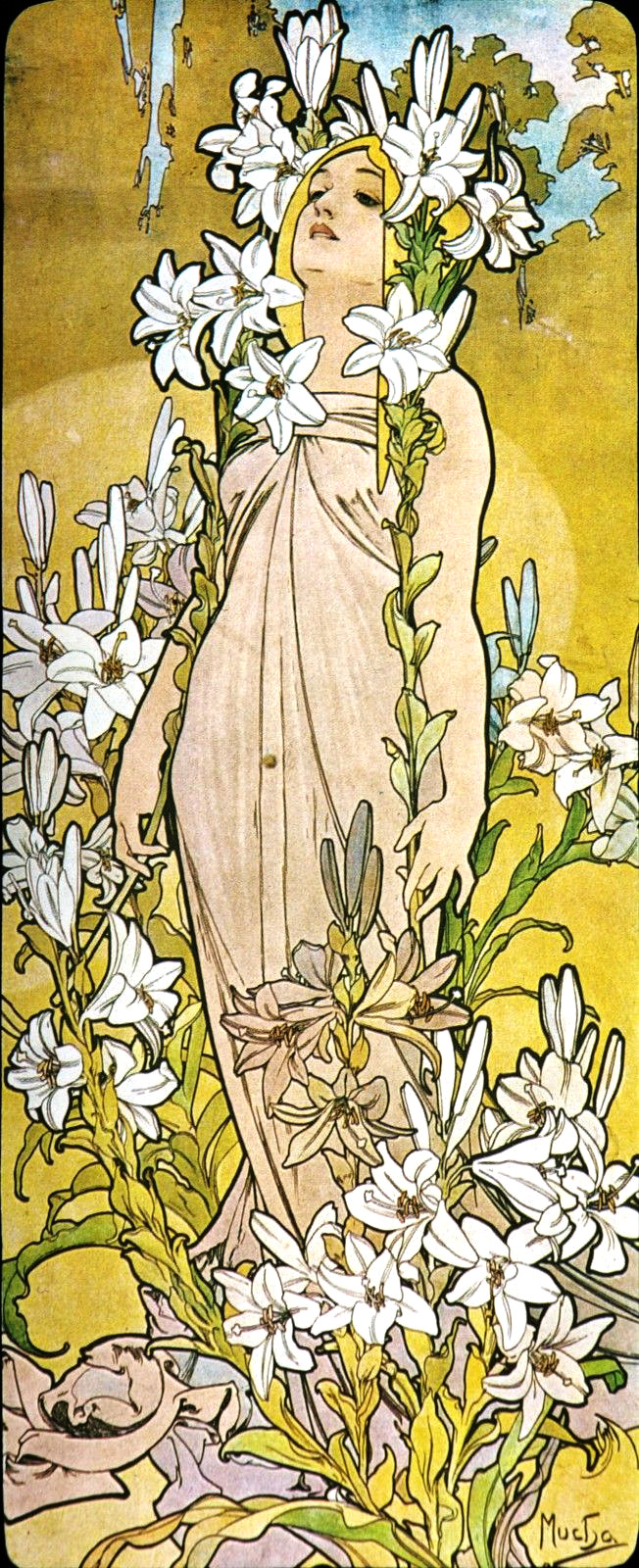
『四つの花：リリー(百合)』(1898)
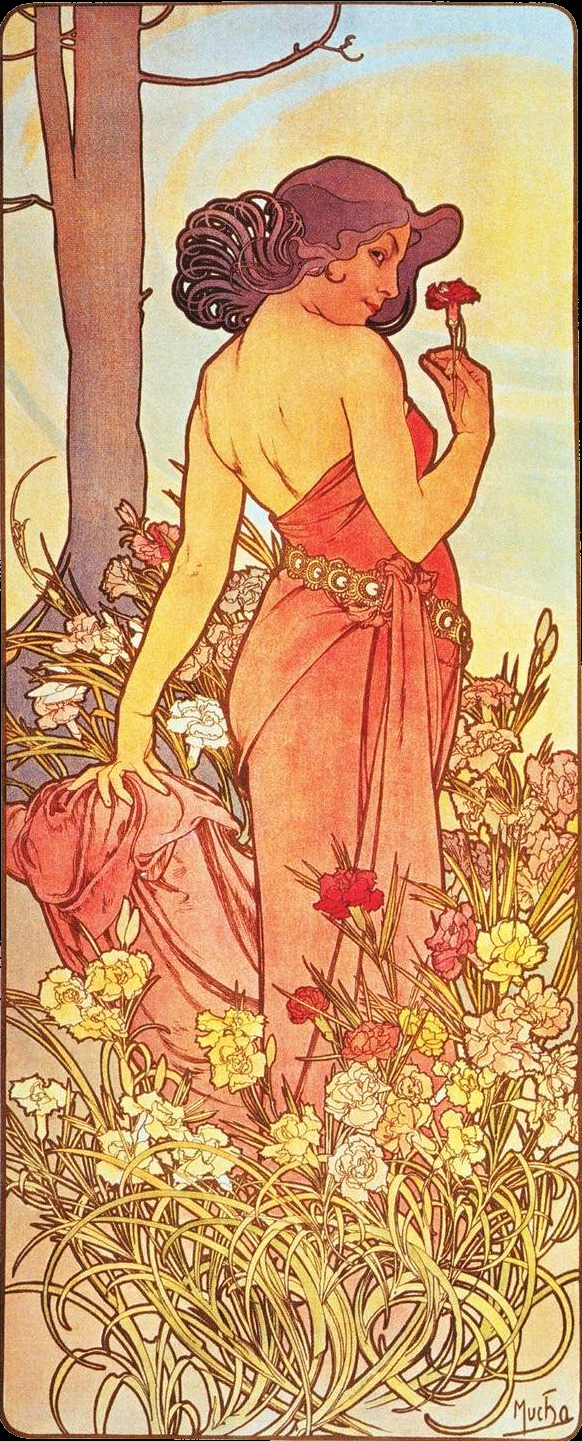
『四つの花：カーネーション』(1898)
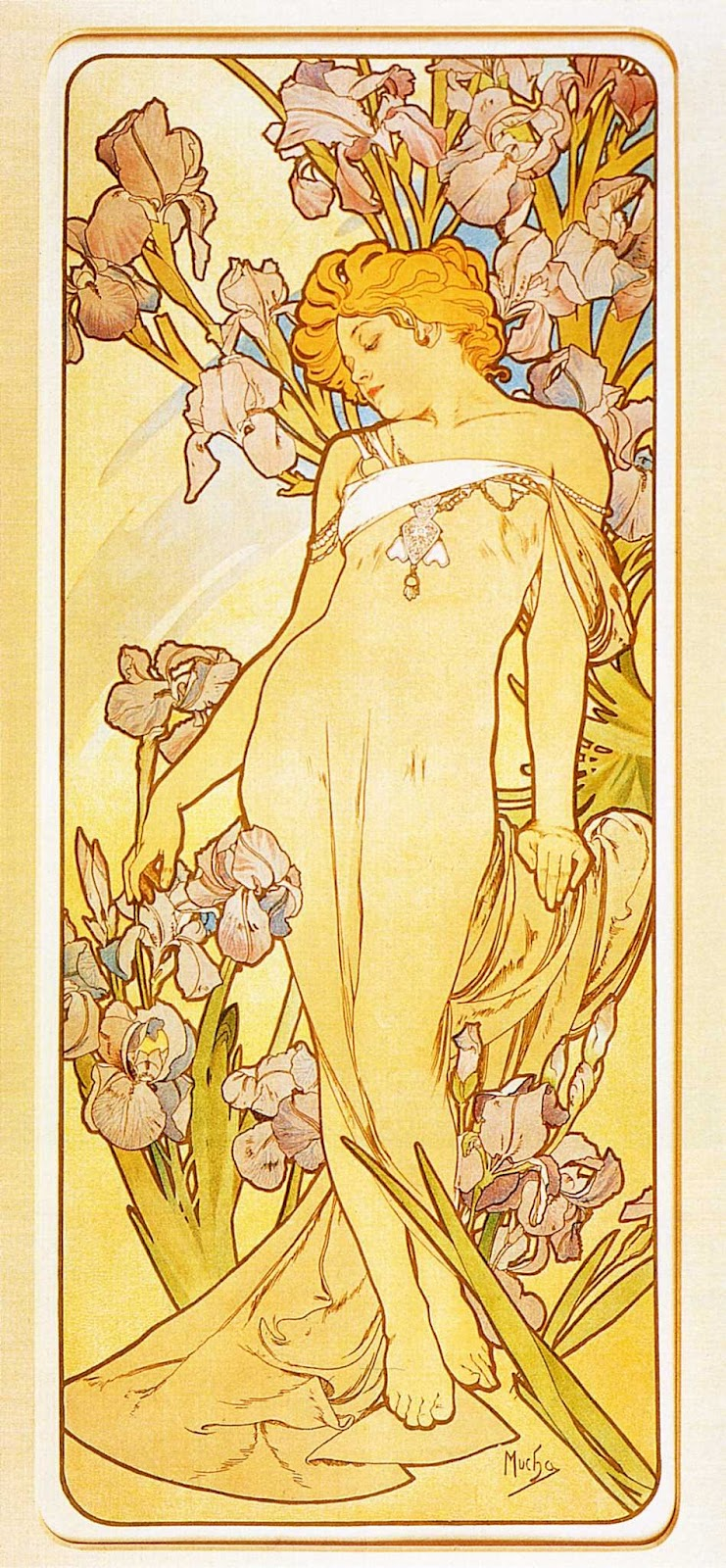
『四つの花：アイリス』(1898)
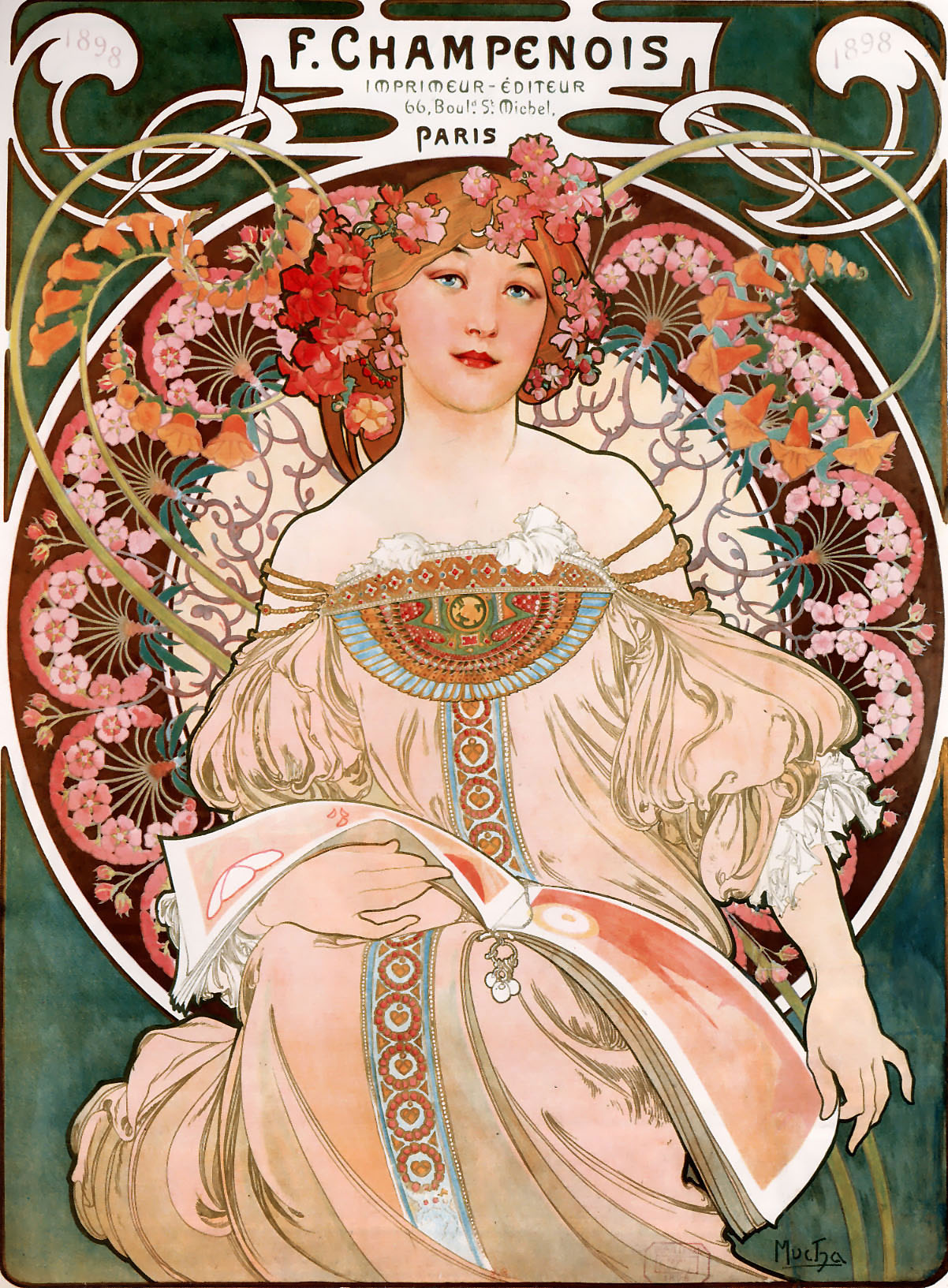
代表作のひとつ『夢想』(1898)
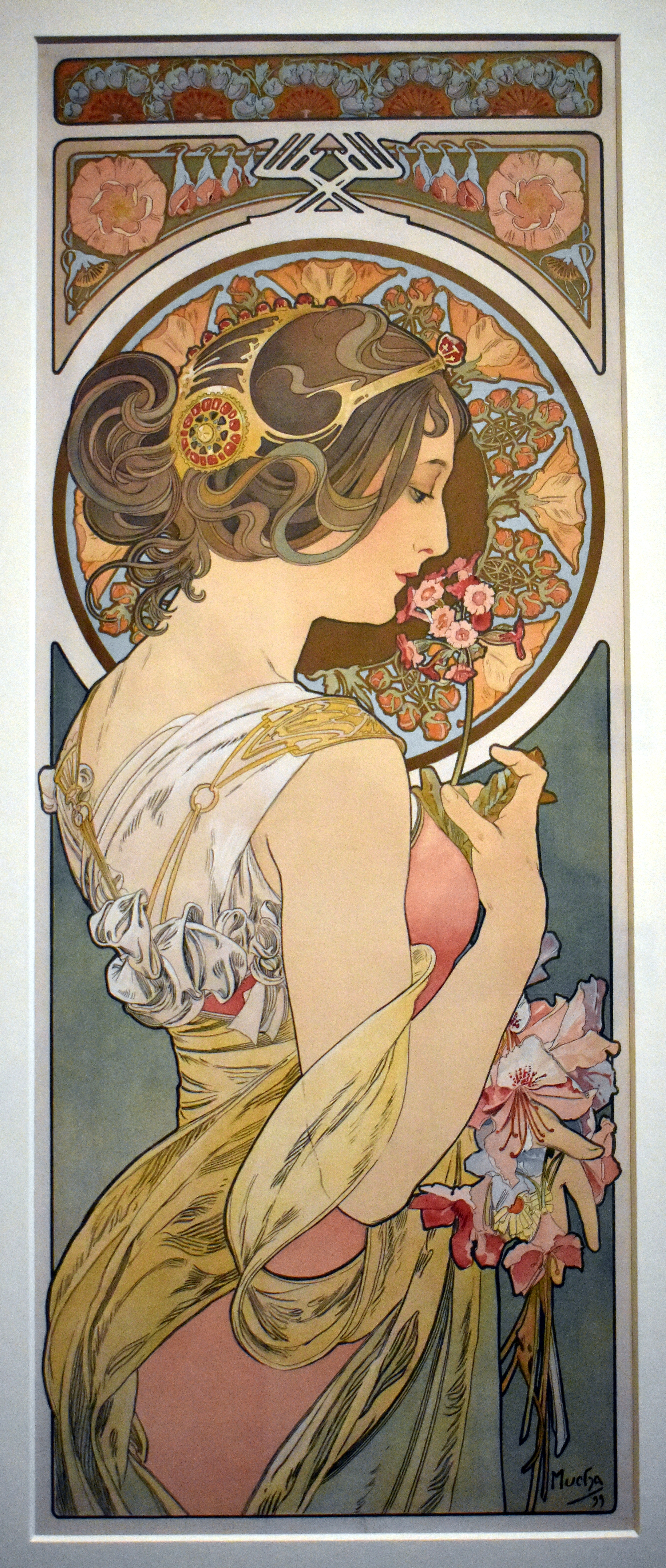
『桜草』(1899)
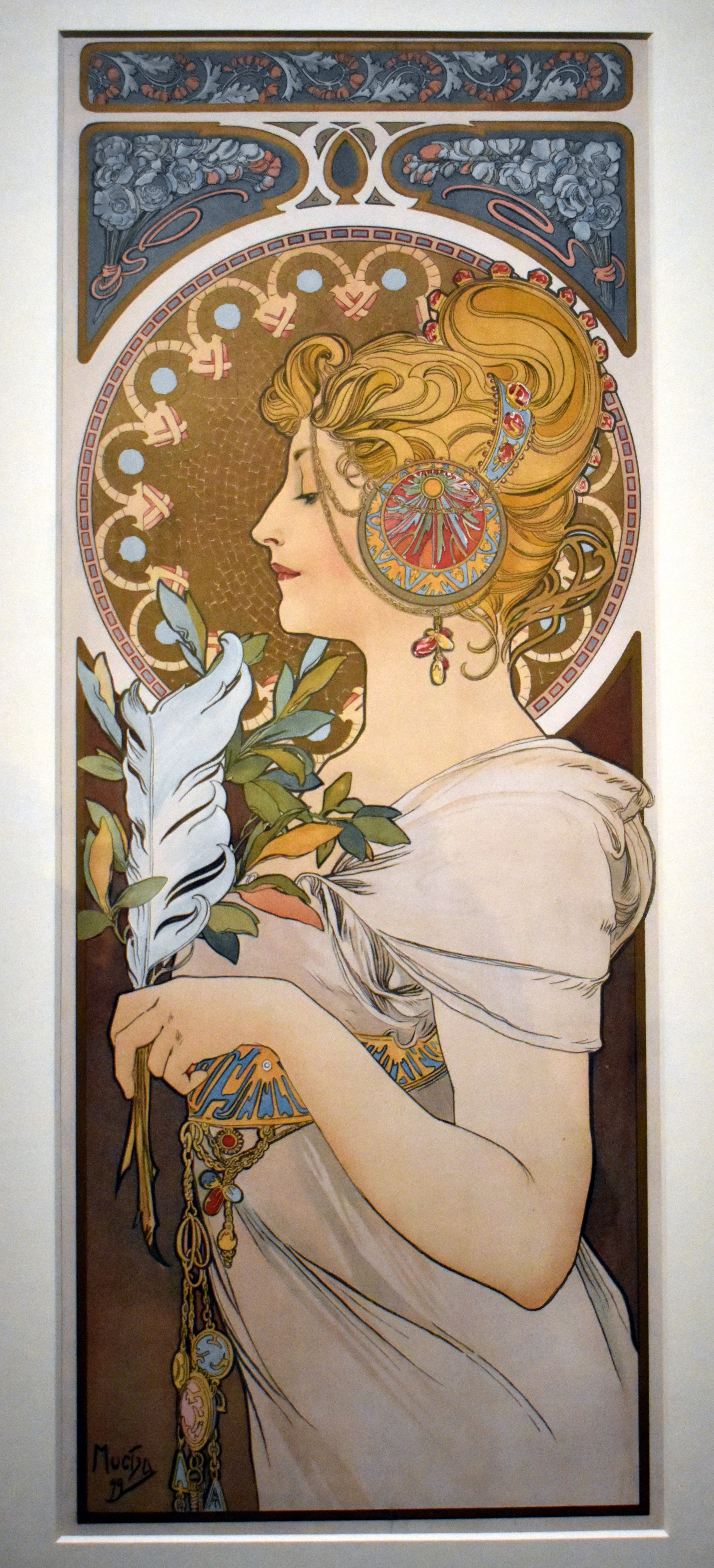
『羽根』(1899)
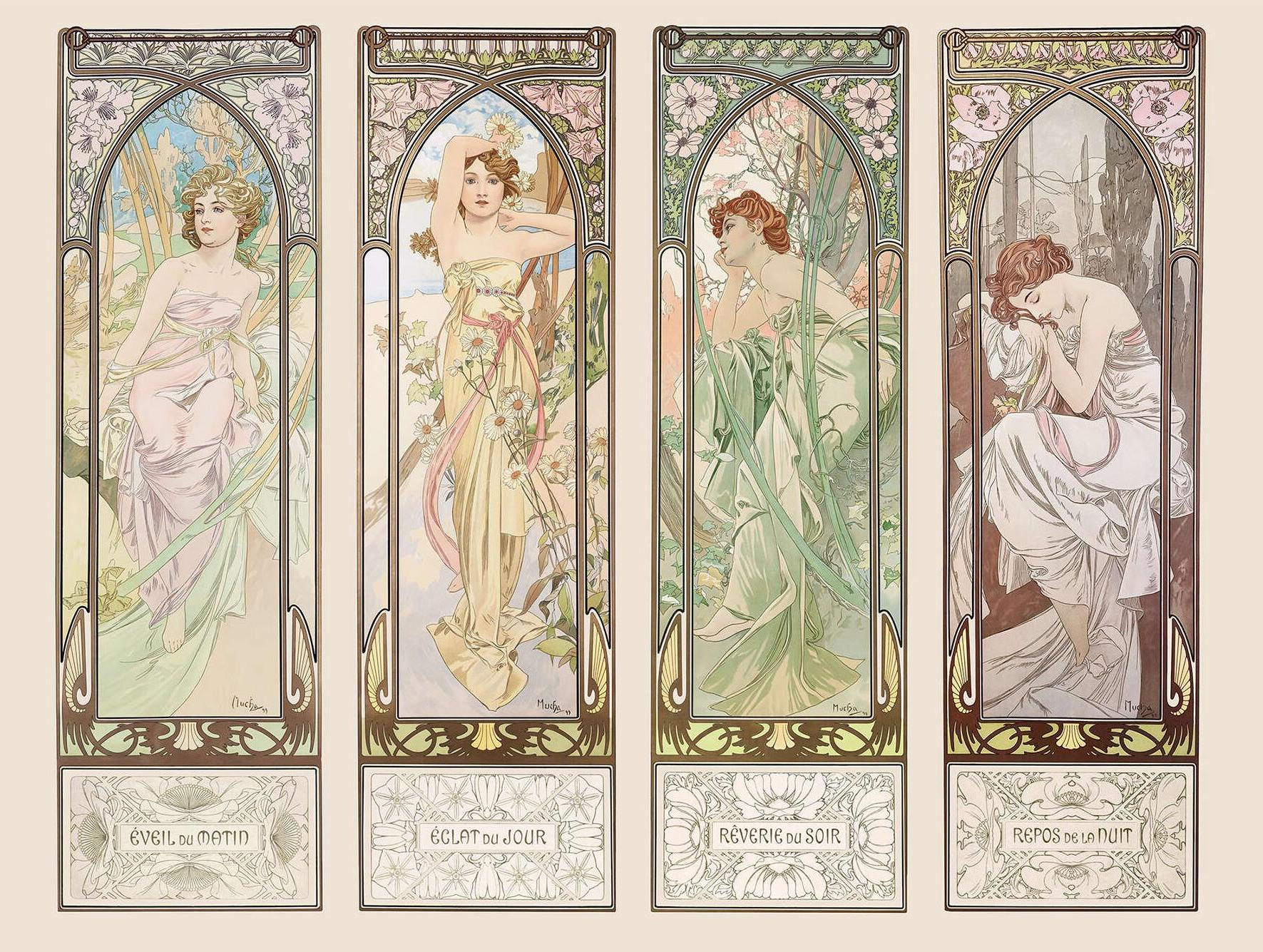
『四つの時：朝、昼、夕、夜』(1899)
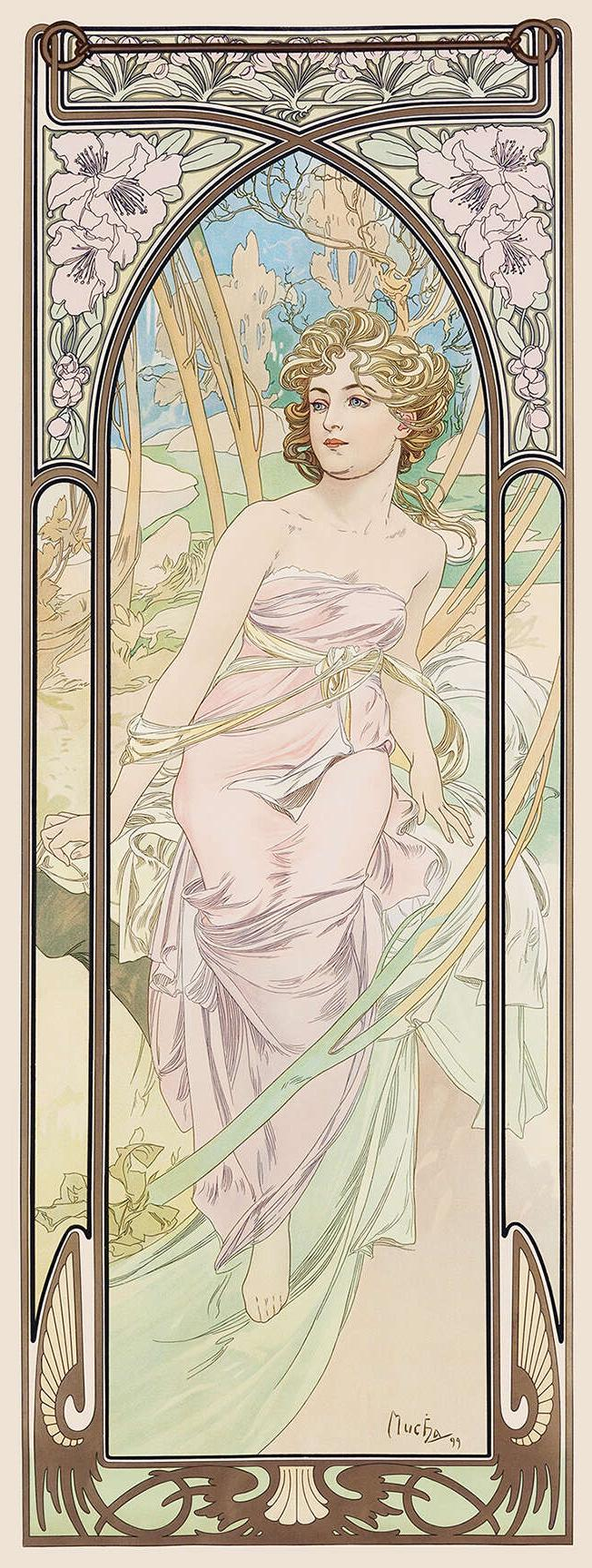
『四つの時：朝』(1899)
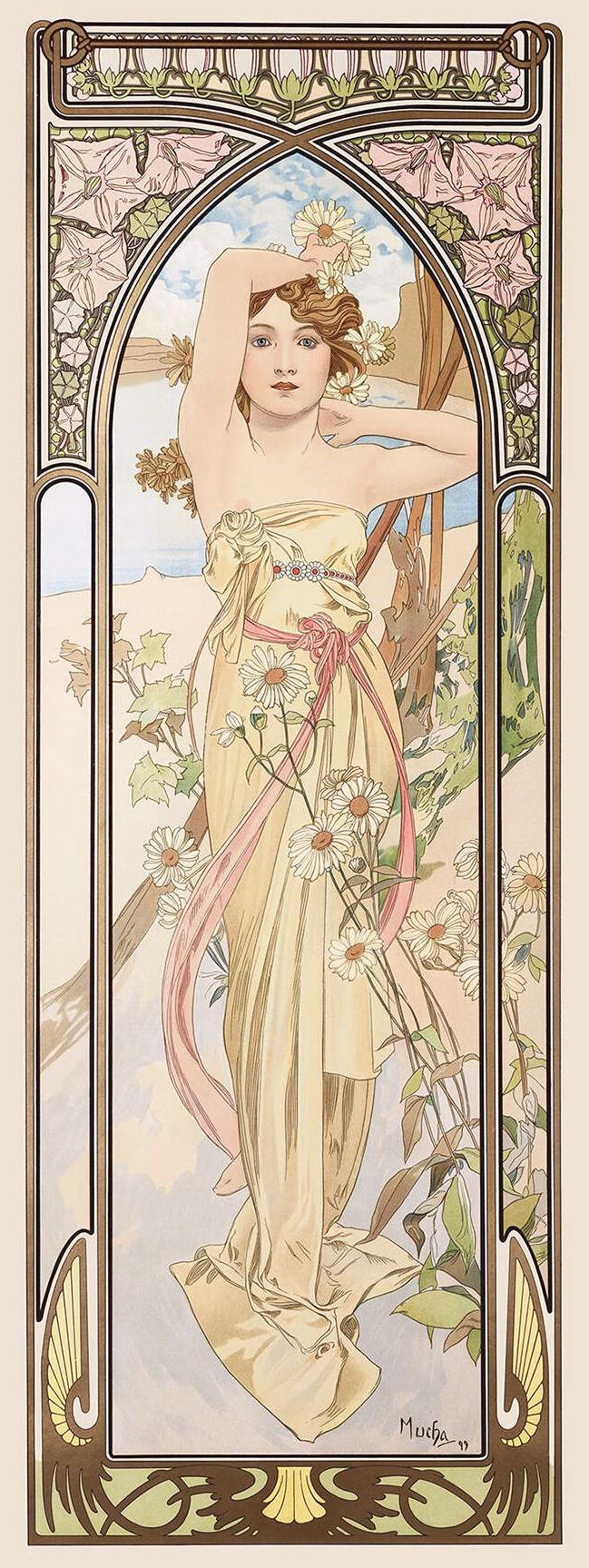
『四つの時：昼』(1899)
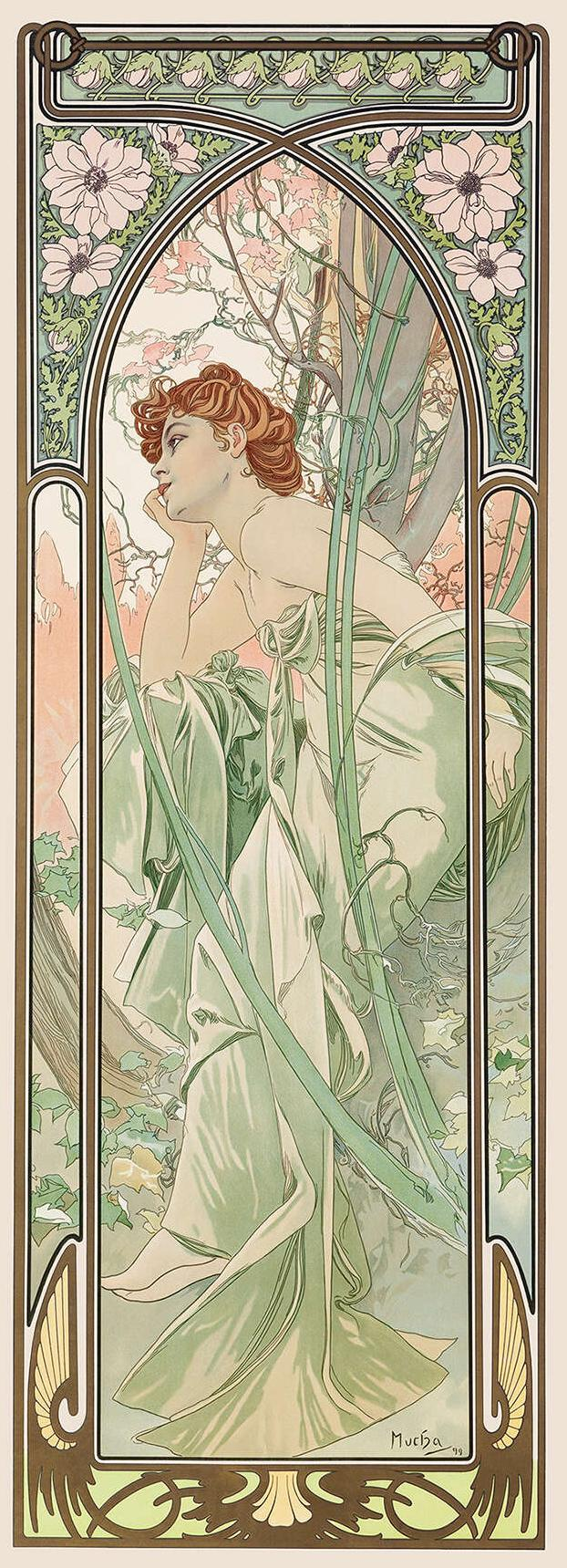
『四つの時：夕』(1899)
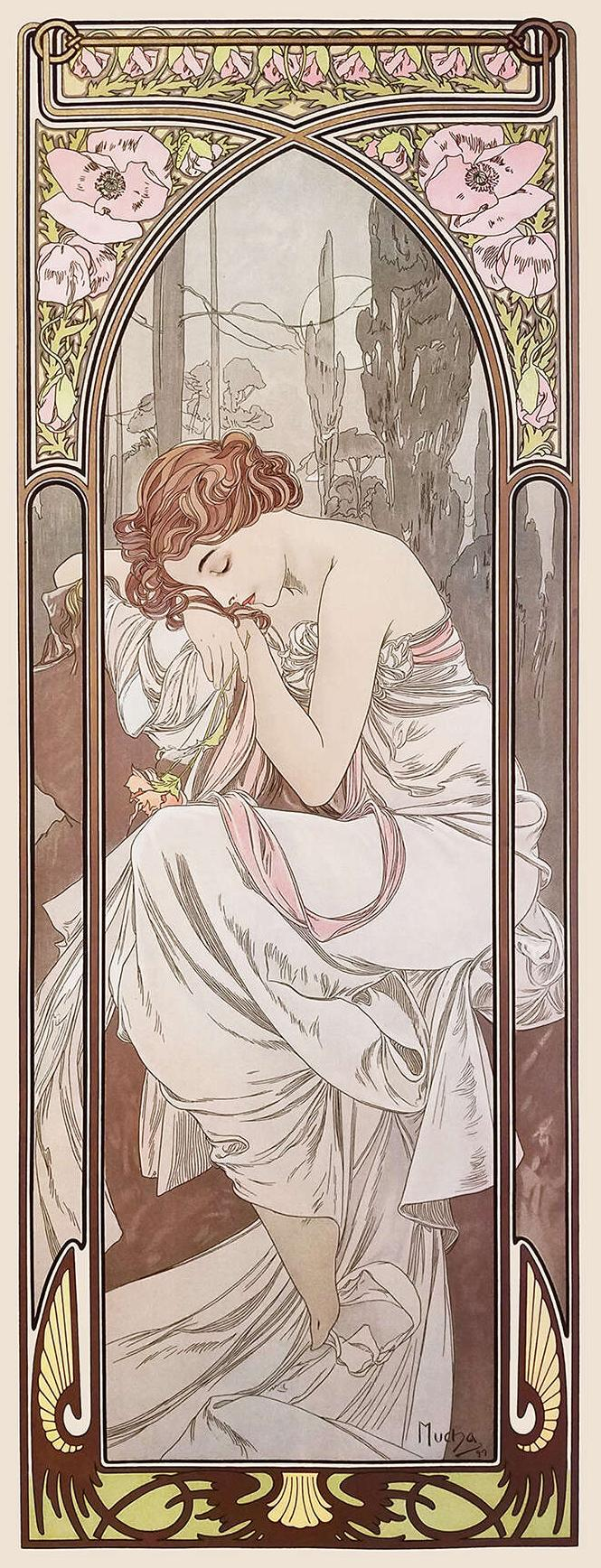
『四つの時：夜』(1899)
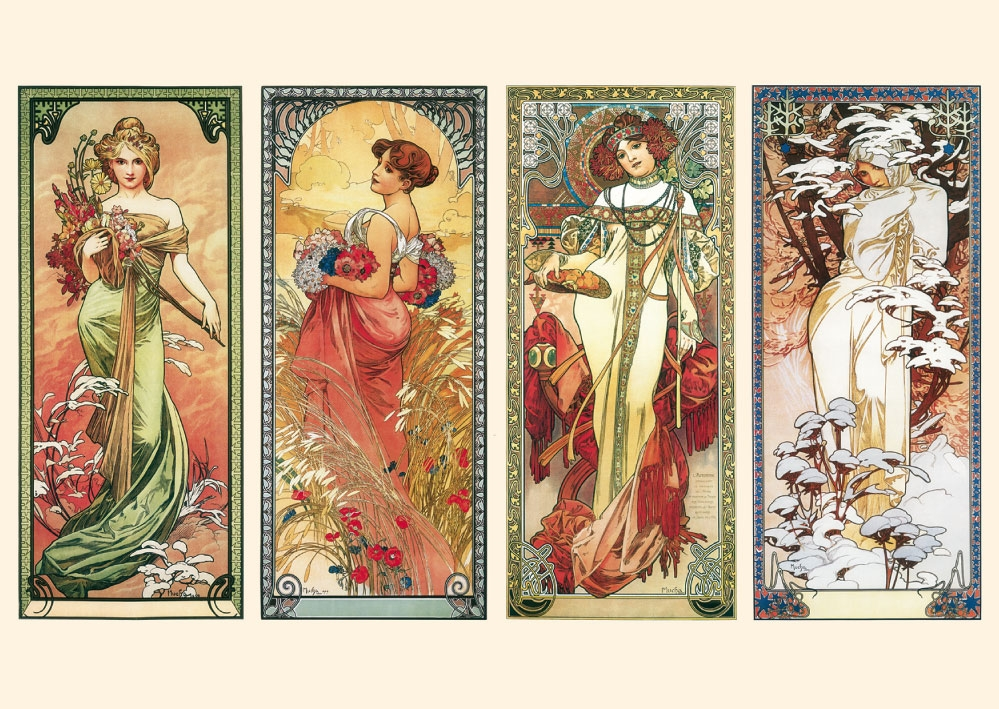
『四季：春、夏、秋、冬』(1900)
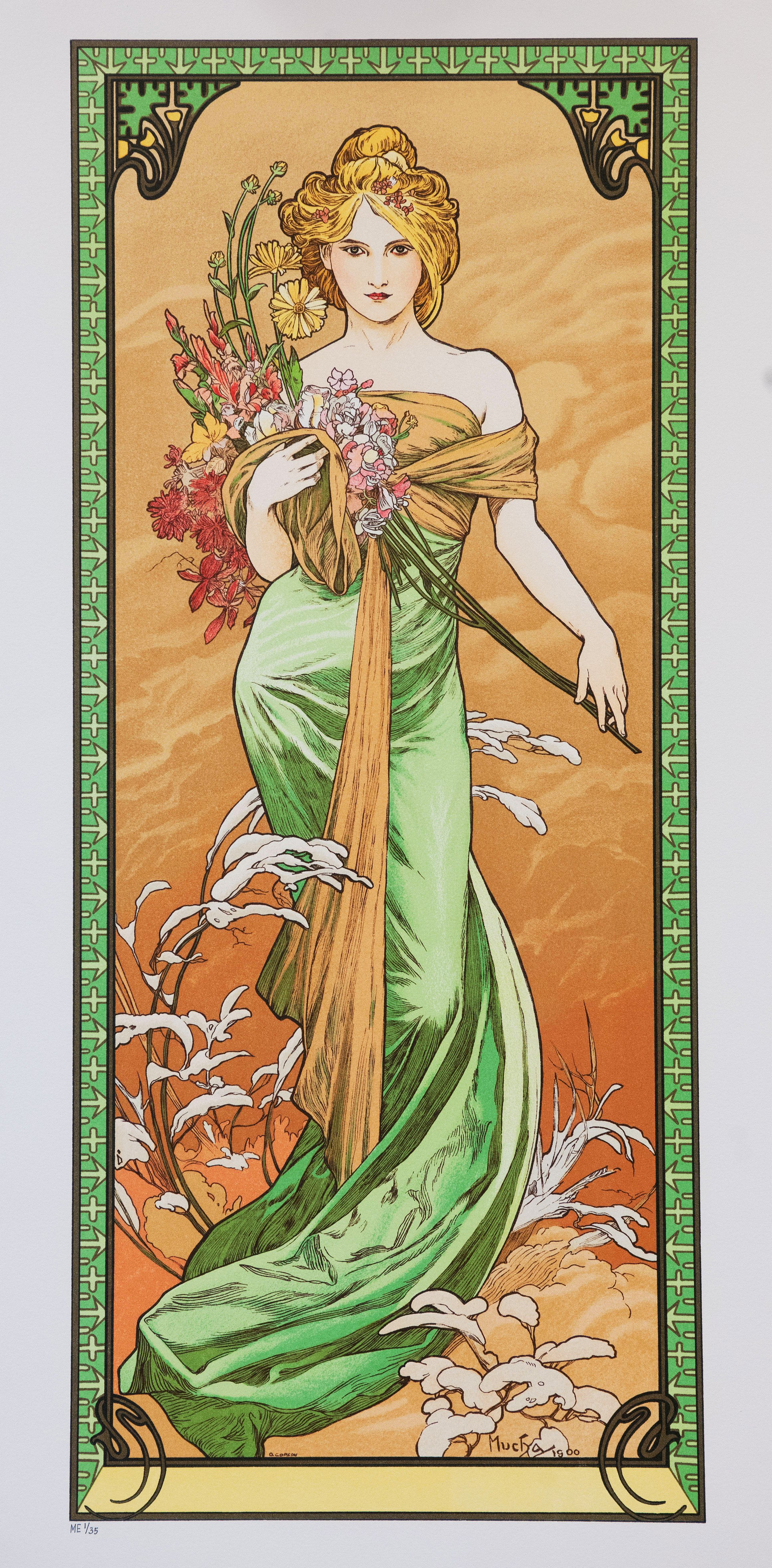
『四季：春』(1900)
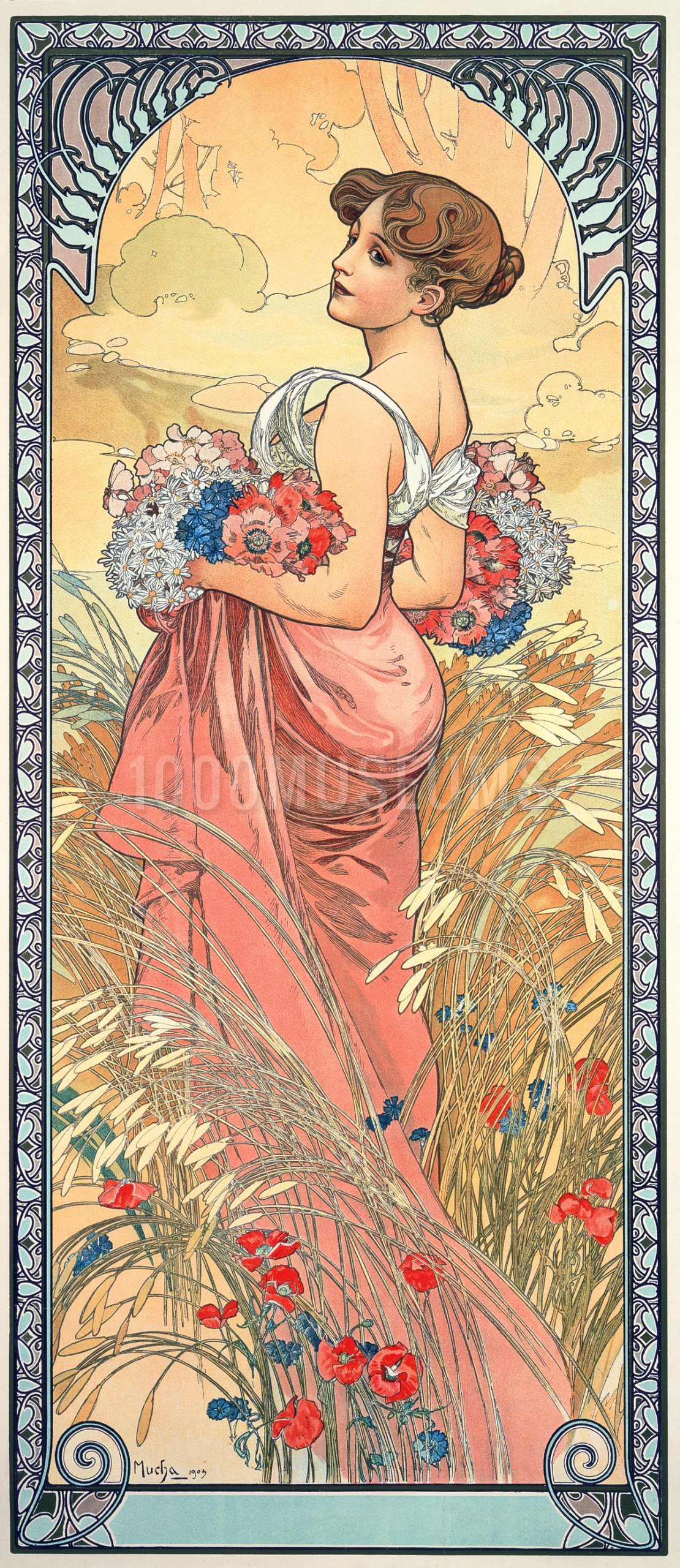
『四季：夏』(1900)
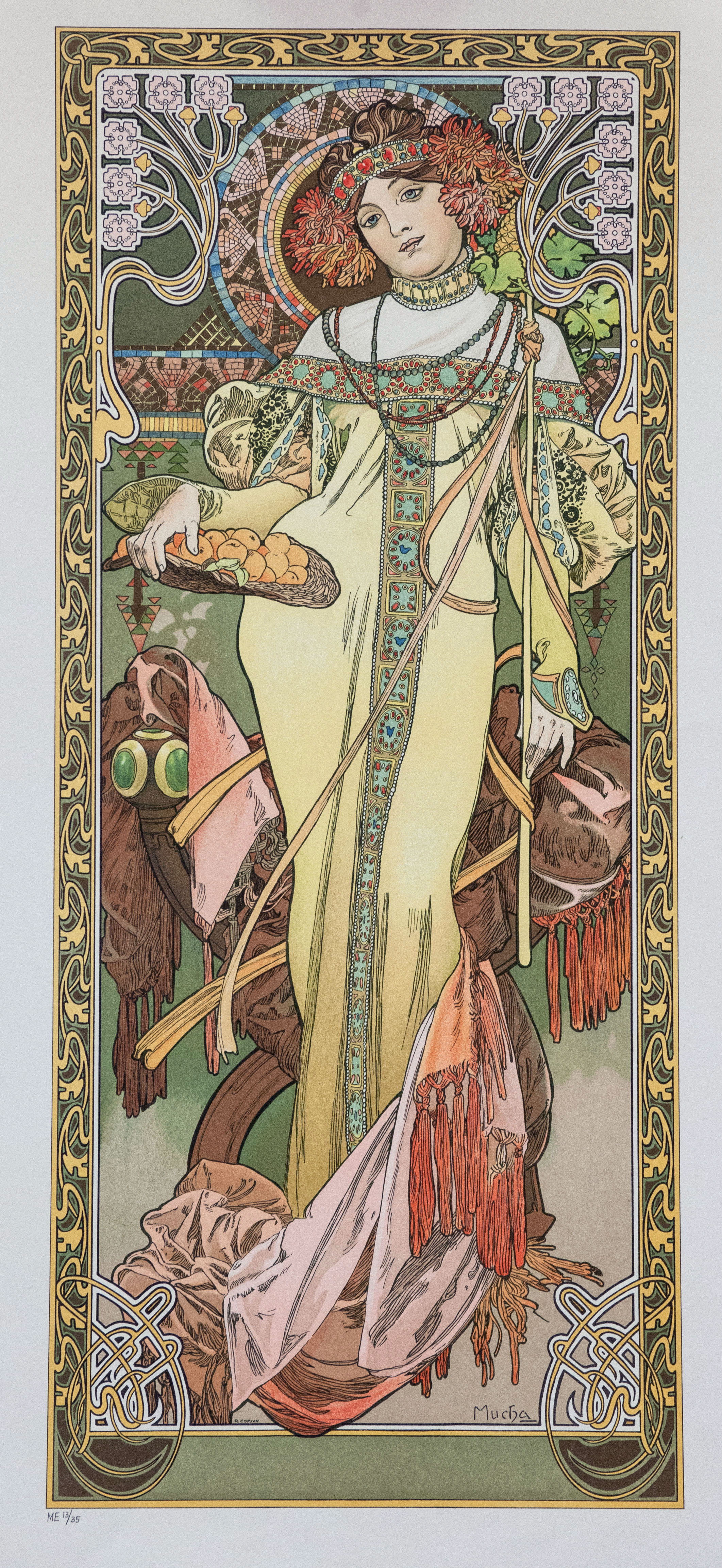
『四季：秋』(1900)
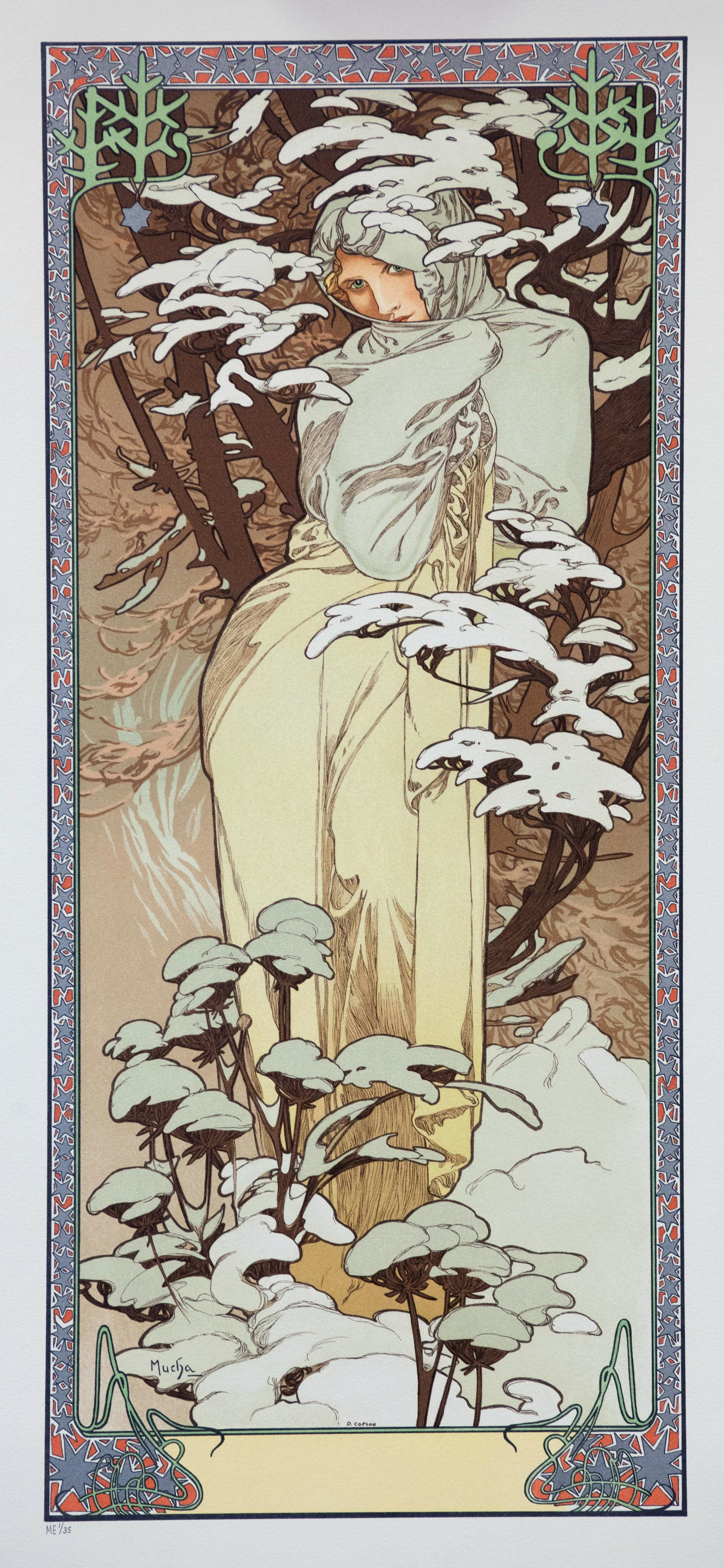
『四季：冬』(1900)
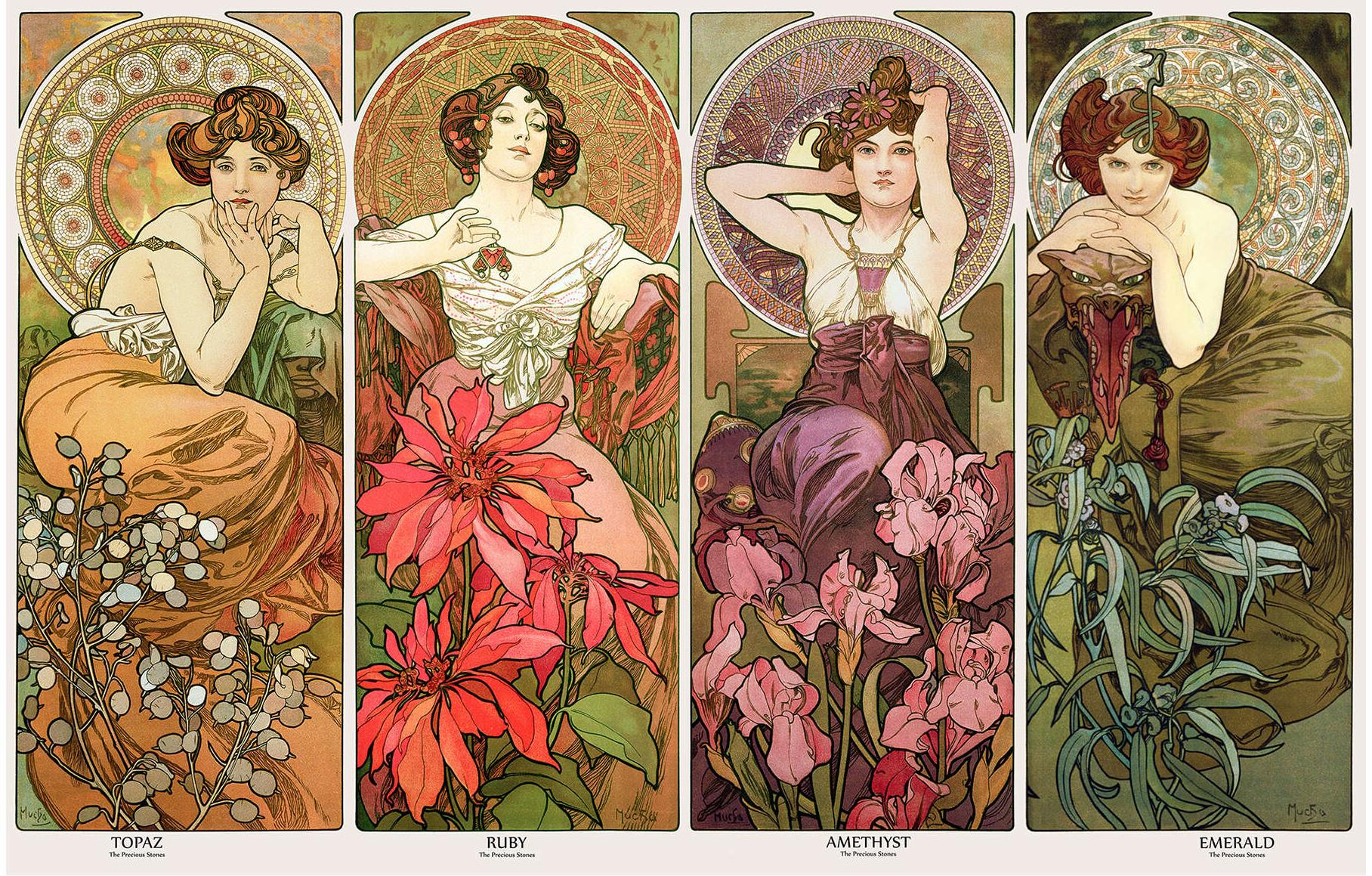
『四つの宝石：トパーズ、ルビー、アメジスト、エメラルド』(1900)
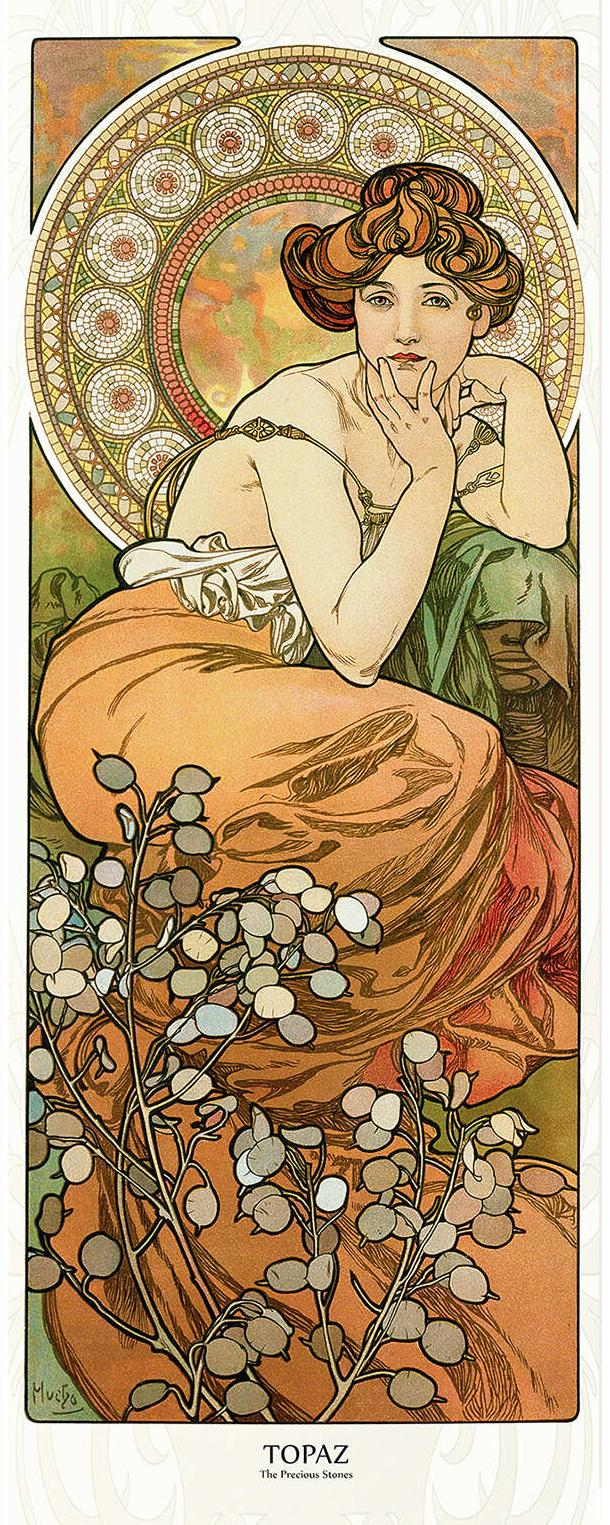
『四つの宝石：トパーズ』(1900)
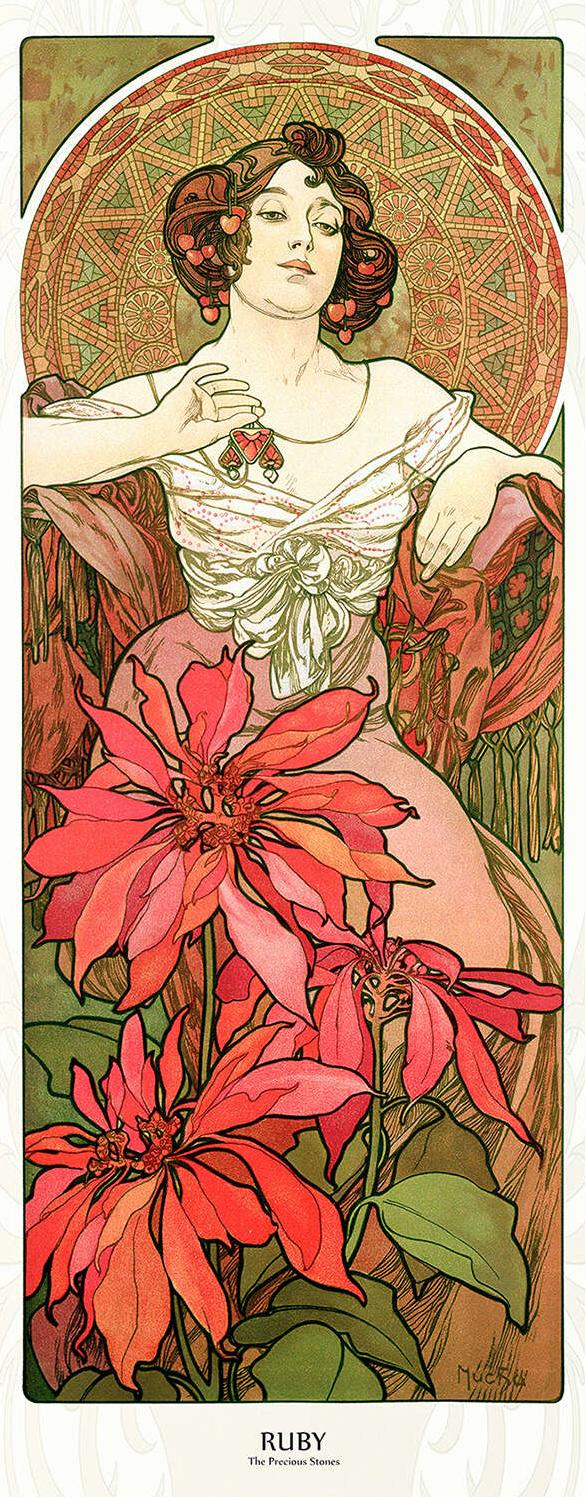
『四つの宝石：ルビー』(1900)
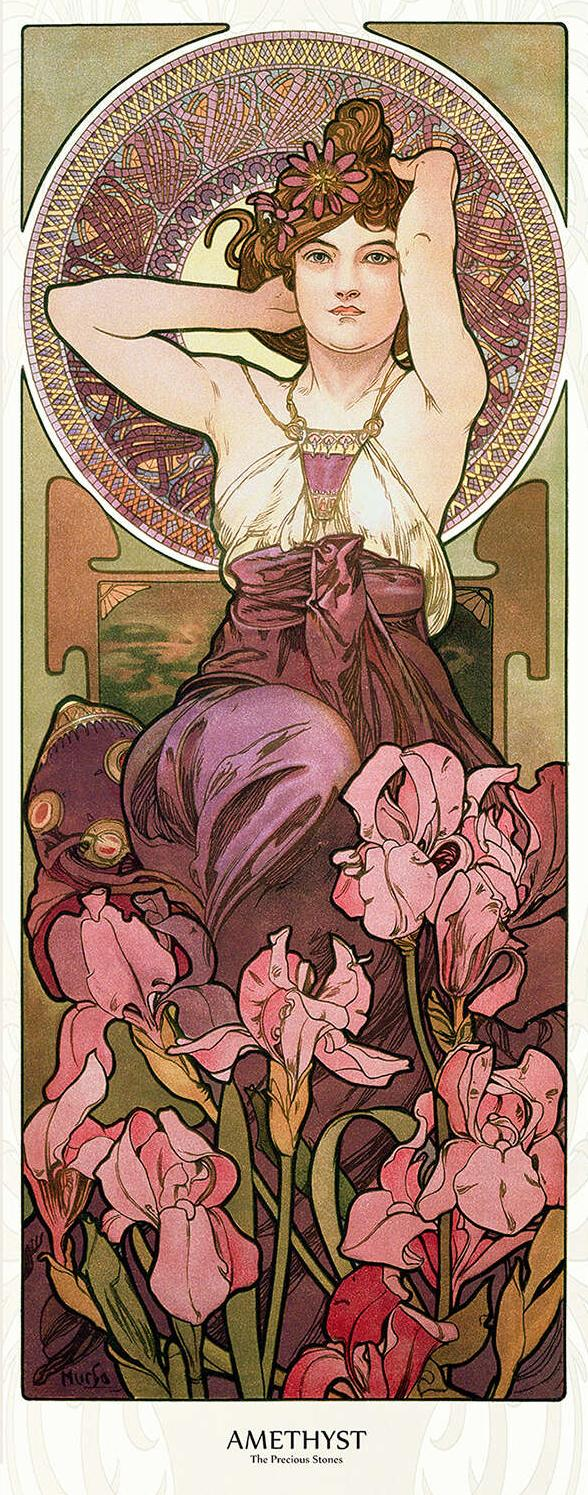
『四つの宝石：アメジスト』(1900)
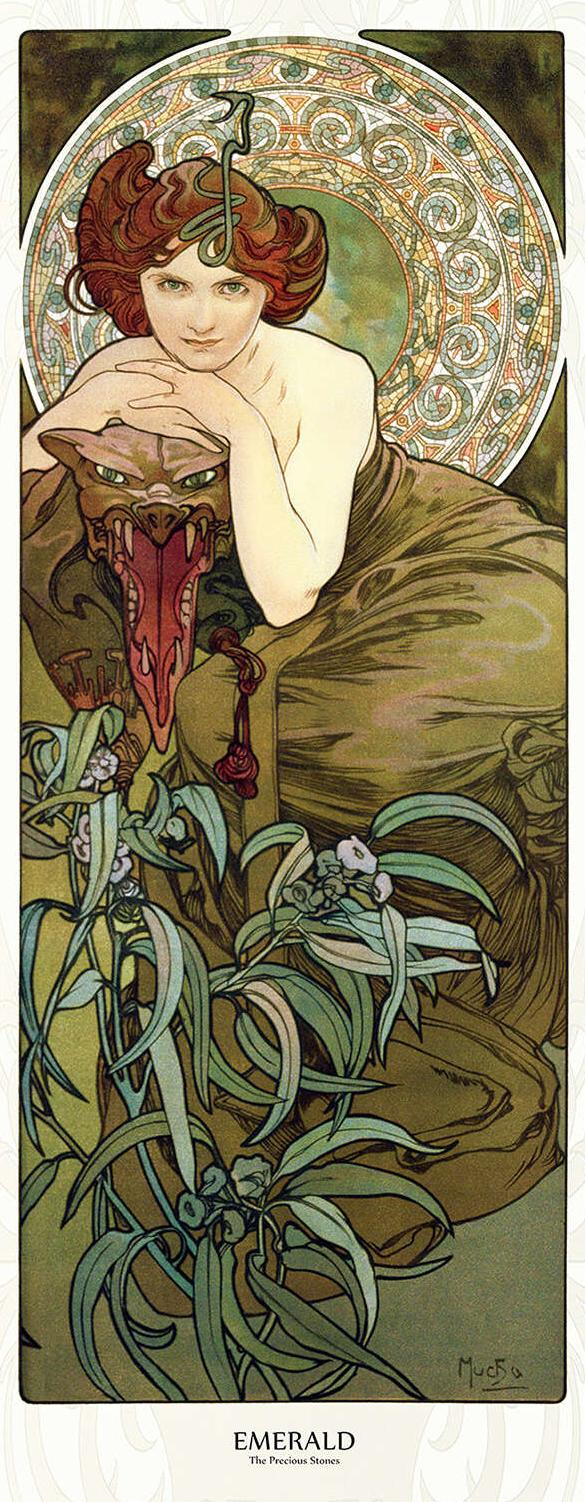
『四つの宝石：エメラルド』(1900)
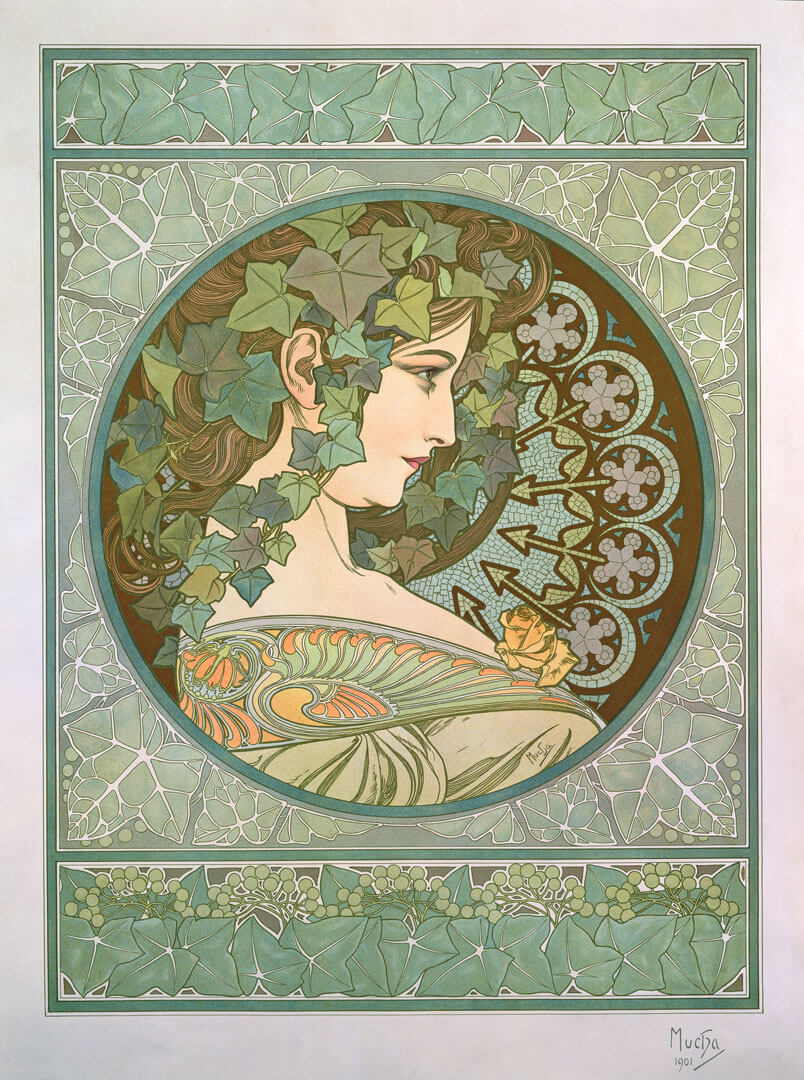
『木蔦』(1901)
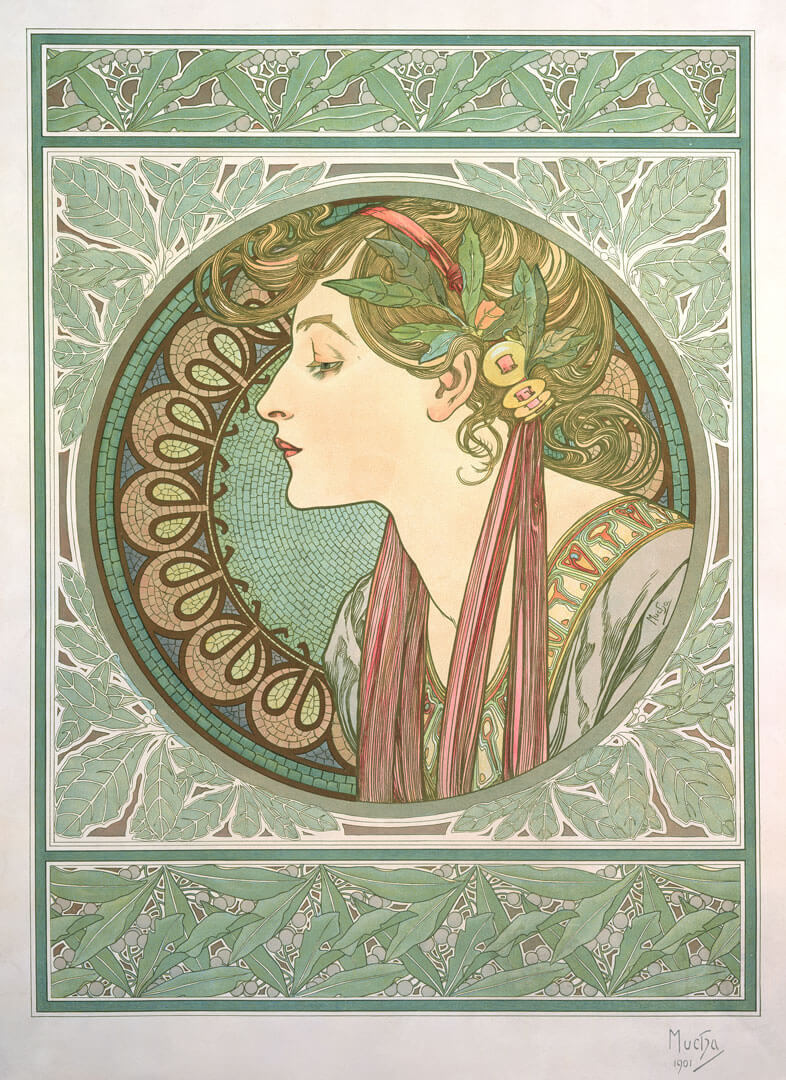
『月桂樹』(1901)
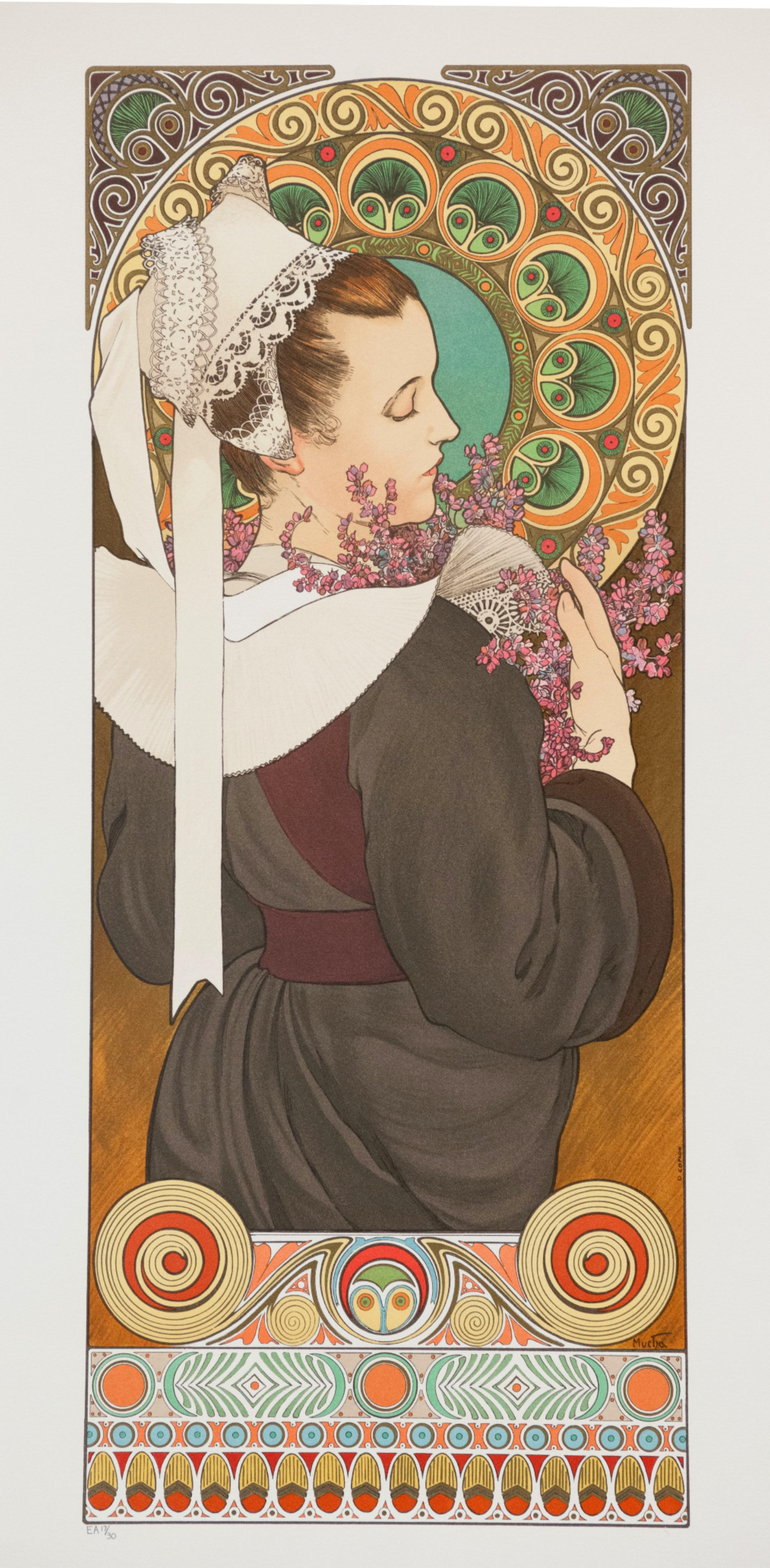
『岸辺のエリカ』(1902)
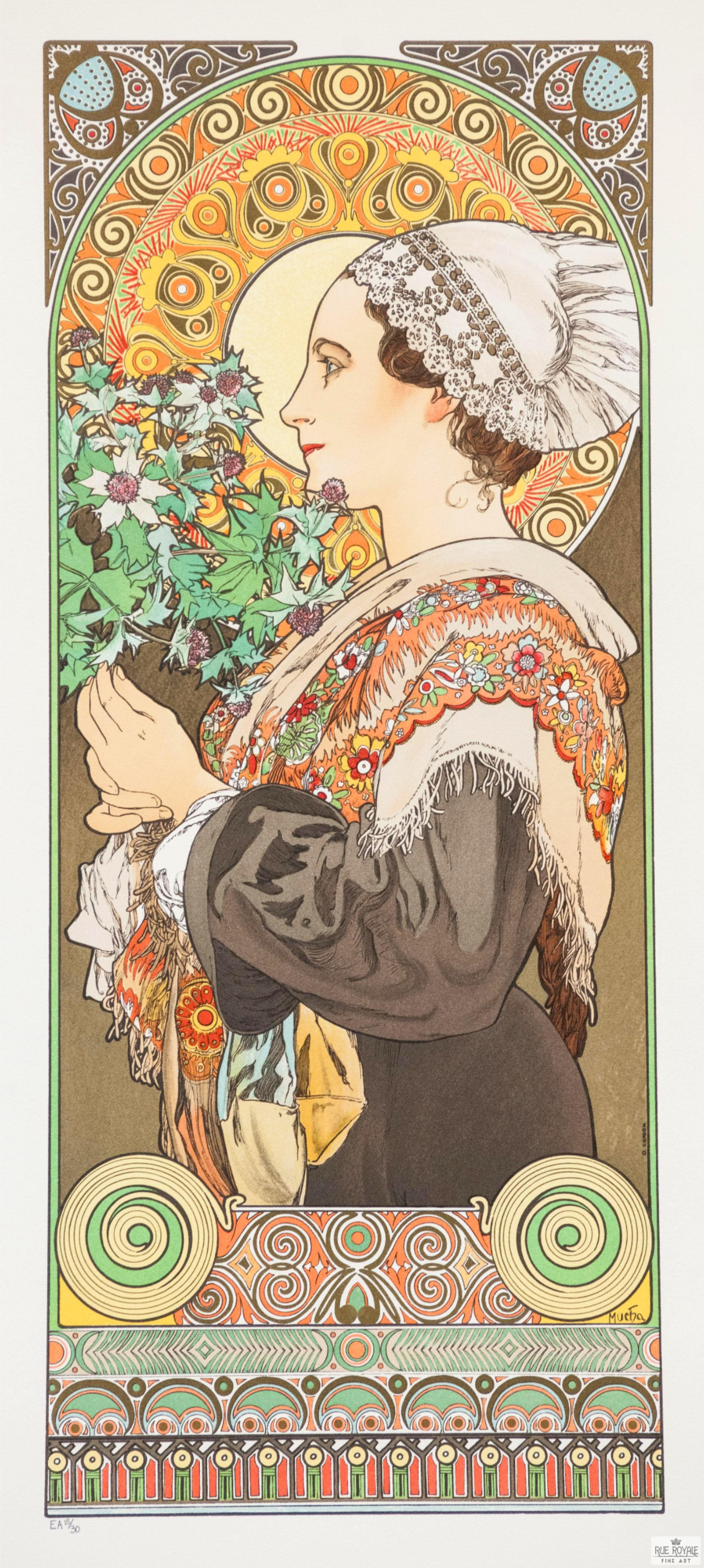
『砂浜のアザミ』(1902)
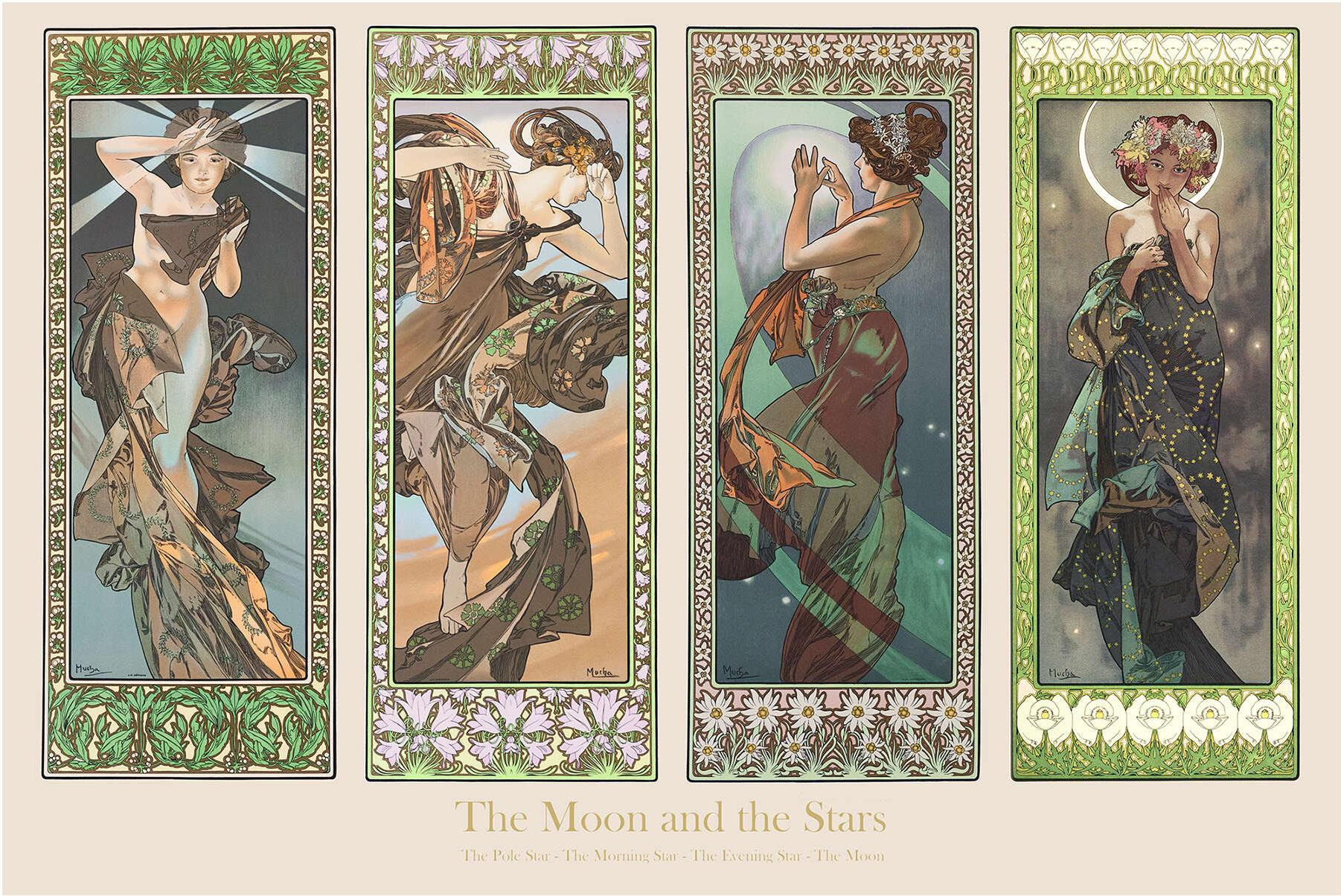
『四つの星：宵の明星、月、明けの明星、北極星』(1902)
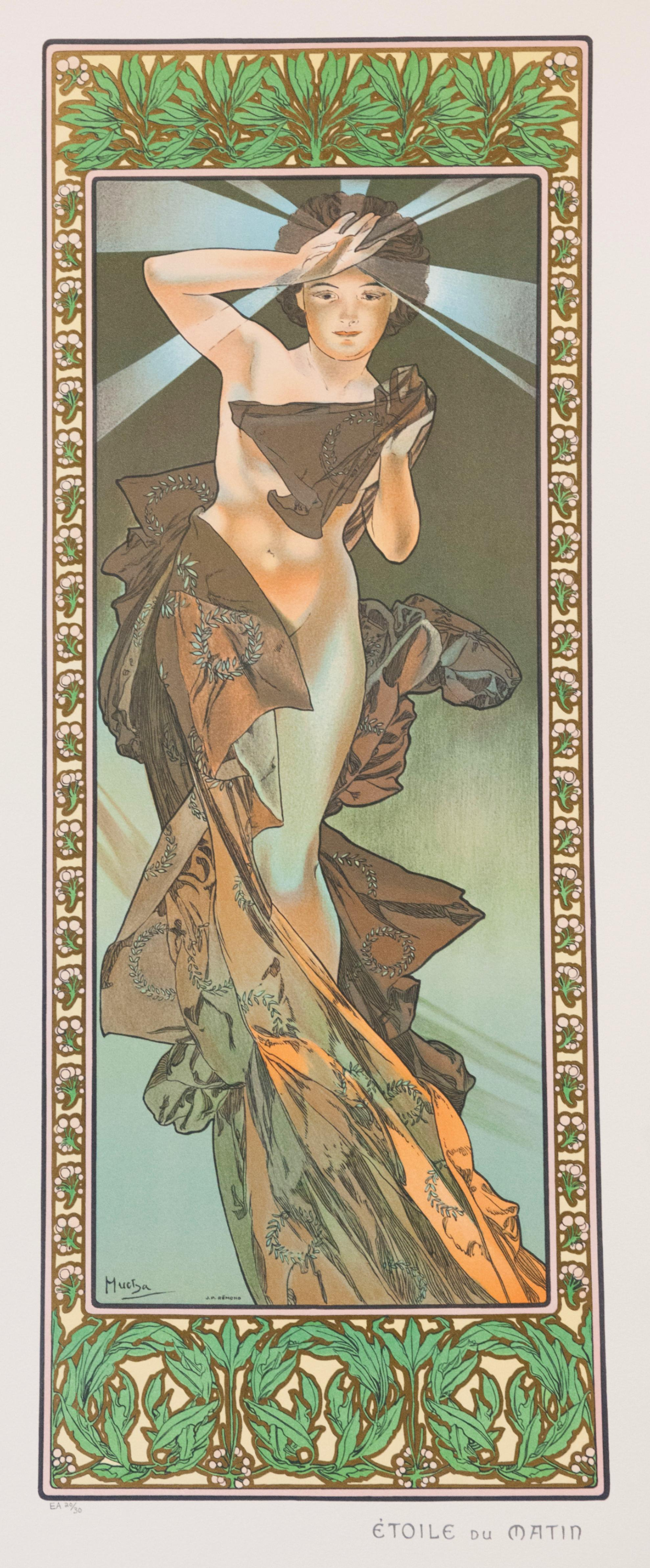
『四つの星：明けの明星』(1902)
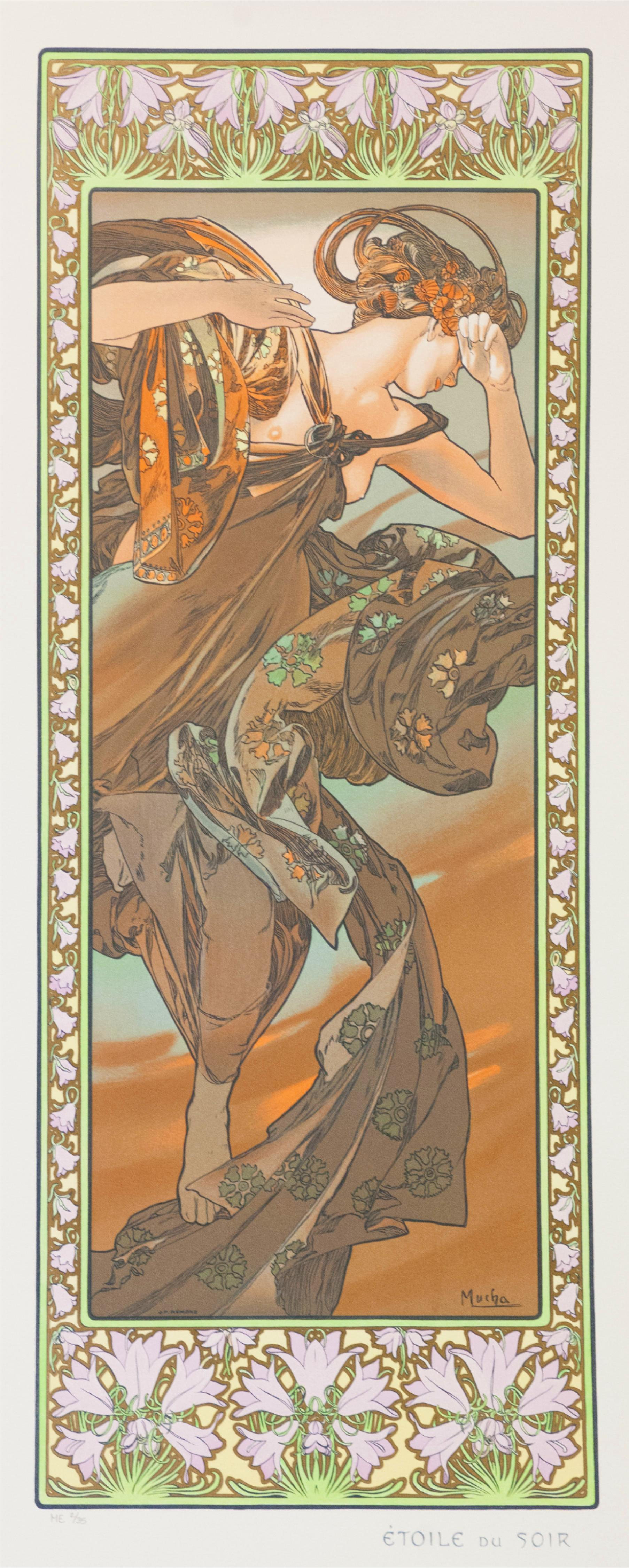
『四つの星：宵の明星』(1902)
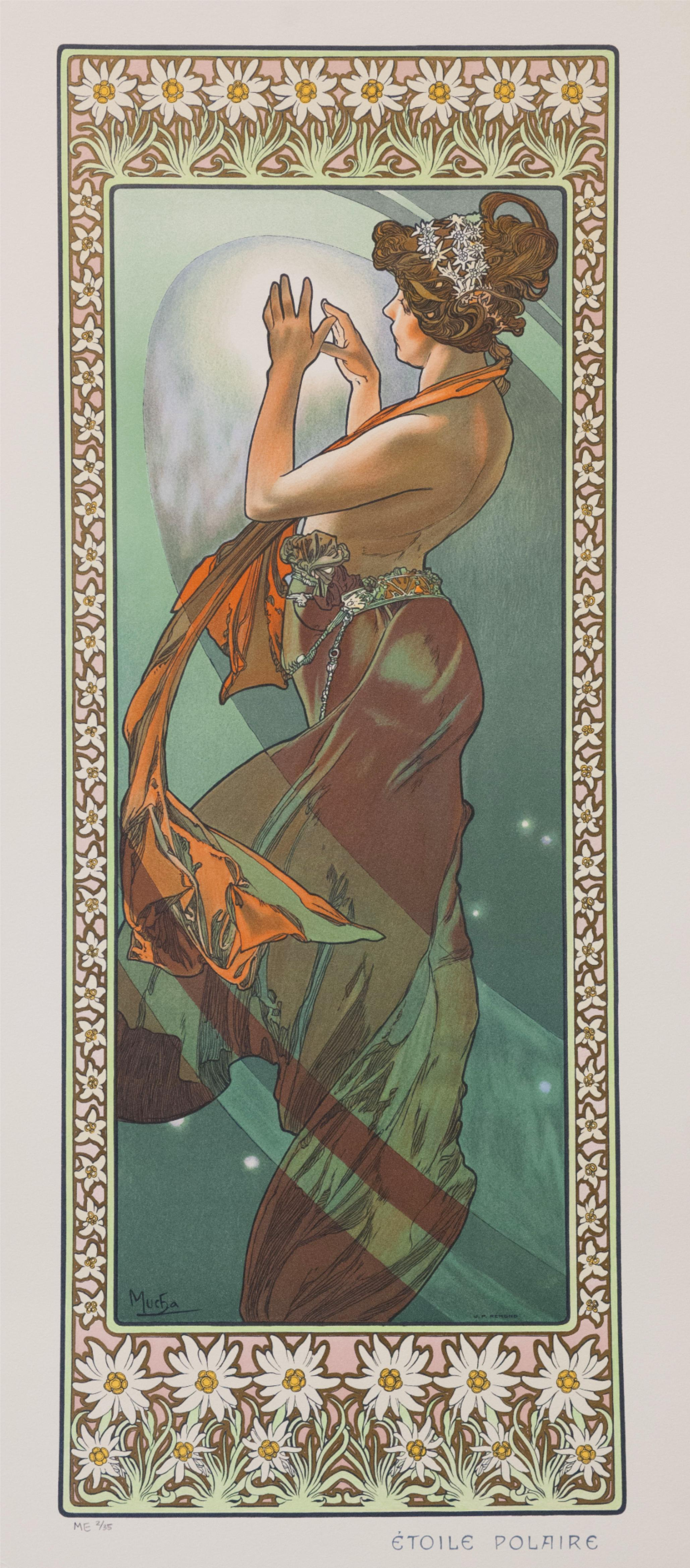
『四つの星：北極星』(1902)
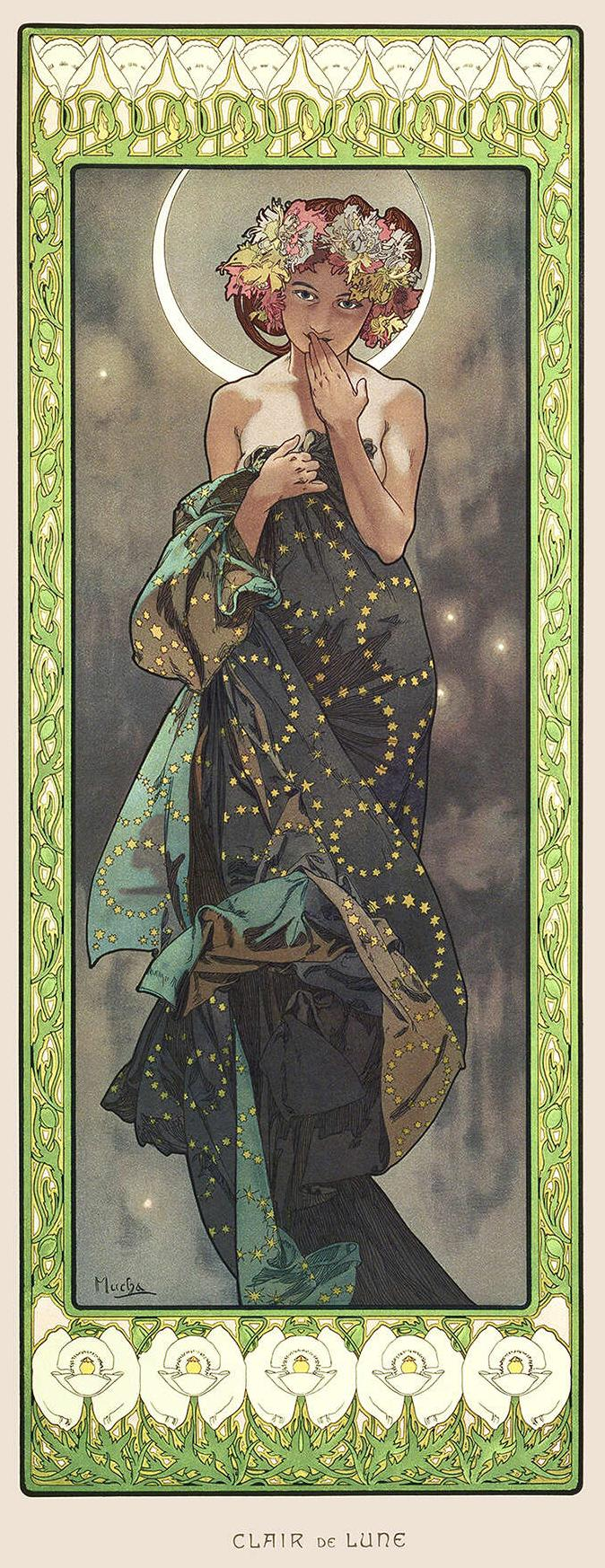
『四つの星：月』(1902)

### チェコ時代

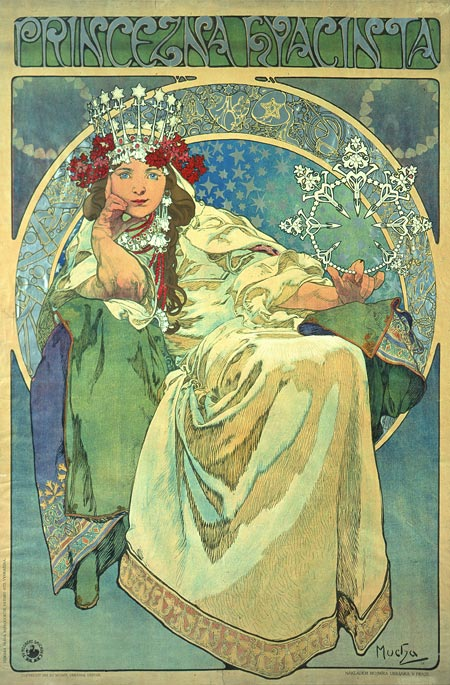
『ヒヤシンス姫』(1911)
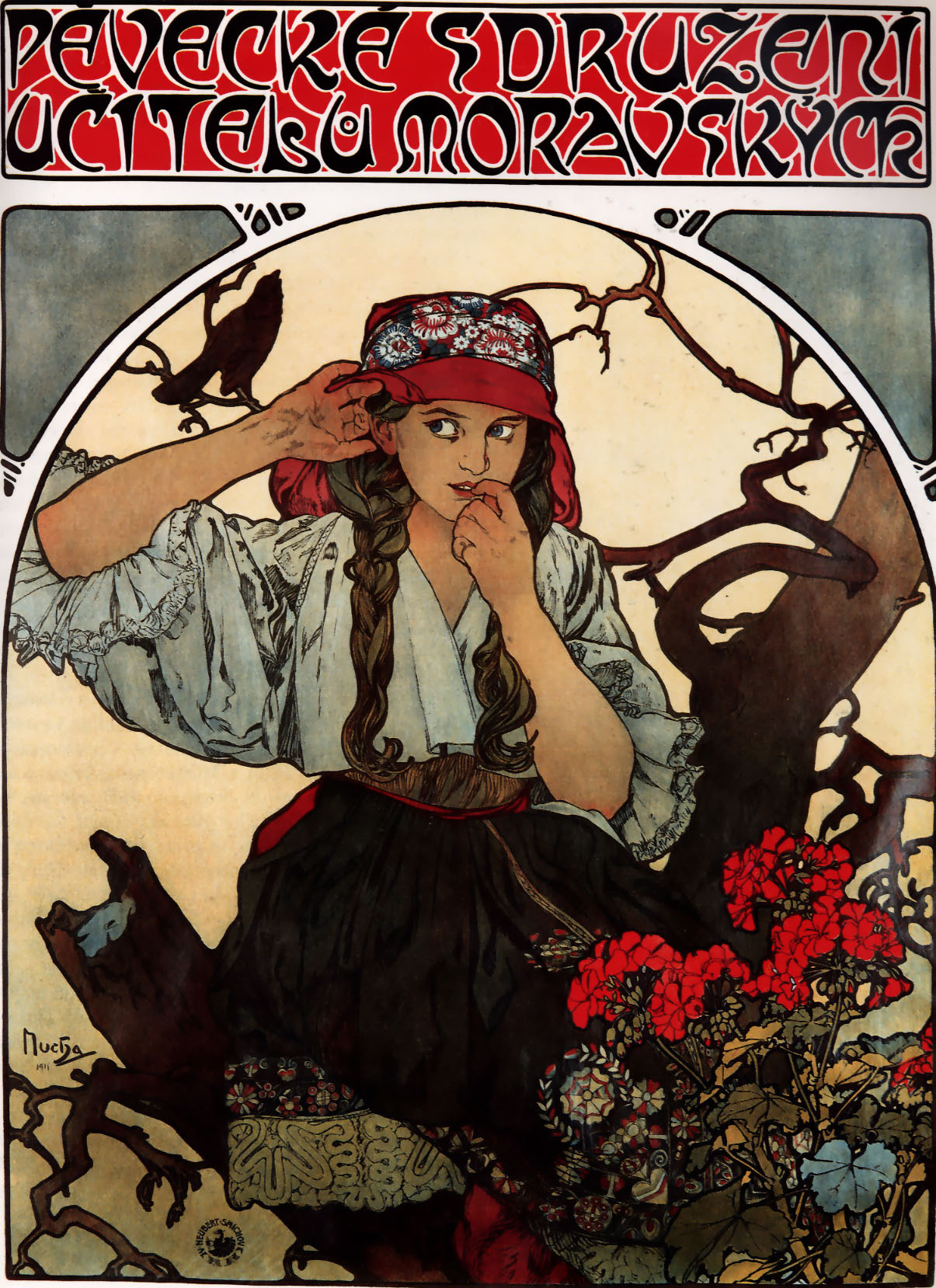
『モラヴィアの教師聖歌隊』(1911)
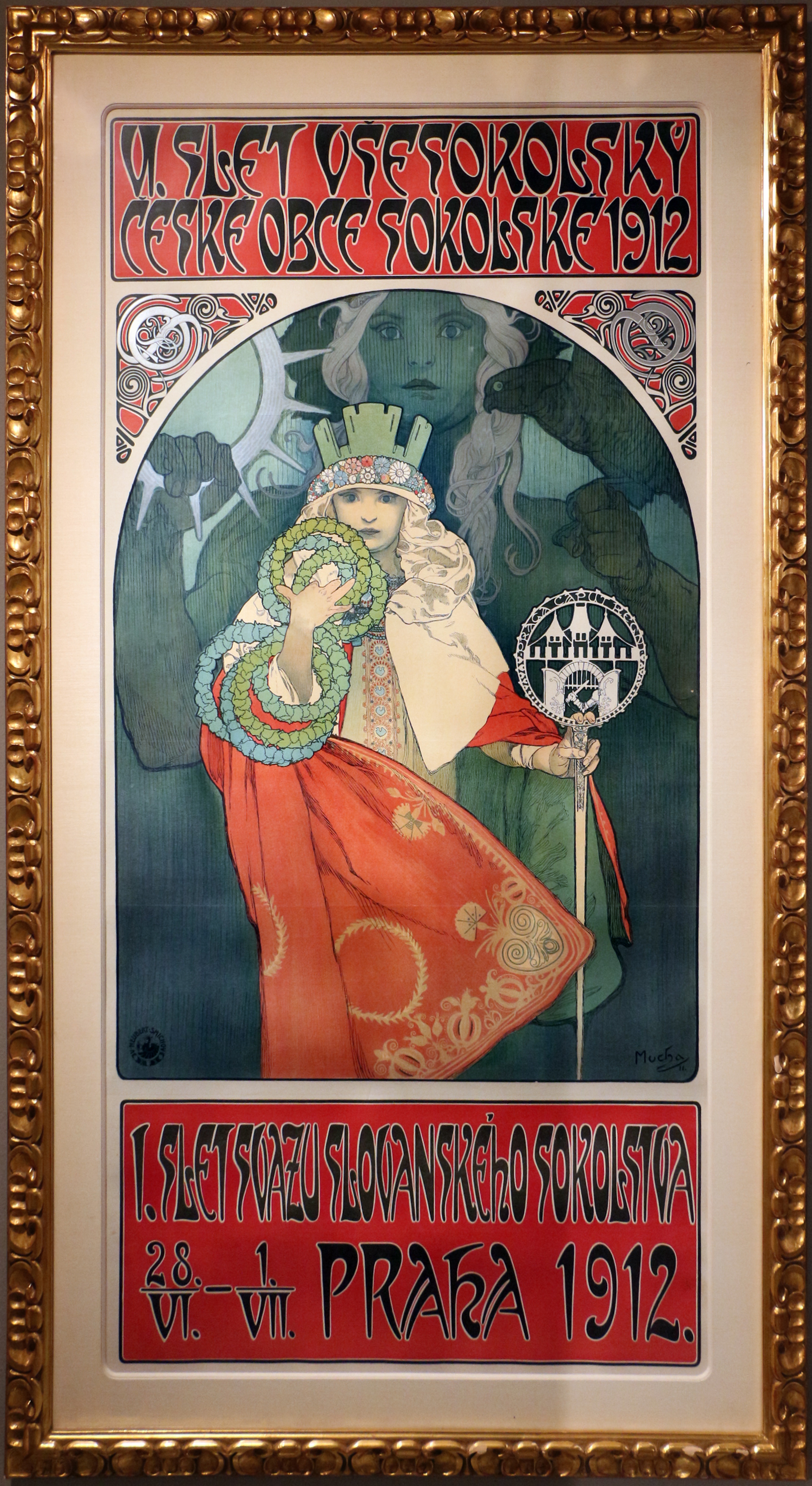
『第6回全スラヴ・ソコル祭典』(1912)
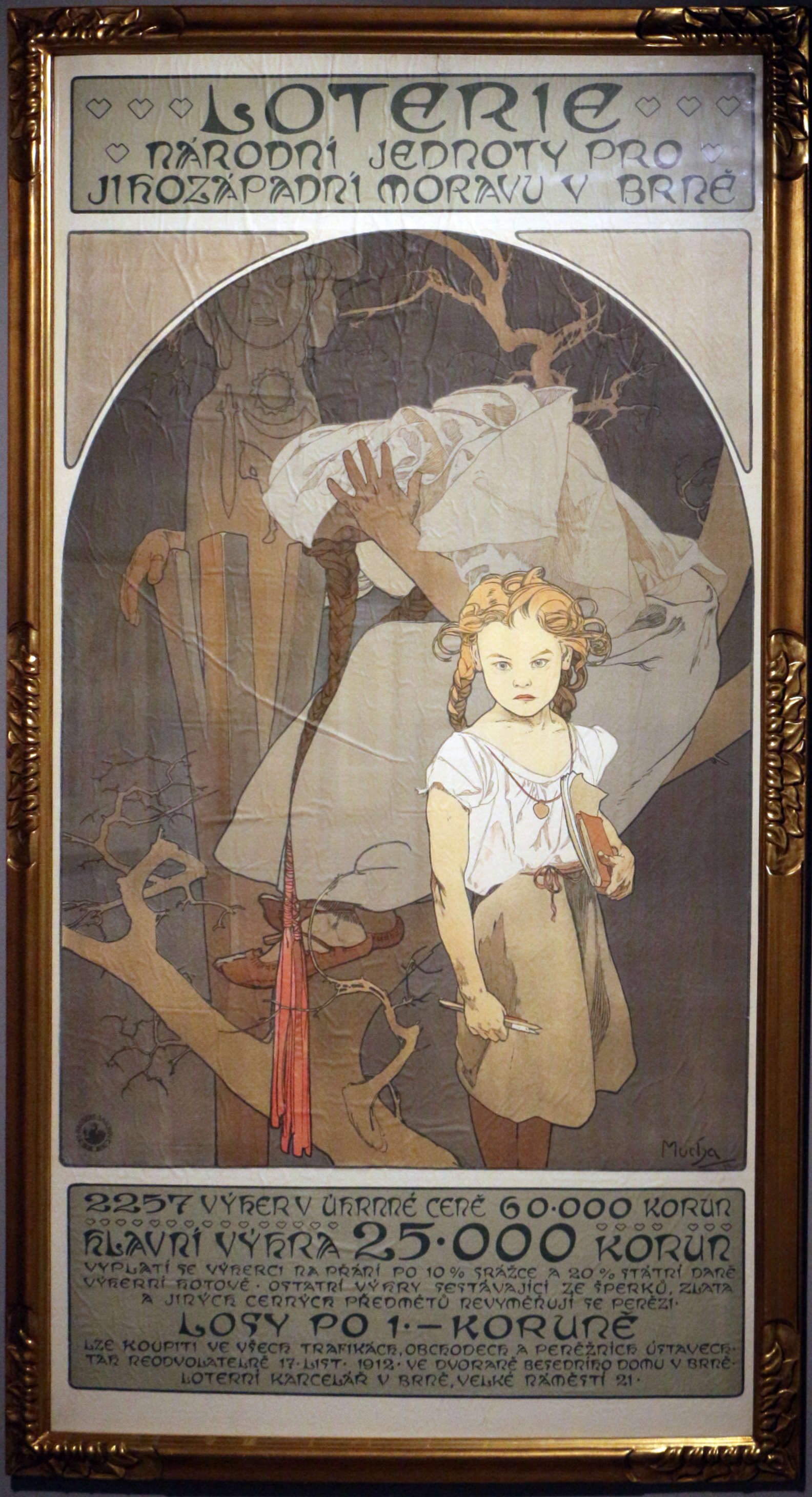
『ブルノの南西モラヴィア宝くじ』(1912)
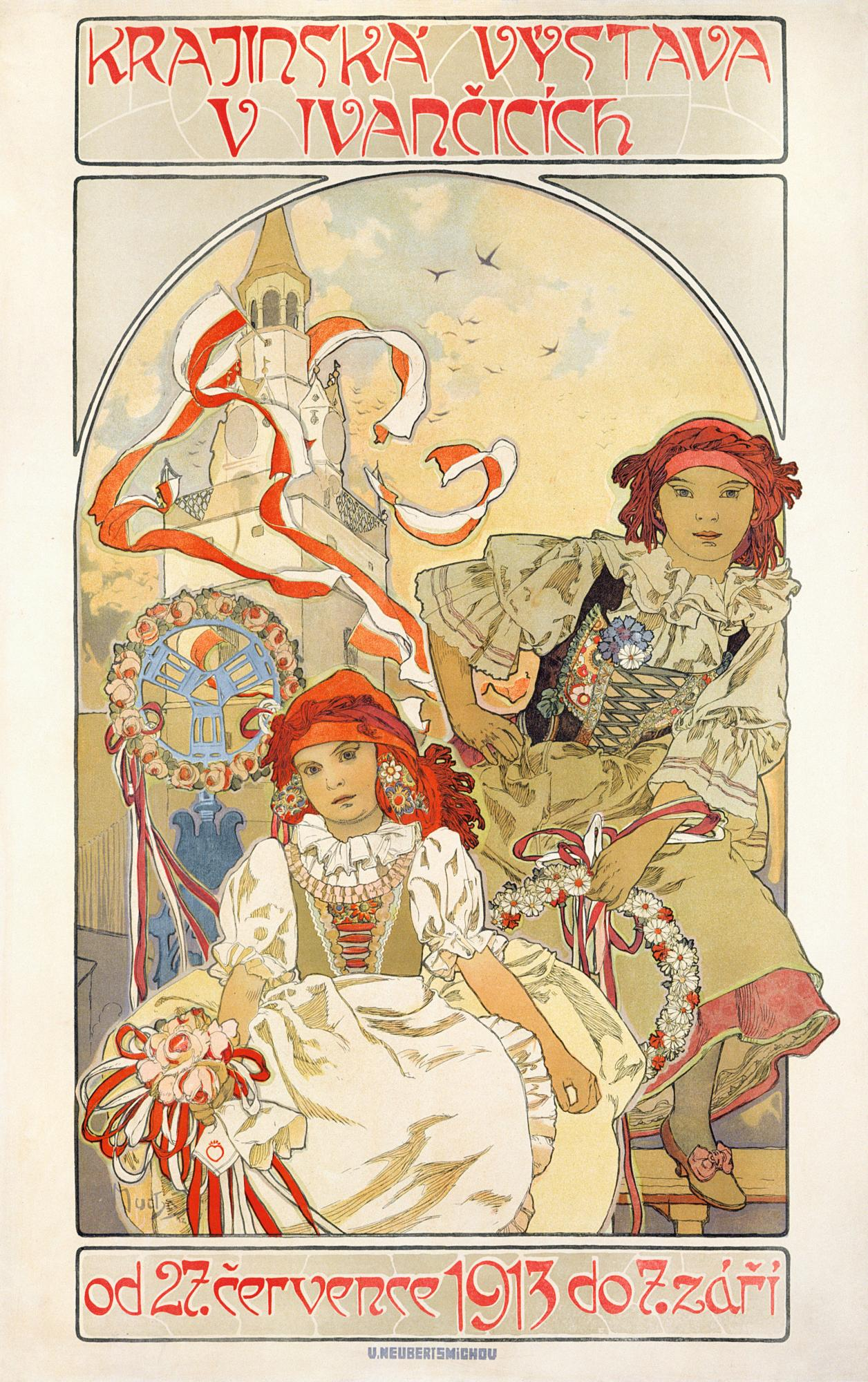
『イヴァンチッツェの地方展』(1912)
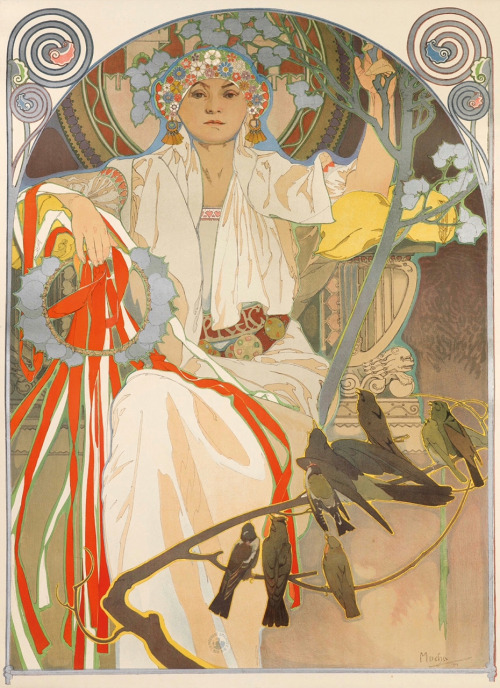
『プラハの歌と音楽の祭典』(1914)
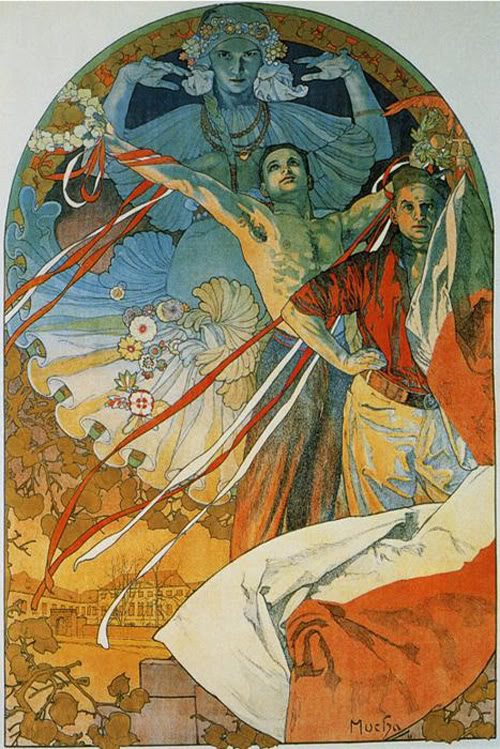
『スラヴの祝祭劇』(1916)
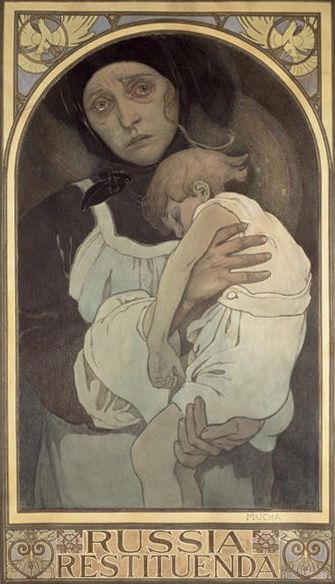
『ロシア復興』(1922)
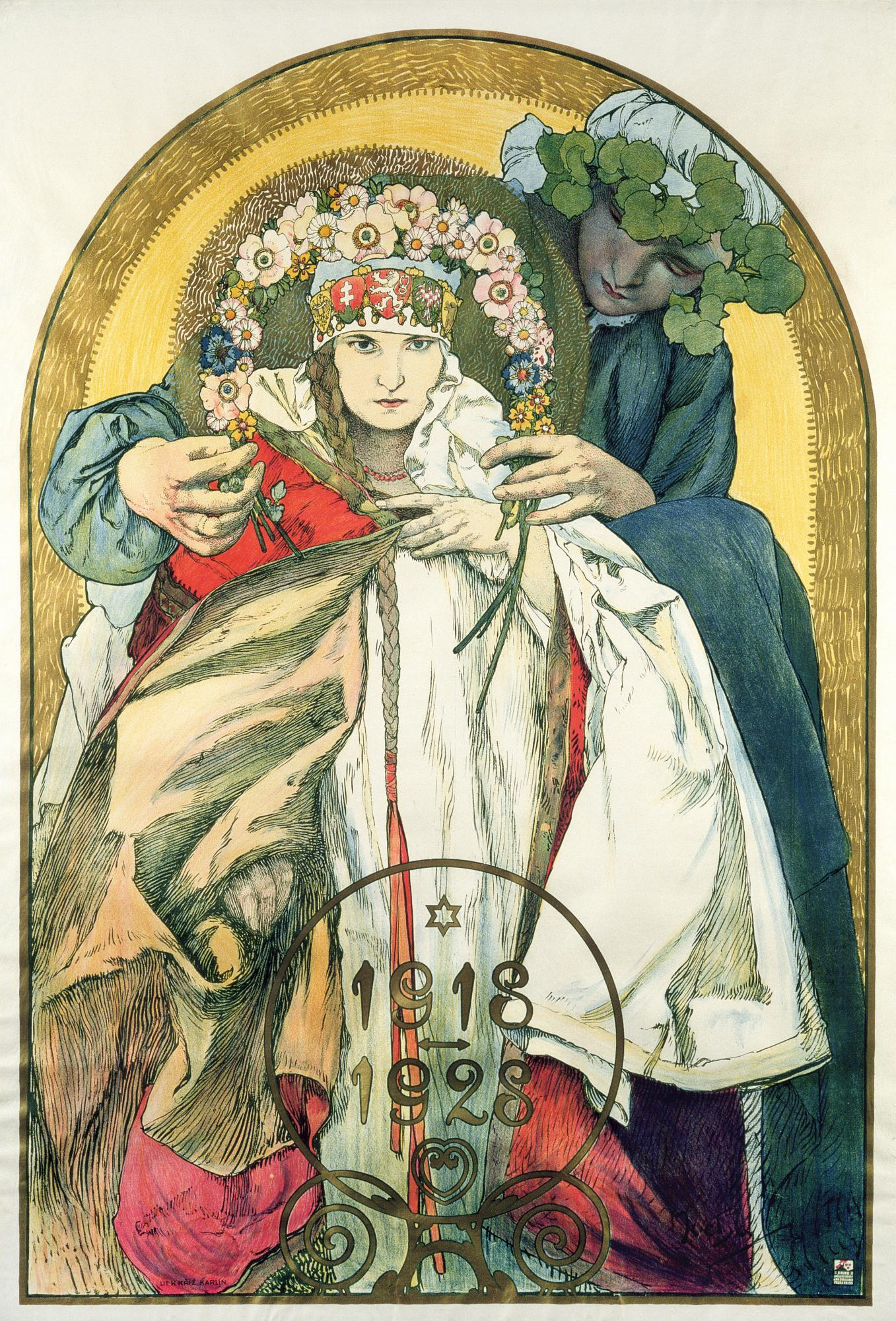
『1918-1928 独立10周年』(1928)
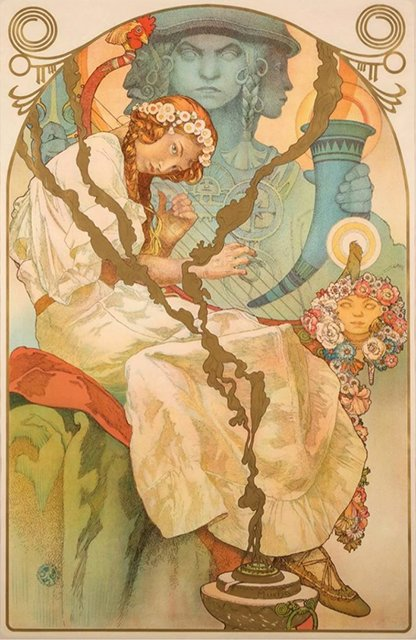
『スラヴ叙事詩展』(1928)
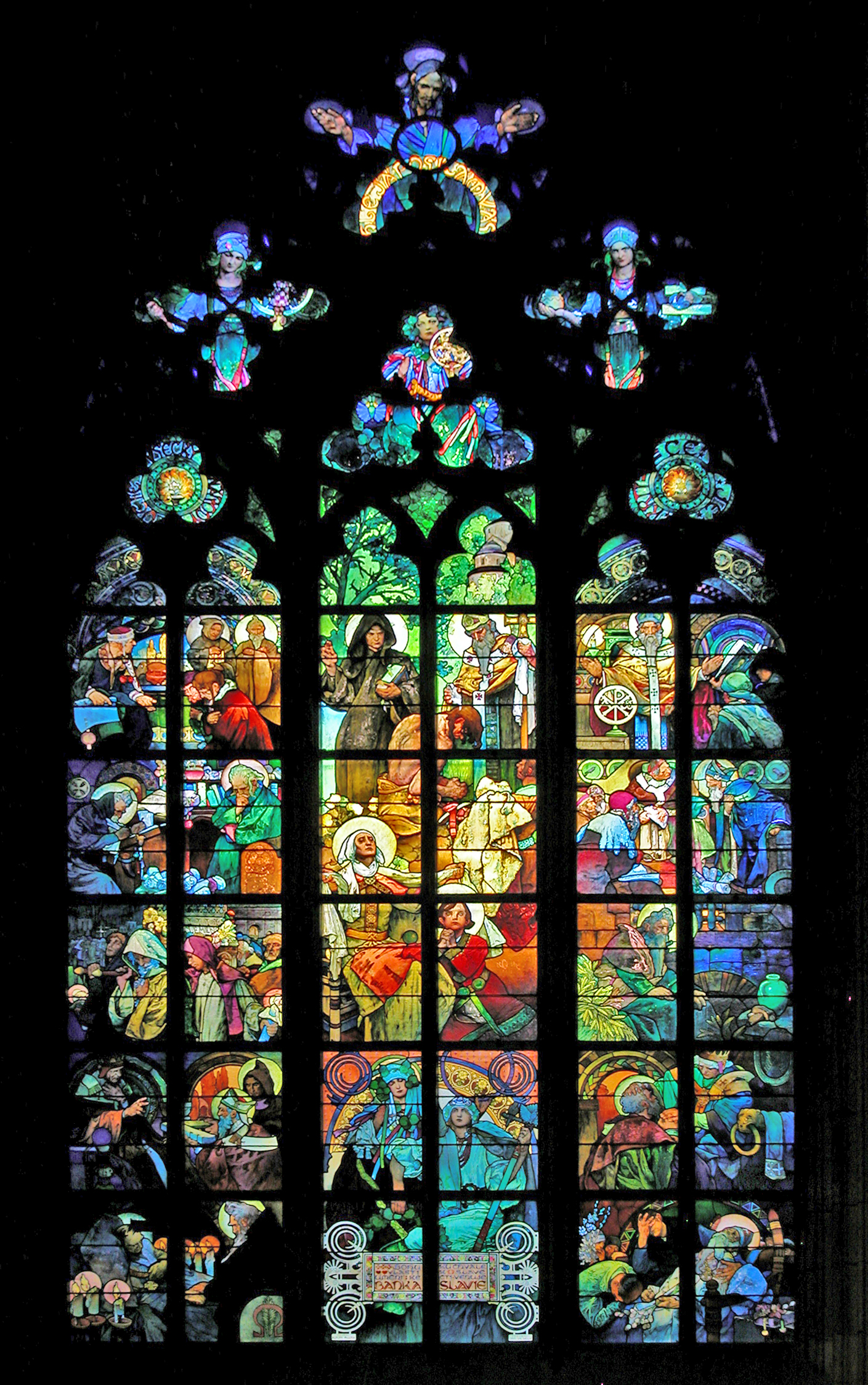
『プラハ聖ヴィート大聖堂のステンドグラス』(1931)

### 絵画・版画

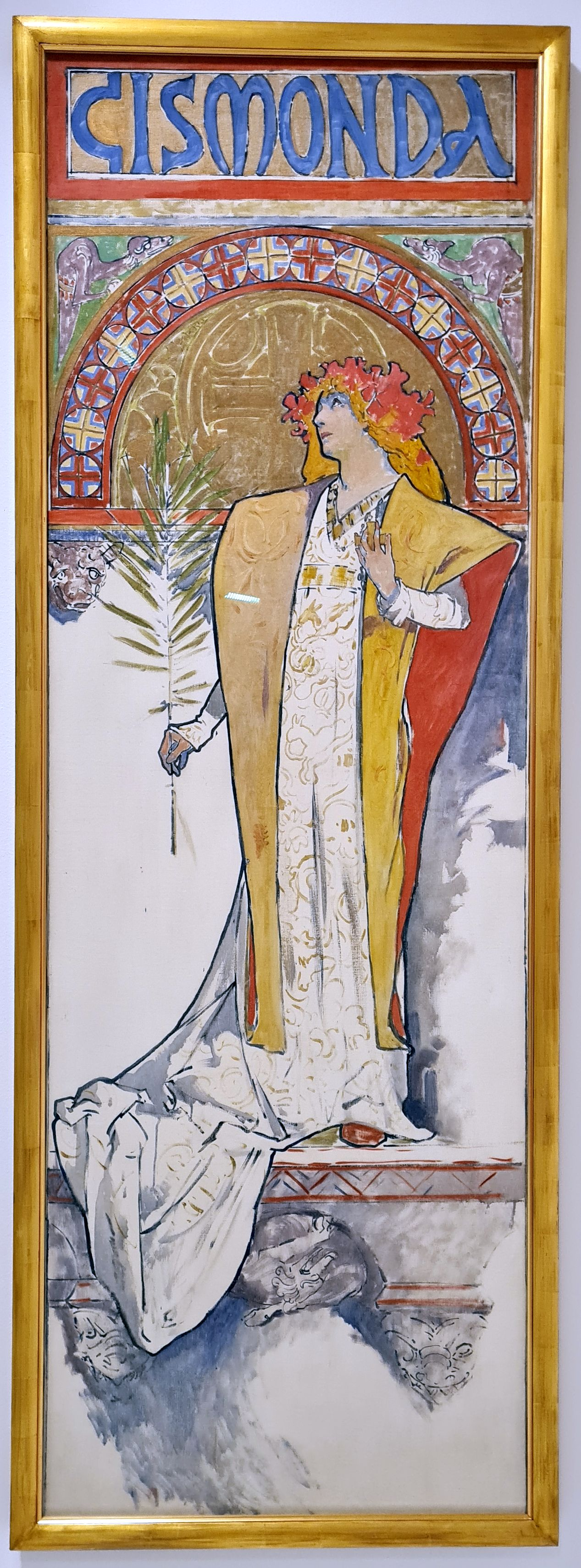
『ジスモンダ』(1894)
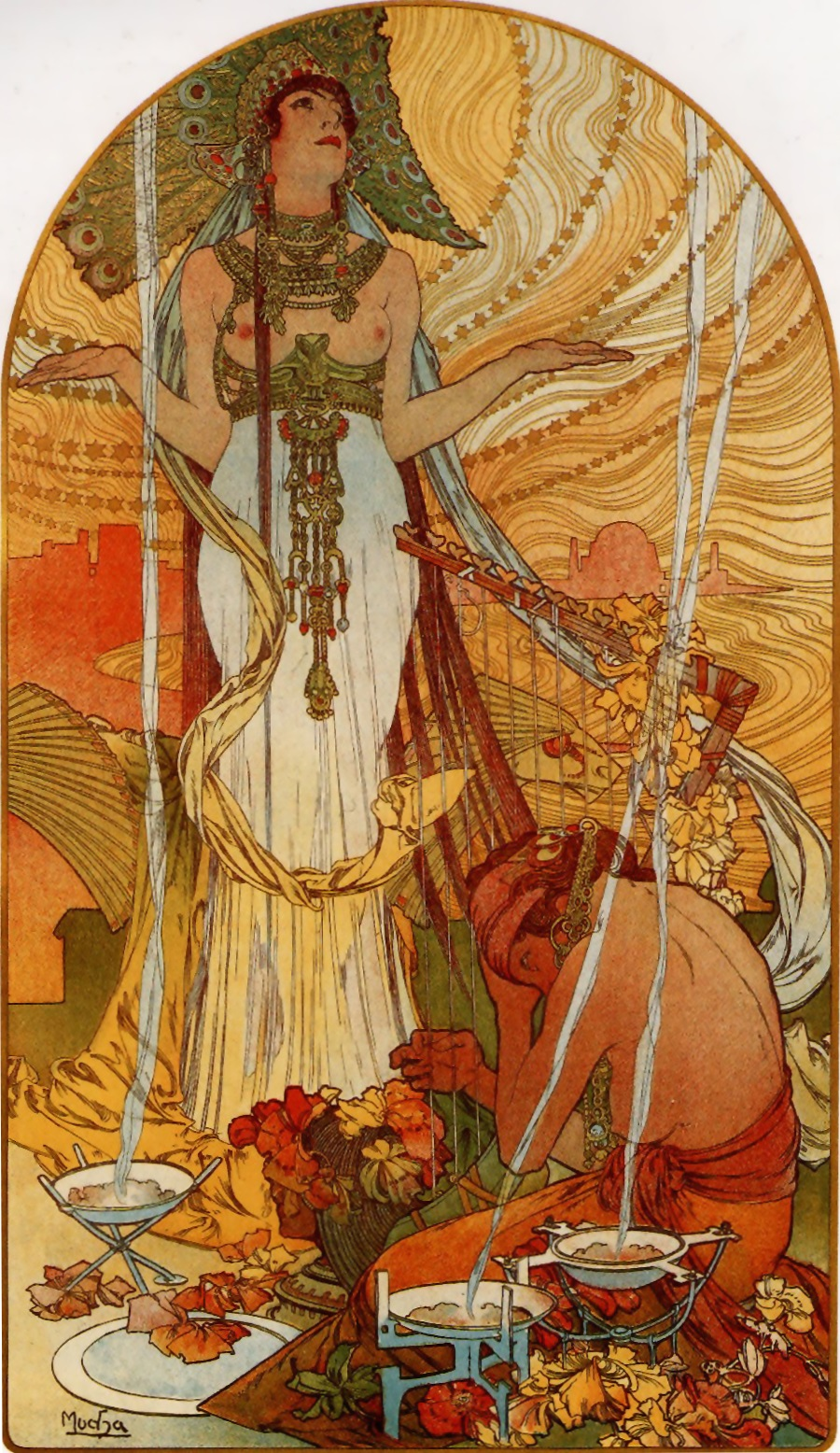
『サランボー』(1896)
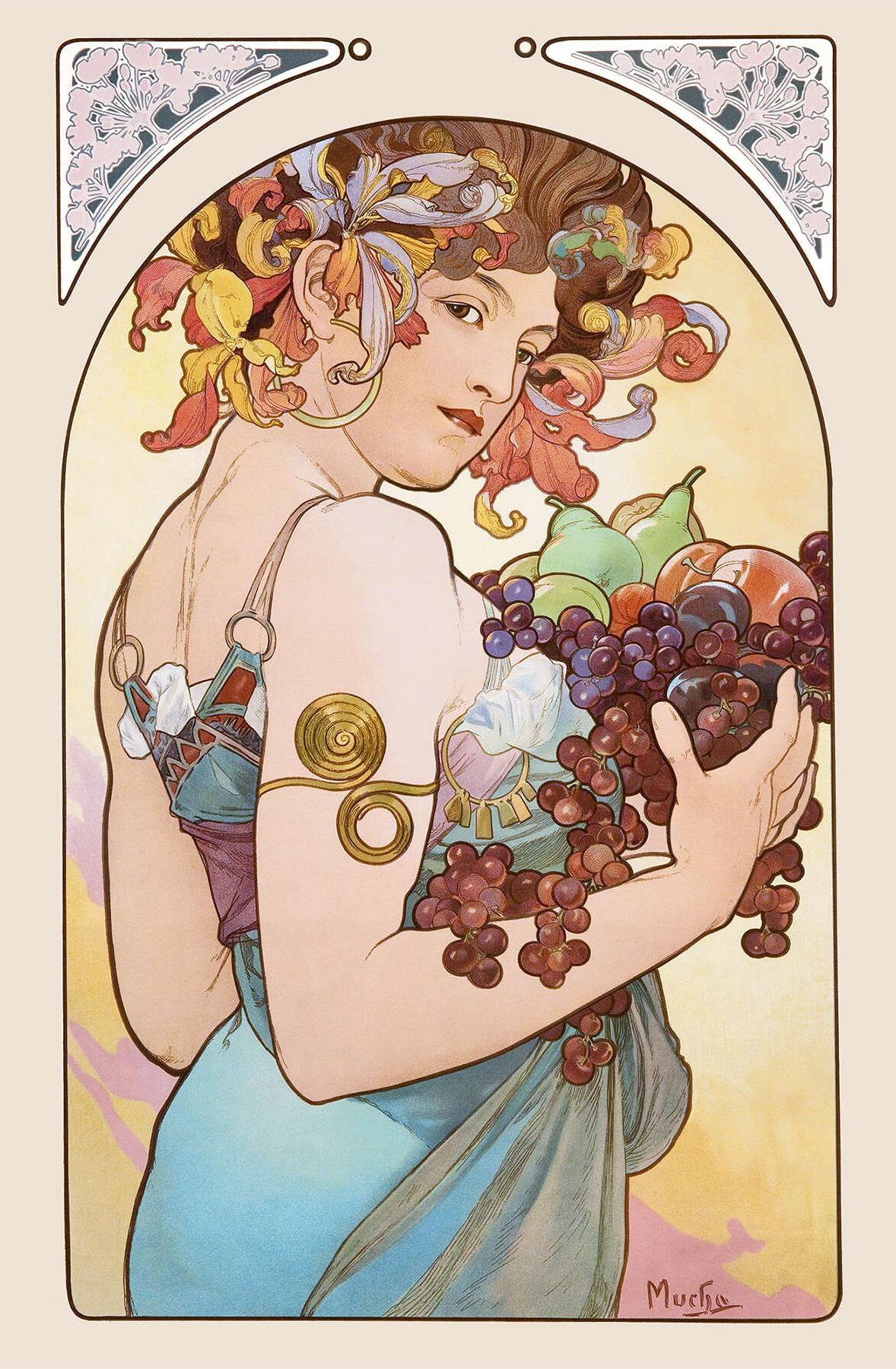
『果物』(1897)
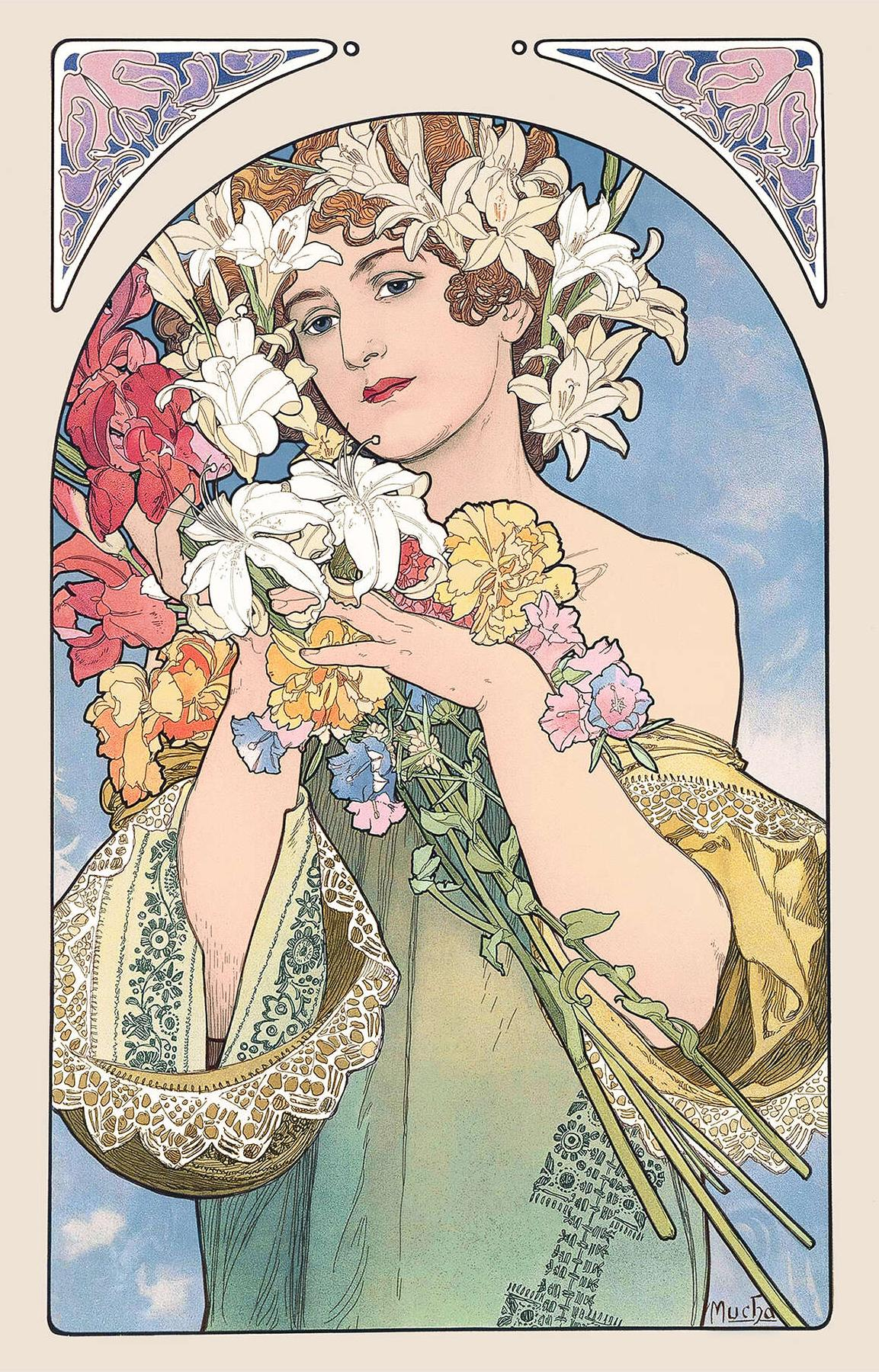
『花』(1897)
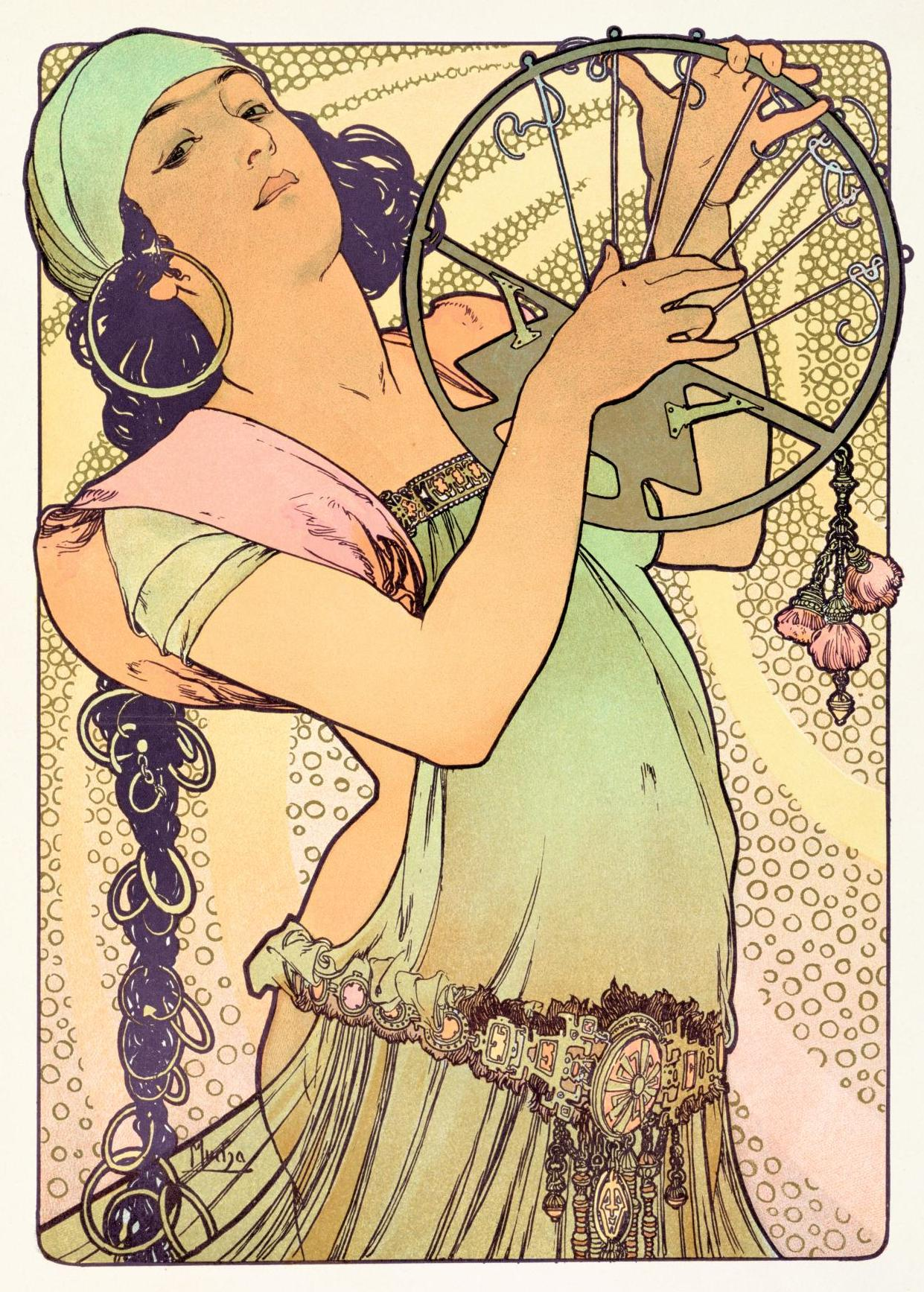
『サロメ』(1897)
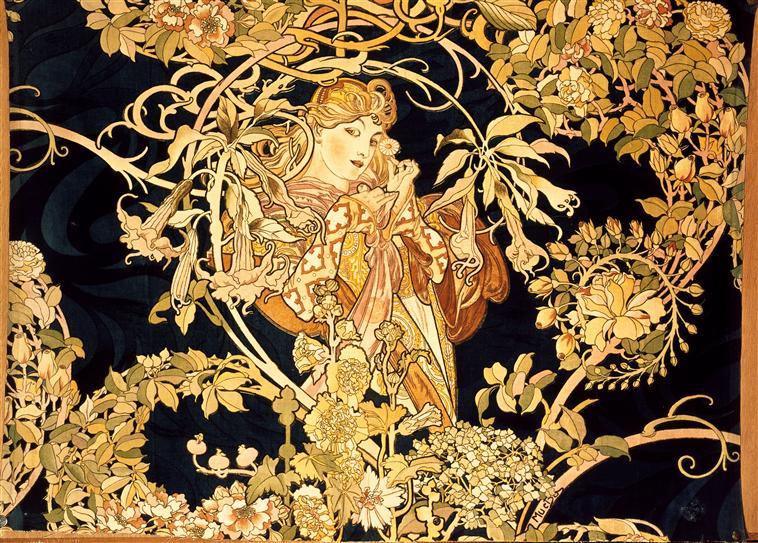
『花を持つ女性』(1898)
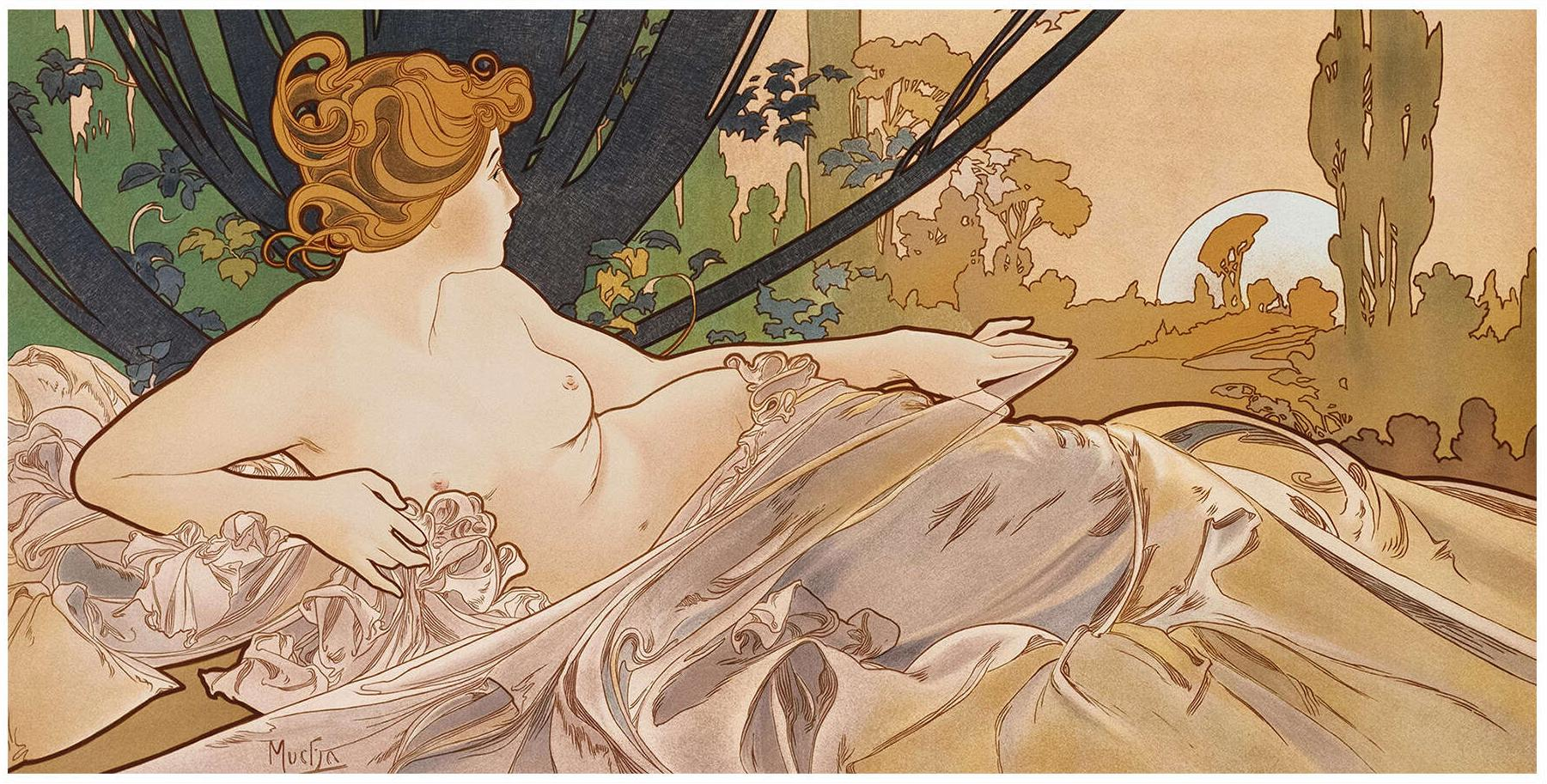
『曙』(1899)
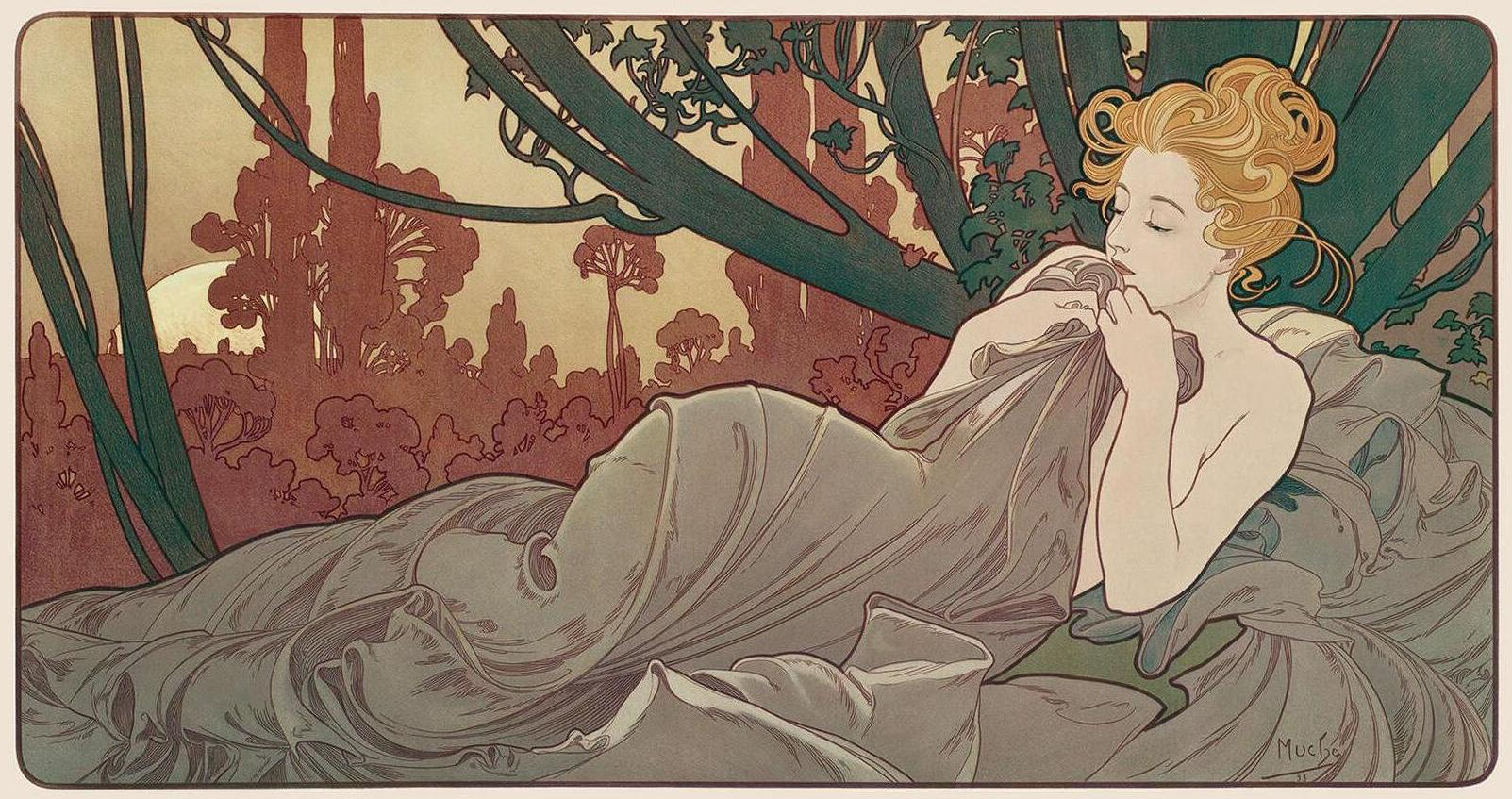
『黄昏』(1899)
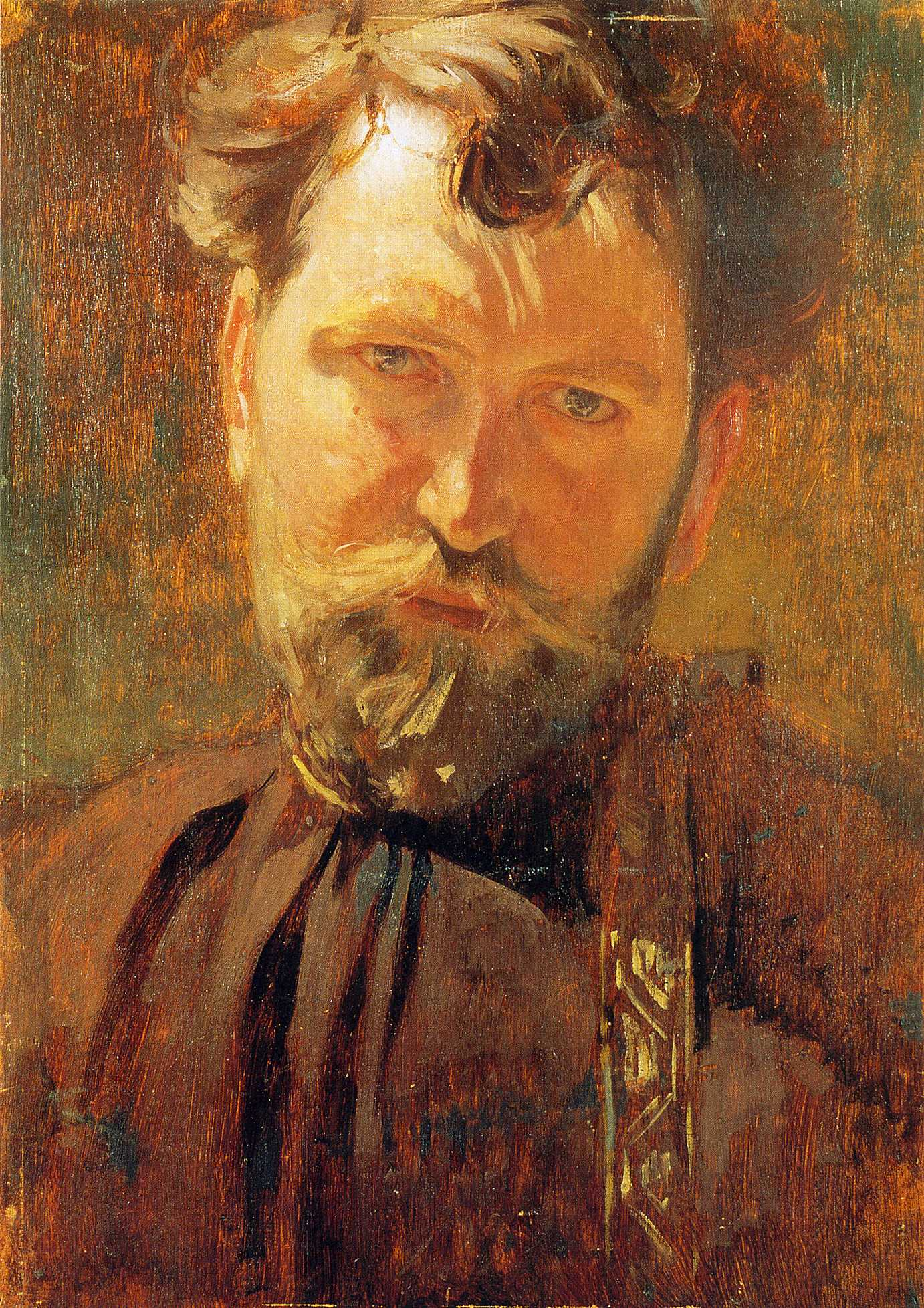
『アルフォンス・ミュシャの自画像』(1899)
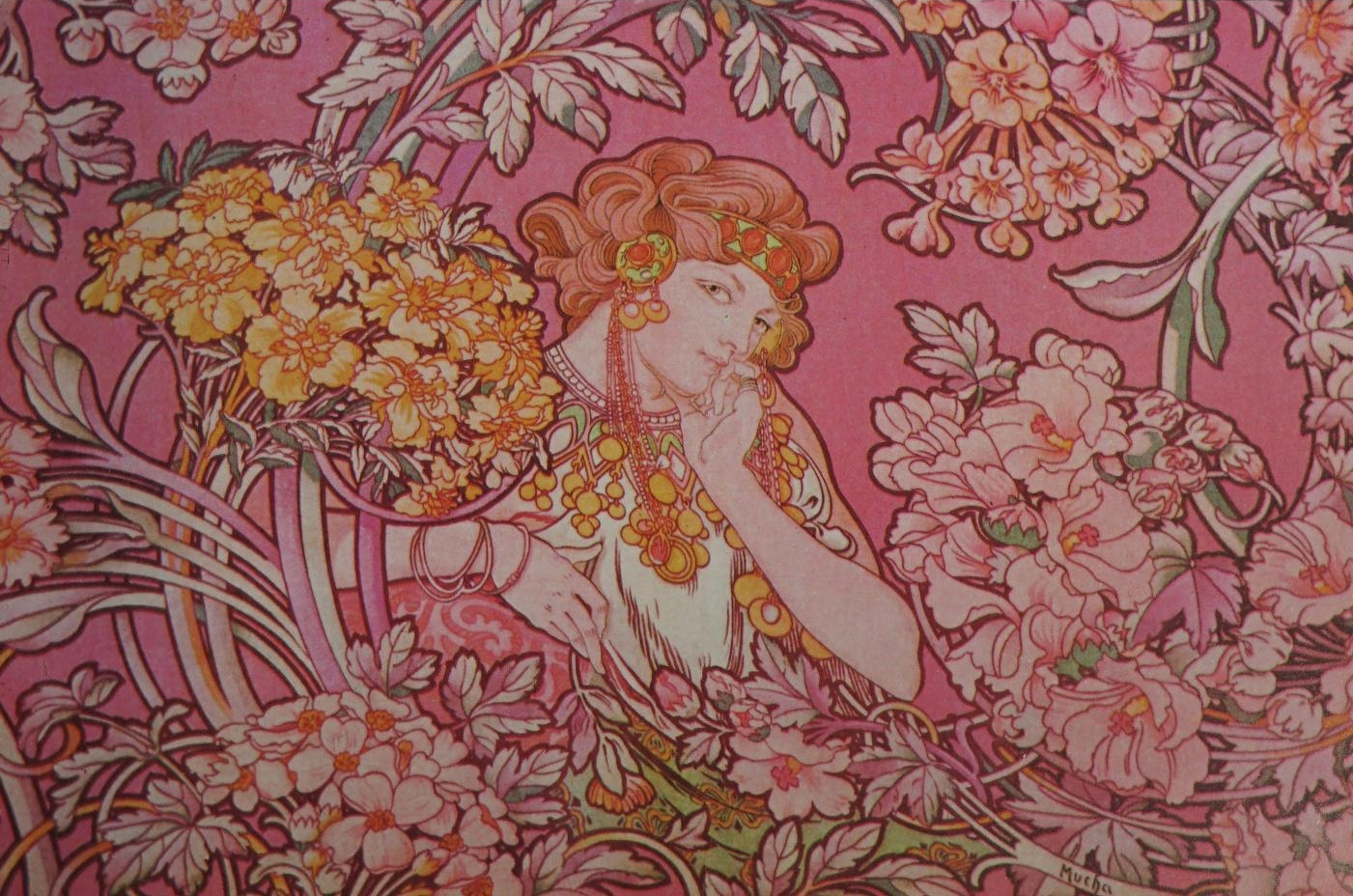
『花の中の女』(1900)
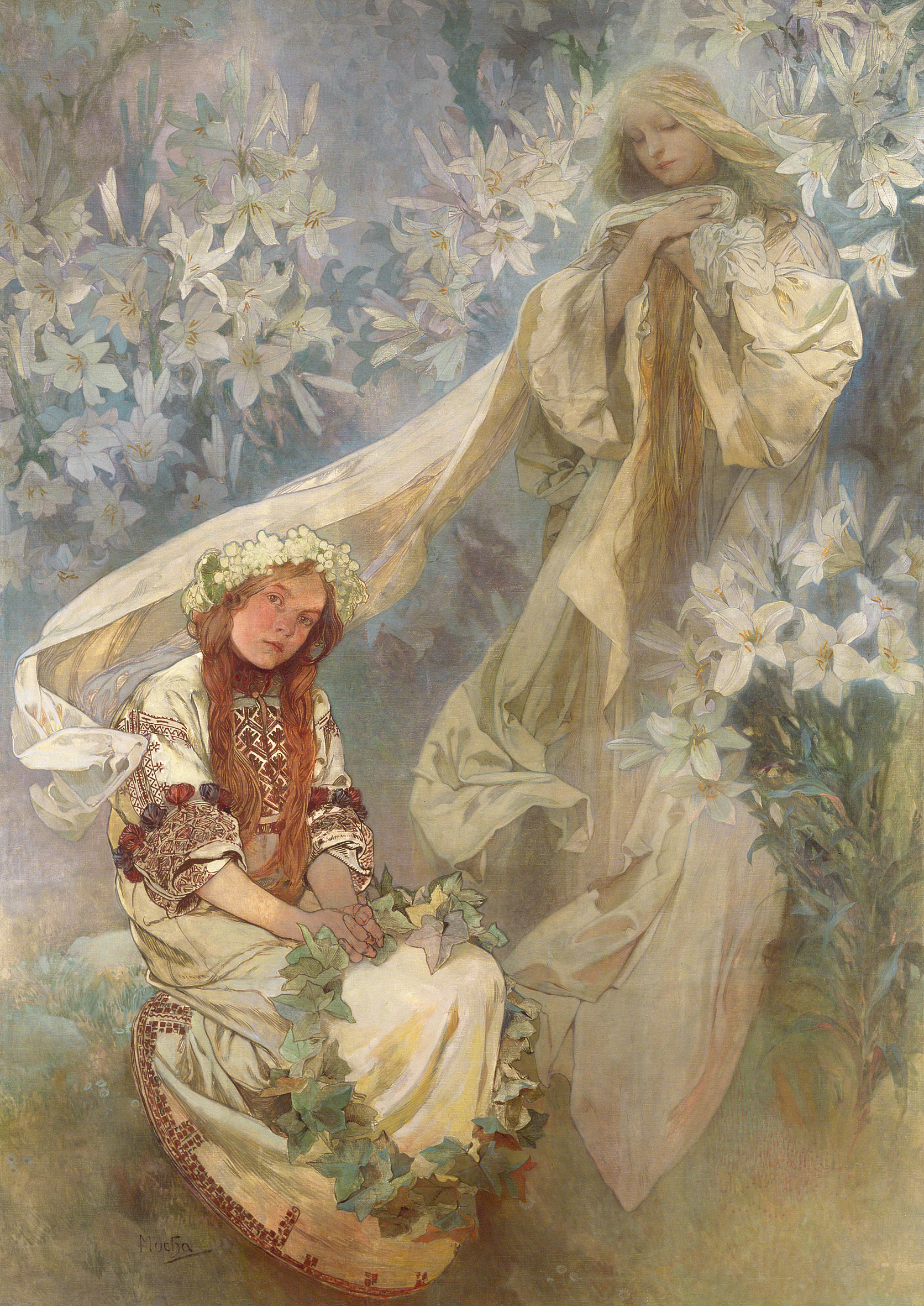
『百合の中の聖母』(1905)
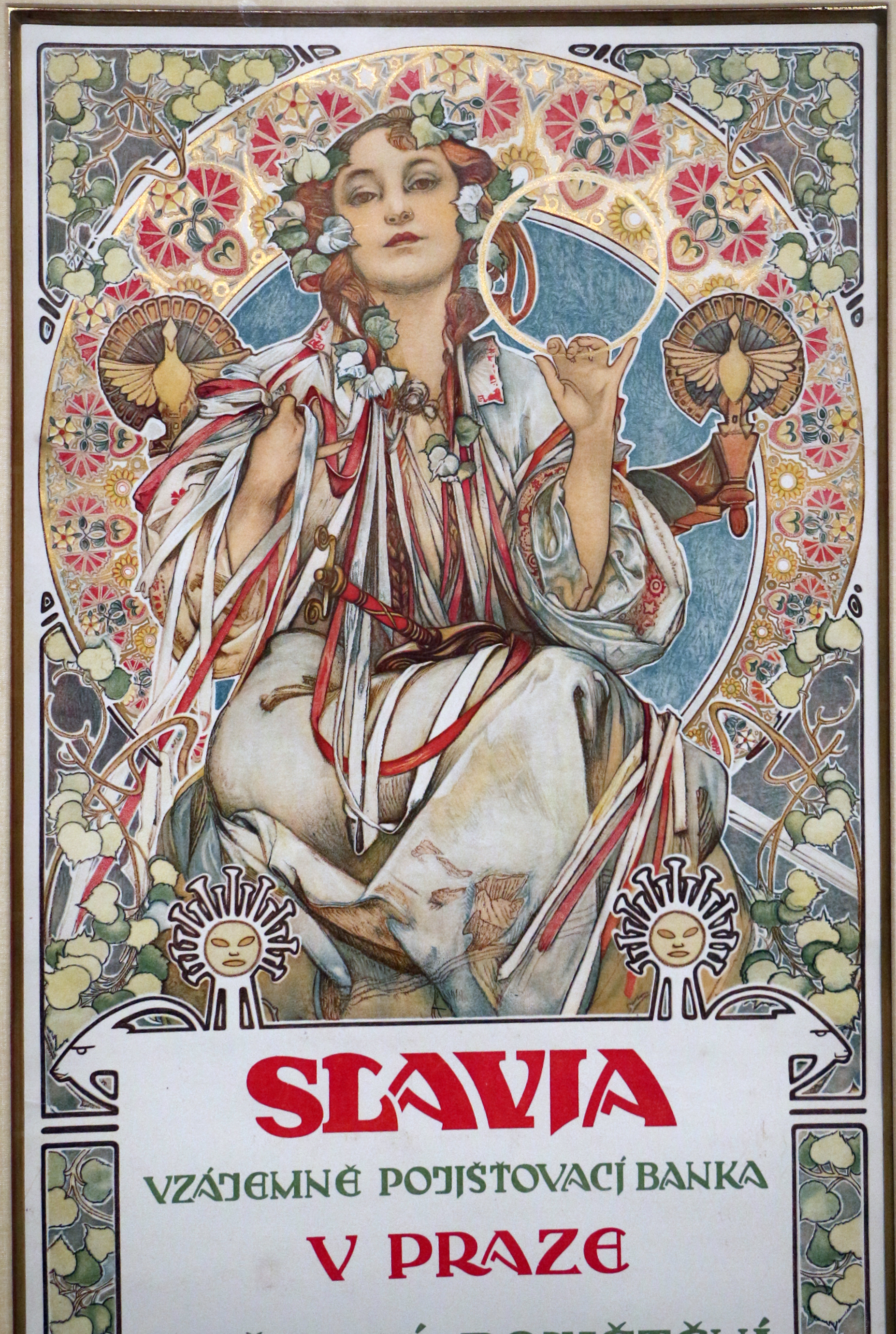
『スラヴィア』(1907)
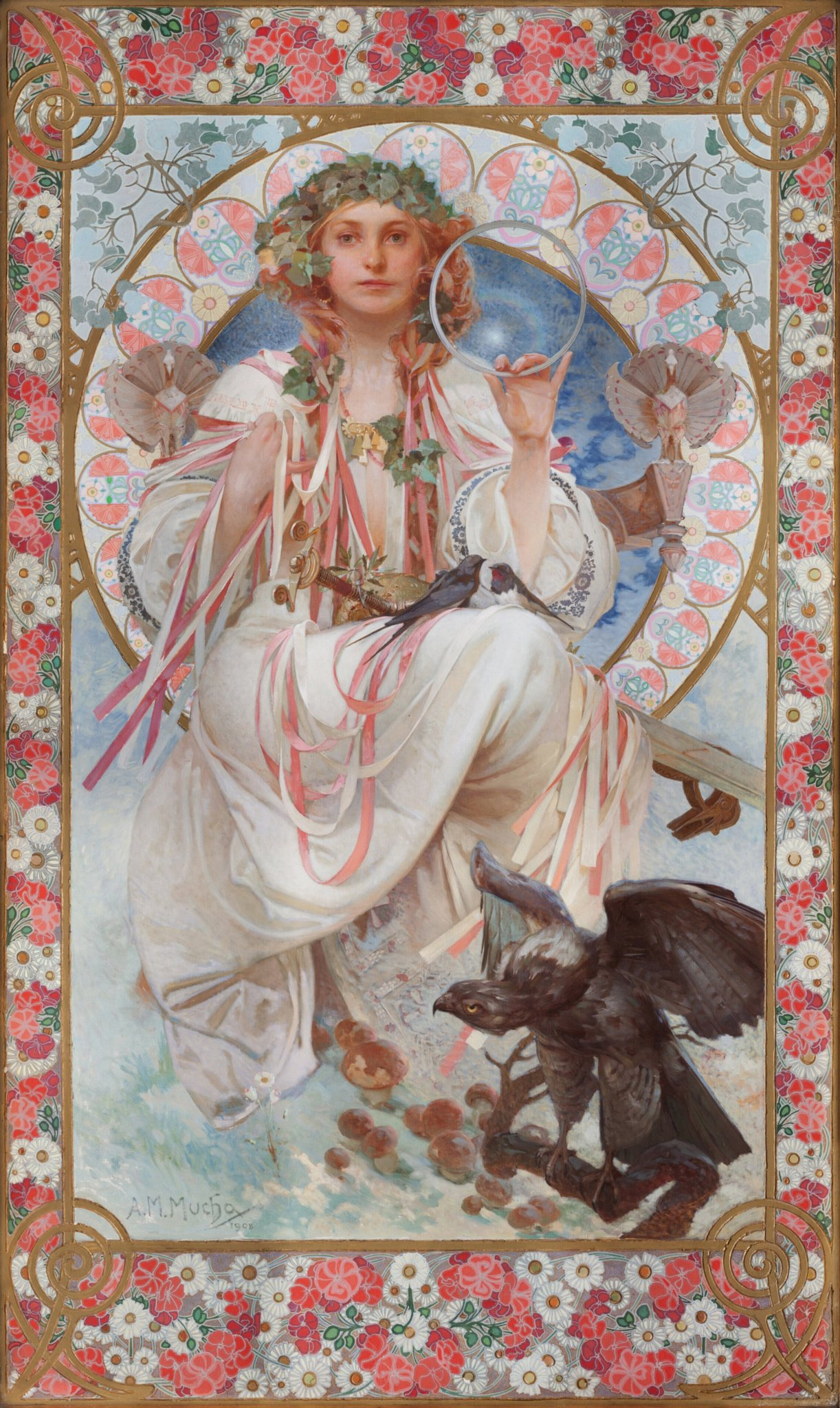
『スラヴィアのジョセフィン・クレイン・ブラッドリーの肖像』(1908)
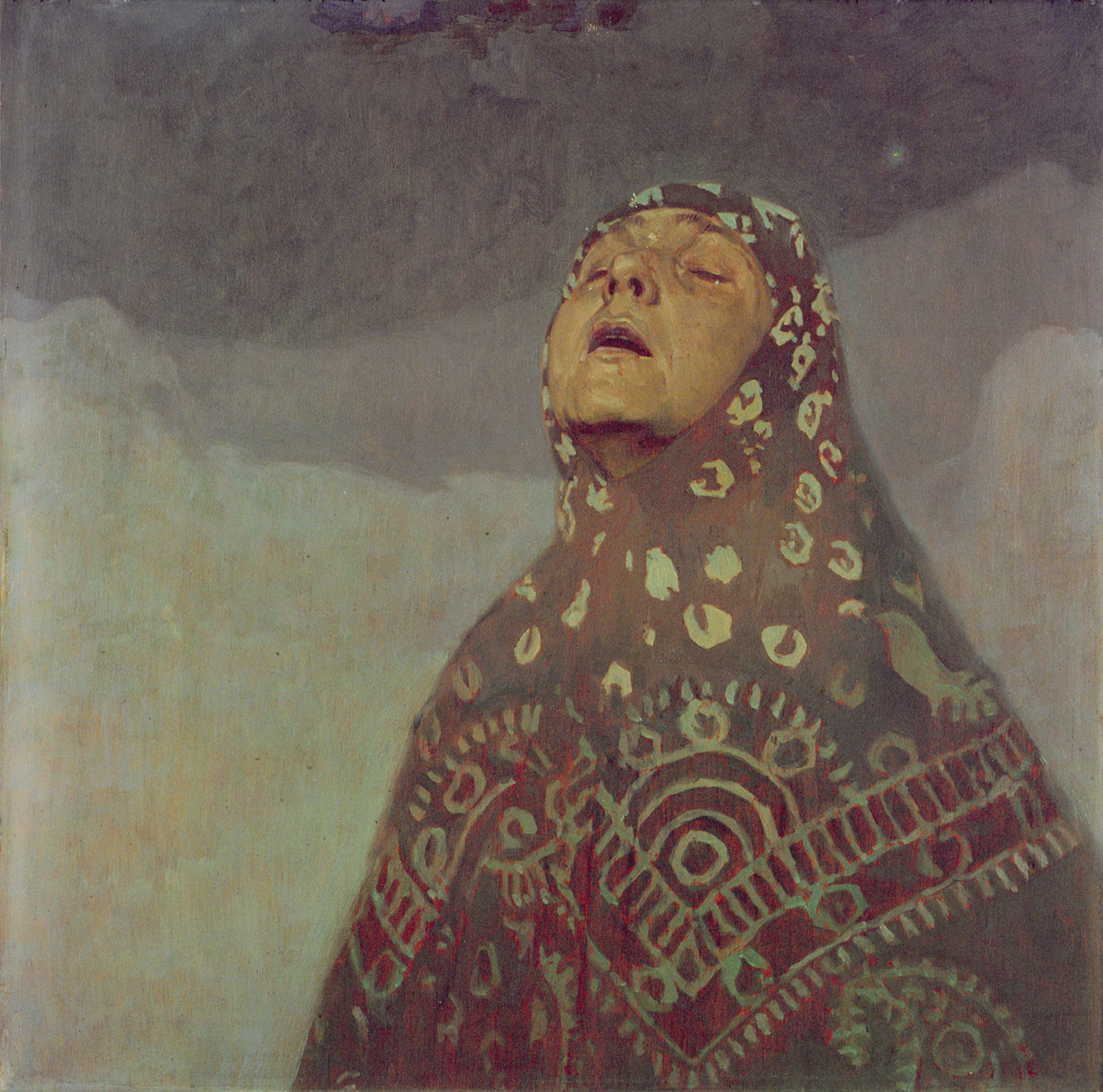
『冬の夜』(1920)
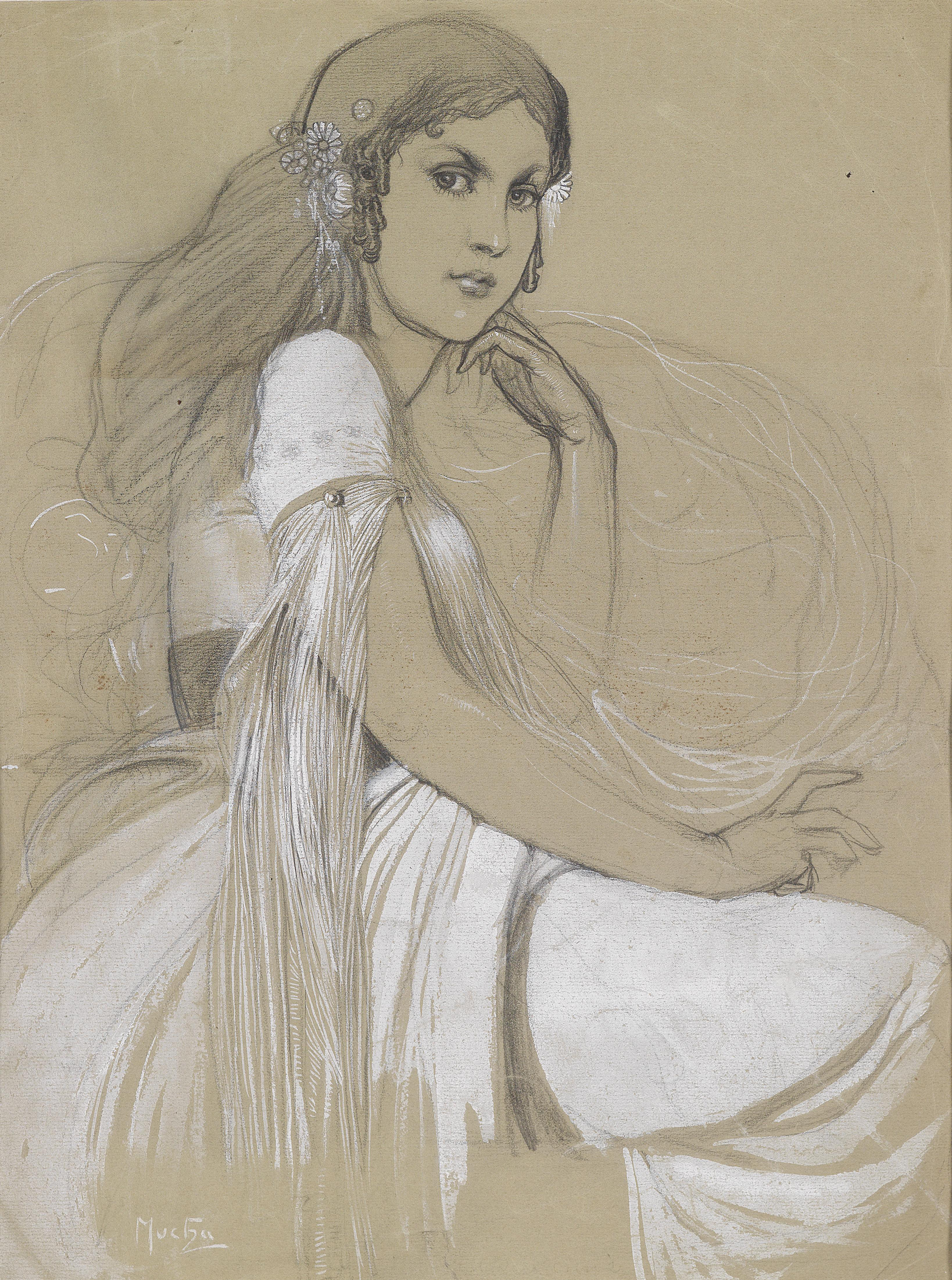
『ヤロスラヴァ・ミュシャの肖像』(1920)
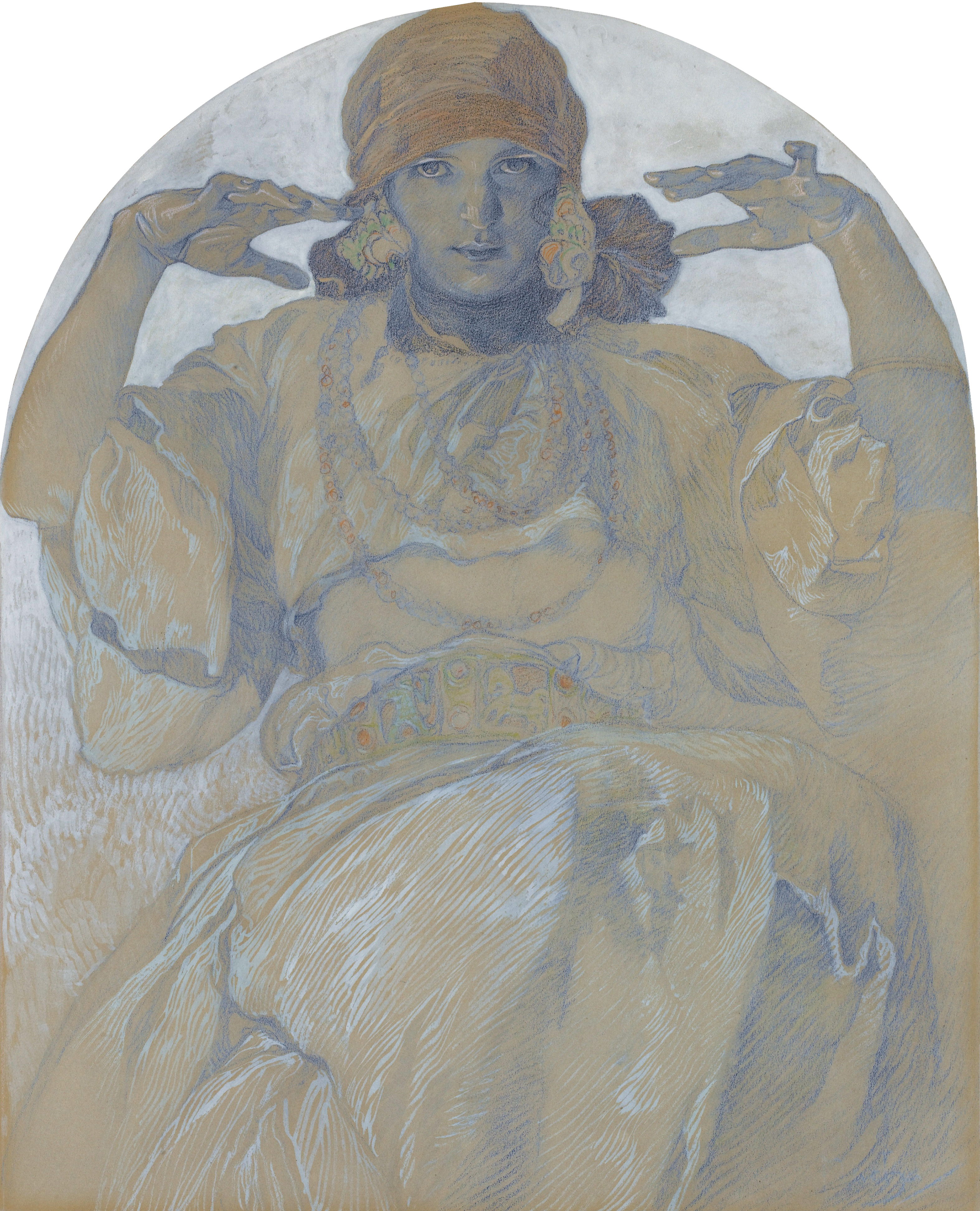
『ヤロスラヴァ・ミュシャ』(1924-1925)
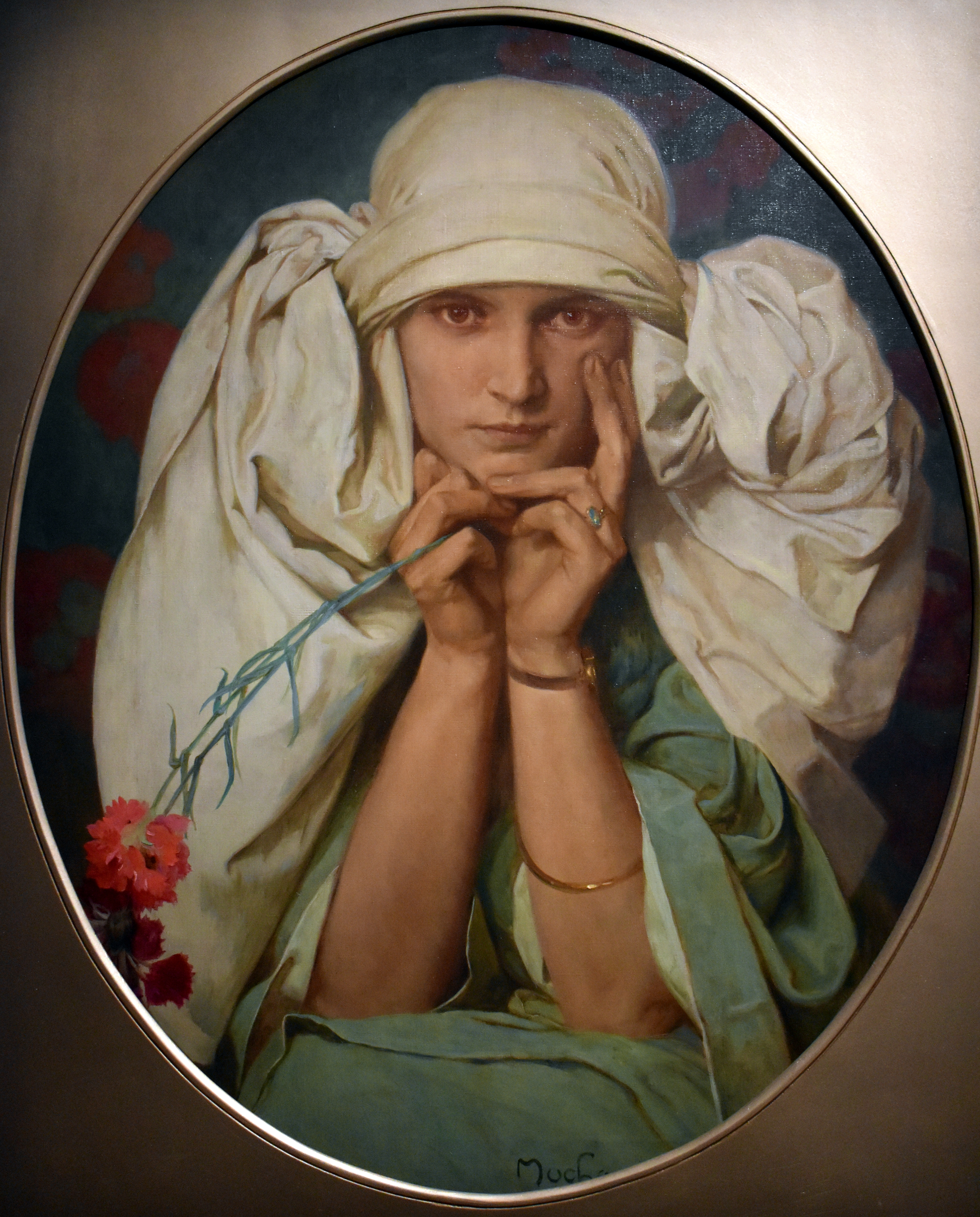
『ミュシャの娘ヤロスラヴァの肖像』(1927-1935)

### 挿絵・表紙

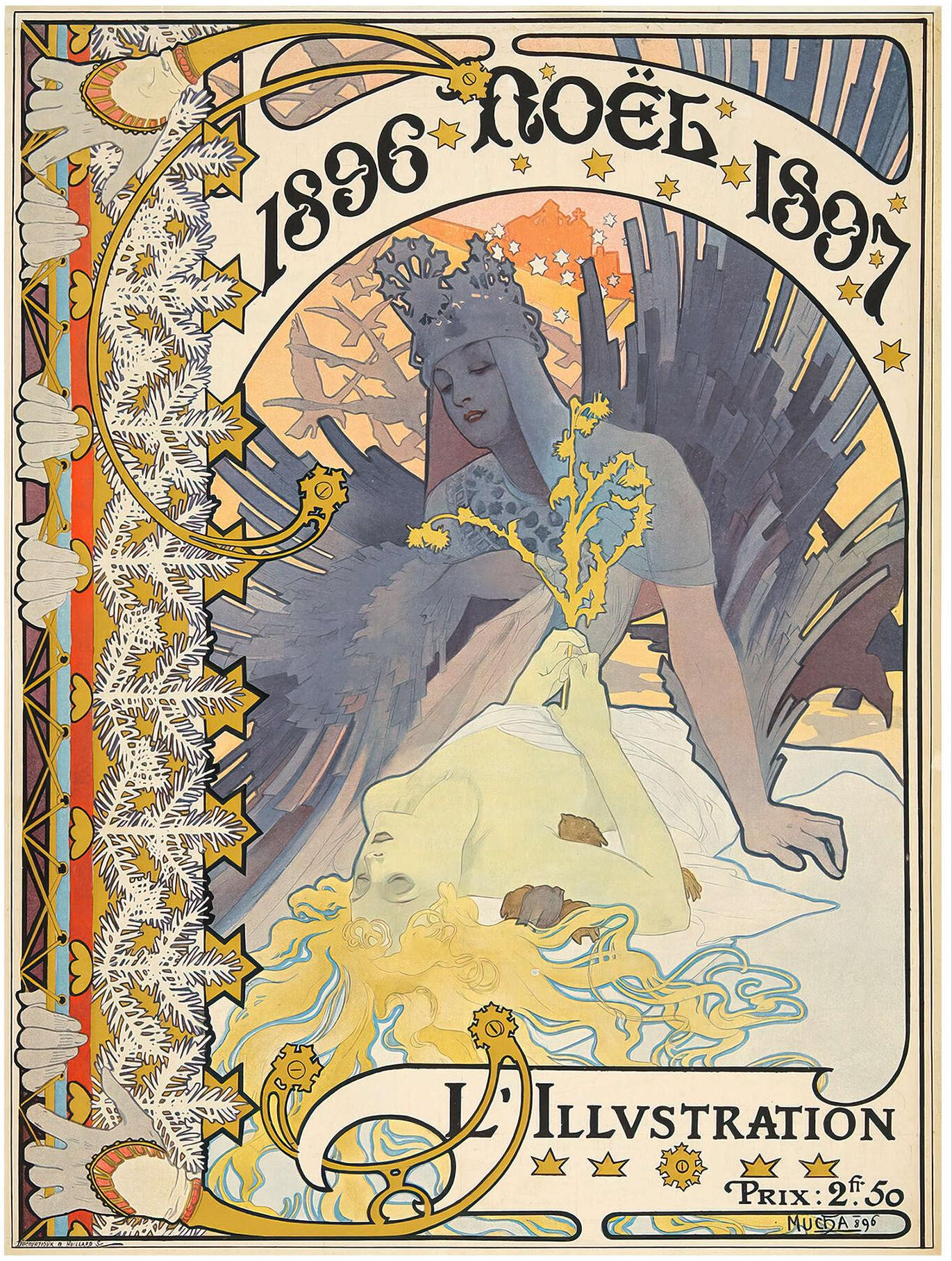
『イリュストラシオン』誌のクリスマス号(1896)
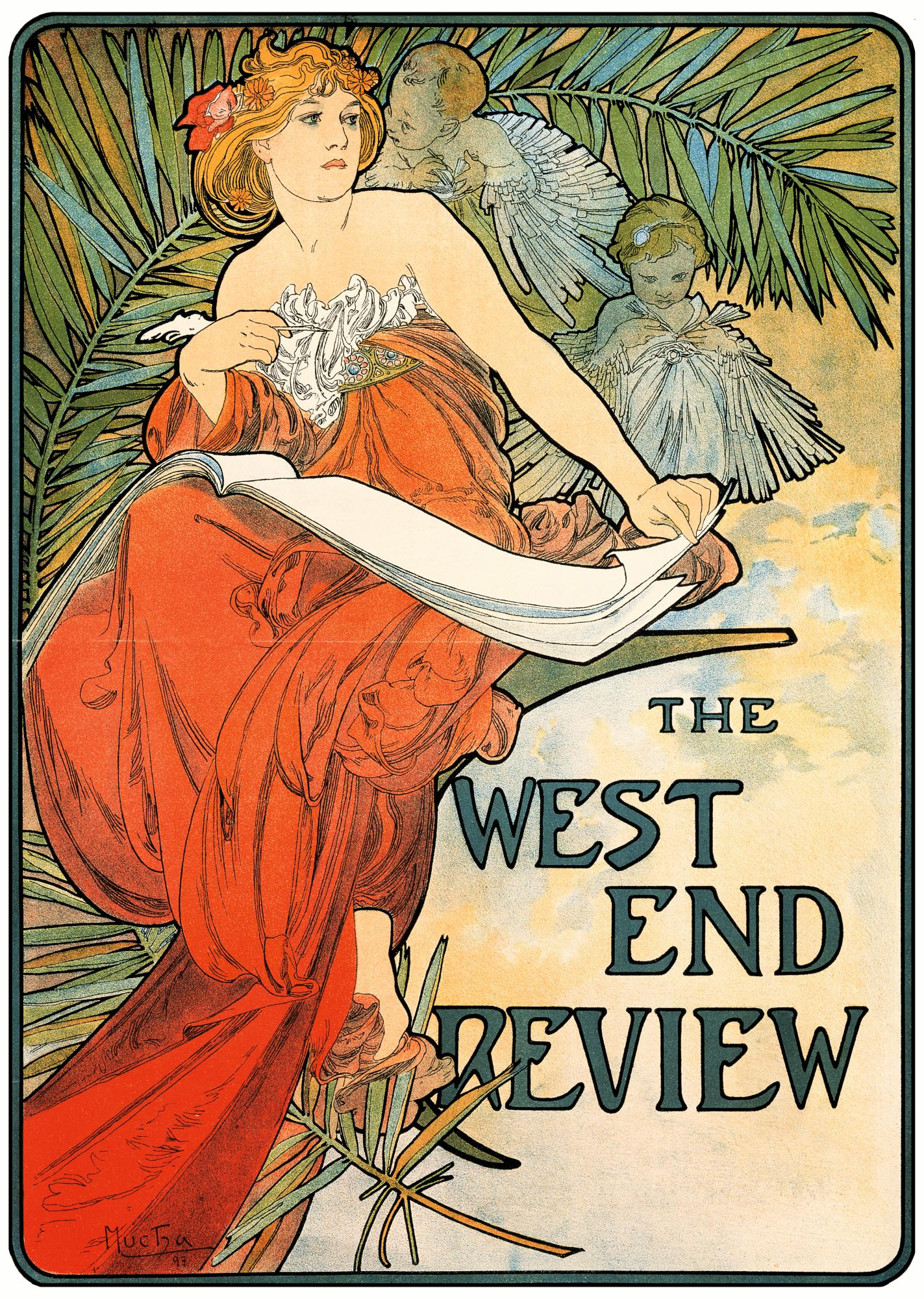
雑誌『ウェスト・エンド・レビュー』の表紙絵(1897)
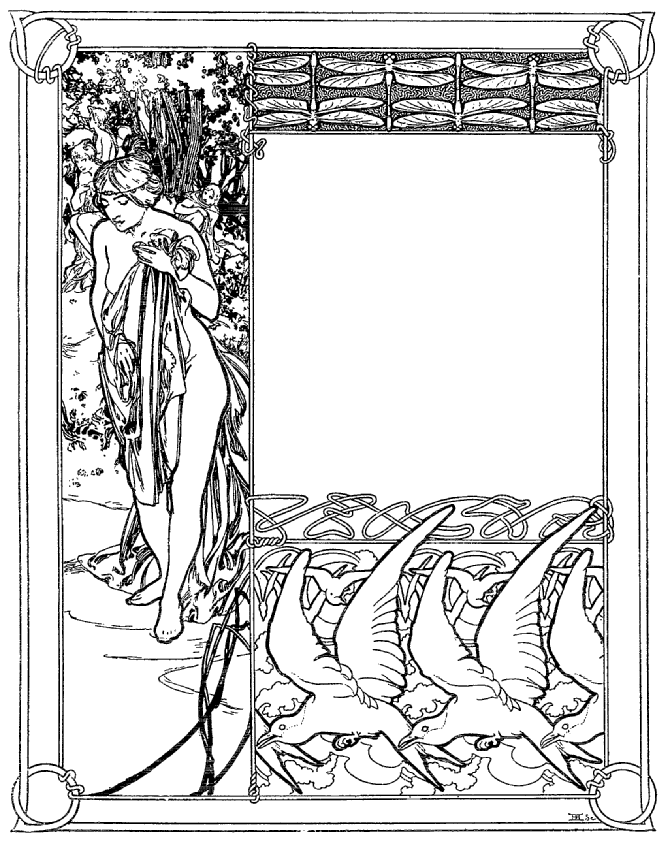
ミュシャ直筆原画付挿画本『トリポリの姫君イルゼ』挿絵(1897)
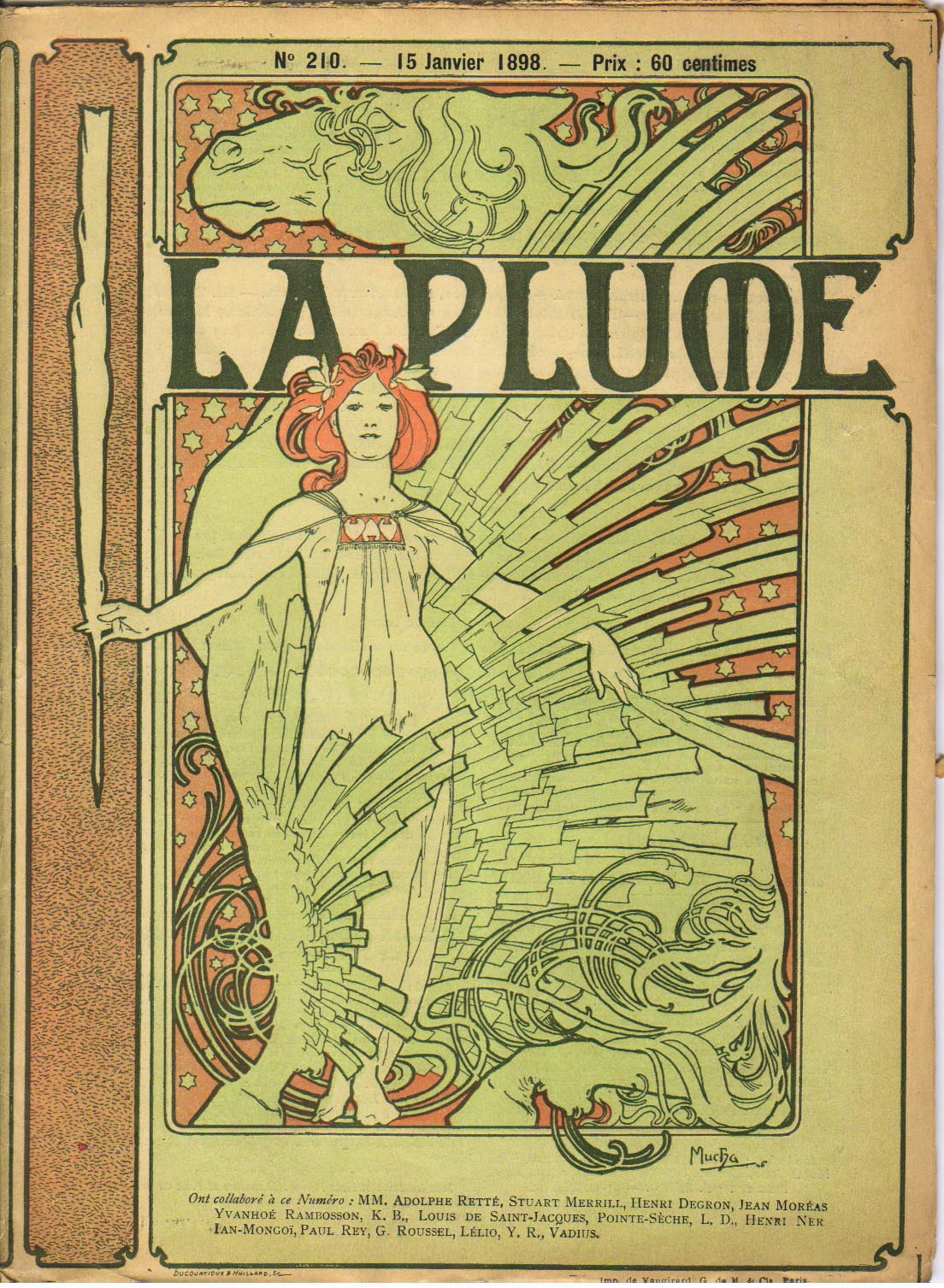
文芸雑誌「ラ・プリュム」の第200号表紙(1897)
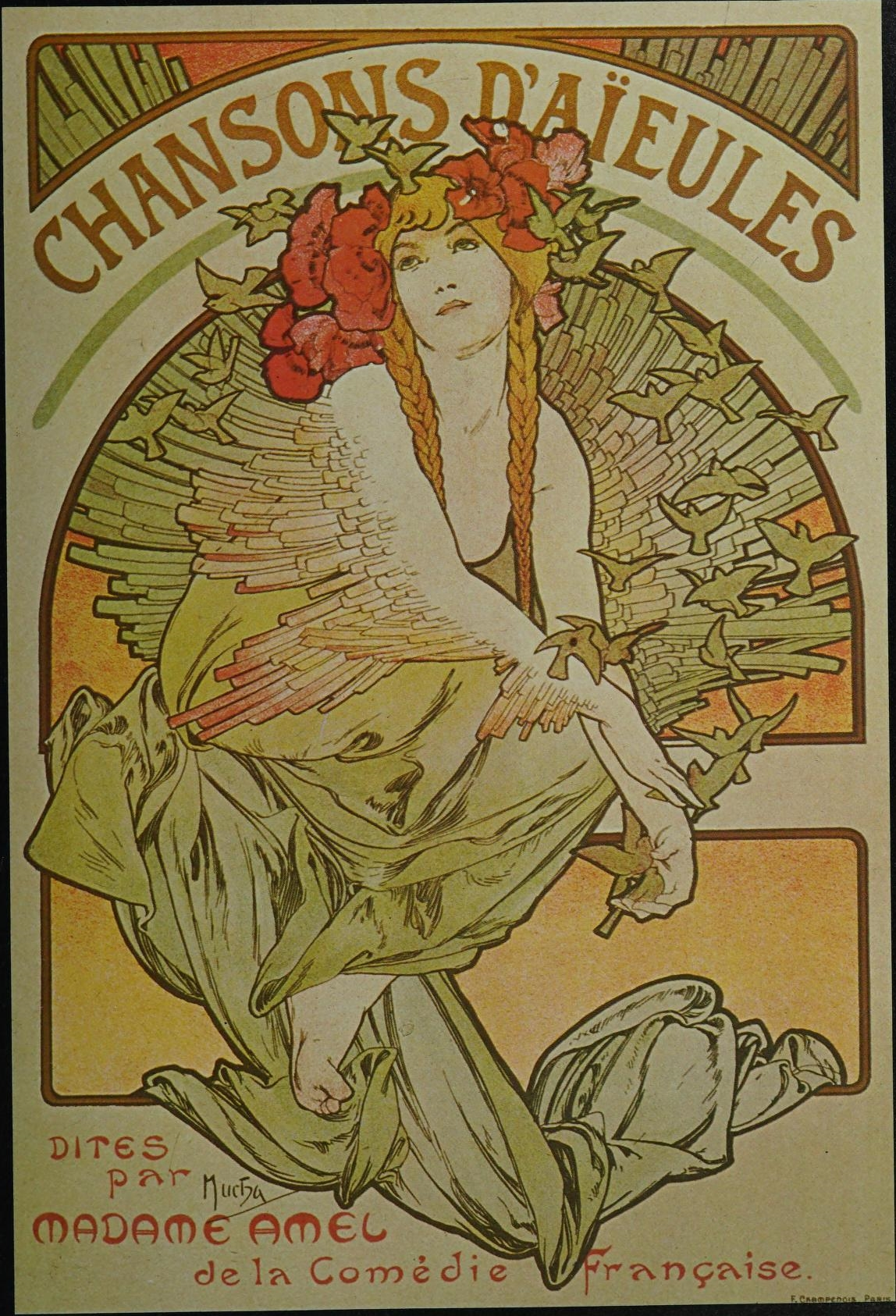
『アイユールの歌』表紙(1897)
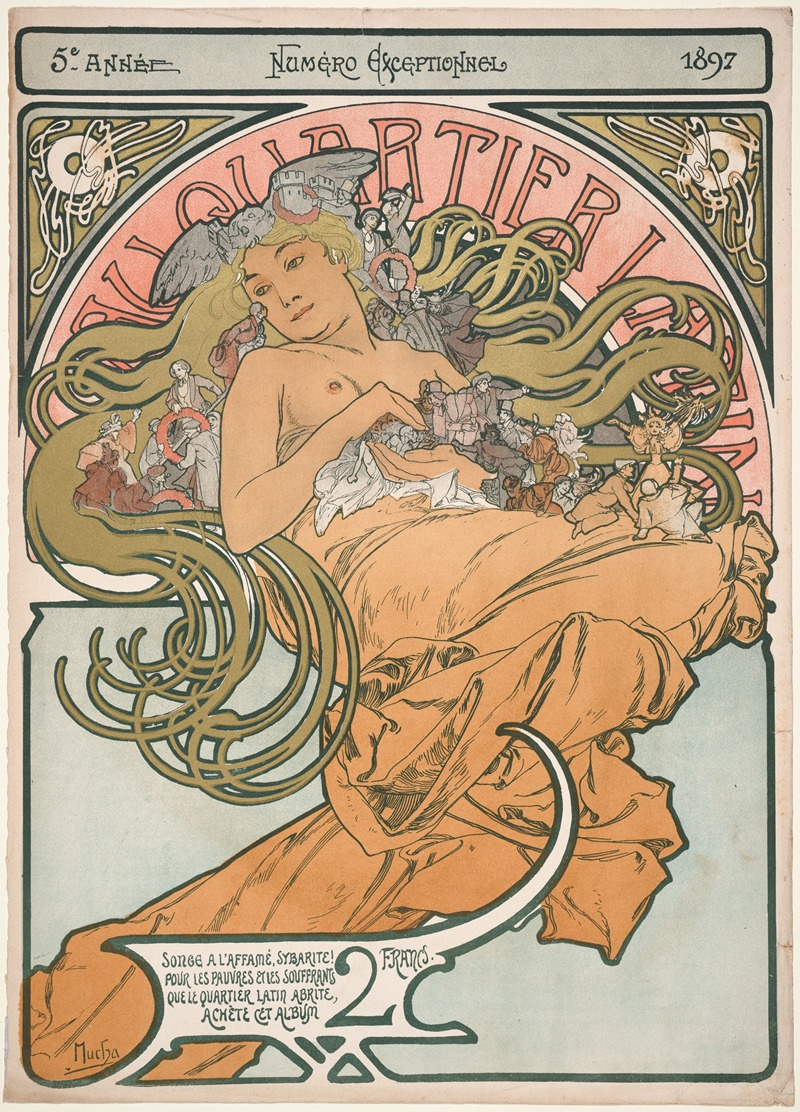
雑誌『オー・カルティエ・ラタン』（創刊5周年記念特別号）の表紙絵(1897)
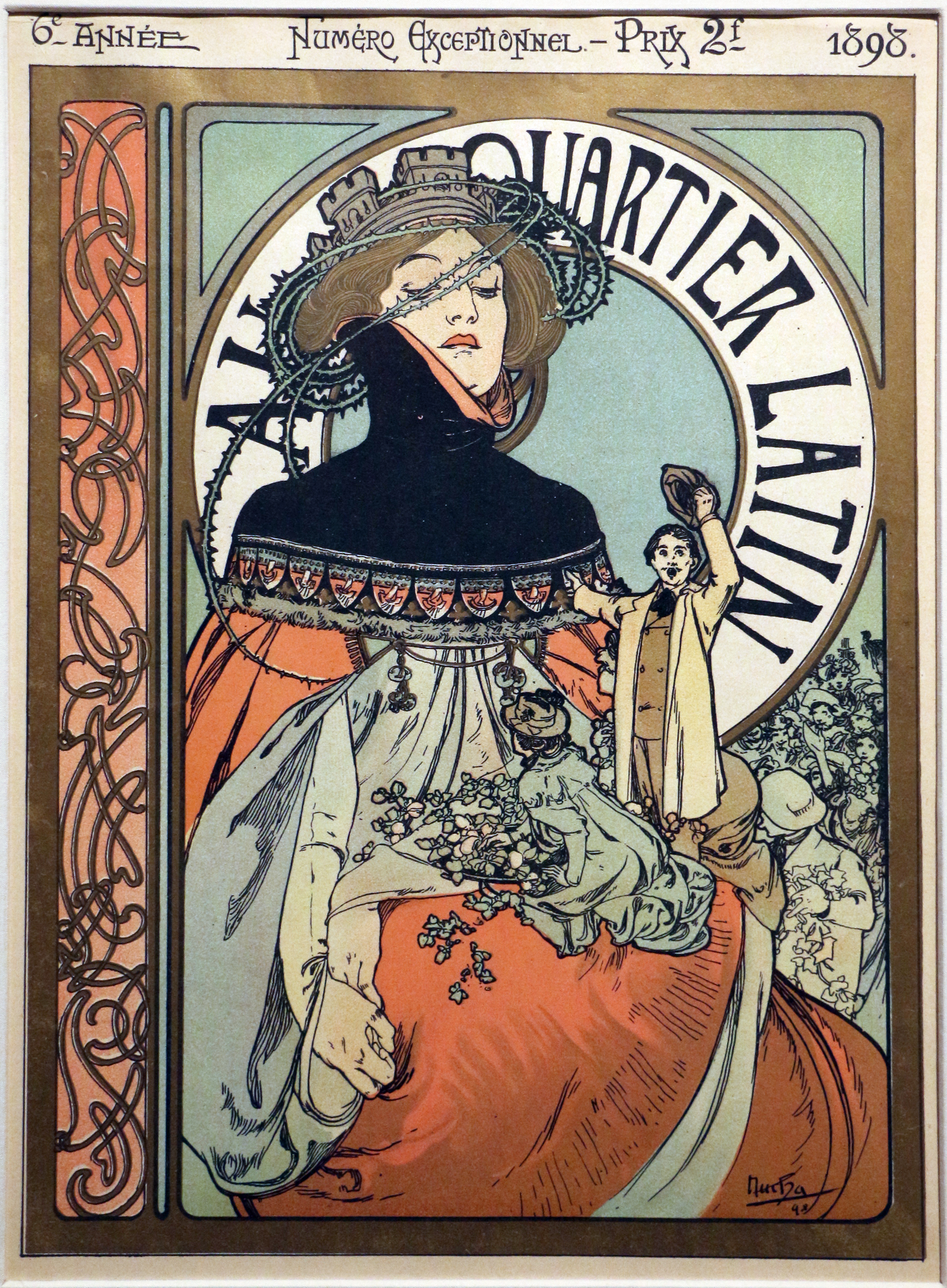
雑誌『オー・カルティエ・ラタン』（創刊6周年記念特別号）の表紙絵(1898)
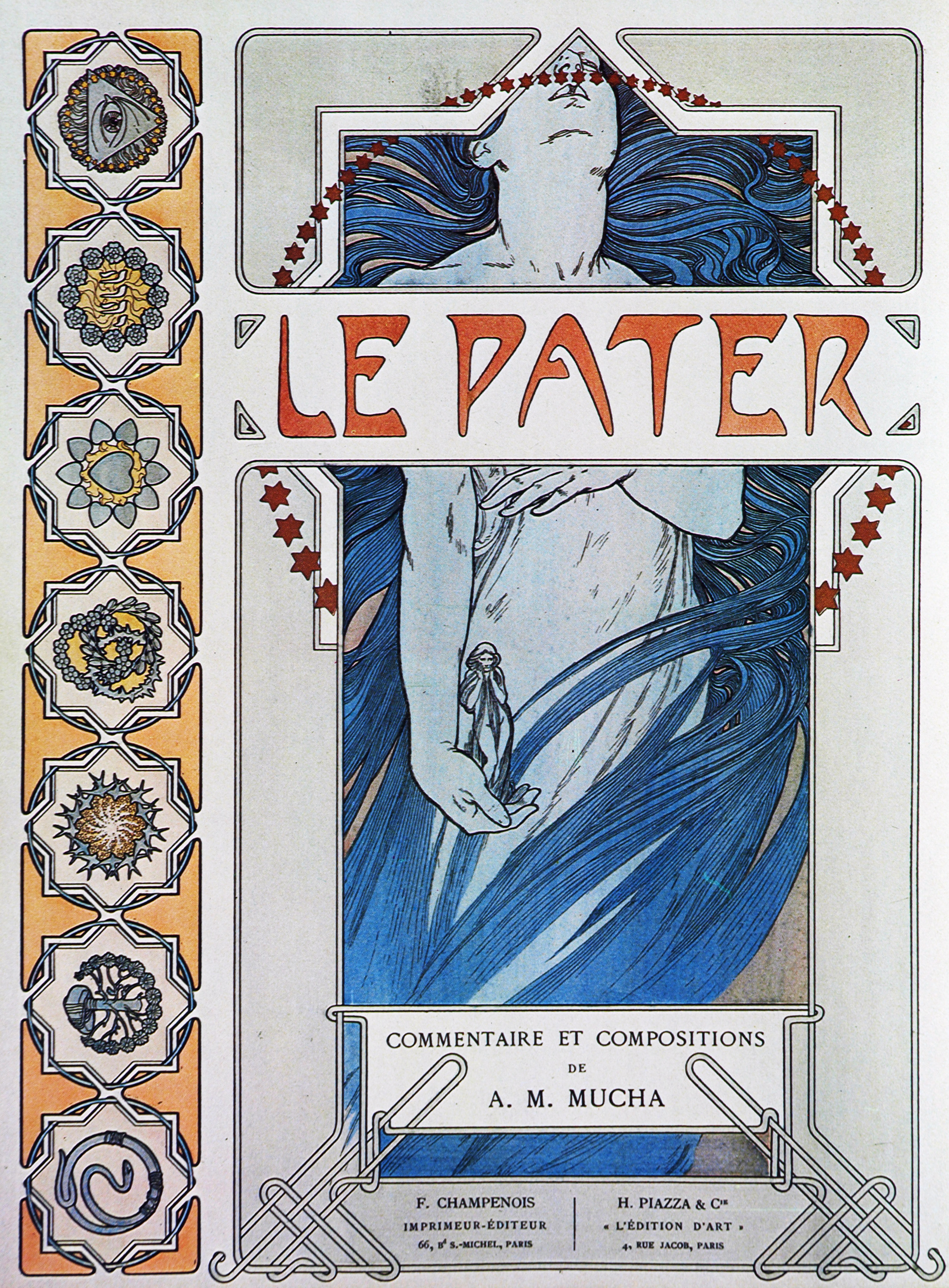
ミュシャ挿画本『主の祈り』表紙(1899)
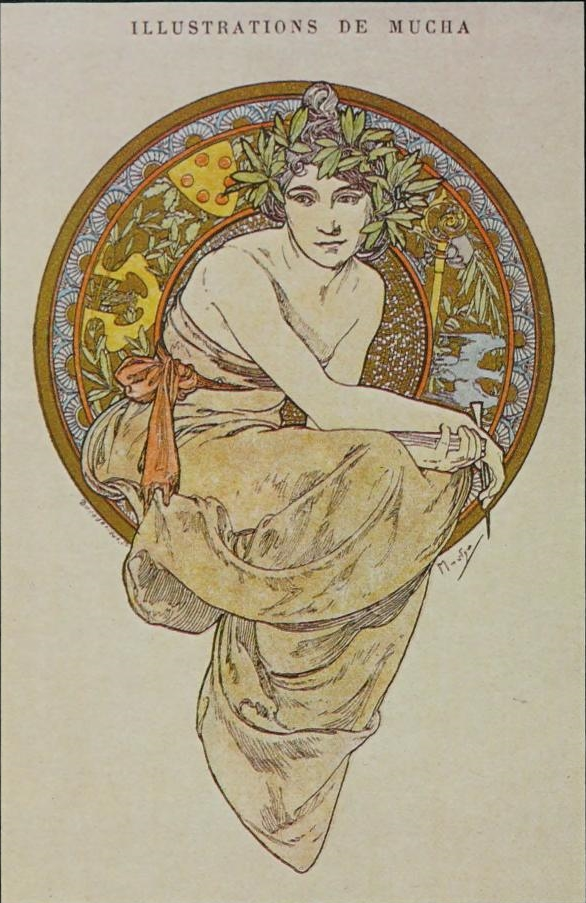
1900年にカルマン・レヴィから出版されたアナトール・フランスの短編小説集挿絵本「クリオ」の扉絵(1900)
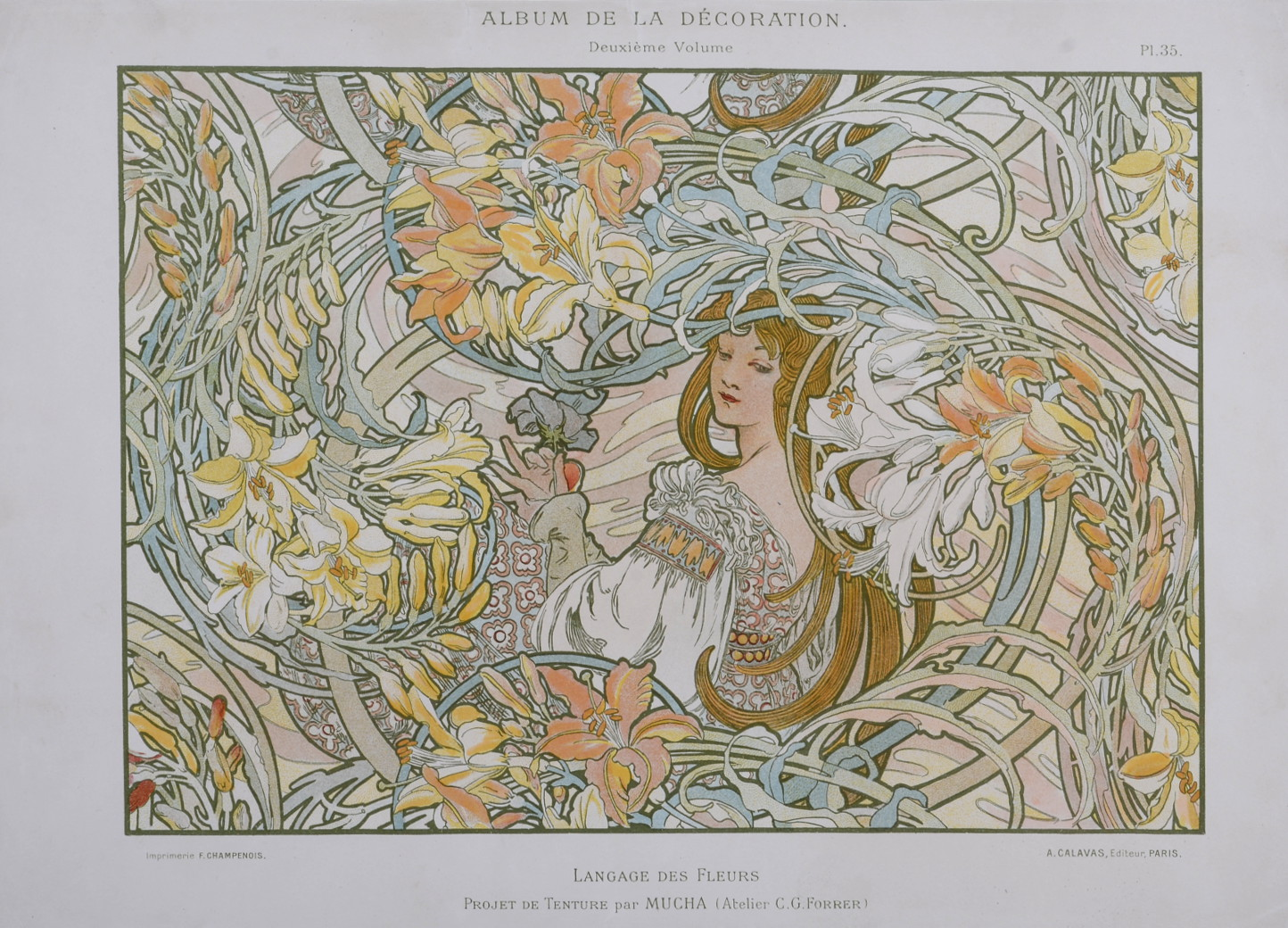
リトグラフ『花言葉』(1900。『Album de la Décoration』第2巻、P.35より)
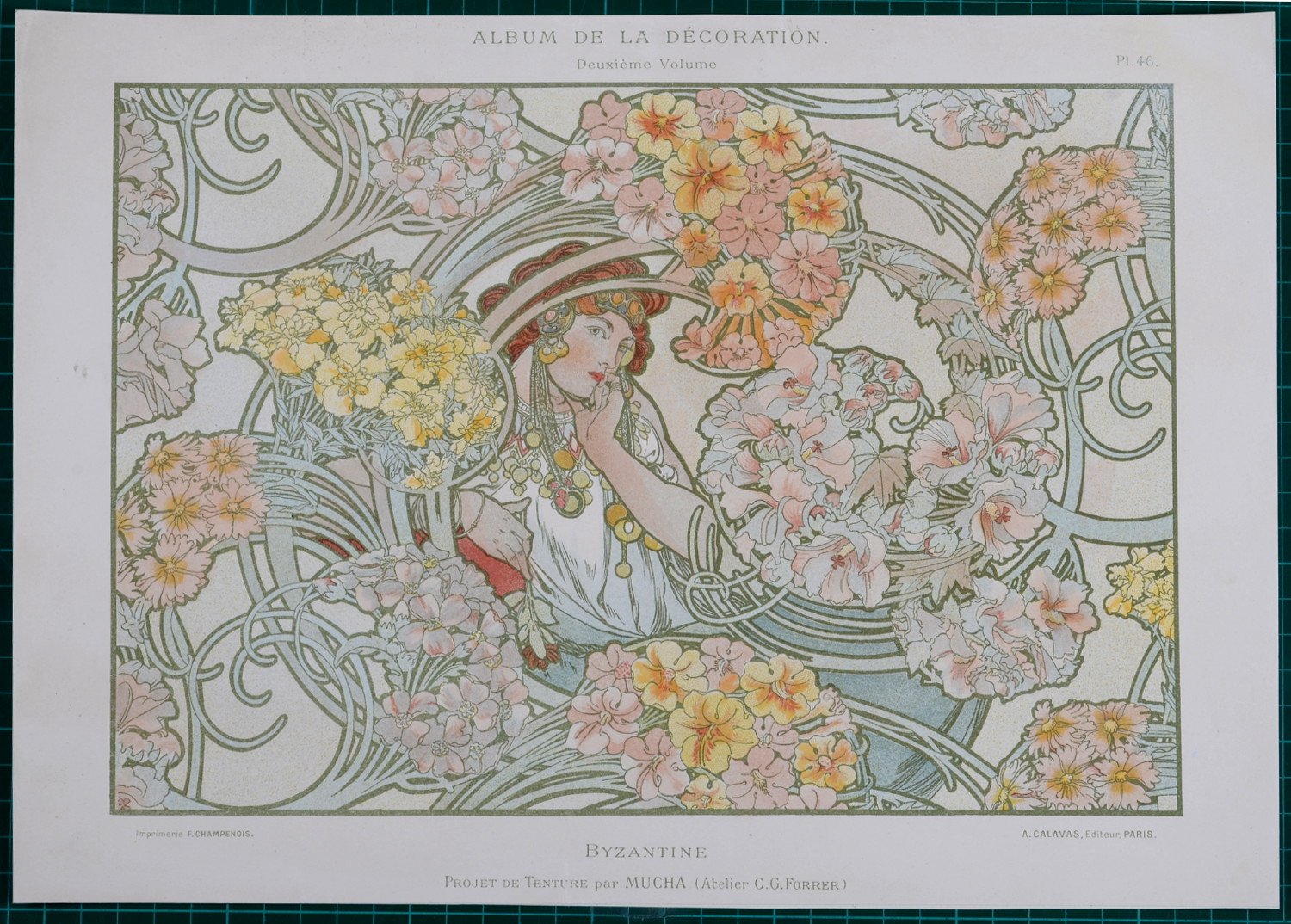
リトグラフ『ビザンティン』(1900。『Album de la Décoration』第2巻、P.46より)
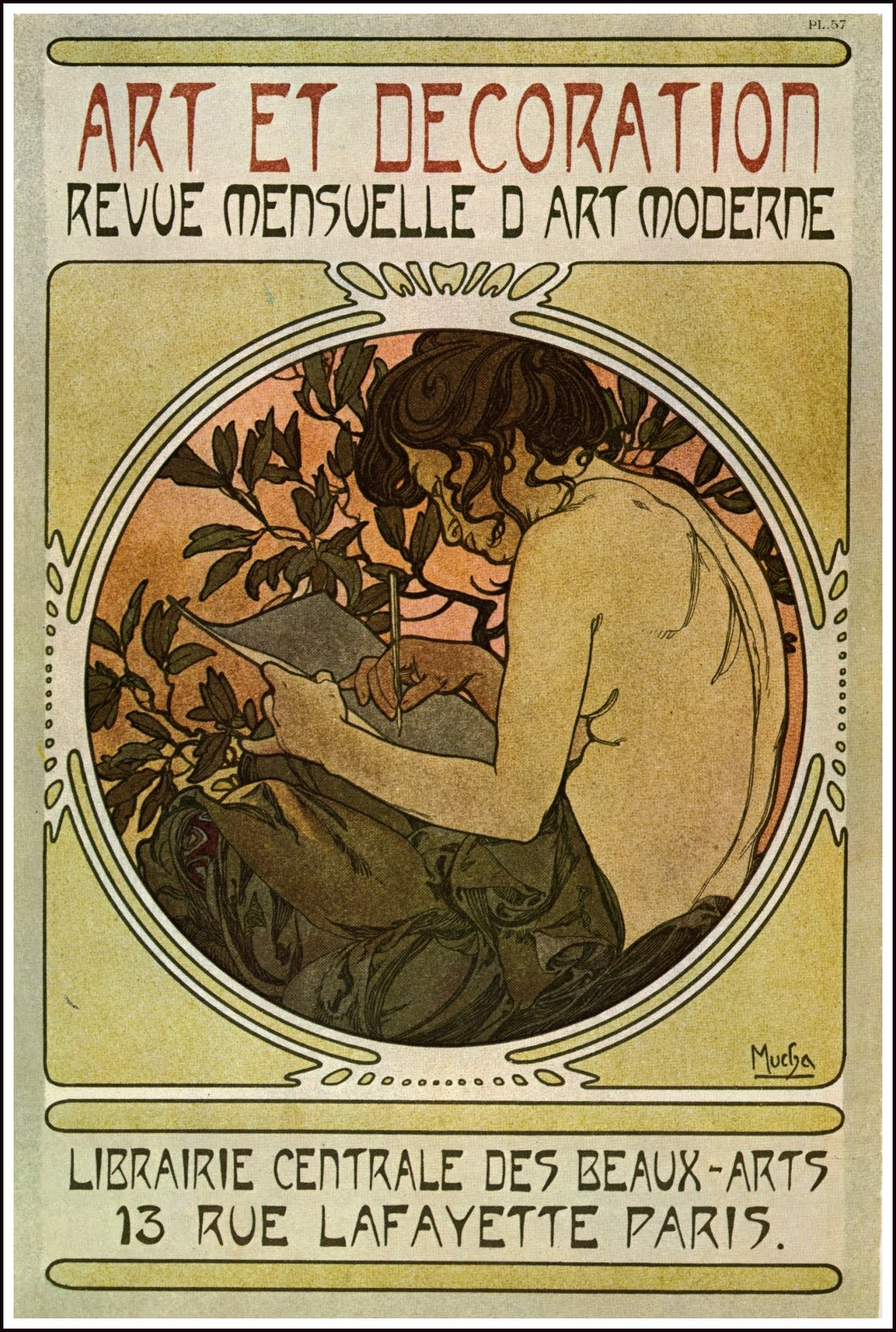
1902年に出版されたアールヌーボー作家のデザインが載った美術と装飾の雑誌「ART ET DECORATION」第57号表紙絵(1902)

### カレンダー

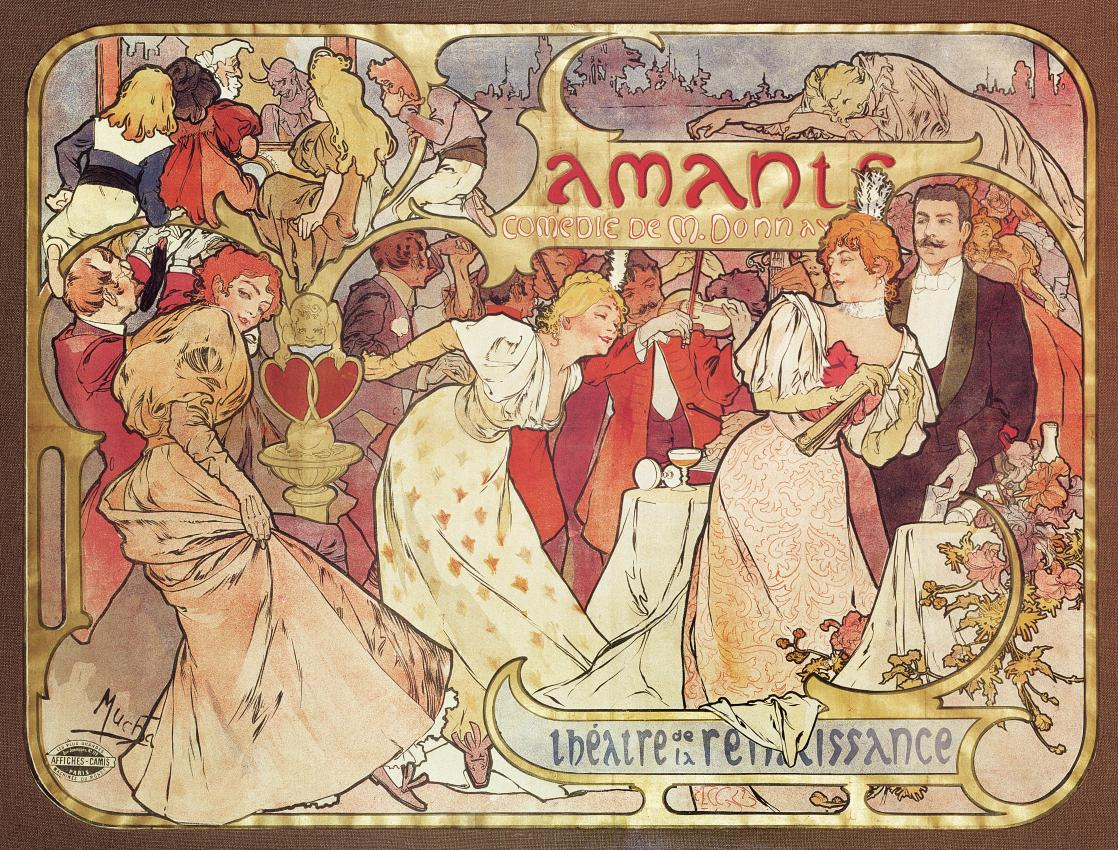
チョコレート・マッソンのカレンダー『恋人たち』(1895)
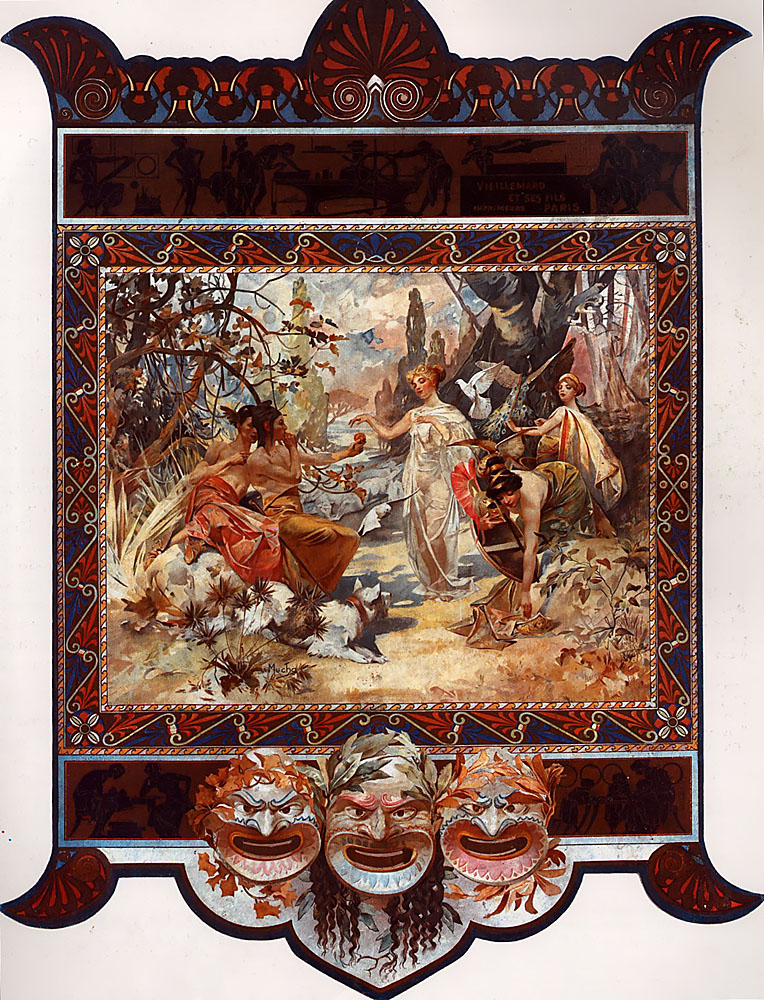
ヴィーユマール印刷所の万年カレンダー『パリスの審判』(1895)
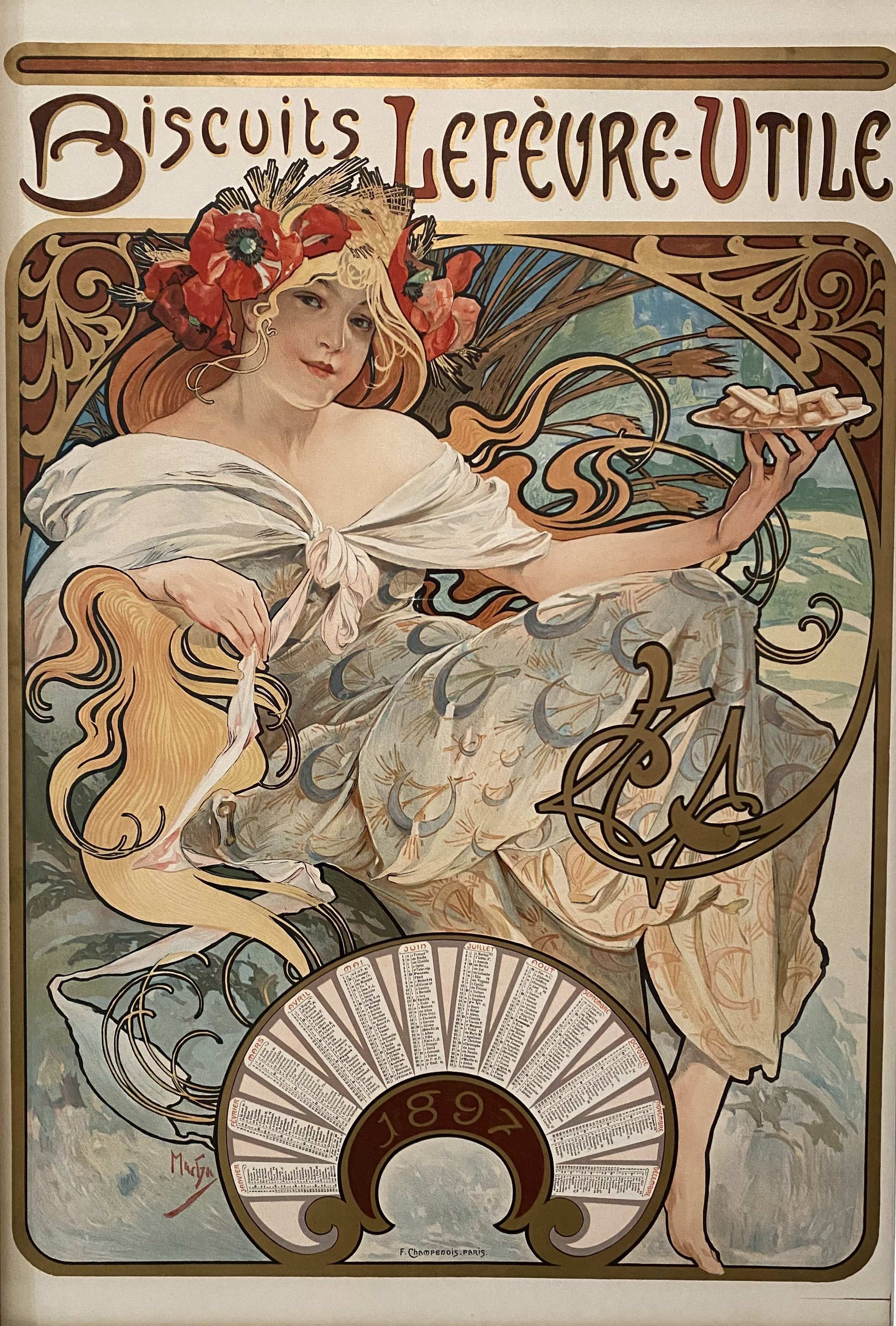
ルフェーヴル・ユティル社のカレンダー『ビスケット・シャンパン ルフェーブル＝ユティール』(1896)
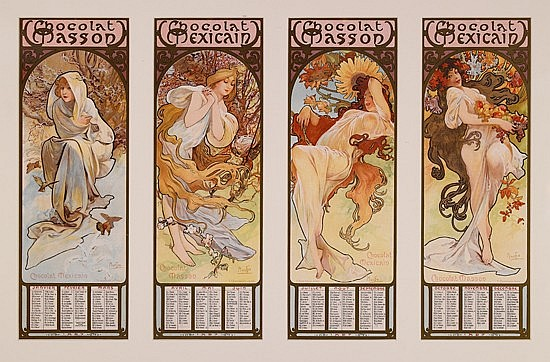
チョコレート・マッソンの販売促進用として1897年用に制作されたカレンダー『四季：春、夏、秋、冬』(1896年制作)
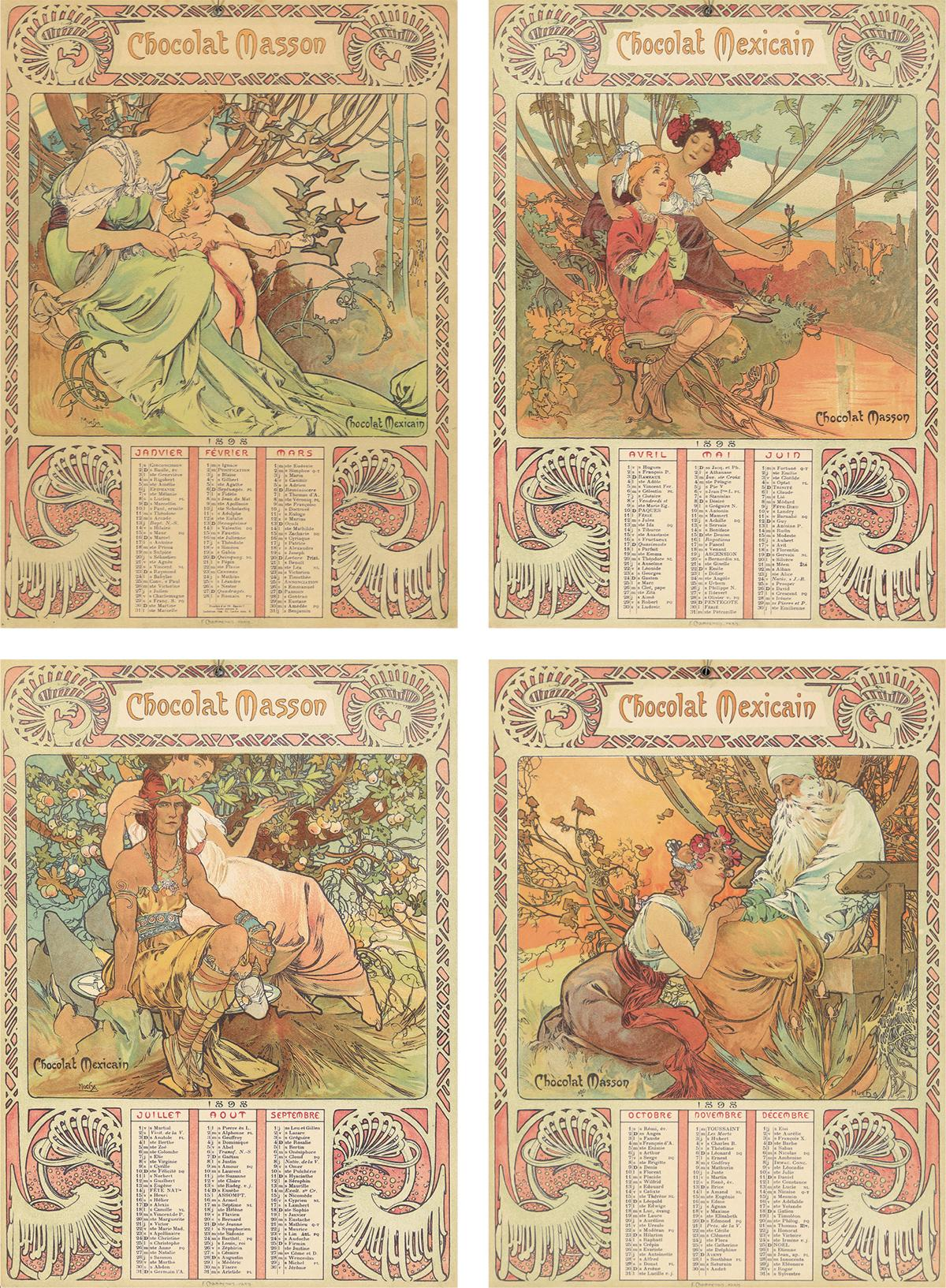
ショコラ・マッソンの1898年のカレンダー『人生の四つの時：幼年期、少年期、壮年期、老年期』(1897年制作)
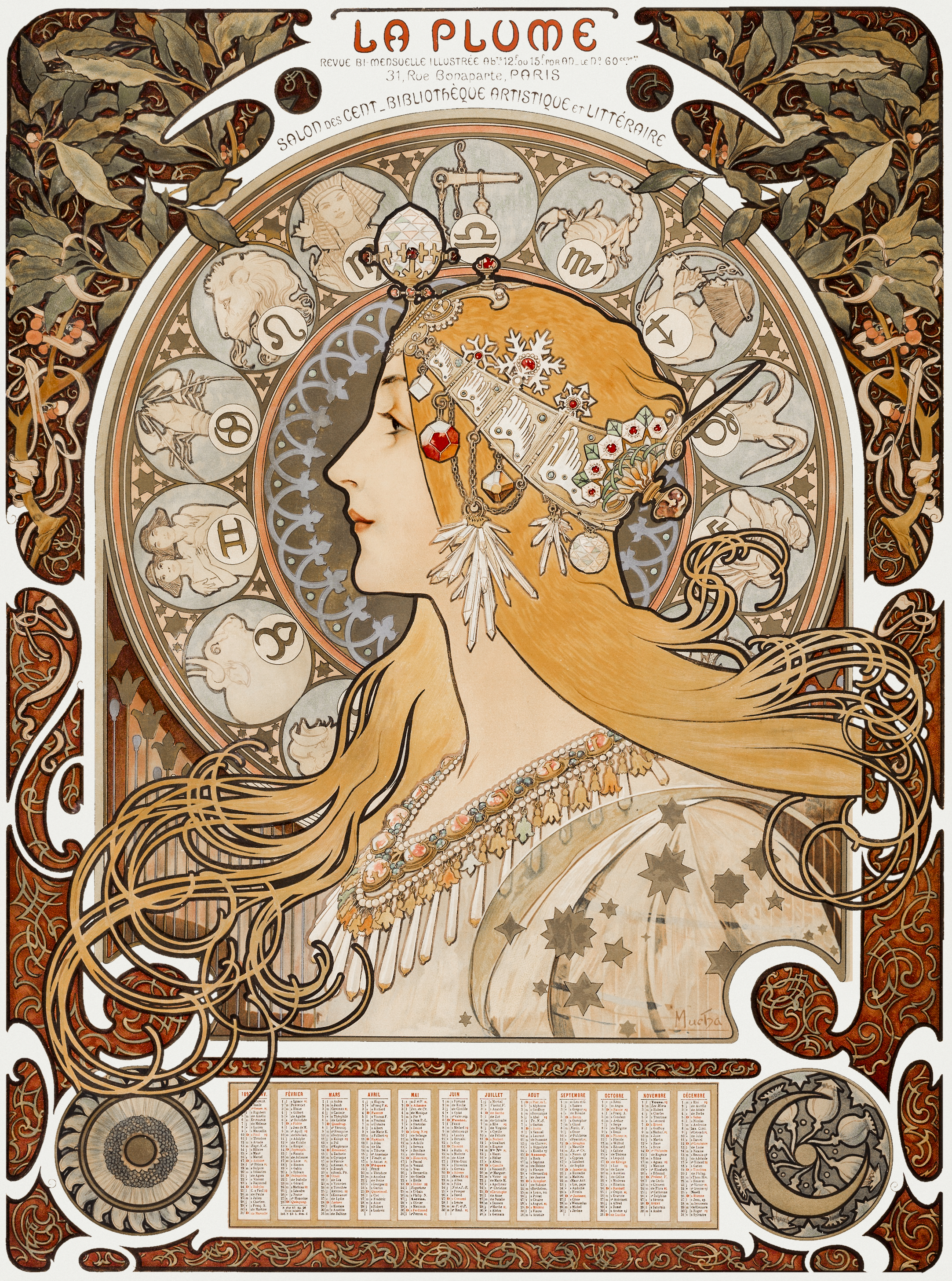
文芸誌「ラ・プリュム」の宣伝用として発行されたカレンダー『黄道十二宮』(1896-97)
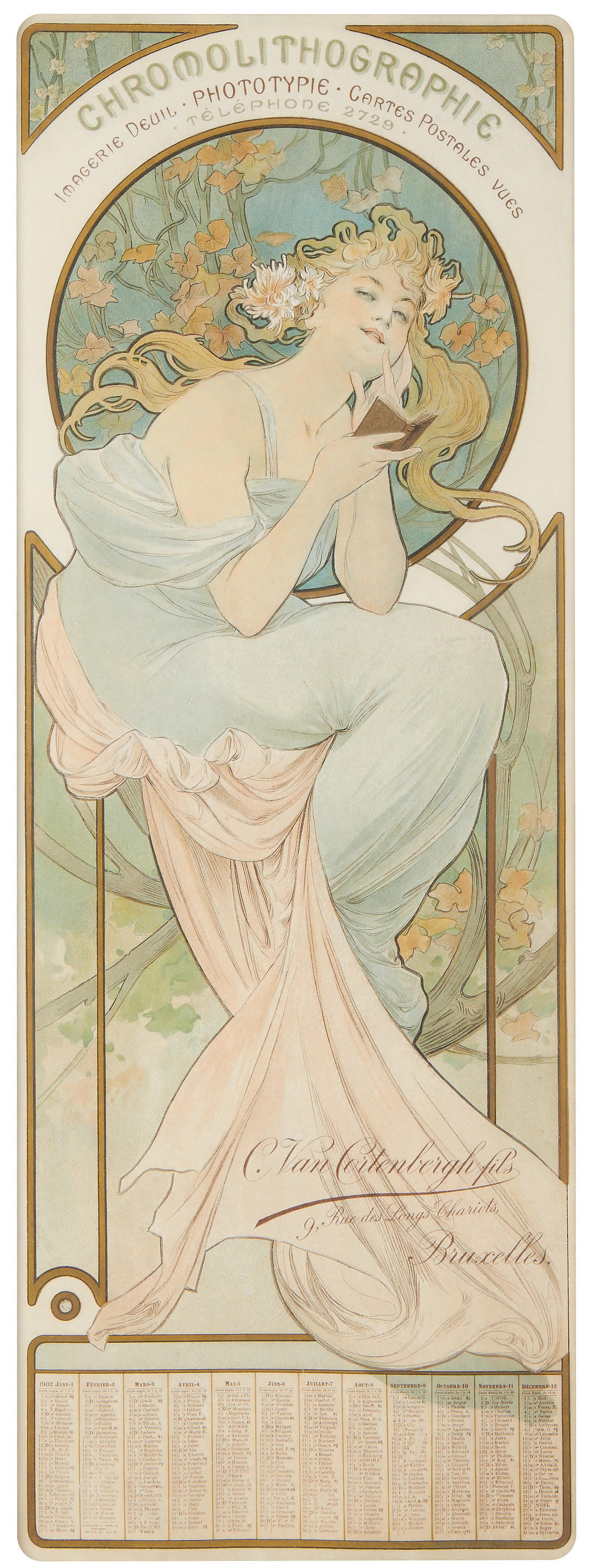
『クロモリトグラフ』(1902)

### 装飾デザイン集

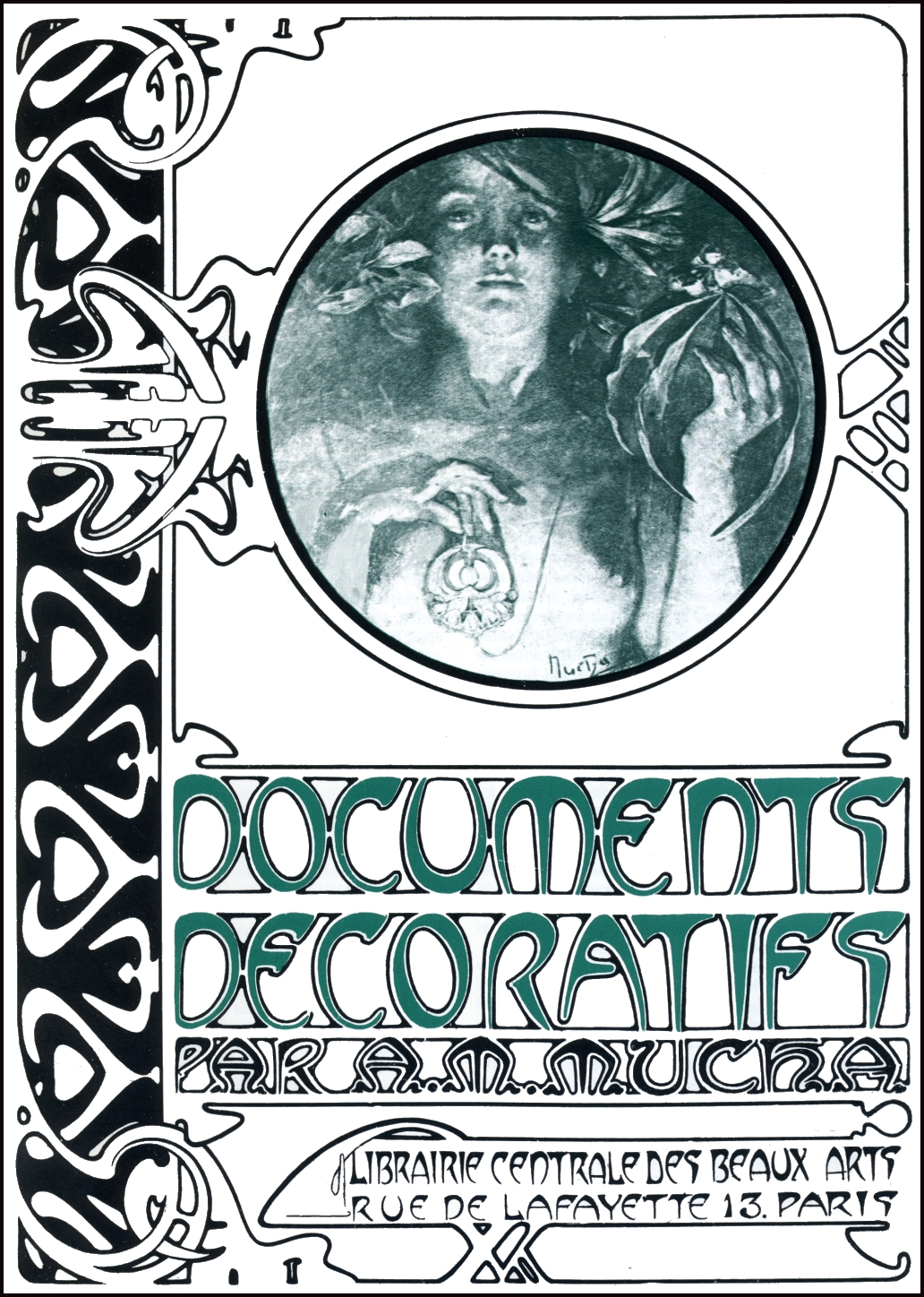
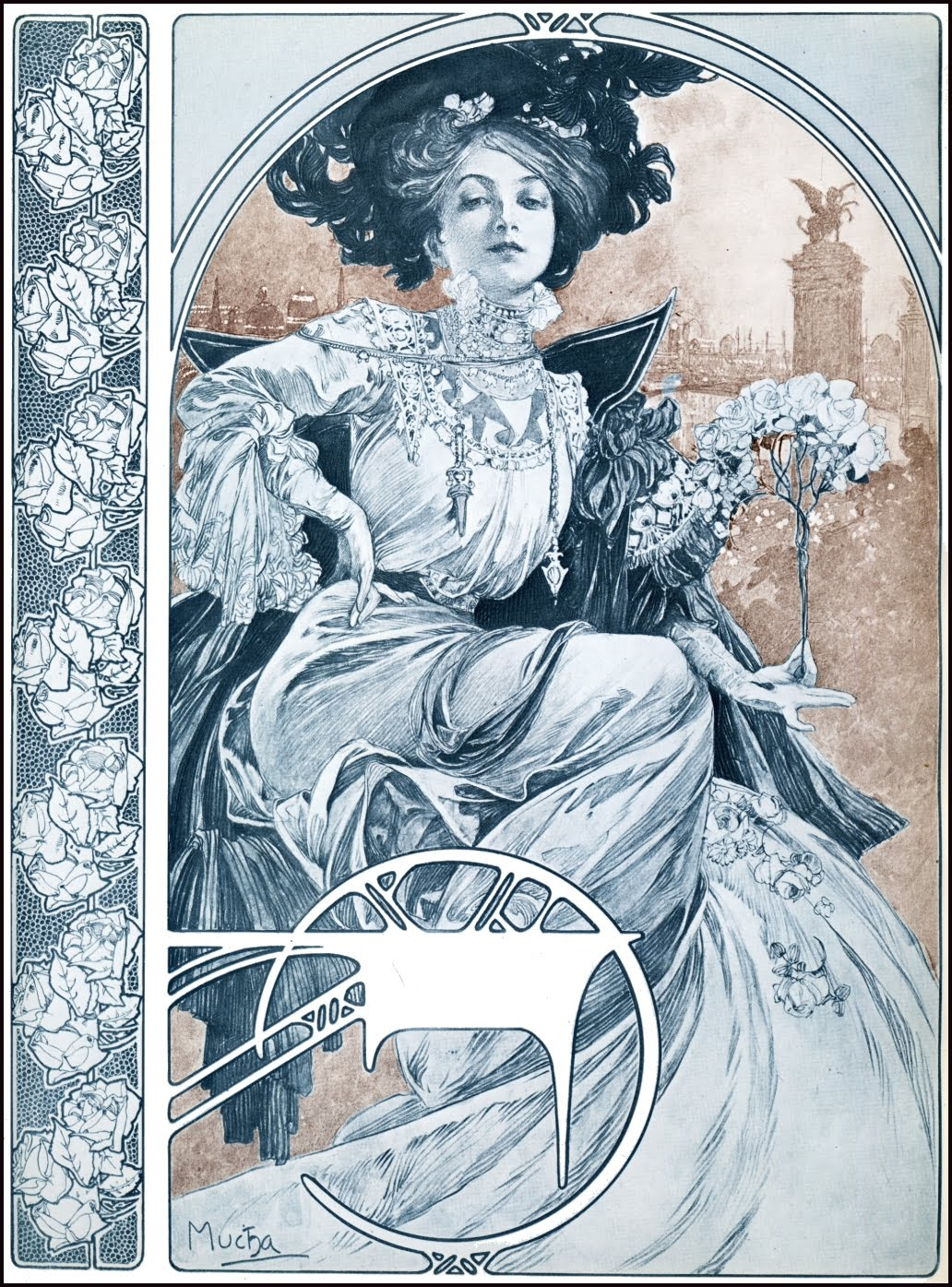
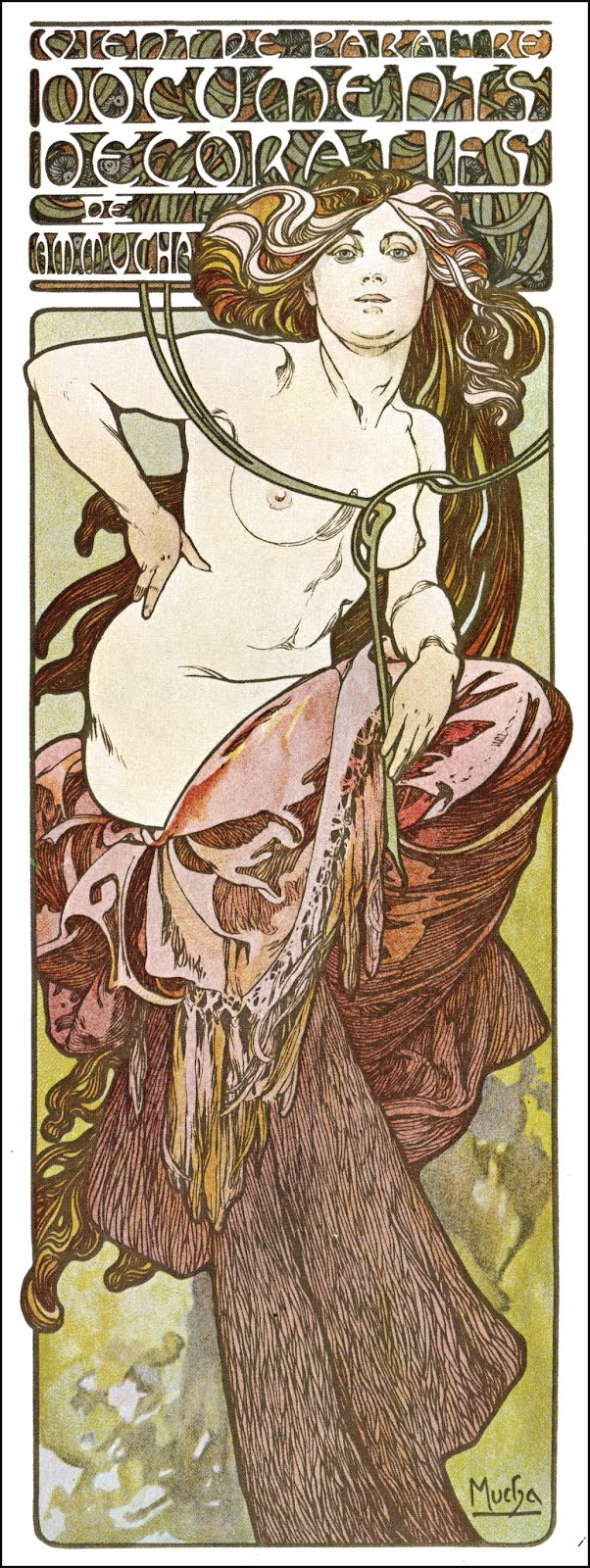
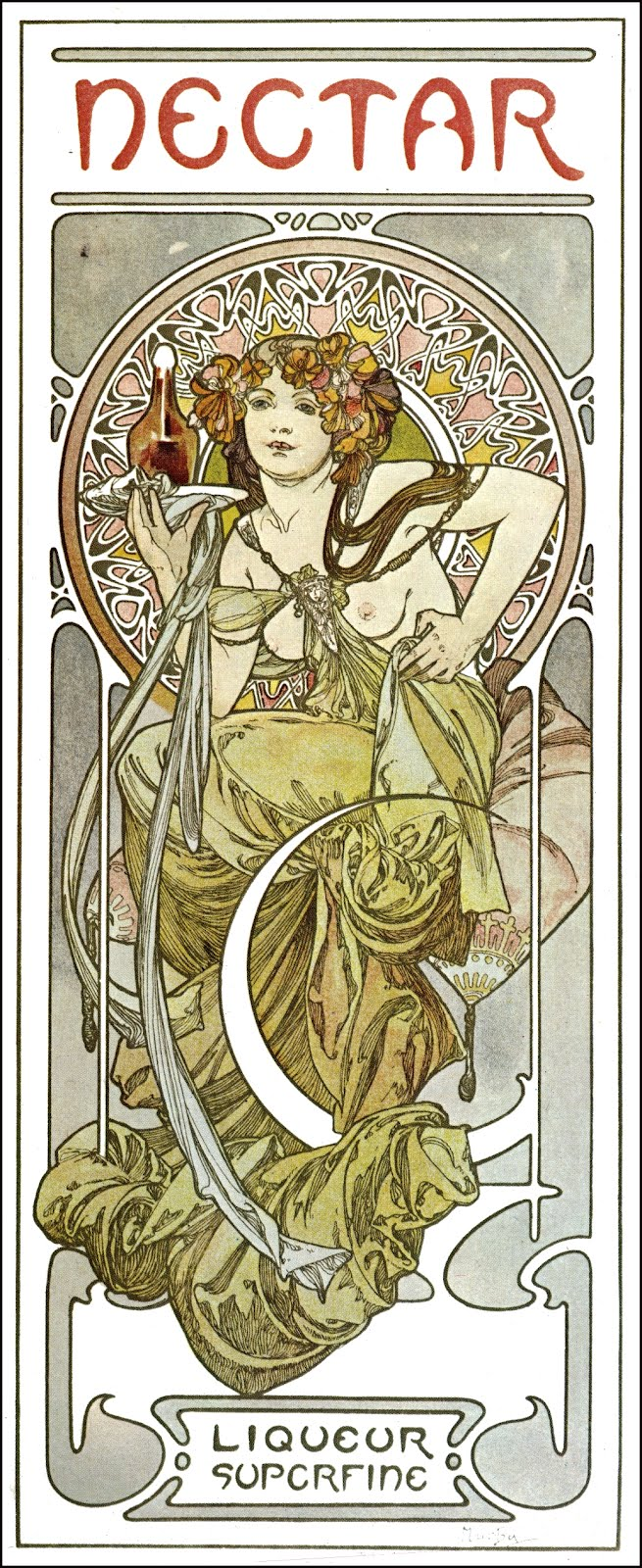
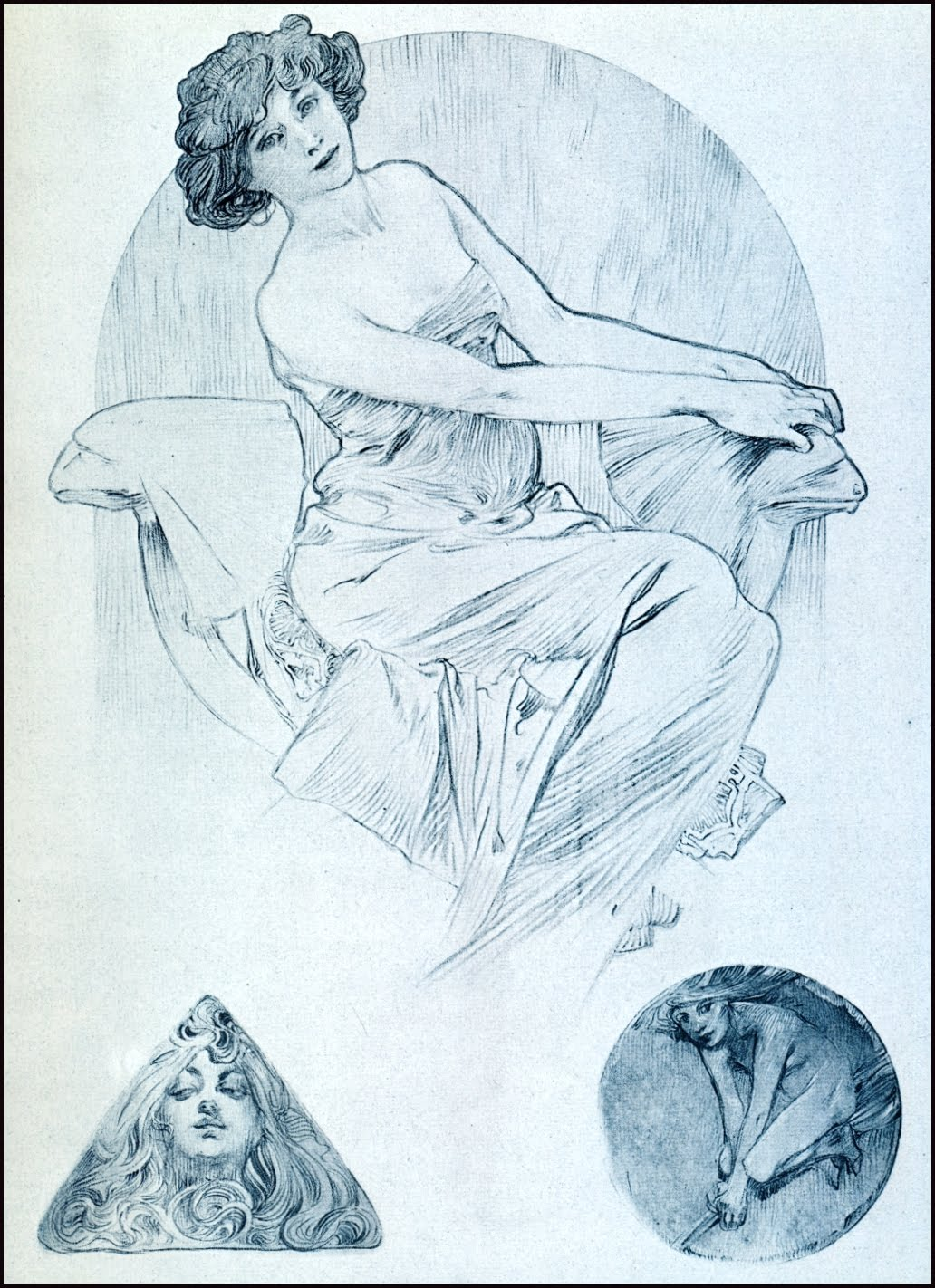
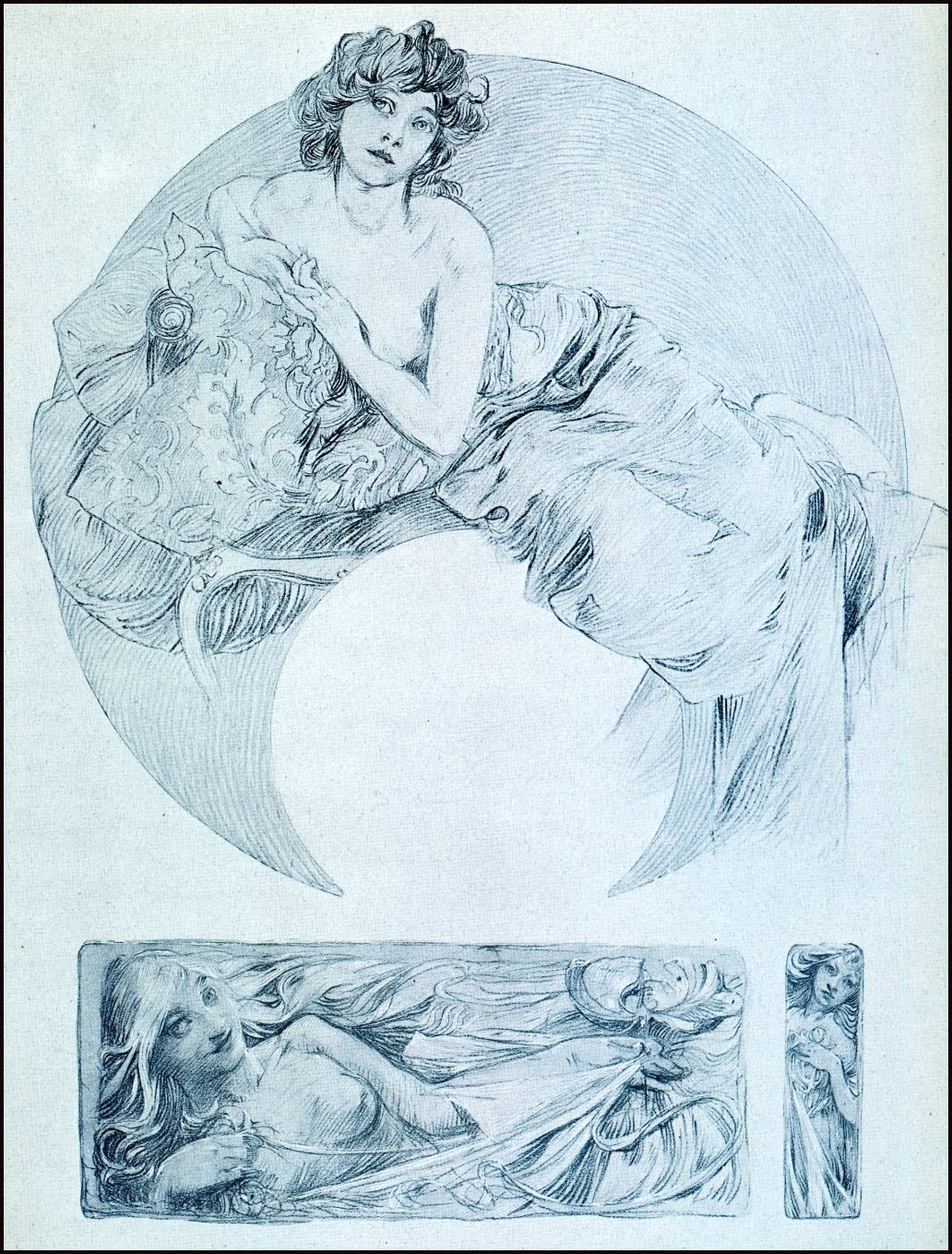
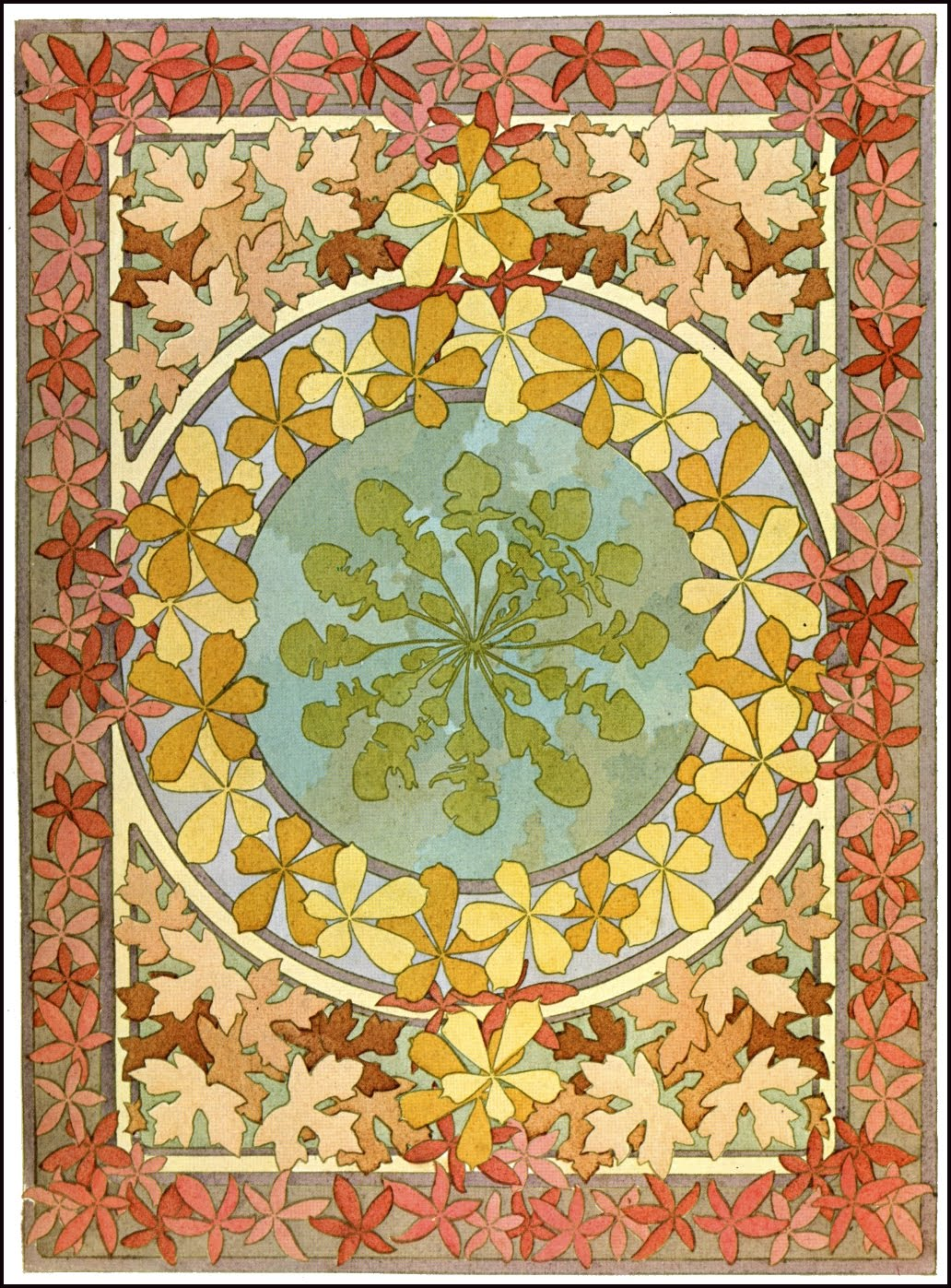
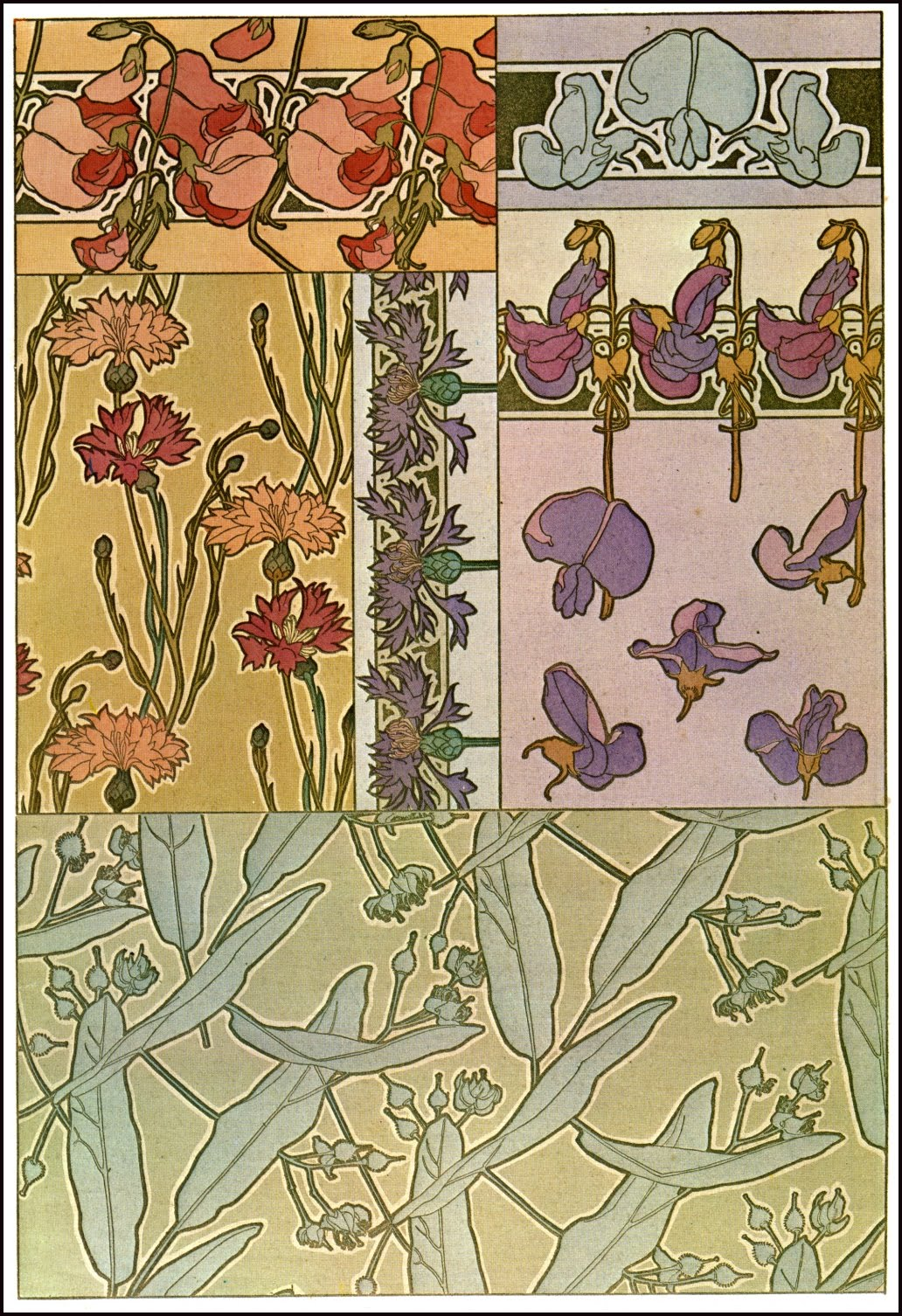
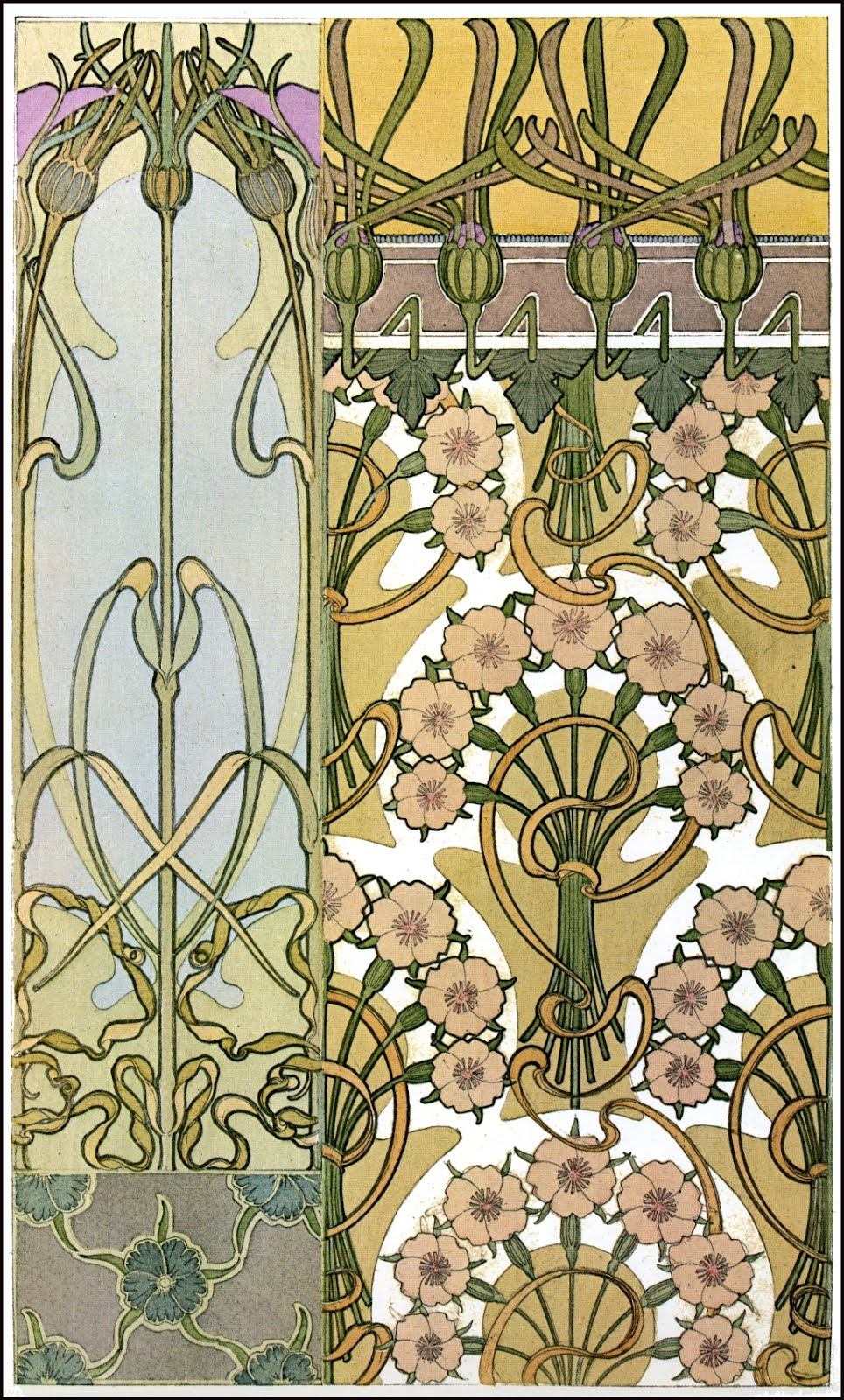
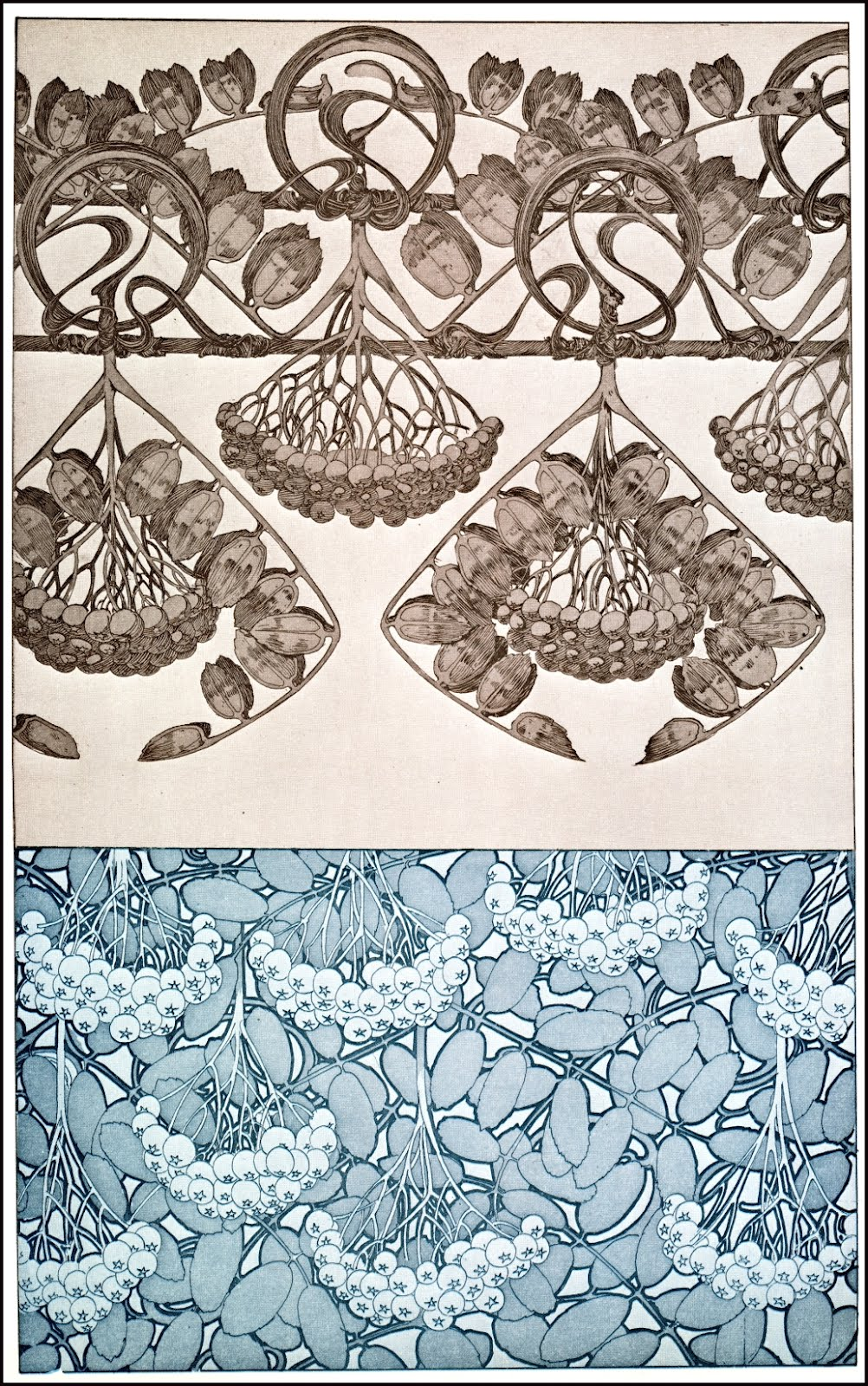
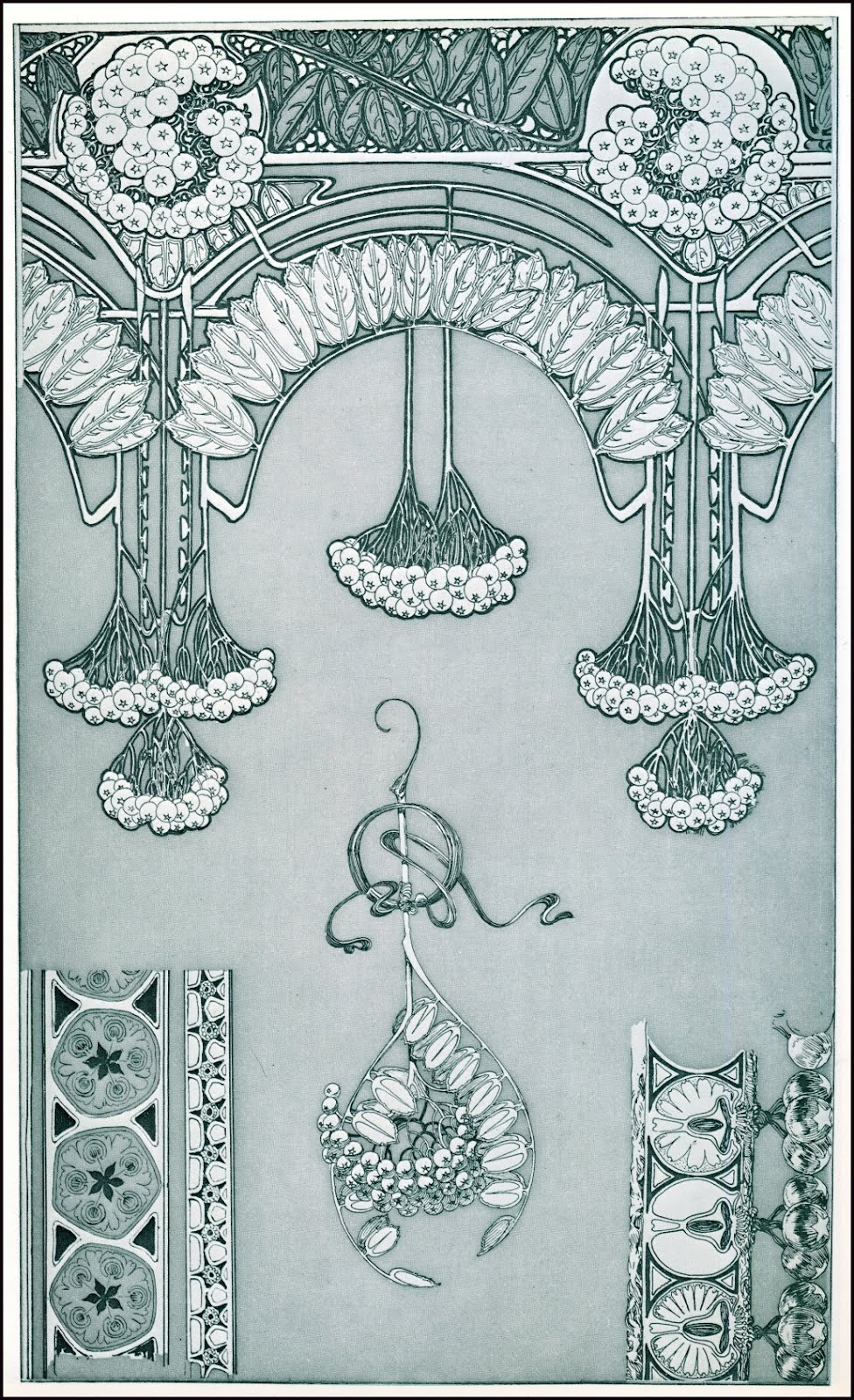
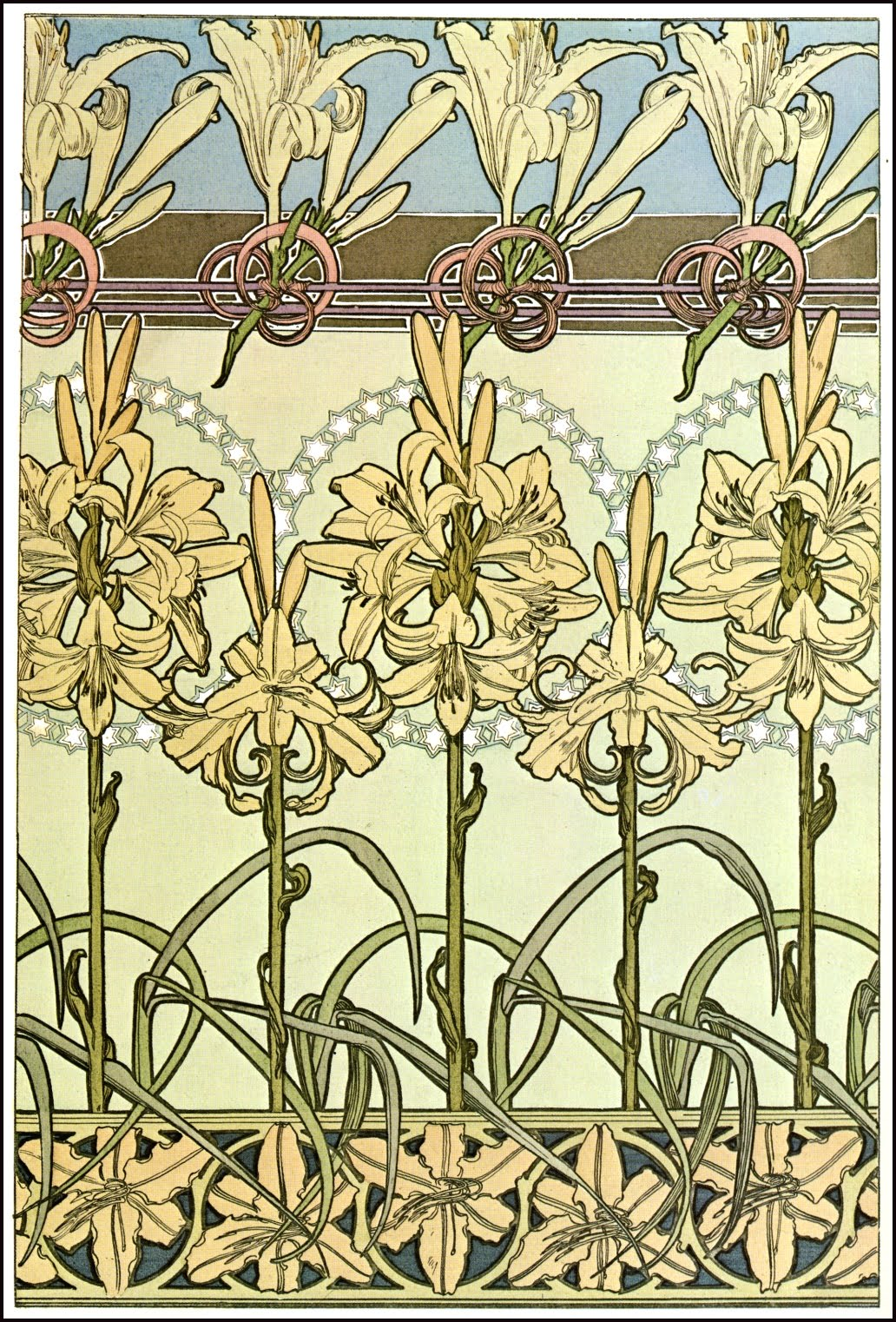
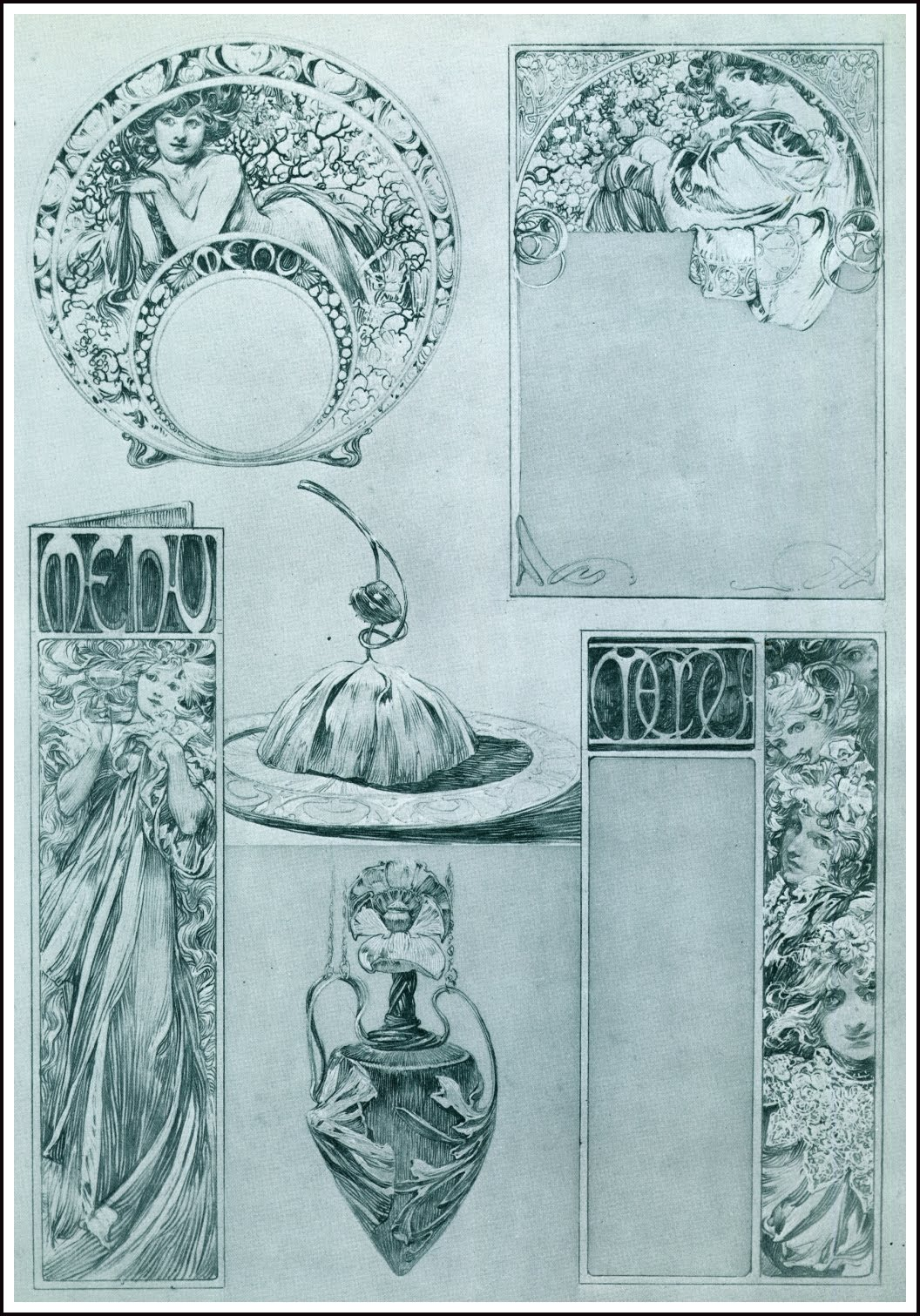
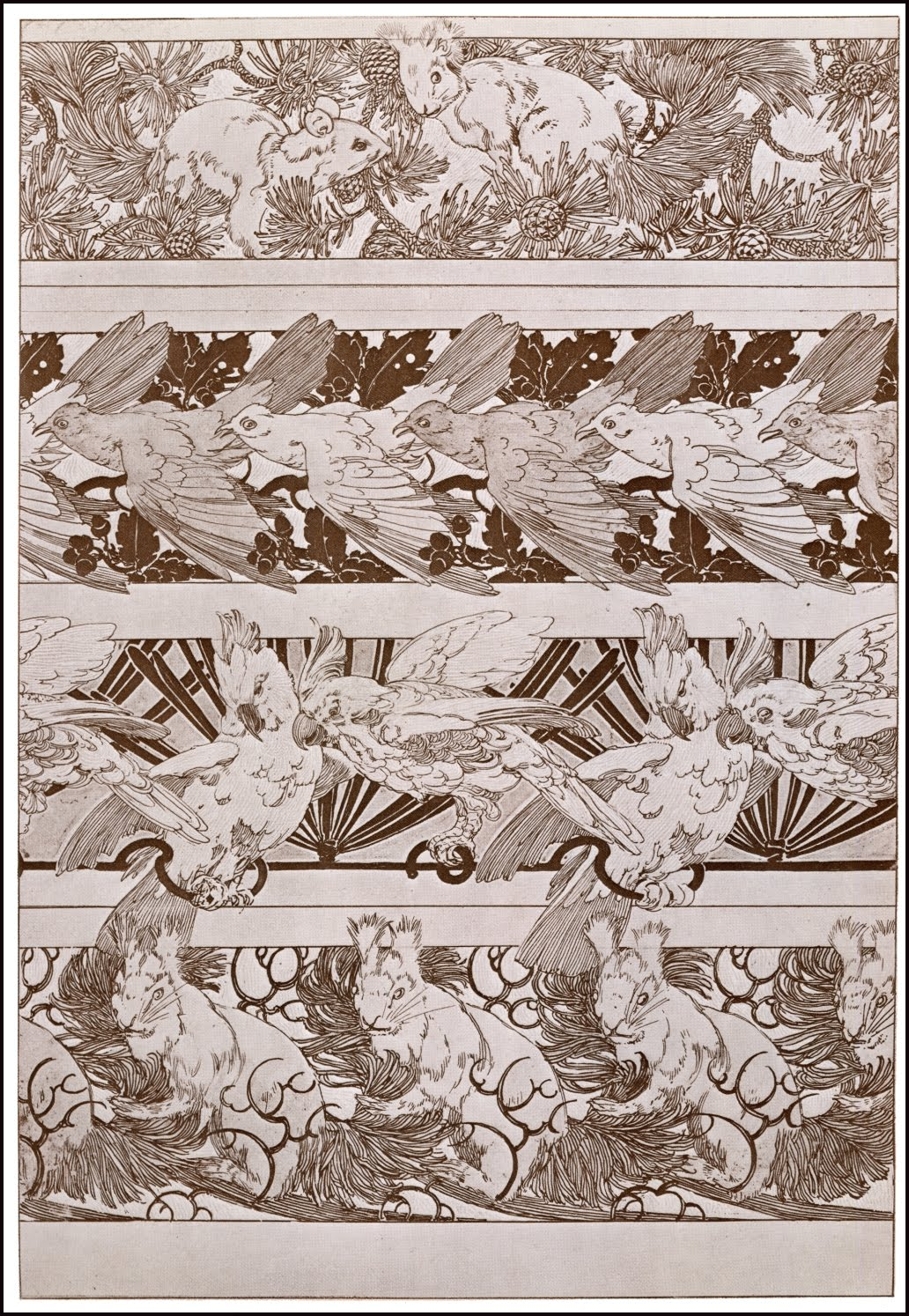
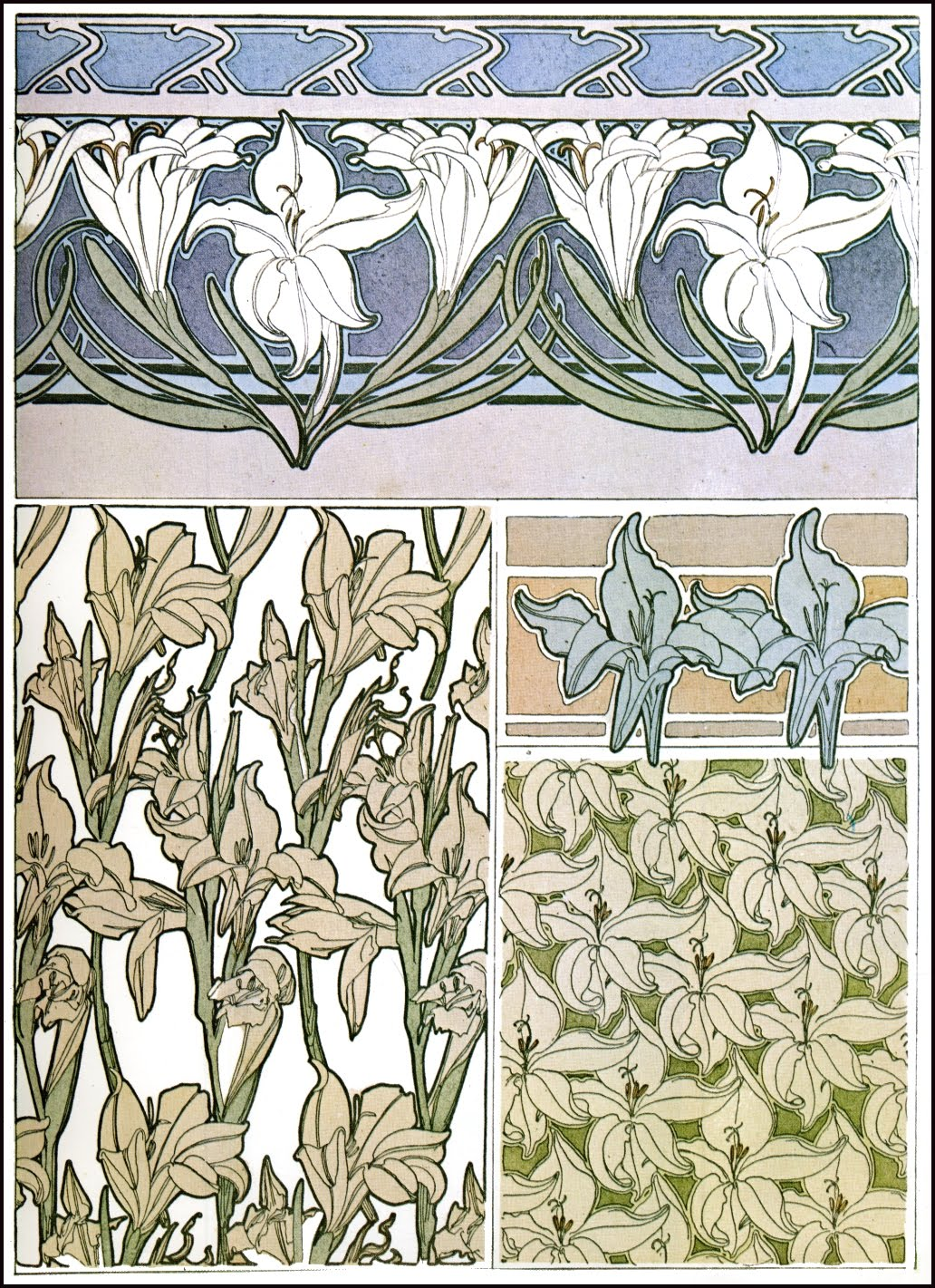
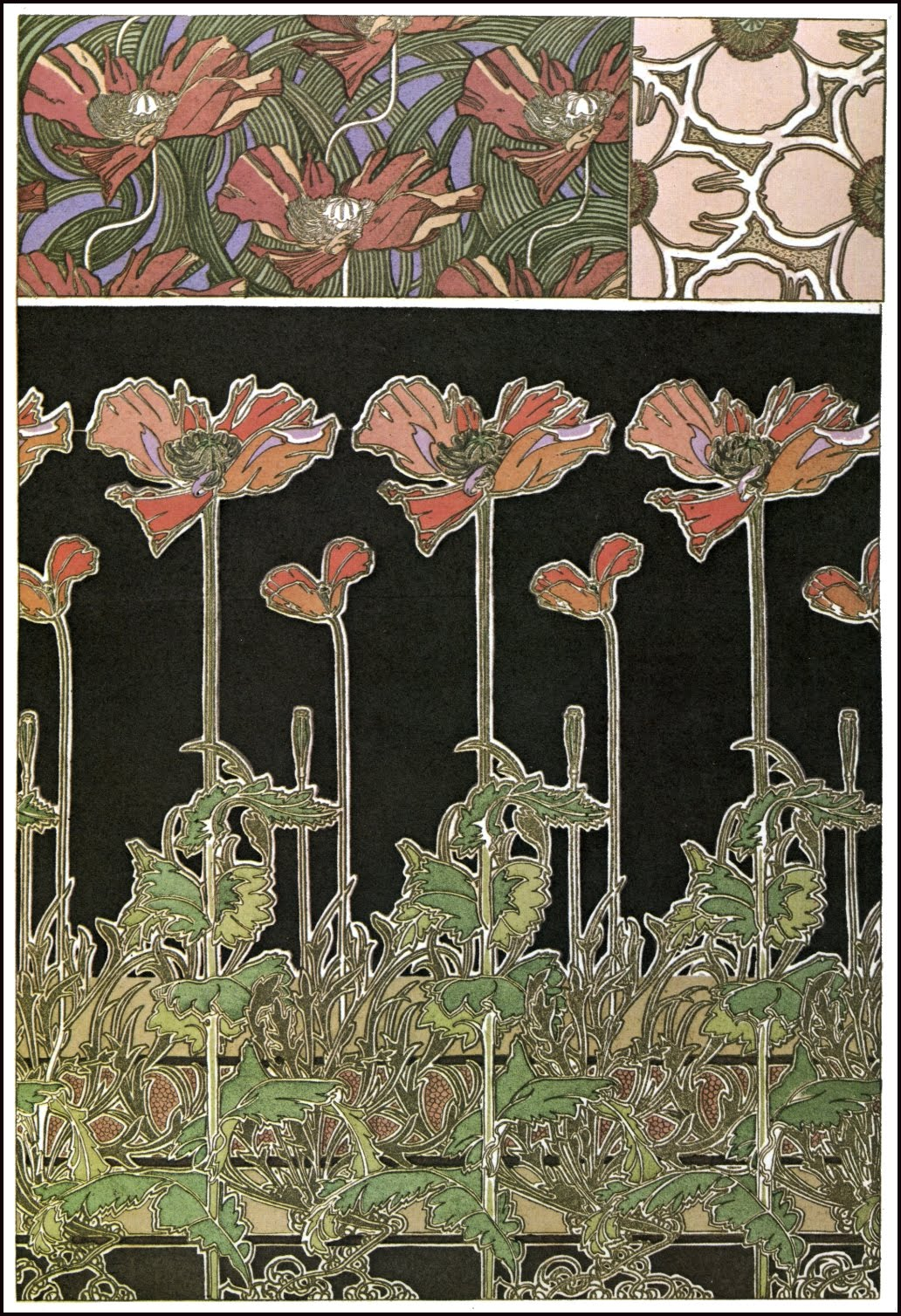
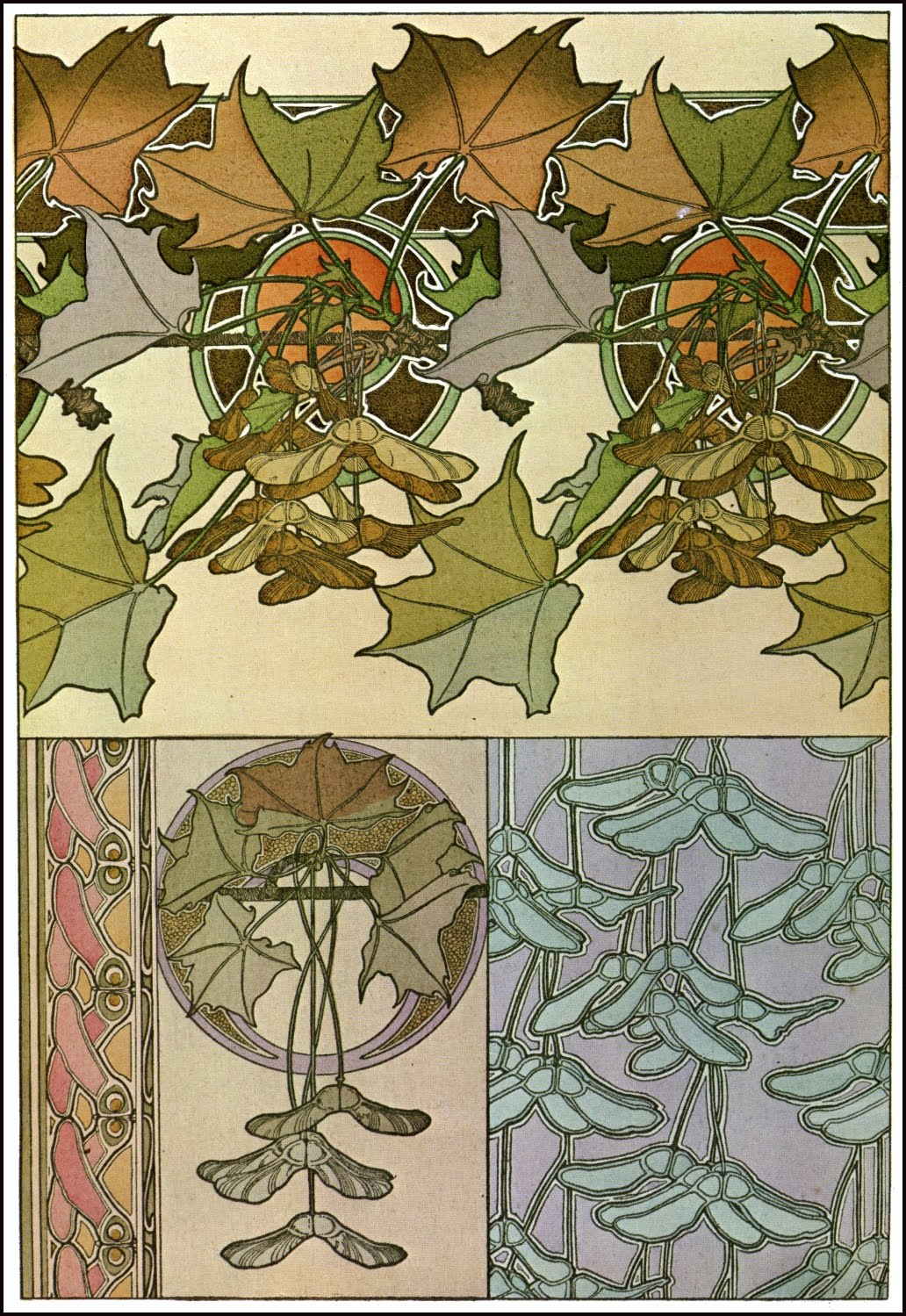
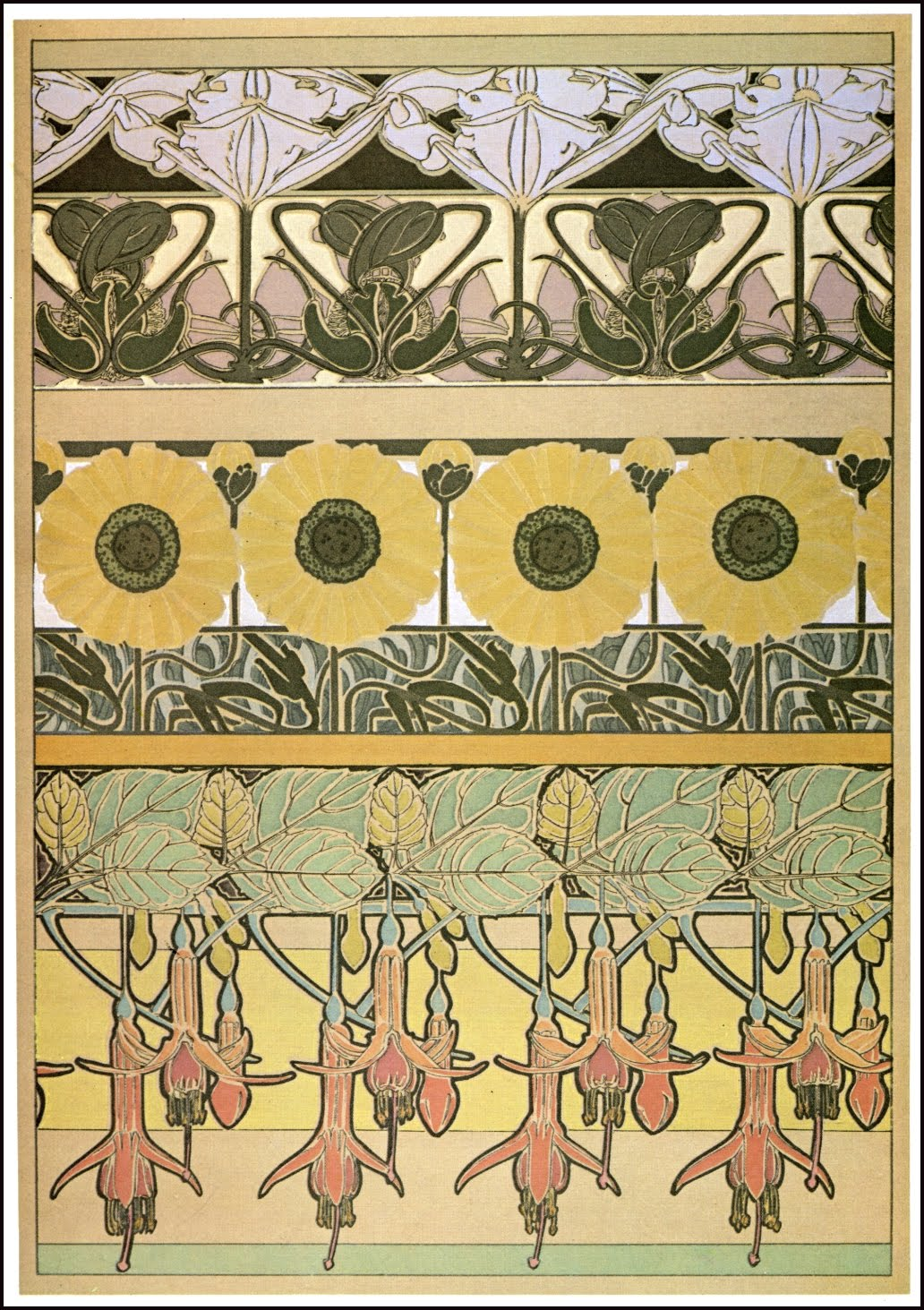
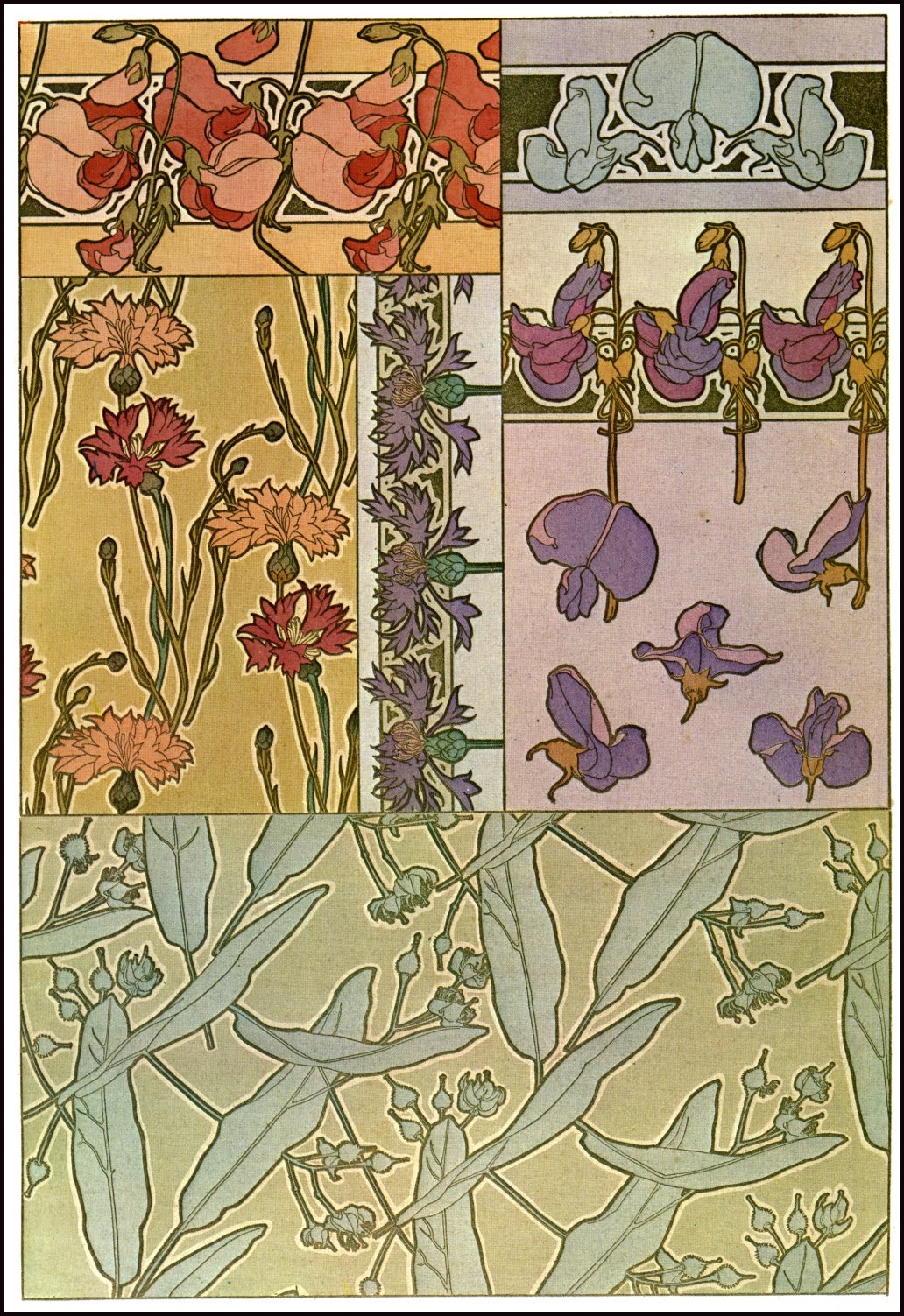
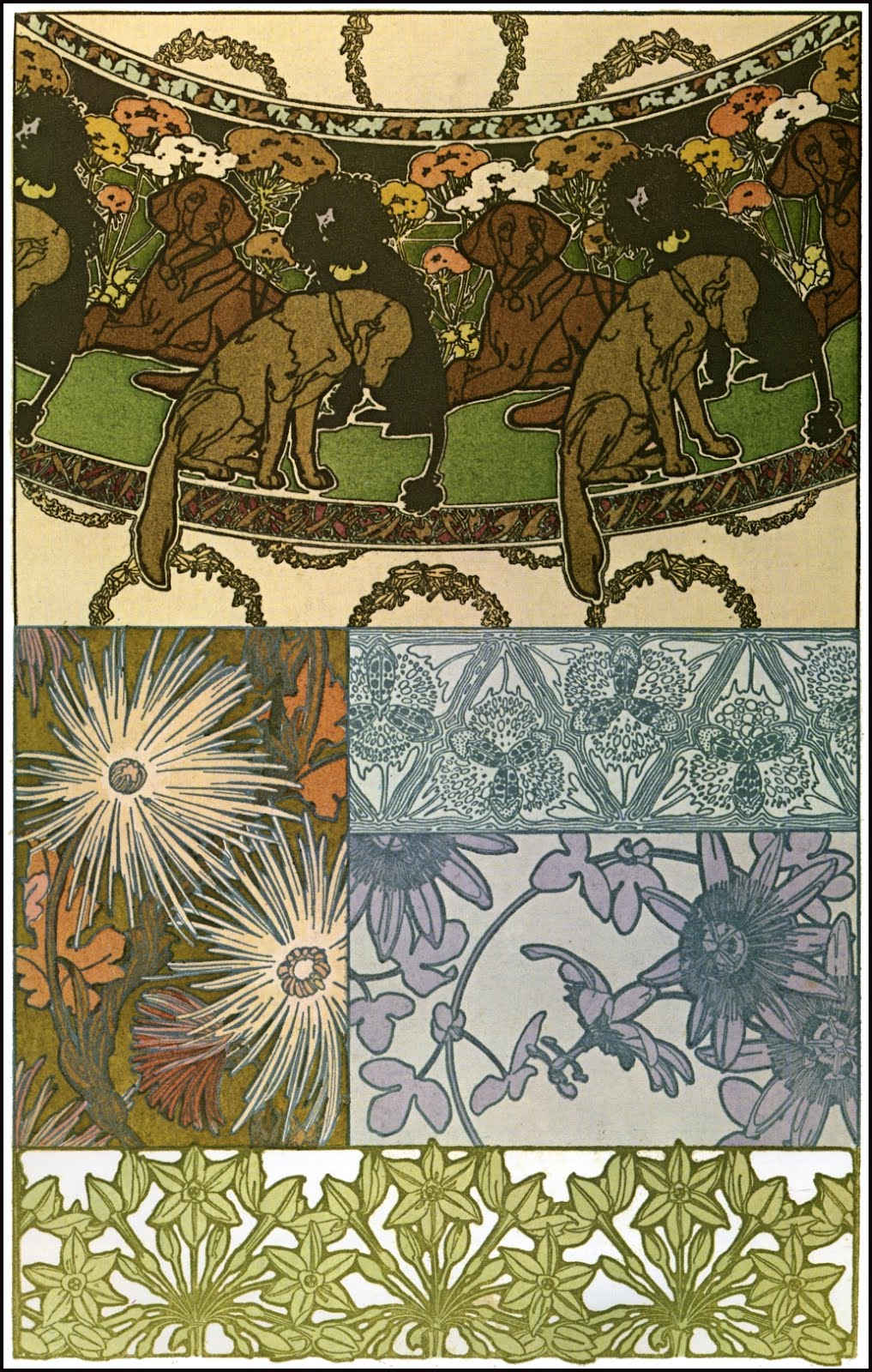
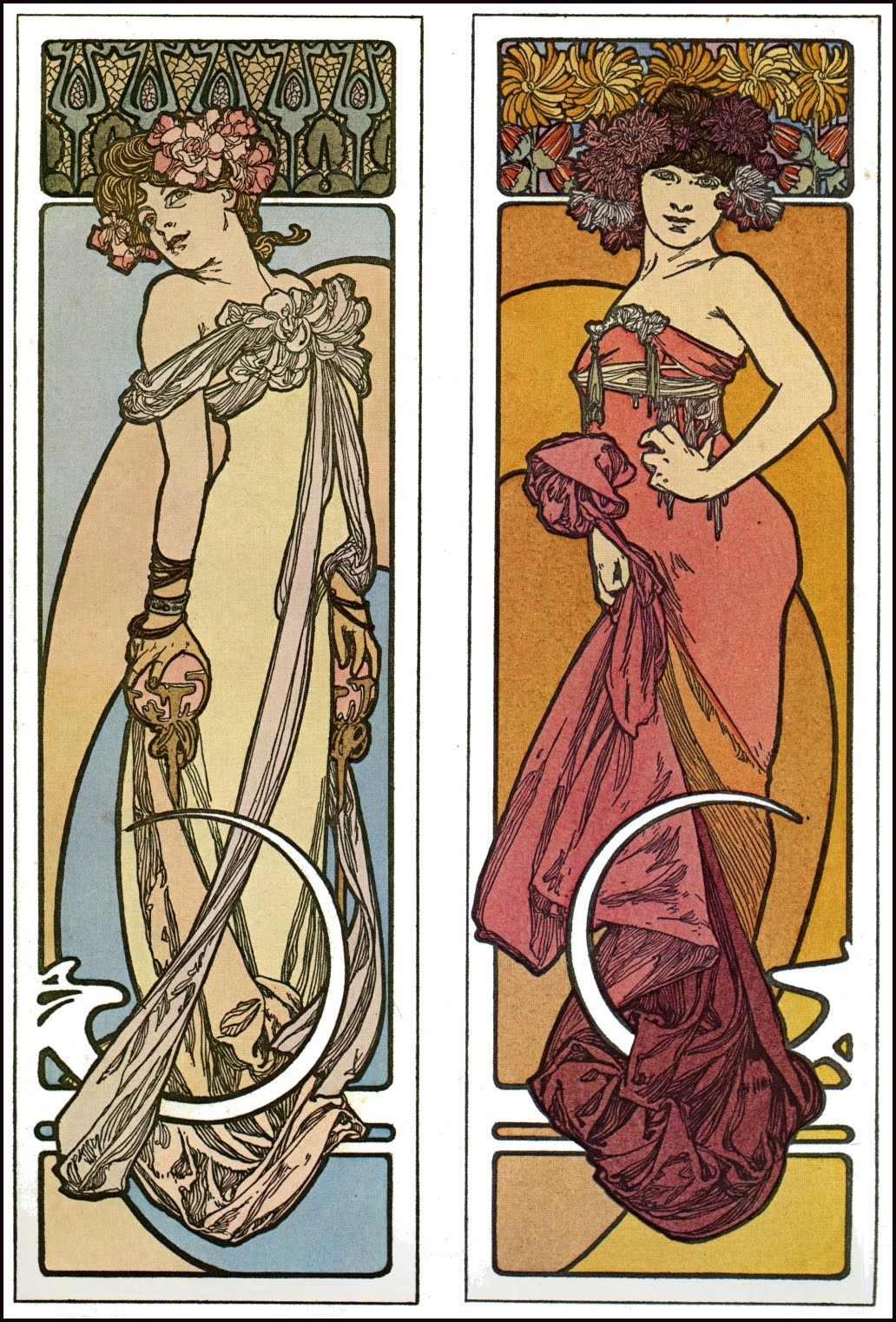
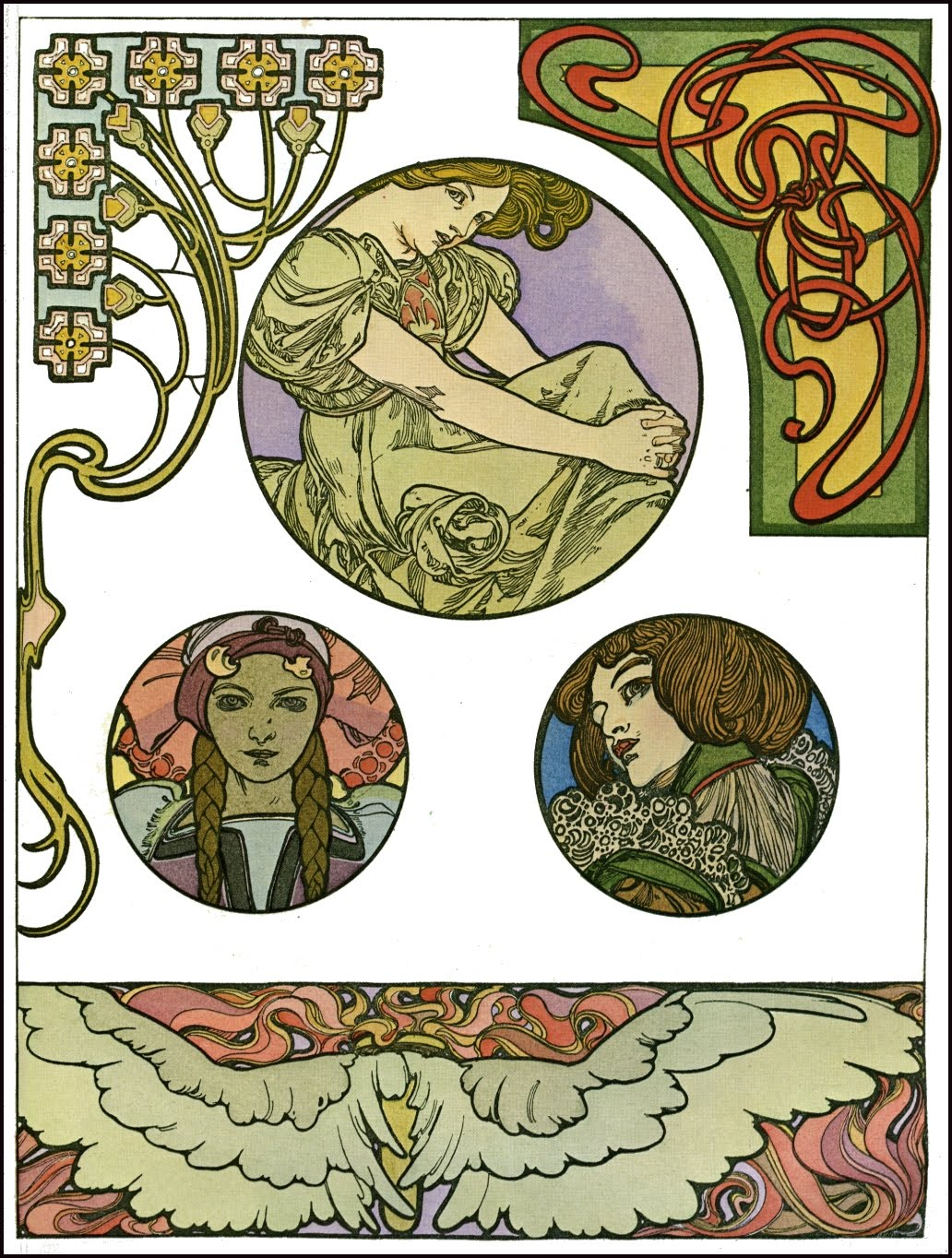
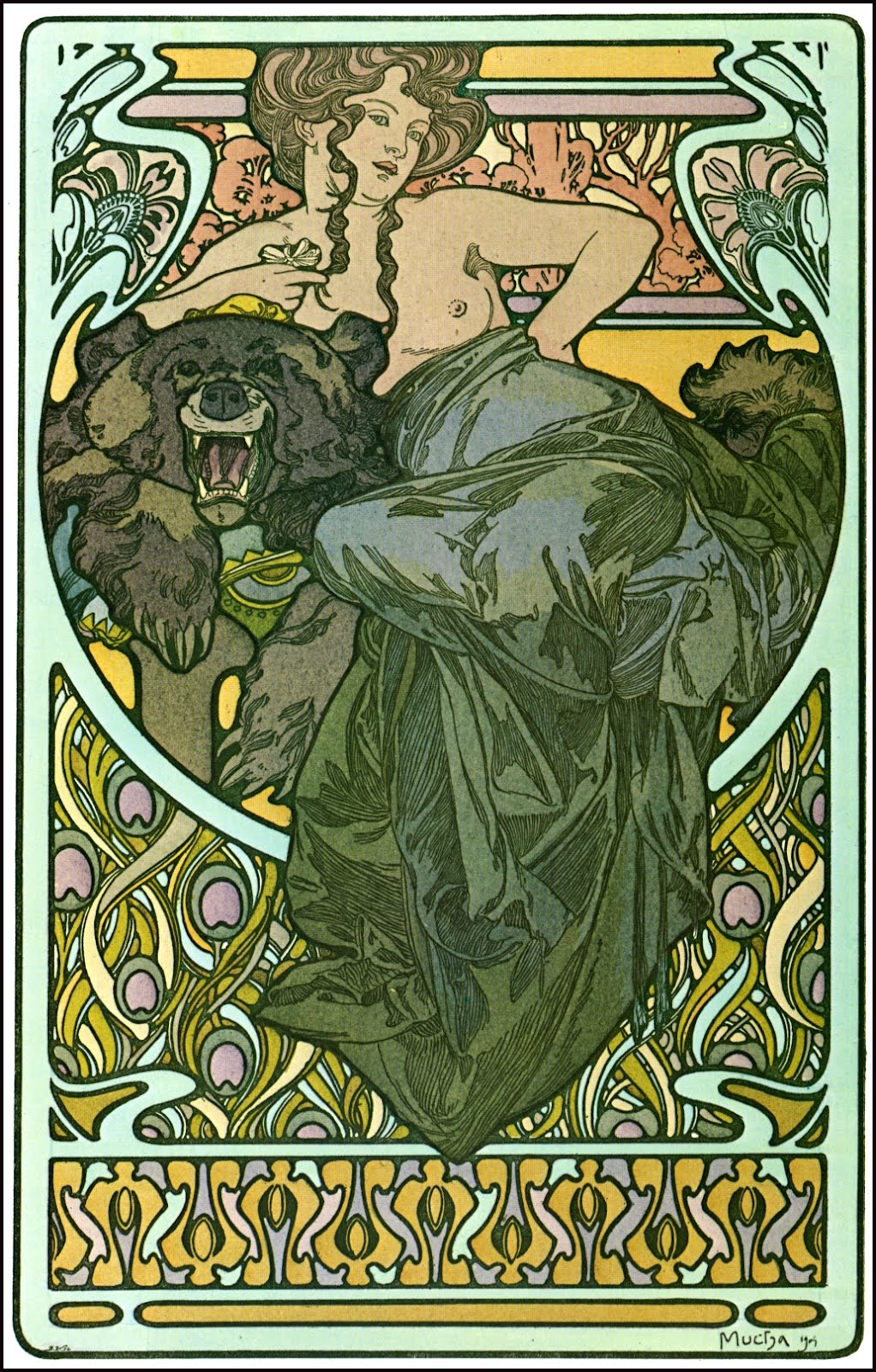
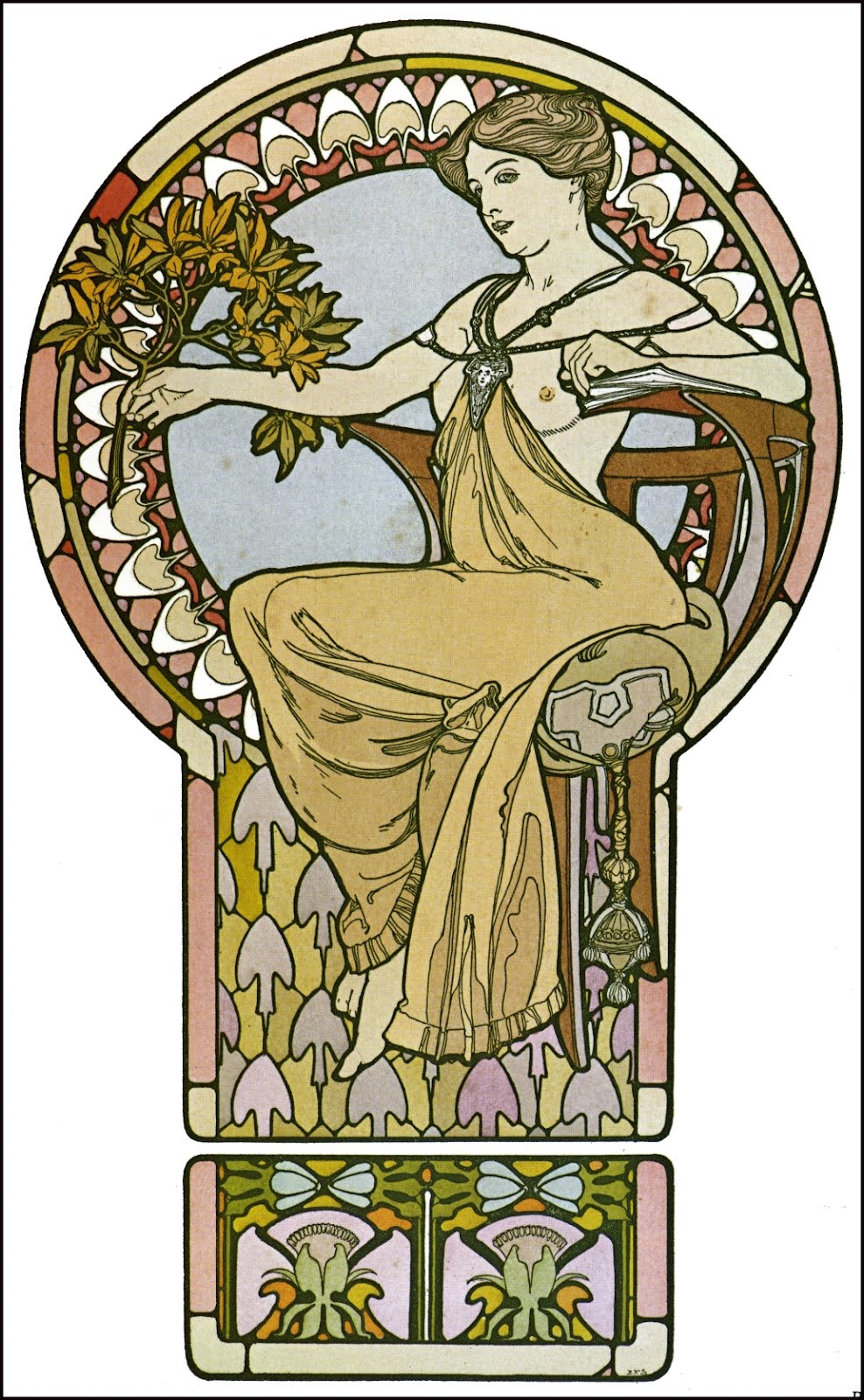

『装飾資料集』『装飾人物集』(1901)、『装飾図案集』(1900)の3種類で構成されている。

### パッケージデザイン

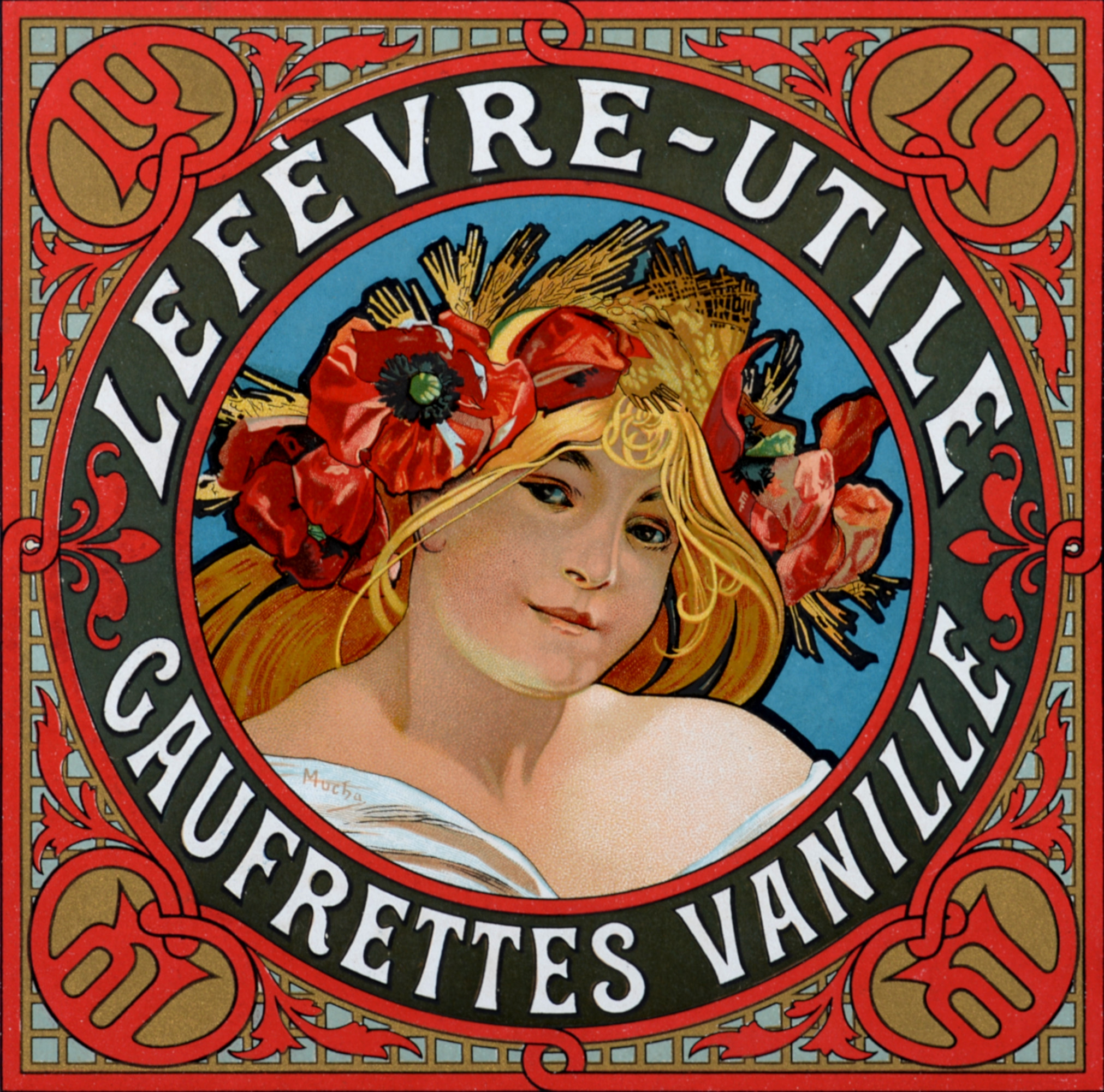
製菓会社ルフェーヴル＝ユティルの箱ラベル『ゴーフレット・ラベル：ルフェーヴル＝ユティル』(1898)
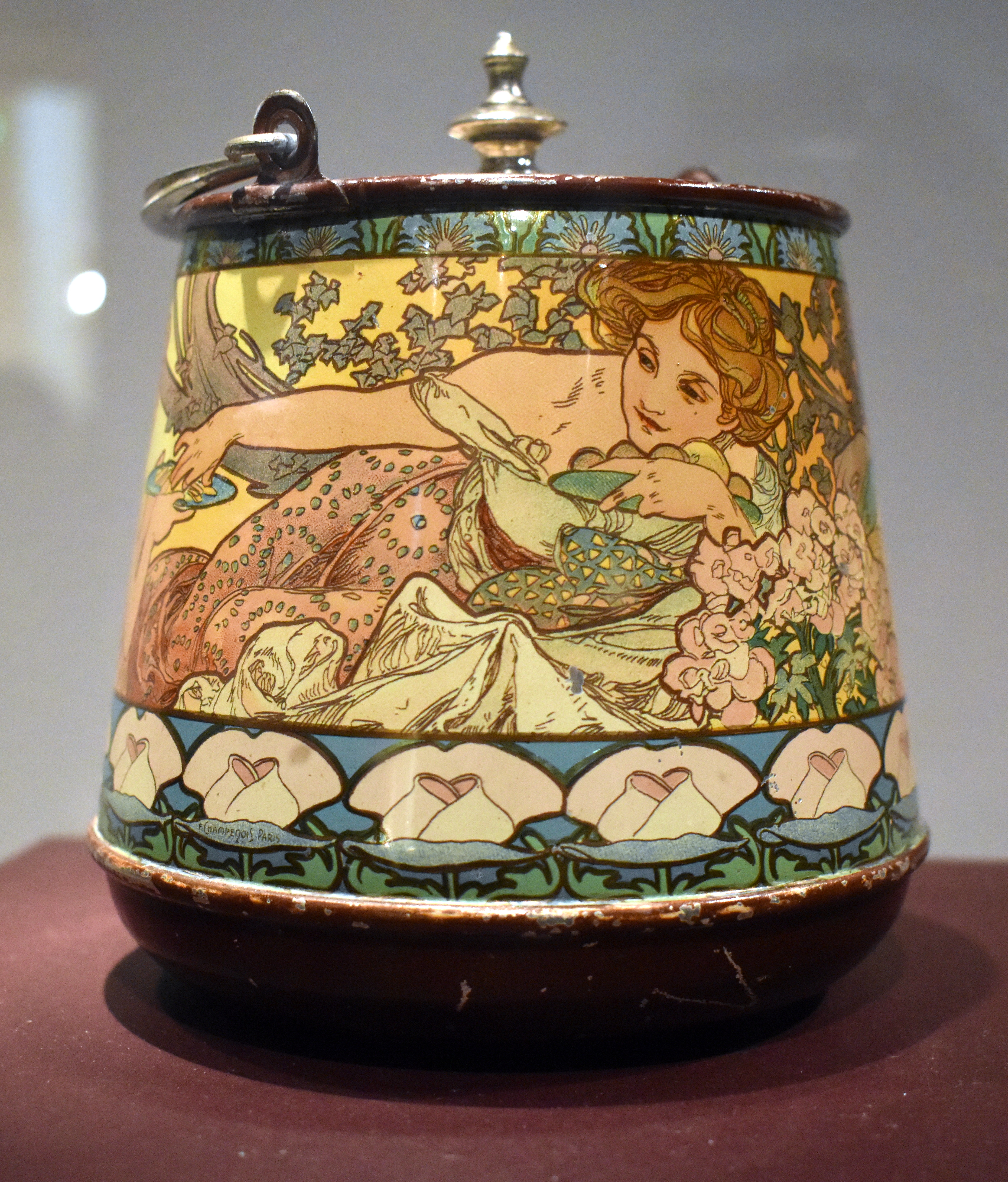
ビスケット製造会社のル・フェーヴル・ユティール社のブリキ缶(1899)
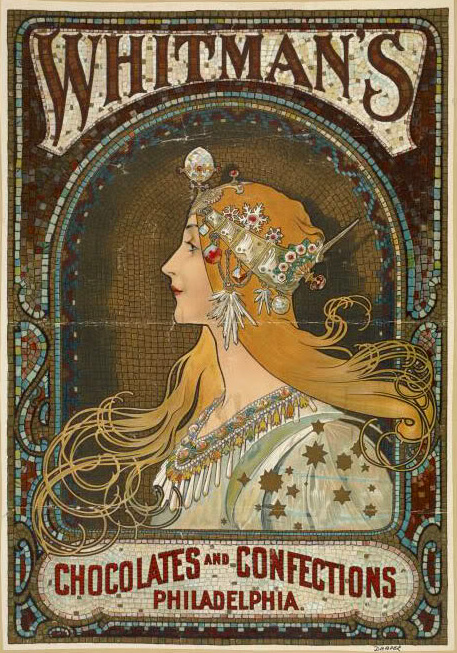
ホイットマン社のチョコレート缶容器パッケージ画像(1900)
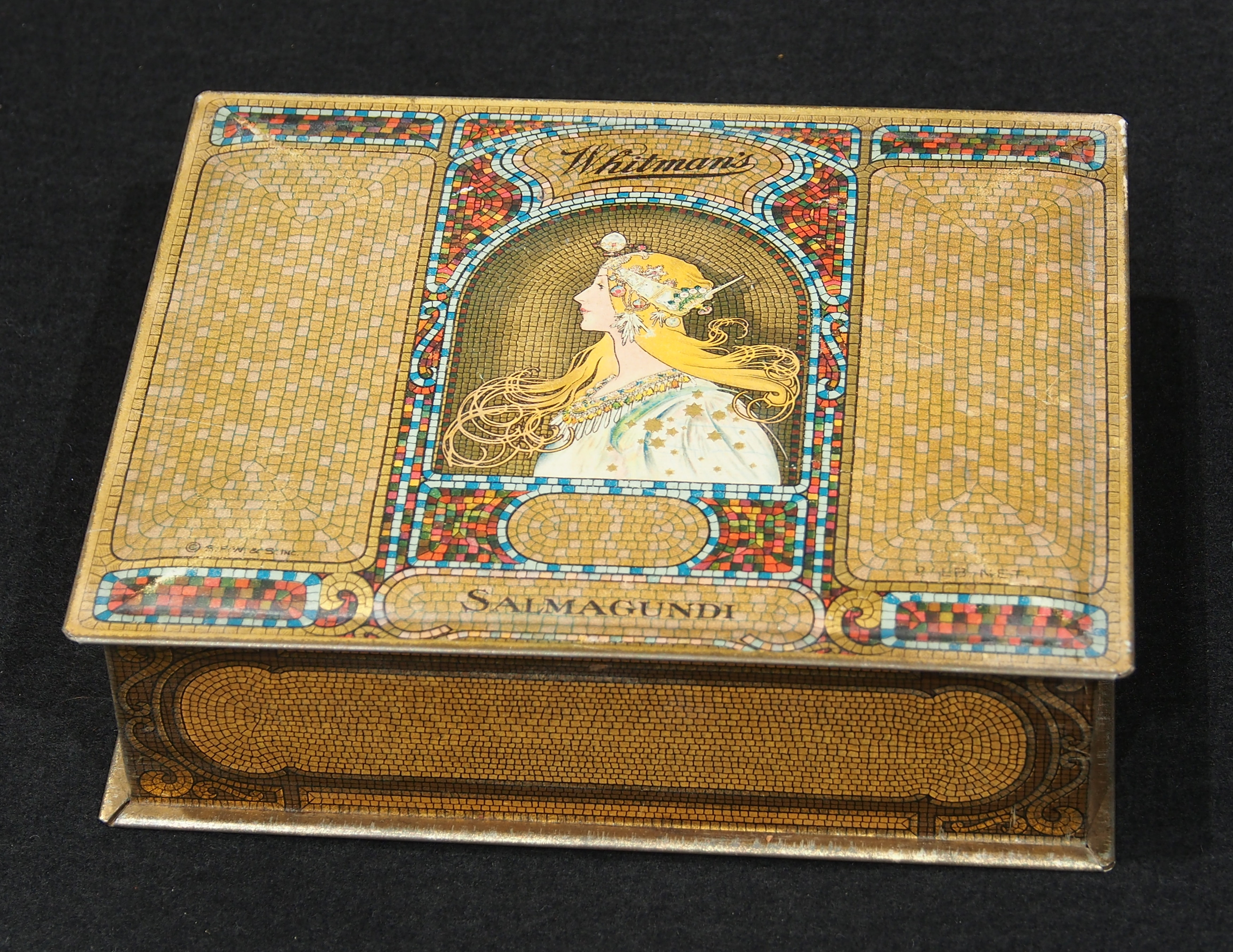
ホイットマン社のチョコレート缶容器 1(1900)
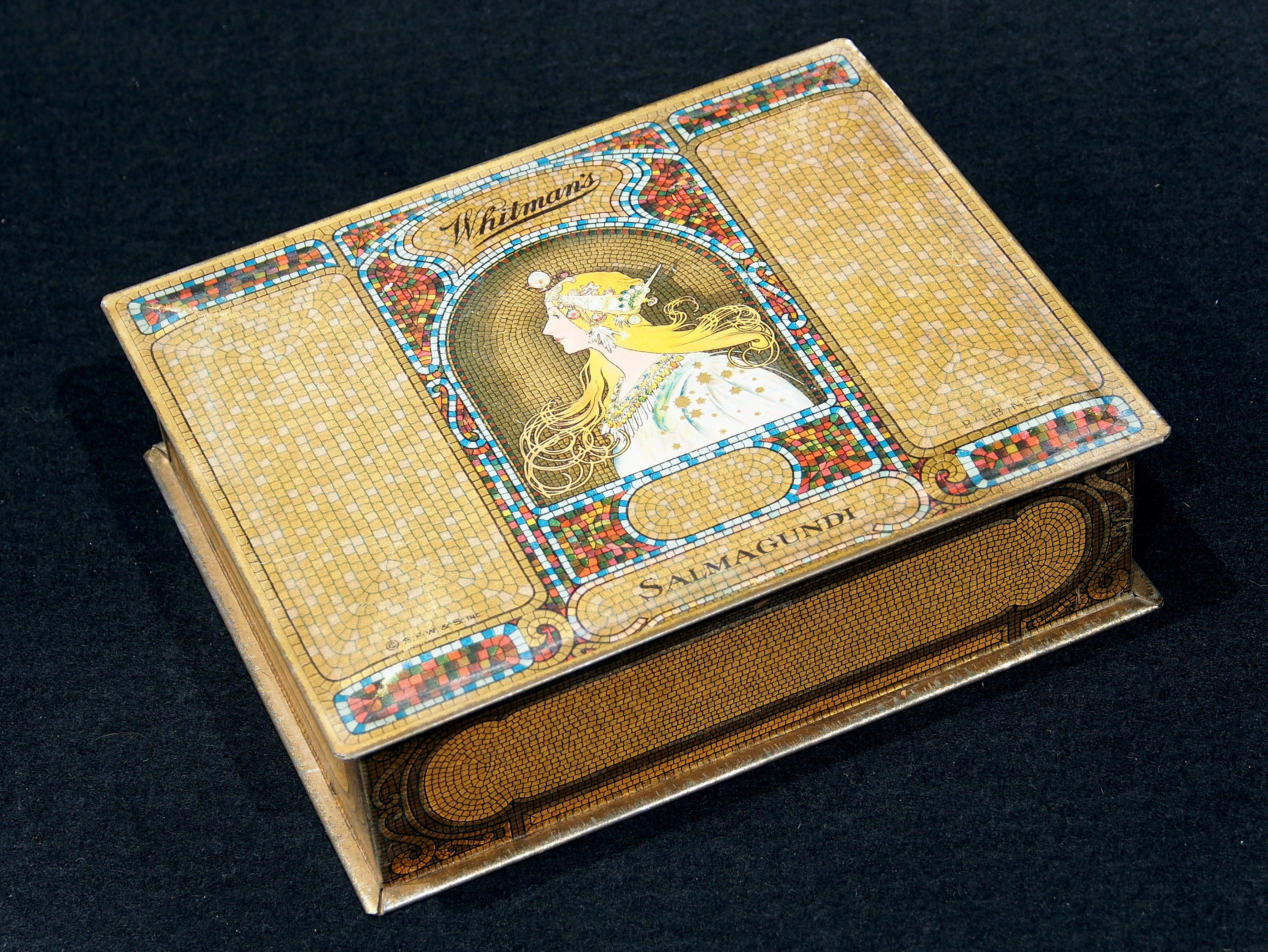
ホイットマン社のチョコレート缶容器 2(1900)
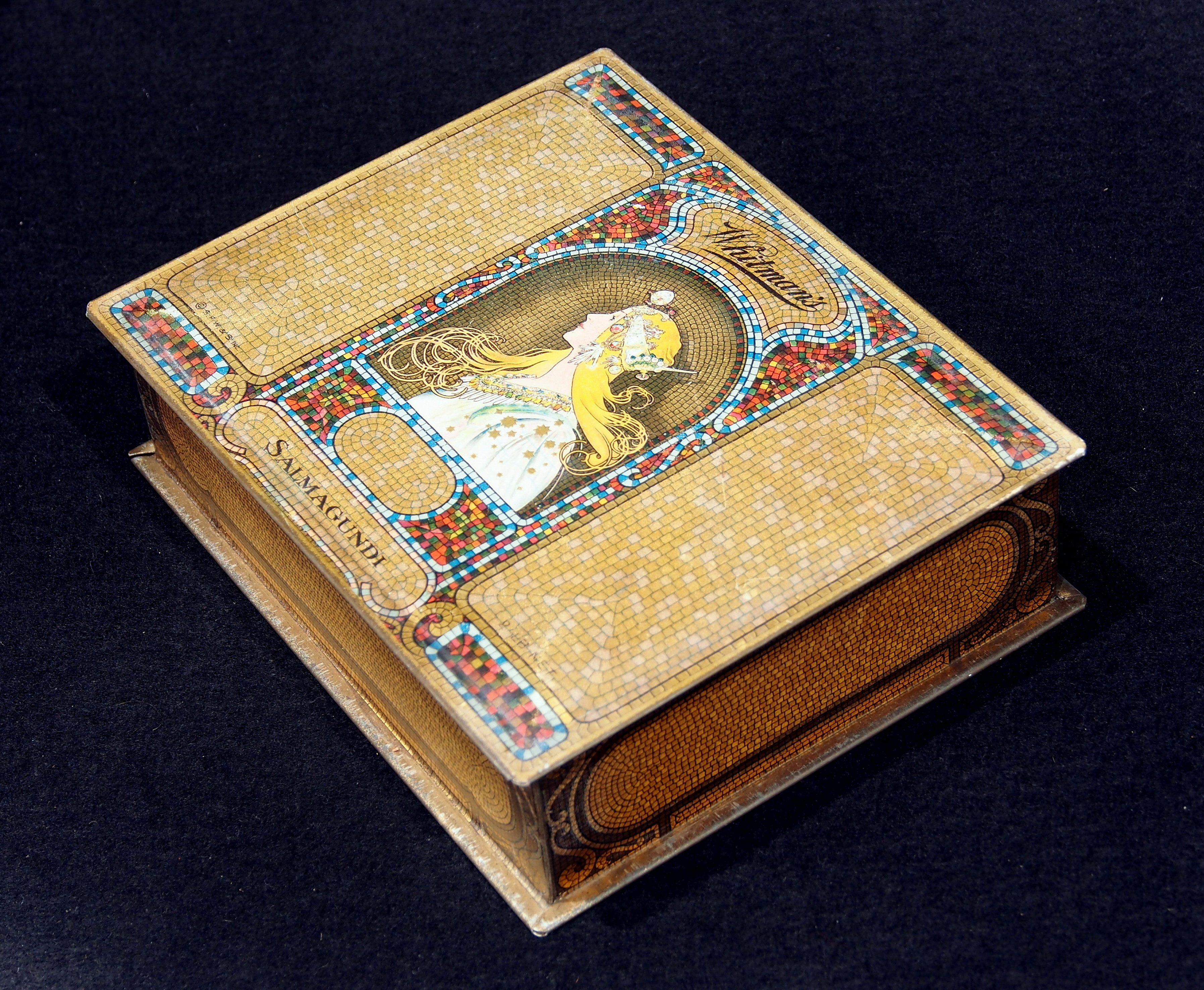
ホイットマン社のチョコレート缶容器 3(1900)
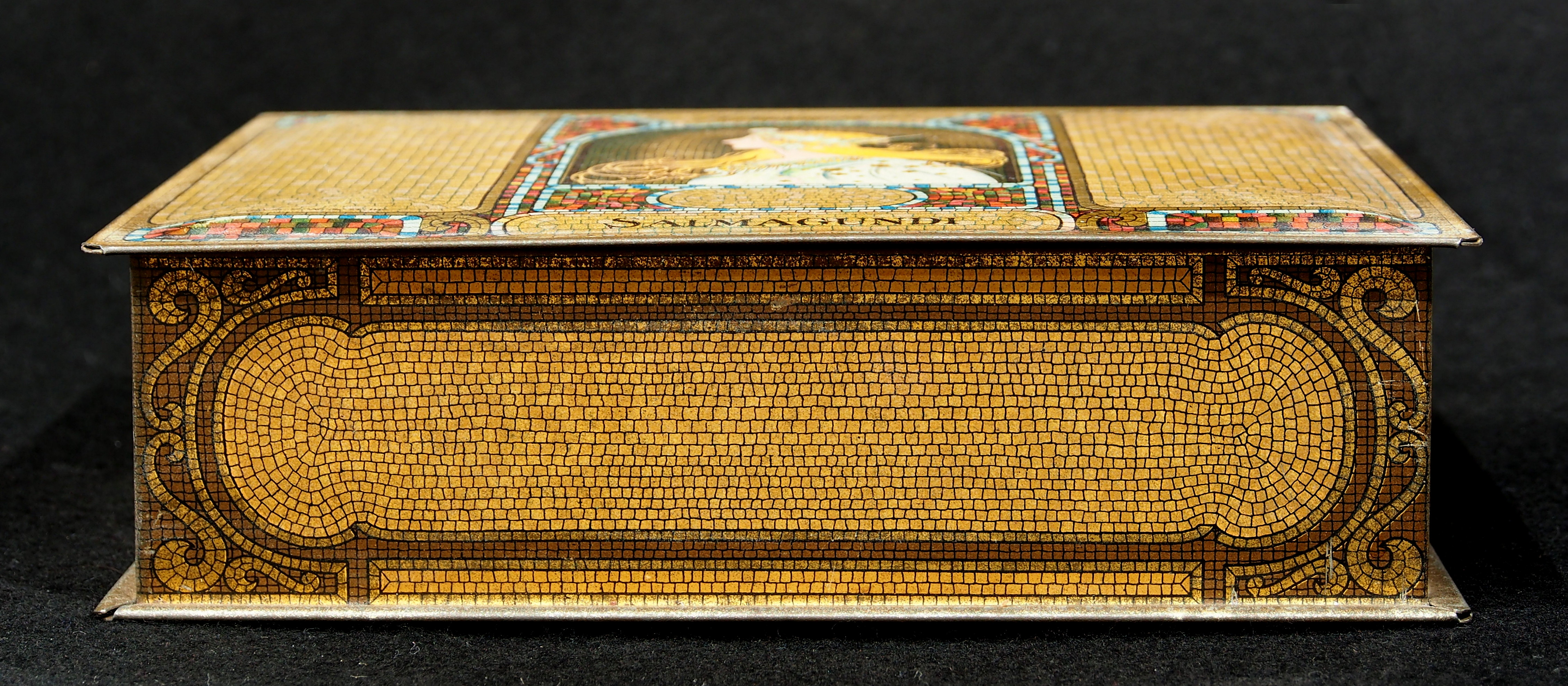
ホイットマン社のチョコレート缶容器 4(1900)
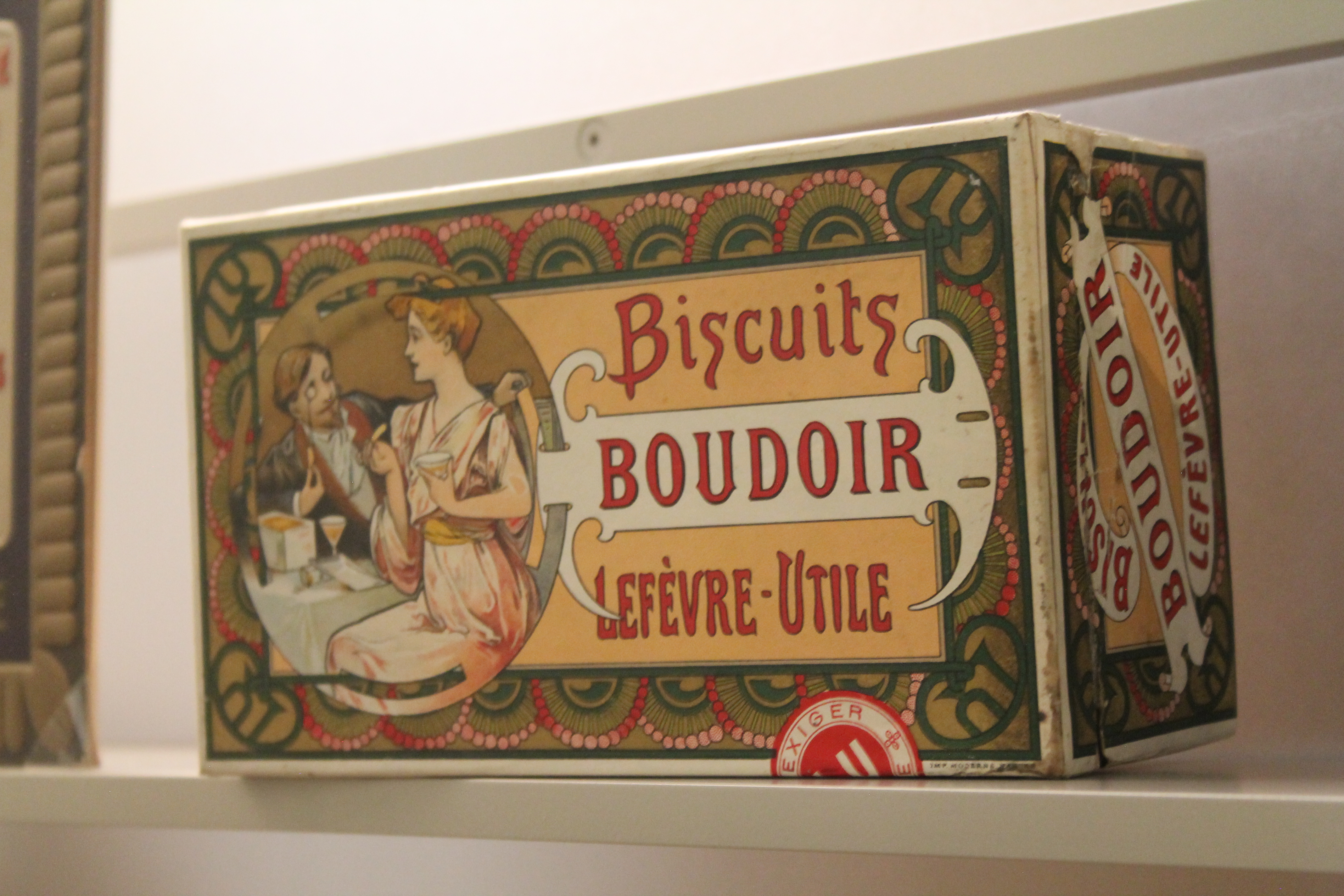
ミュシャのリトグラフによるLUのゴーフレットの缶のパッケージ 「BOUDOIR」(1901)
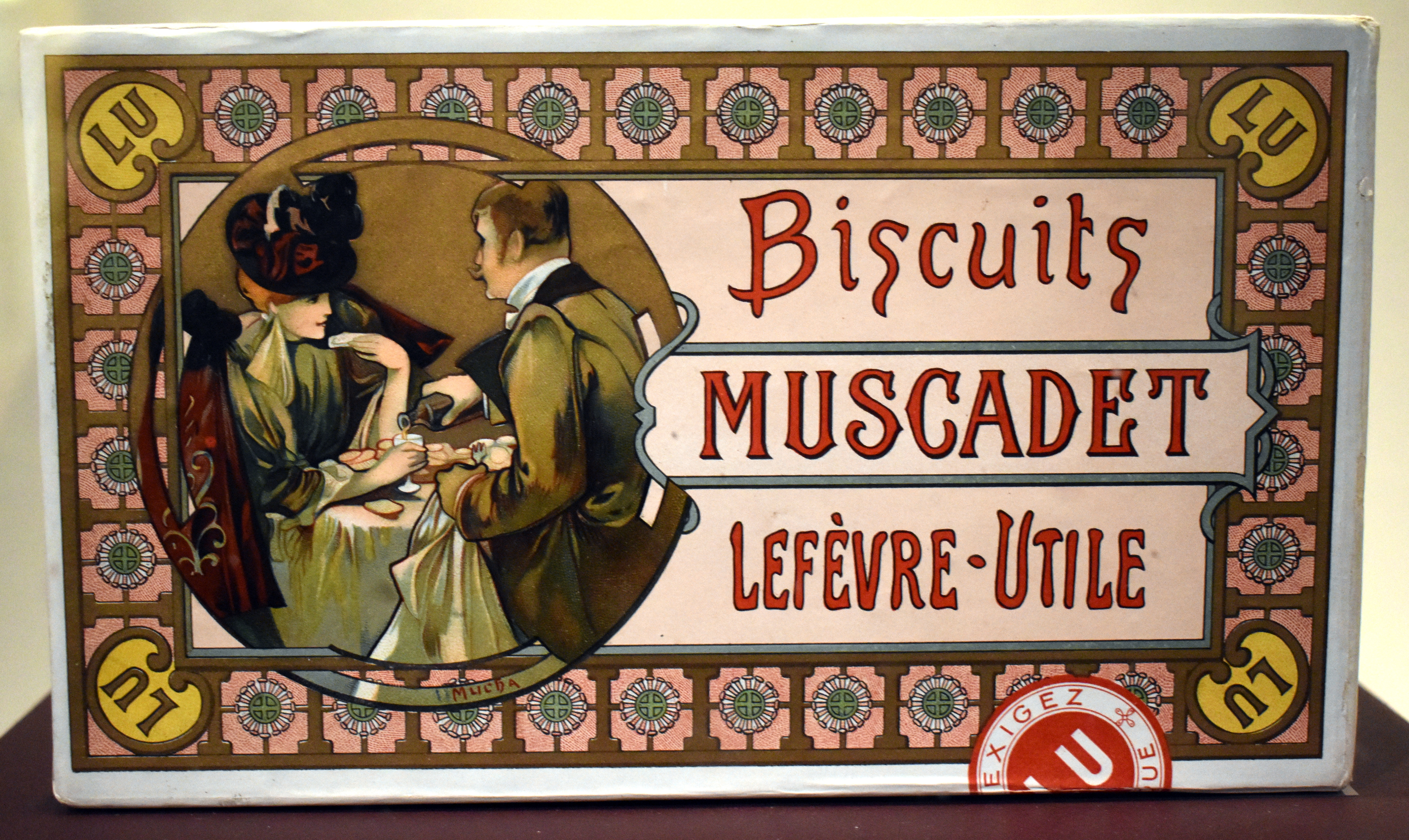
ミュシャのリトグラフによるLUのゴーフレットの缶のパッケージ「MUSCADET」(1901)

### 切手

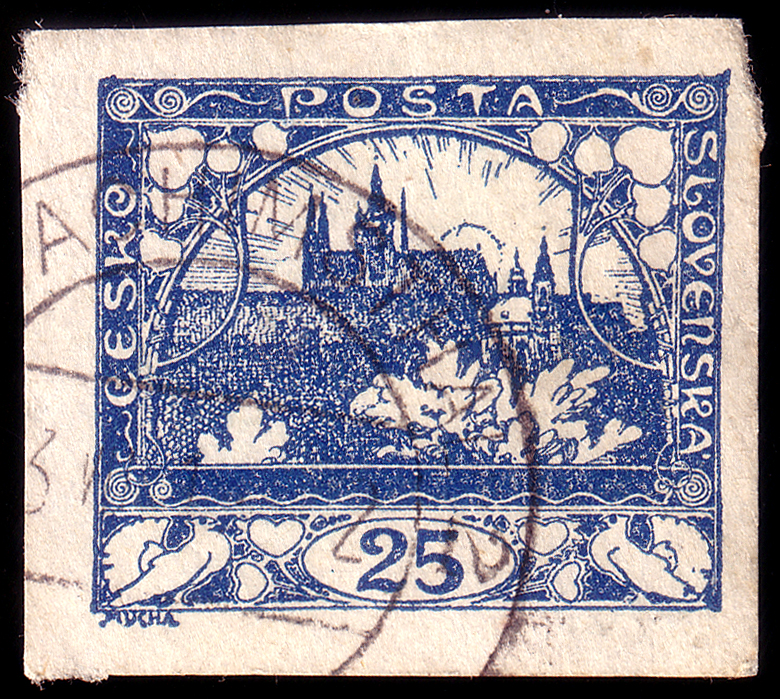
ミュシャが制作したチェコスロバキア共和国初の切手(1918)

### 撮影

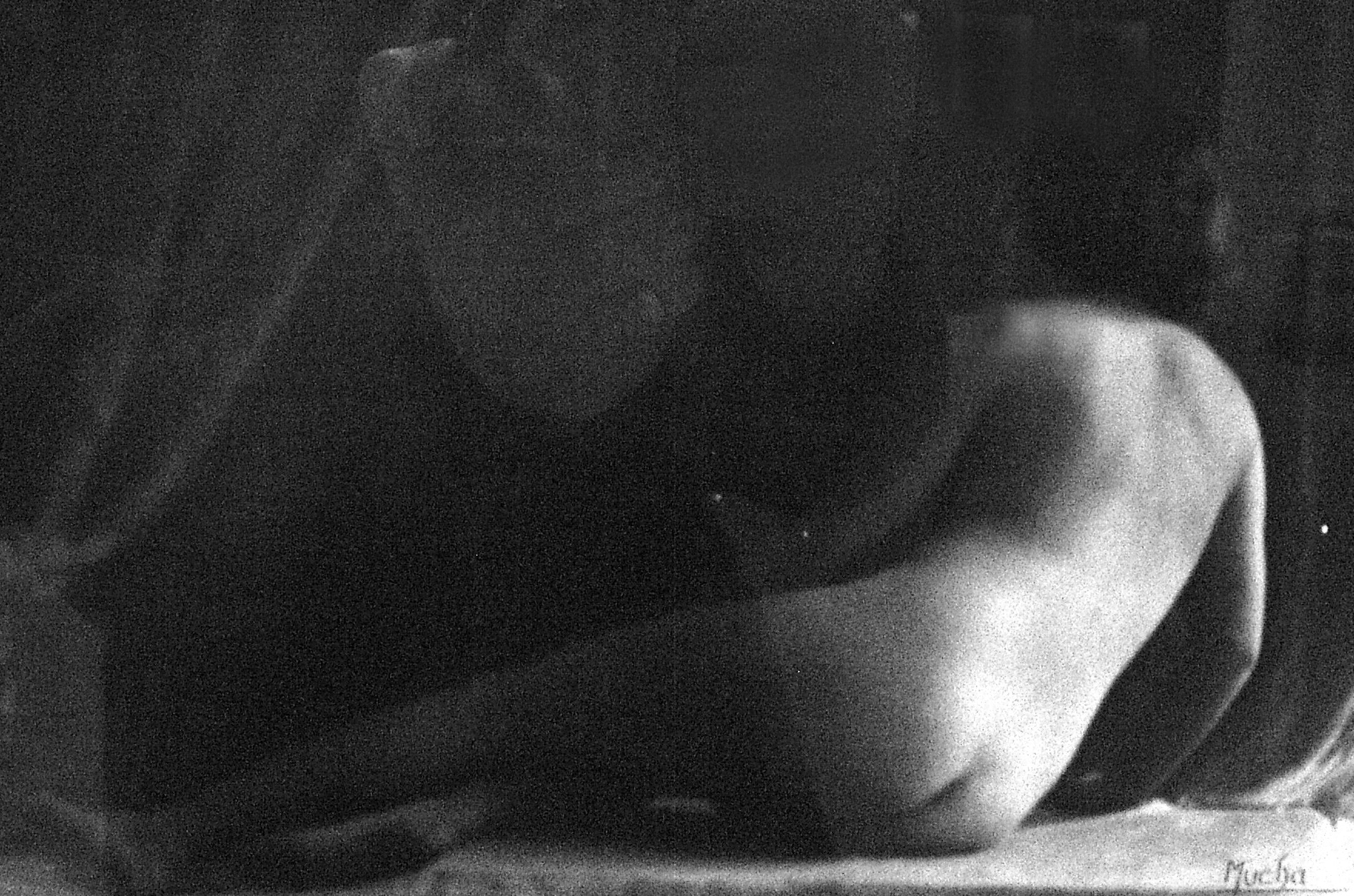
ミュシャ撮影のヌード写真(1895)

### 写真

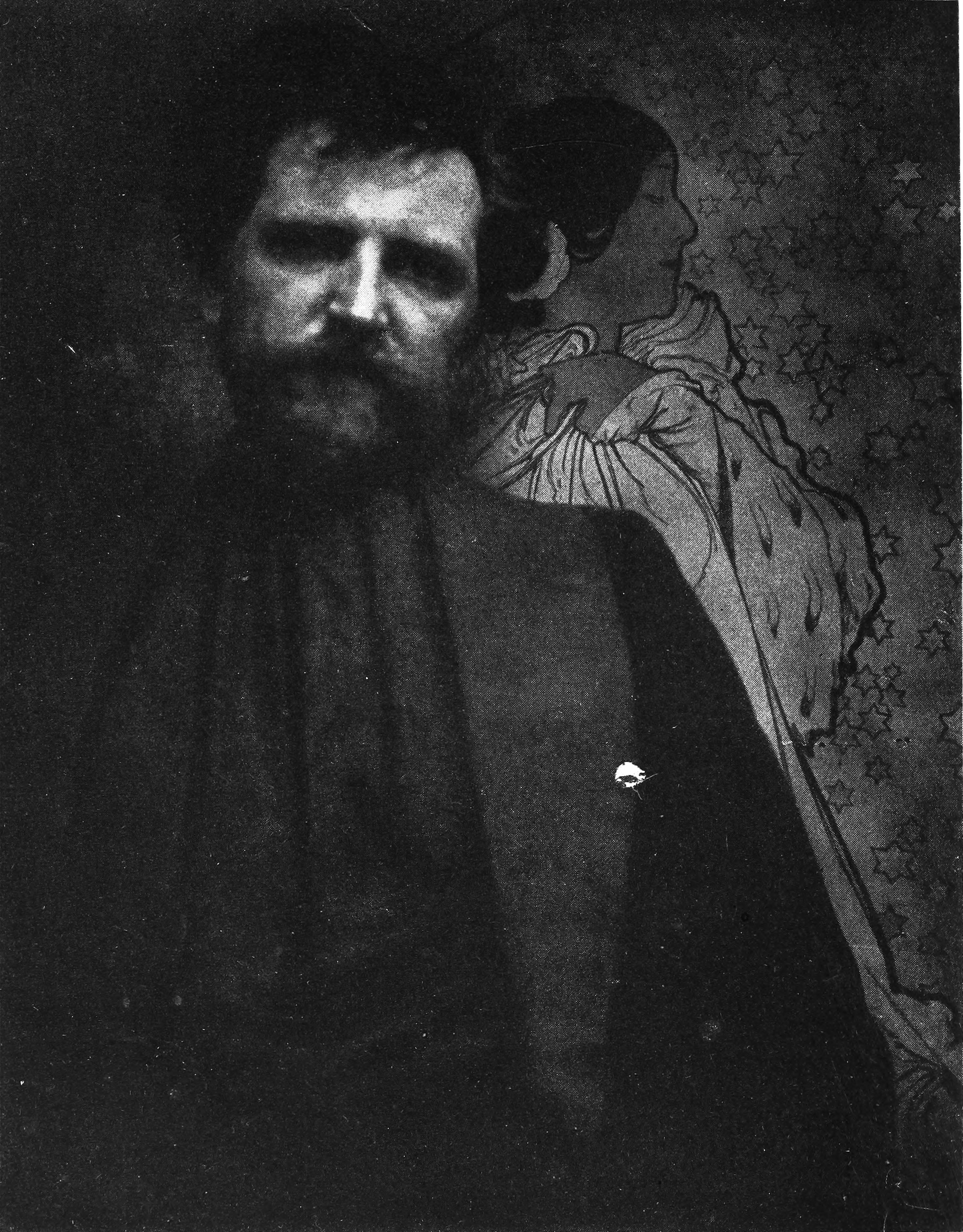
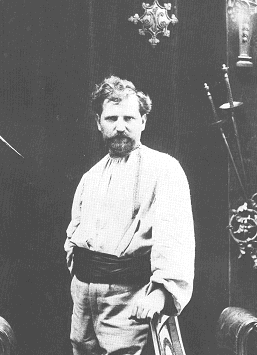
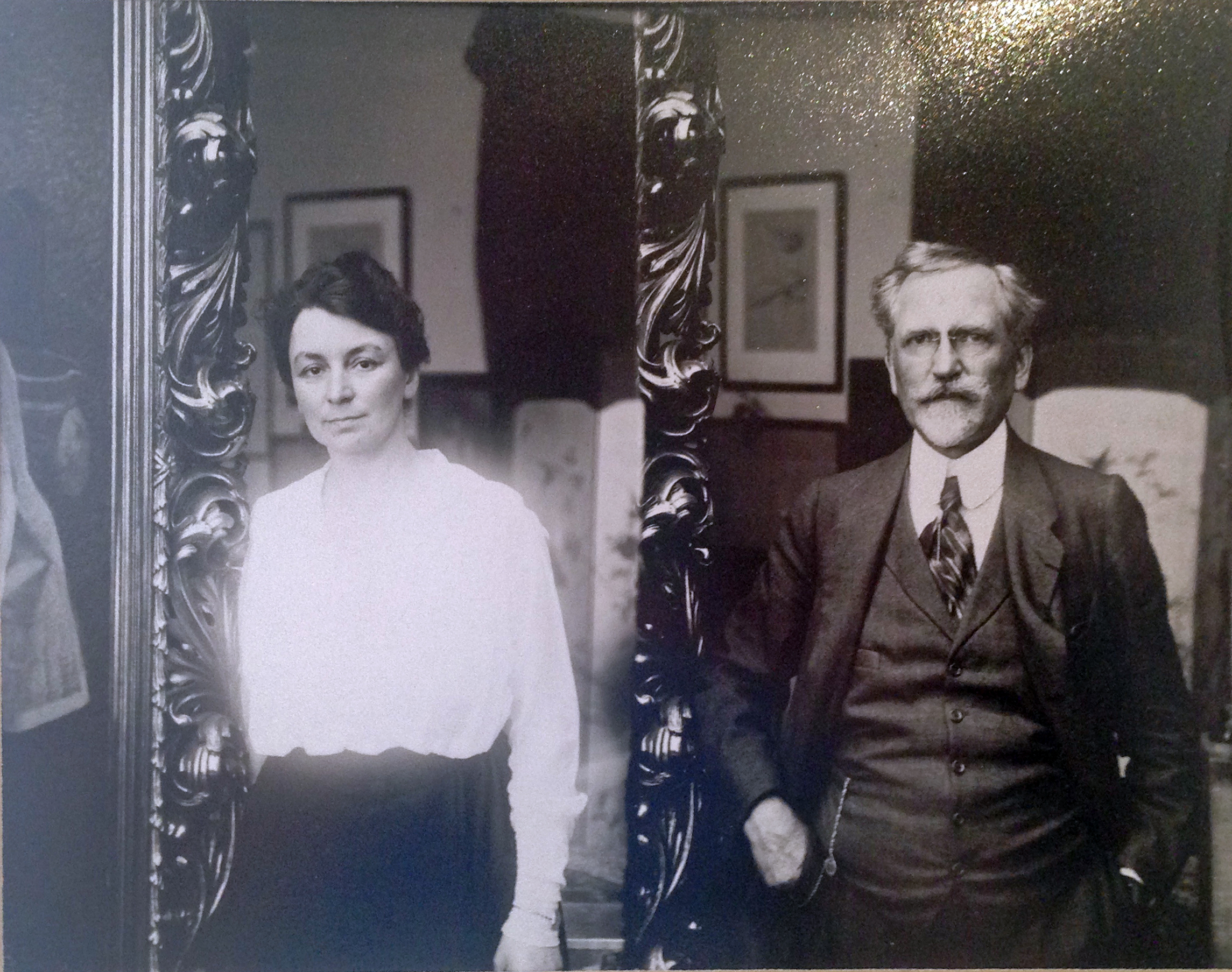
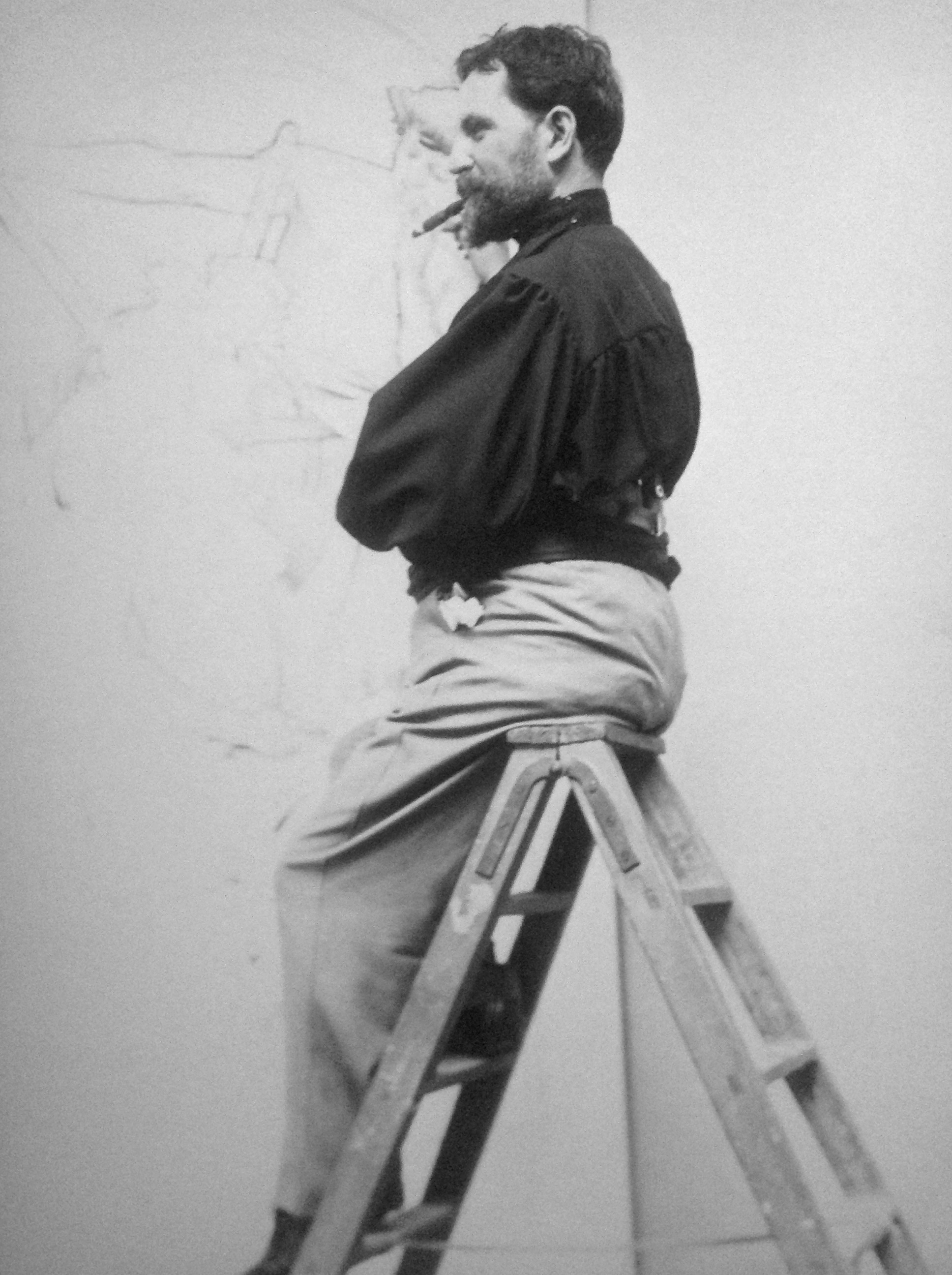
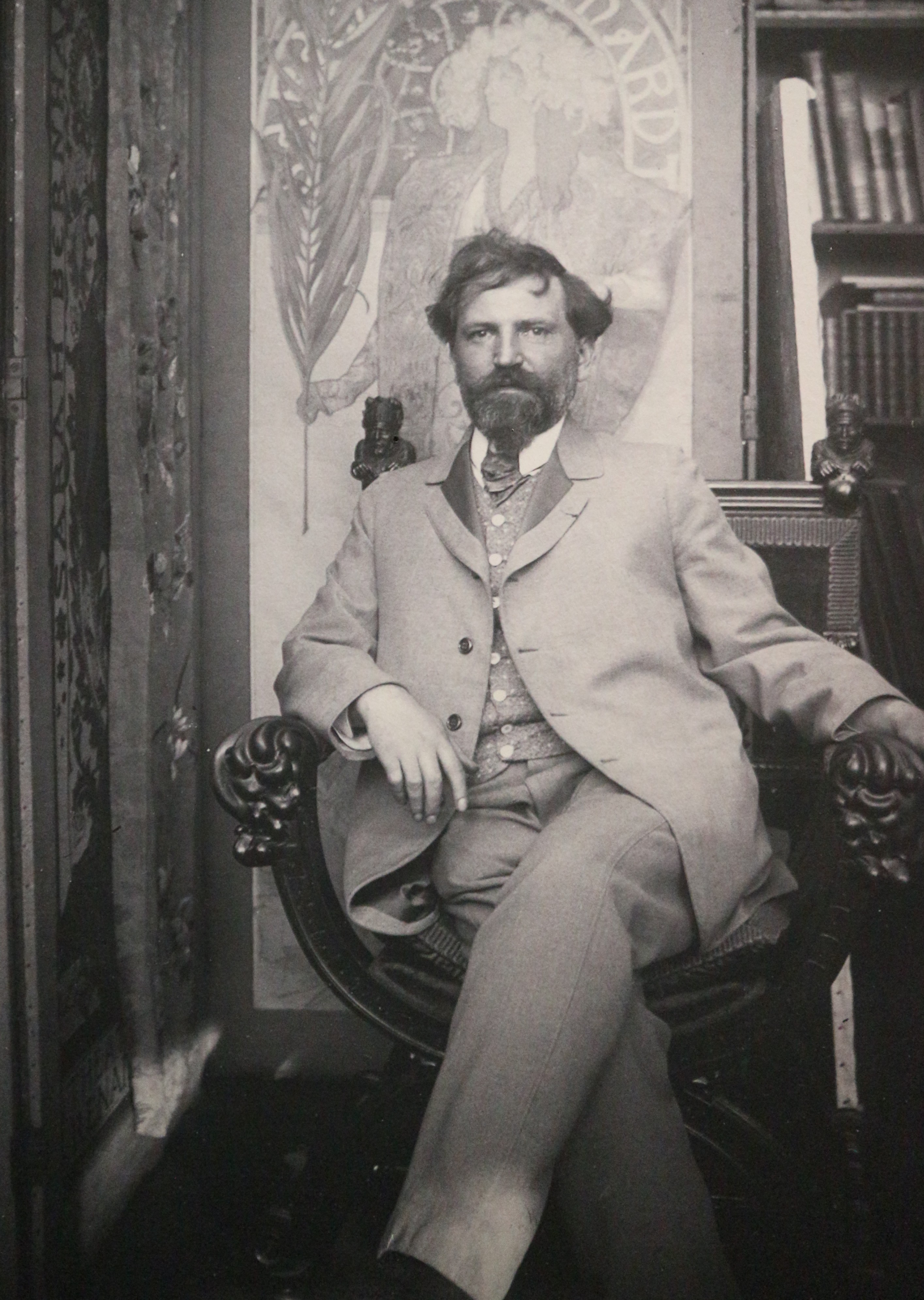
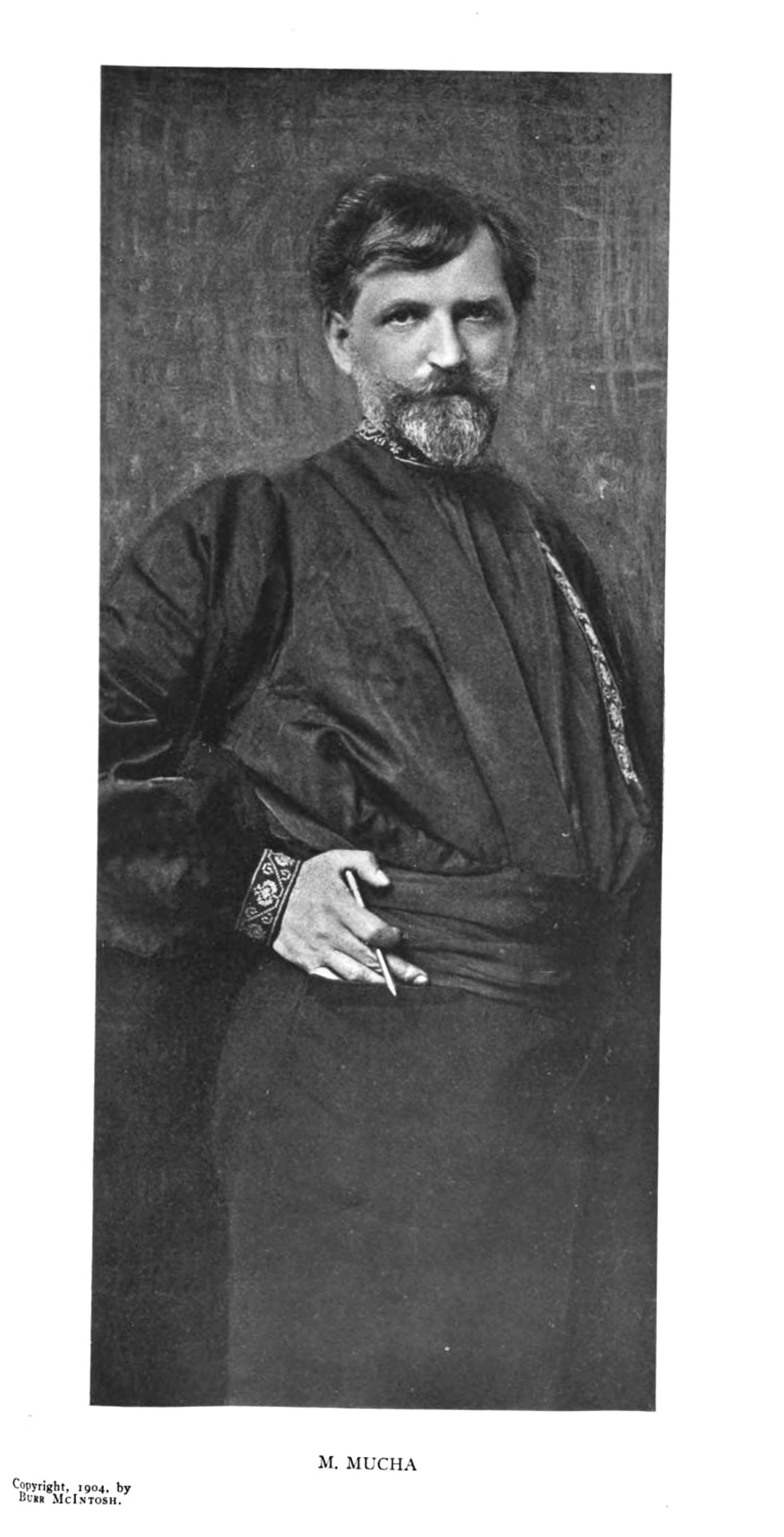
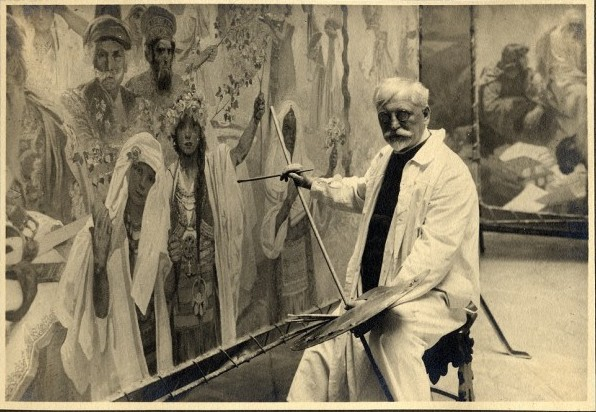
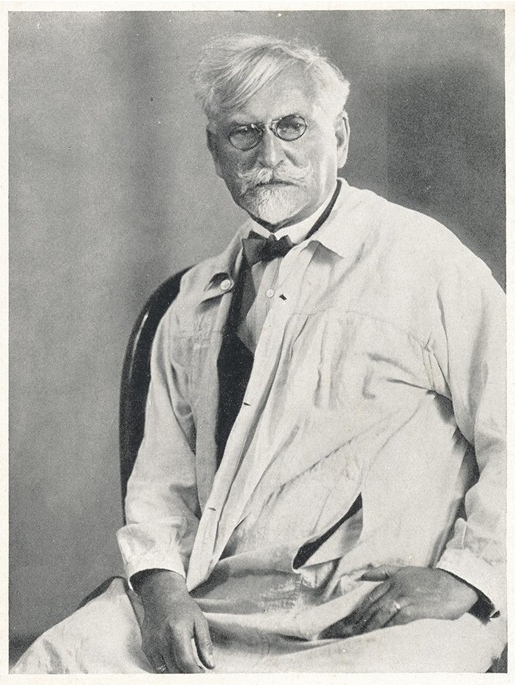

## 文献

### 画集・図録
- ドイテク企画室編『アール・ヌーヴォーの華 アルフォンス・ミュシャ展図録 1983年3月-11月』ドイテク企画室、1983年
  - 年譜・参考文献: p188 - 193
- 『アルフォンス・ミュシャ The Ivan Lendl collection』講談社、1986年5月10日第1刷発行、ISBN 4-06-202742-9
- 『アルフォンス・ミュシャ』Gakken、1986年6月3日初版発行、ISBN 4-05-101868-7
  - 参考文献あり。年譜: p204 - 205
- ドイ文化事業室編『没後50年記念 アール・ヌーヴォーの華 アルフォンス・ミュシャ展 図録』（The 50th Year Anniversary Exhibition of Alphonse Mucha Catalogue）、ドイ文化事業室、1989年
  - 年譜・Selected bibliography: p254 - 265
- 『アルフォンス・ミュシャ作品集』三省堂書店、1992年6月20日初版発行、ISBN 4-924820-53-9
  - 『アルフォンス・ミュシャ作品集（新装版）』ドイ文化事業室（発売：創英社）、2004年9月23日初版第1刷発行、ISBN 4-924820-77-6
- レナーテ・ウルマー『アルフォンス・ミュシャ アール・ヌーヴォーの幕開け』タッシェン、1993年、ISBN 3-8228-9089-8
  - ハードカバー版：ISBN 3-8228-0716-8、2001年9月再発版：ISBN 4-88783-055-6
- ペトル・ヴィトリッヒ監修『アルフォンス・ミュシャ「生涯と芸術」展』東京新聞、1995年
  - 年表・文献あり。会期・会場：1995年-1997 Bunkamuraザ・ミュージアムほか
- ミュシャ画／ジュディット・ゴーティエ著『アルフォンス・ミュシャ 復刻挿画本 白い象の伝説』吉田文訳、ガラリエ・ソラ、2005年10月17日初版発行、ISBN 4-9902626-0-3
  - アルマン・コラン社から1894年に出版されたミュシャの挿画本『白い象の伝説』を復刻翻訳、ミュシャによるカラー22点モノクロ4点の挿画
- 『アルフォンス・ミュシャ 装飾資料集/装飾人物集』末木友和、小松原みどり訳、ドイ文化事業室（発売：三省堂）、1989年4月、ISBN 4-924820-52-0
  - リブレリー・サントラル・ボザール社から1902年に出版された『装飾資料集』（図版72点）と1905年に出版された『装飾人物集』(図版40点)を、合本し翻訳。
- ミュシャ・画、与謝野晶子―詩・歌『ミュシャ小画集 夢想 ゆめみるおもい』講談社、1997年1月10日第一刷発行、ISBN 4-06-266354-6。年譜収録
- 『アルフォンス・ミュシャ展 アール・ヌーヴォーの華 美しき出会い 与謝野晶子とアール・ヌーヴォー』
  - アルフォンス・ミュシャ展実行委員会、1994年。年譜・参考文献: p254 - 265
- ミュシャ・リミテッド編『アルフォンス・ミュシャ 波乱の生涯と芸術』島田紀夫監訳、講談社、2001年9月15日第1刷発行（増訂版2011年）、ISBN 4-06-210541-1
  - 年譜あり、チェコのミュシャ美術館公認評伝画集の日本語版、図版200点以上。
- 島田紀夫『アルフォンス・ミュシャ アール・ヌーヴォー・スタイルを確立した華麗なる装飾』六耀社、1999年12月10日初版発行、ISBN 4-89737-366-2
  - 入門書の図版本、142点の作品、解説・紹介。年譜。
- 『ミュシャ財団秘蔵 ミュシャ展―パリの夢 モラヴィアの祈り』 日本テレビ放送網株式会社、2013年3月
- 千足伸行監修『ミュシャ パリに咲いたスラヴの華』小学館、2013年2月22日発売、ISBN 978-4-09-682078-0。上記の開催記念出版
- 国立新美術館編『ミュシャ展』求龍堂、2017年。図録、ISBN 978-4-7630-1703-1
- 『ミュシャのすべて』角川新書、2016年12月10日初版発行、ISBN 978-4-04-082081-1。アルフォンス・ミュシャ館協力。入門書
  - 旧版『ミュシャの世界』新人物往来社、2013年2月20日第1刷発行、ISBN 978-4-404-04181-4、アルフォンス・ミュシャ館（堺市立文化館）協力
- 大友義博監修『もっと知りたいミュシャの世界』宝島社、2017年4月7日発行、ISBN 978-4-8002-6906-5
- 『西洋絵画の巨匠 ミュシャ』小学館週刊、2009年5月12日号。入門書。3冊とも上記の展覧会に併せた出版
- 『ミュシャ パリの華、スラヴの魂』新潮社〈とんぼの本〉、2018年2月27日発売、ISBN 978-4-10-602279-1
  - 入門書。小野尚子、本橋弥生、阿部賢一、鹿島茂解説
- 千足伸行『アート・ビギナーズ・コレクション もっと知りたいミュシャ 生涯と作品』東京美術、2007年9月10日初版第1刷発行、ISBN 978-4-8087-0832-0。入門書
  - 改訂版：2019年7月19日発売、ISBN 978-4-8087-1152-8。
- 『アルフォンス・ミュシャ ポストカードブック』発行：青幻舎、発売：草紙堂、2007年12月1日発売、ISBN 978-4-86152-134-8
- 『ミュシャART BOX波乱の生涯と芸術』ミュシャ・リミテッド／編、島田紀夫／監訳、講談社、2011年11月26日発売、ISBN 978-4-06-217317-9
- 千足伸行解説『ミュシャ作品集 パリから祖国モラヴィアへ』東京美術、2012年3月1日初版第1刷発行、ISBN 978-4-8087-0946-4
  - 増補改訂版：2022年3月31日発売、ISBN 978-4-8087-1235-8
- 千足伸行解説『ミュシャ装飾デザイン集『装飾資料集』『装飾人物集』』東京美術、2012年10月10日初版第1刷発行、ISBN 978-4-8087-0959-4
  - 千足伸行解説『ミュシャ装飾デザイン集 増補改訂版『装飾資料集』『装飾人物集』『装飾図案集』』東京美術、2021年11月29日発売、ISBN 978-4-8087-1234-1
- 千足伸行解説『ミュシャ スラヴ作品集』東京美術、2015年3月30日初版第1刷発行、ISBN 978-4-8087-1012-5
- 千足伸行監修『ミュシャ 広告のなかのアール・ヌーヴォーの美女たち』東京美術、2013年4月15日初版第1刷発行。画集、ISBN 978-4-8087-0970-9
- ヴラスタ・チハーコヴァー『アール・ヌーヴォーの華 Alfons Mucha アルフォンス・ミュシャ作品集』尾形企画、2016年4月初版第1刷発行、ISBN 978-4-600-00426-2
- 海野弘解説・監修『アルフォンス・ミュシャの世界 2つのおとぎの国への旅』パイ インターナショナル、2016年8月19日初版第1刷発行、ISBN 978-4-7562-4789-6
- ミュシャ財団監修『ミュシャ 華麗なるアール・ヌーヴォーの世界』。小学館、2019年6月26日発売、ISBN 978-4-09-682288-3
- 堺アルフォンス・ミュシャ館編『アール・ヌーヴォーの華 アルフォンス・ミュシャ 代表作から知られざる初期作品、習作まで』講談社、2020年1月22日第1刷発行、ISBN 978-4-06-516890-5
- 府中市美術館編著『アルフォンス・ミュシャ ふたつの世界』筑摩書房、2024年9月28日発売、ISBN 978-4-480-87416-0

### 書籍
- 阿部賢一『複数形のプラハ』人文書院、2012年1月20日初版発行、ISBN 978-4-409-51066-7
  - 第3章 都市芸術としてのアール・ヌーヴォー アルフォンス・ムハとスラヴ主義
- 島田紀夫編『ミュシャ アール・ヌーヴォーの美神たち』小学館、1996年12月1日発売、ISBN 4-09-606008-9
  - ミュシャおよび美術関連年表: p125 - 134
- ジリ・ミュシャ著、ドイ文化事業室編・訳『アルフォンス・マリア・ミュシャ 生涯と芸術』三省堂書店、1989年、ISBN 4-924820-51-2
- 『アール・ヌーヴォーの世界1―花園の香り ミュシャとパリ』学習研究社、1987年6月15日第1刷発行、ISBN 4-05-151318-1
  - 各巻タイトル: ミュシャとパリ 花園の香り、アール・ヌーヴォー都史: p113 - 120

### CD-ROM
- 『アルフォンス・マリア・ミュシャ I. 黄道十二宮 ハイブリッドCD-ROM for Macintosh/Windows95』自在堂/ピクトグラフ、1997年、PG-M01
- 『アルフォンス・マリア・ミュシャ II. 装飾資料集/装飾人物集 ハイブリッドCD-ROM for Macintosh/Windows95』自在堂/ピクトグラフ、1997年、PG-M02
- 『アルフォンス・マリア・ミュシャ III. 主の祈り/連作集 ハイブリッドCD-ROM for Macintosh&Windows95/98』自在堂/ピクトグラフ、1999年、PG-M03
- 千足伸行監修『ミュシャ作品集 アール・ヌーヴォーの華麗なる遺産』シンフォレスト、1999年12月9日発売、CD-ROM画集